# Археография Восточной Пруссии

Административно-территориальное деление провинции Восточная Пруссия на административные округа и уезды после реформы 1905 года. Зелёным цветом отмечены уезды, входившие в округ Кёнигсберг, голубым — в округ Гумбиннен, розовым — в округ Алленштейн. Современная российско-польская граница пересекает территории уездов Хайлигенбайль, Прейсиш-Эйлау, Фридланд, Гердауэн, Даркемен, Гольдап. За исключением Гольдапа, их тогдашние уездные центры остались на российской стороне. На севере Мемельский уезд принадлежит сегодня Литве; к ней же относятся те части уездов Хайдекруг, Нидерунг (с 1938 г. — Эльхнидерунг), Тильзит и Рагнит, что расположены на правобережье Немана.

Археография Восточной Пруссии является составной частью археографии, посвящённой бывшим прусским территориям. Она зарождается ещё в XVI столетии, получает дальнейшее развитие в эпоху Просвещения и становится на строго научную основу в XIX—XX вв. Заложенные в тот период традиции позволяют и сегодня осуществлять на высоком уровне издание источников, отражающих прошлое этой исторической области. Настоящая статья касается главным образом территорий бывшей провинции Восточная Пруссия (образована в 1878 г.) в границах последней, исторически сложившихся к 1914 году. Основное внимание уделяется публикациям источников средневековья и Нового времени, осуществляемым в научных целях.

## Общие черты археографической традиции

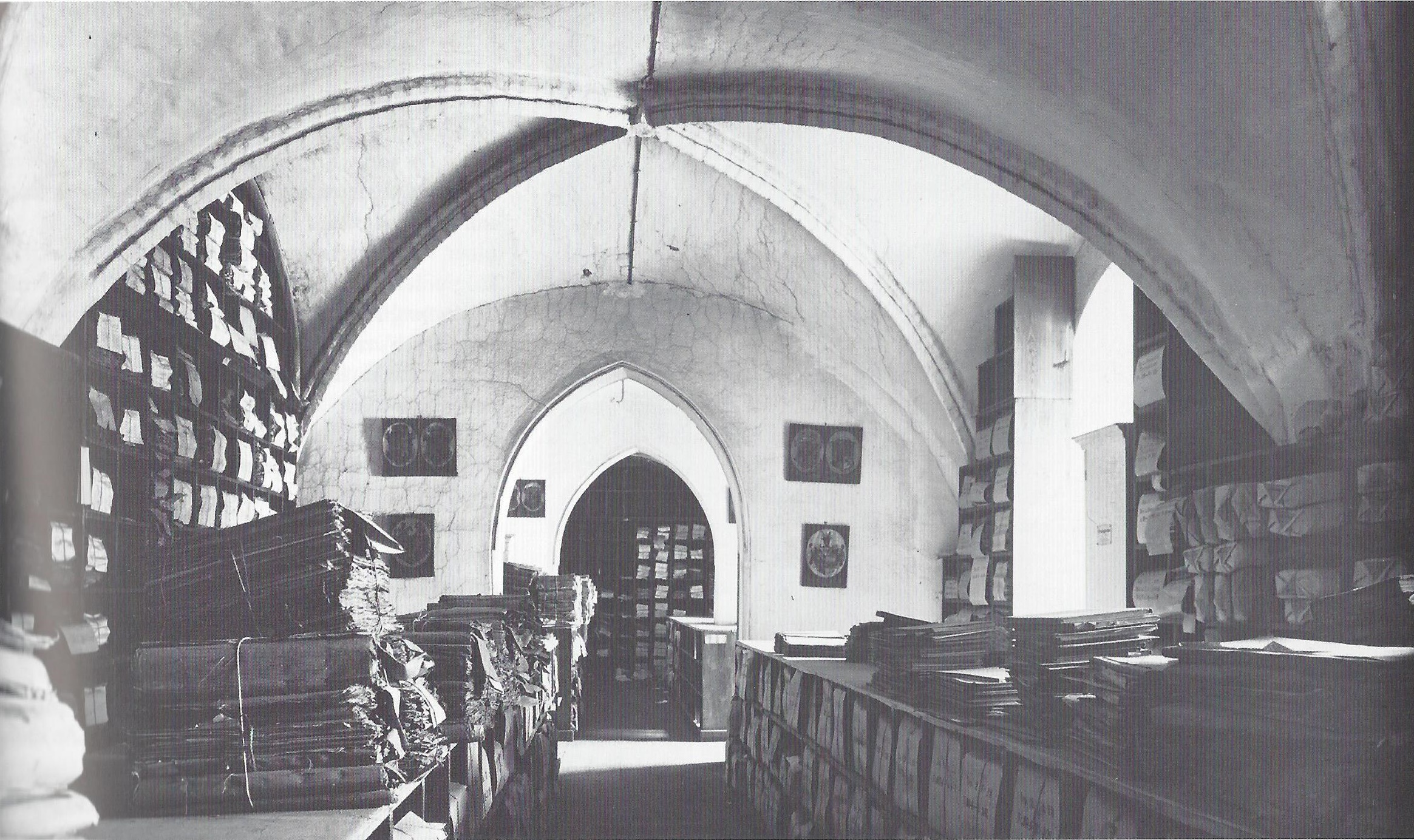
Зал в северном крыле Кёнигсбергского замка (бывшая трапезная), где до переезда в новое здание (1930) располагались документы Прусского государственного архива, относившиеся к раннему Новому времени.

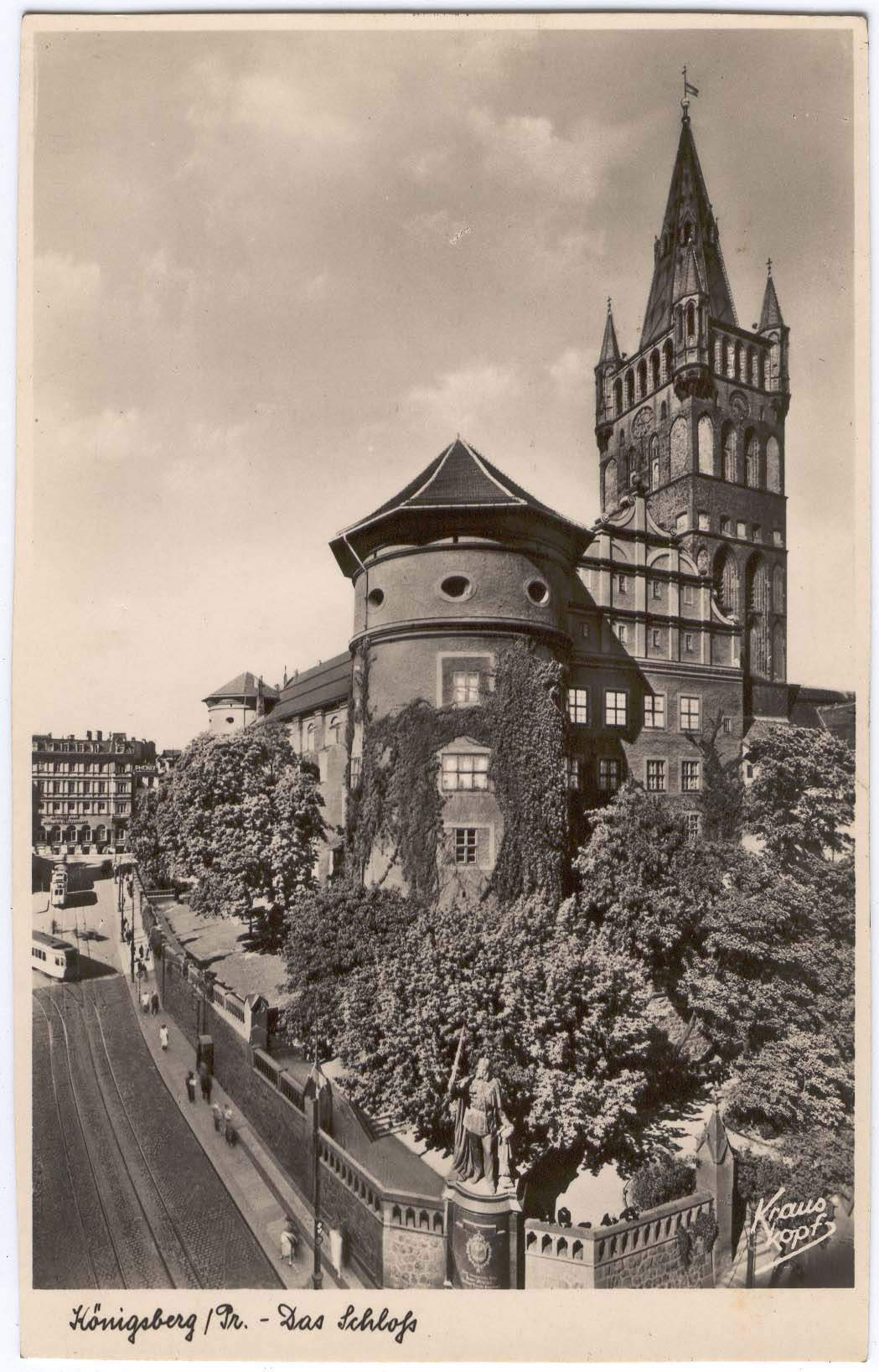
Южный корпус Кёнигсбергского замка, где в 1589—1810 гг. находилась Замковая библиотека. Четыре больших окна (под фронтоном между Круглой и Замковой башнями) освещали её главный зал; в соседнем помещении (маленькое пятое окно справа) хранились рукописи и ноты.

Археографию как вспомогательную историческую дисциплину принято делить на полевую (поиск и собирание рукописей), камеральную (их кодикологическое и палеографическое описание) и эдиционную (издание текста источника по определённым научным правилам). В археографии Пруссии были представлены все три направления, но основное внимание ниже будет уделено различным издательским проектам. Публикаторская деятельность была неразрывно связана с изучением края в целом, очень многие труды по его истории включают в себя и тексты источников, извлечённых из архивов.

## Период до 1945 г

### XVI—XVIII вв.

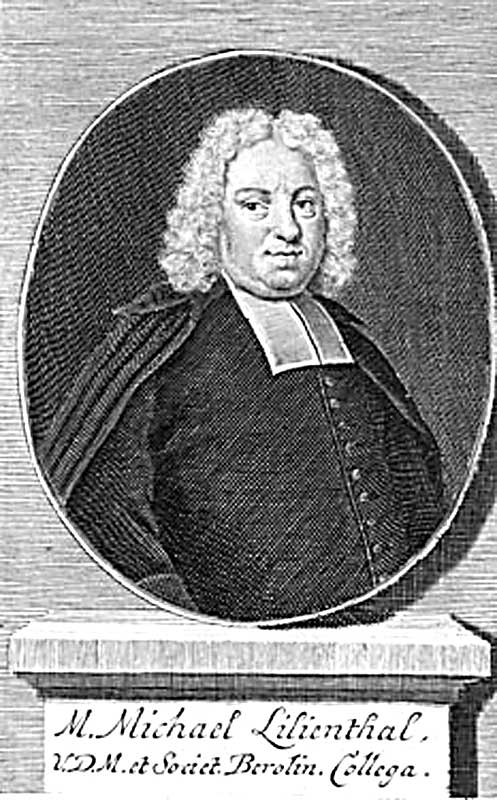
Михаэль Лилиенталь, лютеранский богослов и историк, видный деятель прусского Просвещения. С 1727 г. был куратором Кёнигсбергской городской библиотеки, издал немало письменных источников по прусской истории.

#### Ранние источниковые публикации

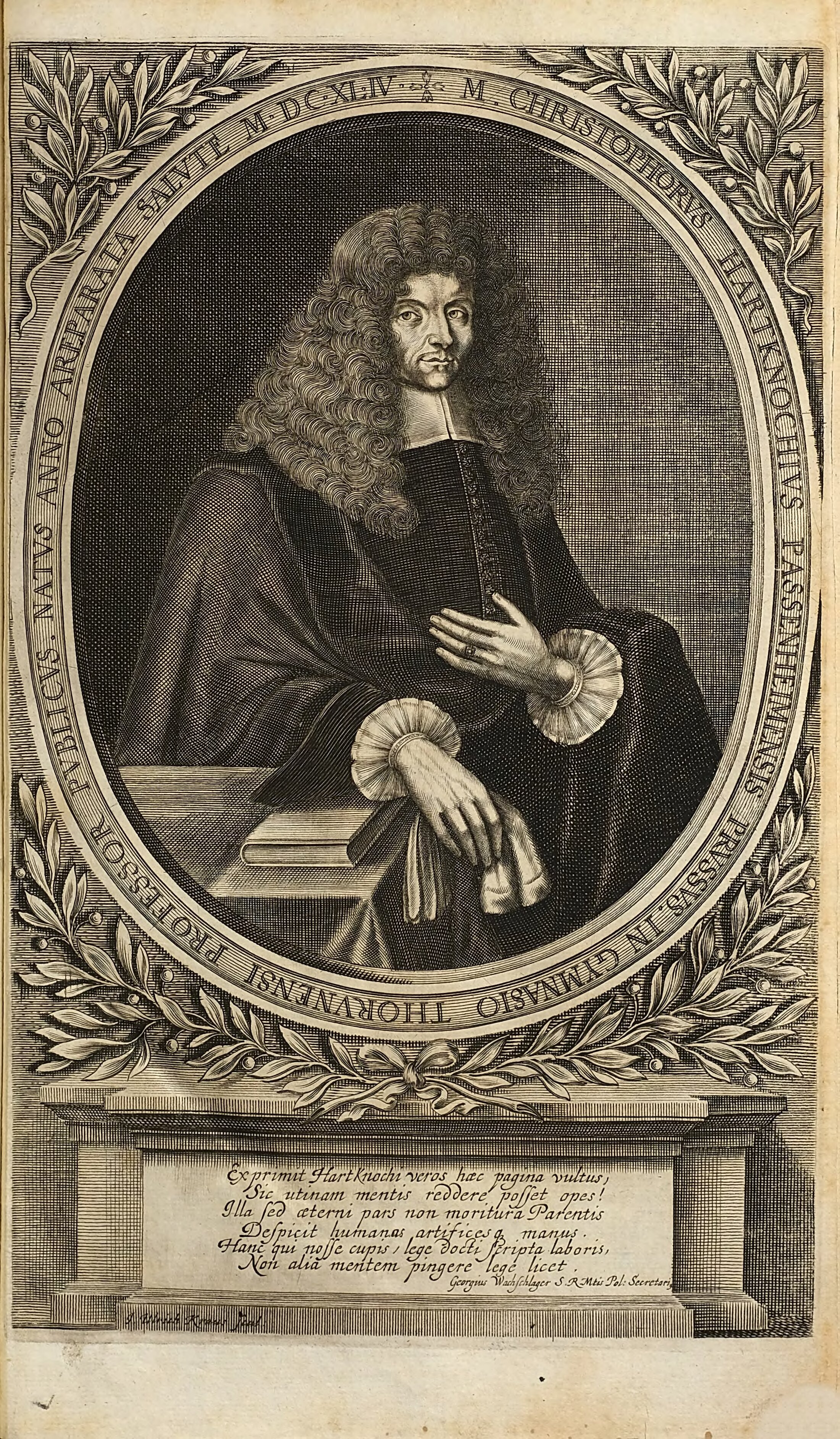
Кристоф Харткнох

Первые публикации отдельных источников по прусской истории относятся ещё к XVI в. Примером могут служить труды кёнигсбергского священника, географа и краеведа Каспара Хенненбергера (1529—1600). В следующем столетии заметный вклад в это дело внёс историк, картограф, гравёр и педагог Кристоф Харткнох, выдающийся деятель прусского Просвещения. Он впервые опубликовал написанную в XIV в. «Хронику земли Прусской» Петра из Дусбурга (1679), а в своих трудах «Древняя и новая Пруссия» (1684) и «Прусская церковная история» (1686) напечатал немало важных источников. Многие сообщаемые им сведения и сегодня имеют большую историческую ценность.

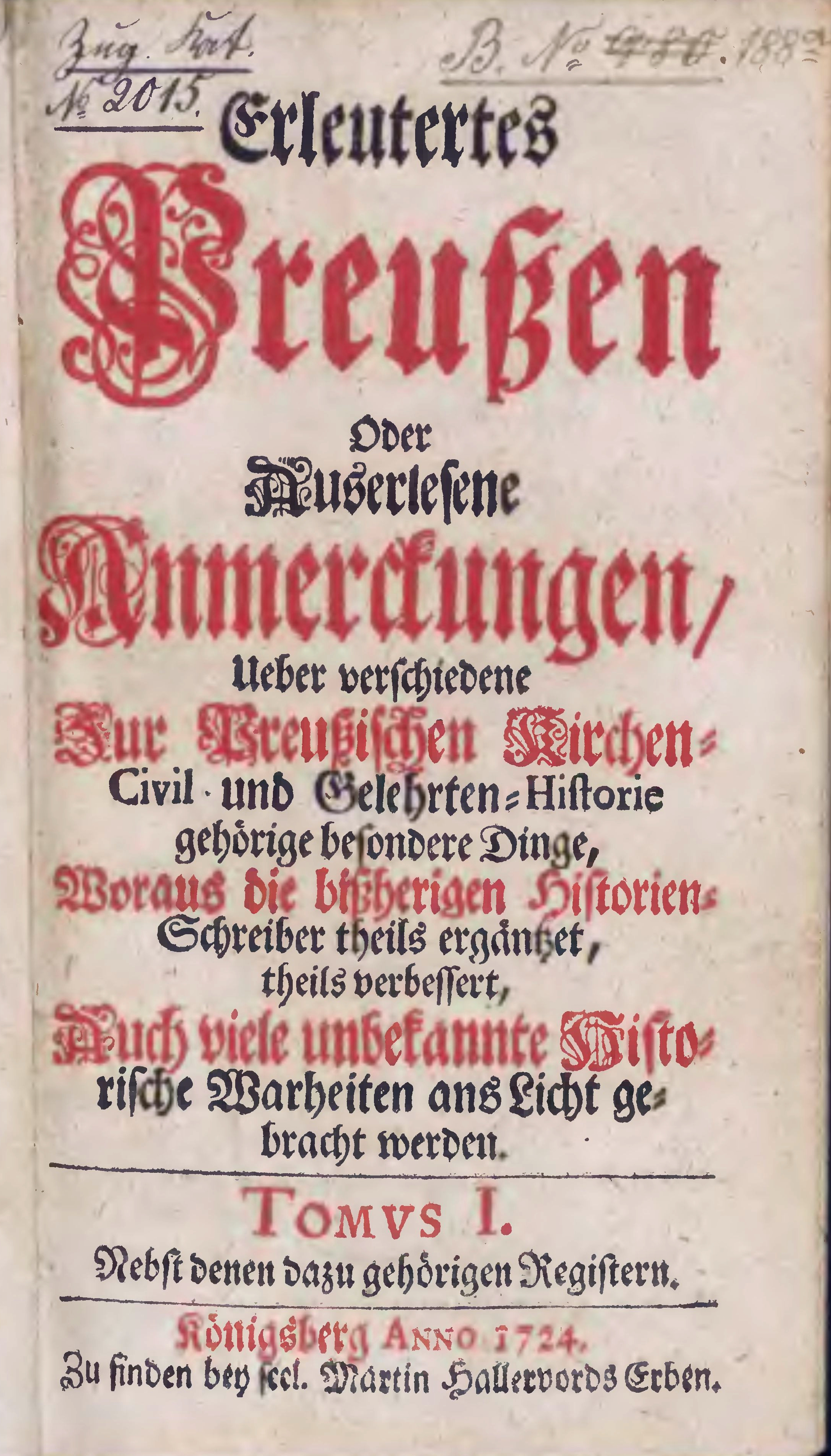
Титульный лист издания М. Лиленталя «Изъяснённая Пруссия» (т. 1), на страницах которого было опубликовано много источников по прусской истории.

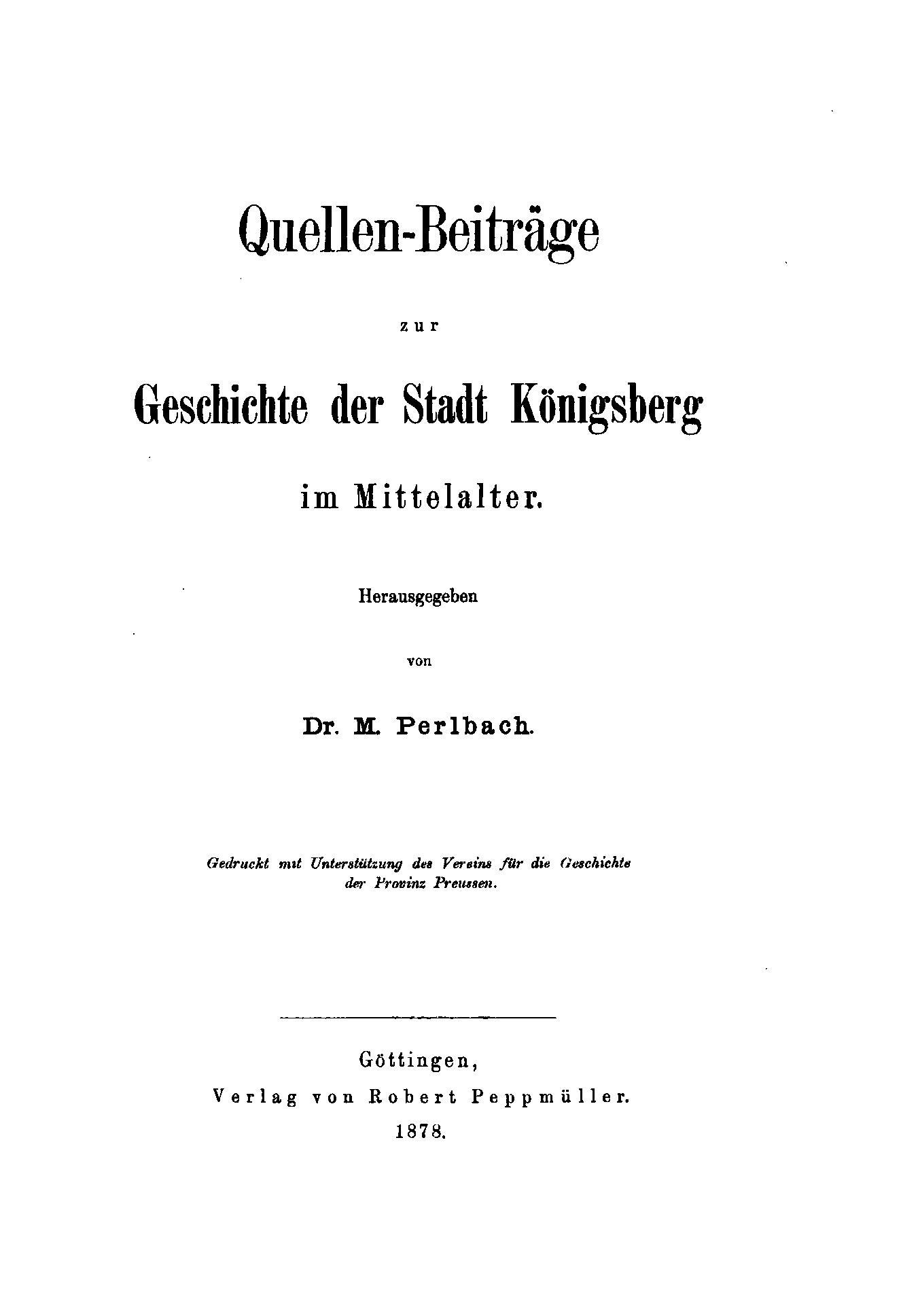
Титульный лист сборника средневековых кёнигсбергских документов, подготовленного Максом Перльбахом (1878).

Но основная часть письменных источников по прусской истории начинает появляться в печати начиная с XVIII столетия. Одним из первых изданий, которое систематически публиковало такие материалы, стала серия «Изъяснённая Пруссия» («Erleutertes Preußen»), выпускавшаяся выдающимся учёным и богословом, членом Прусской академии наук Михаэлем Лилиенталем. Она вышла в пяти томах в Кёнигсберге в 1724—1742 гг. В те же годы выходило периодическое издание сходной направленности — «Акты прусские, церковные, гражданские и литературные». На его страницах также увидели свет многие материалы.

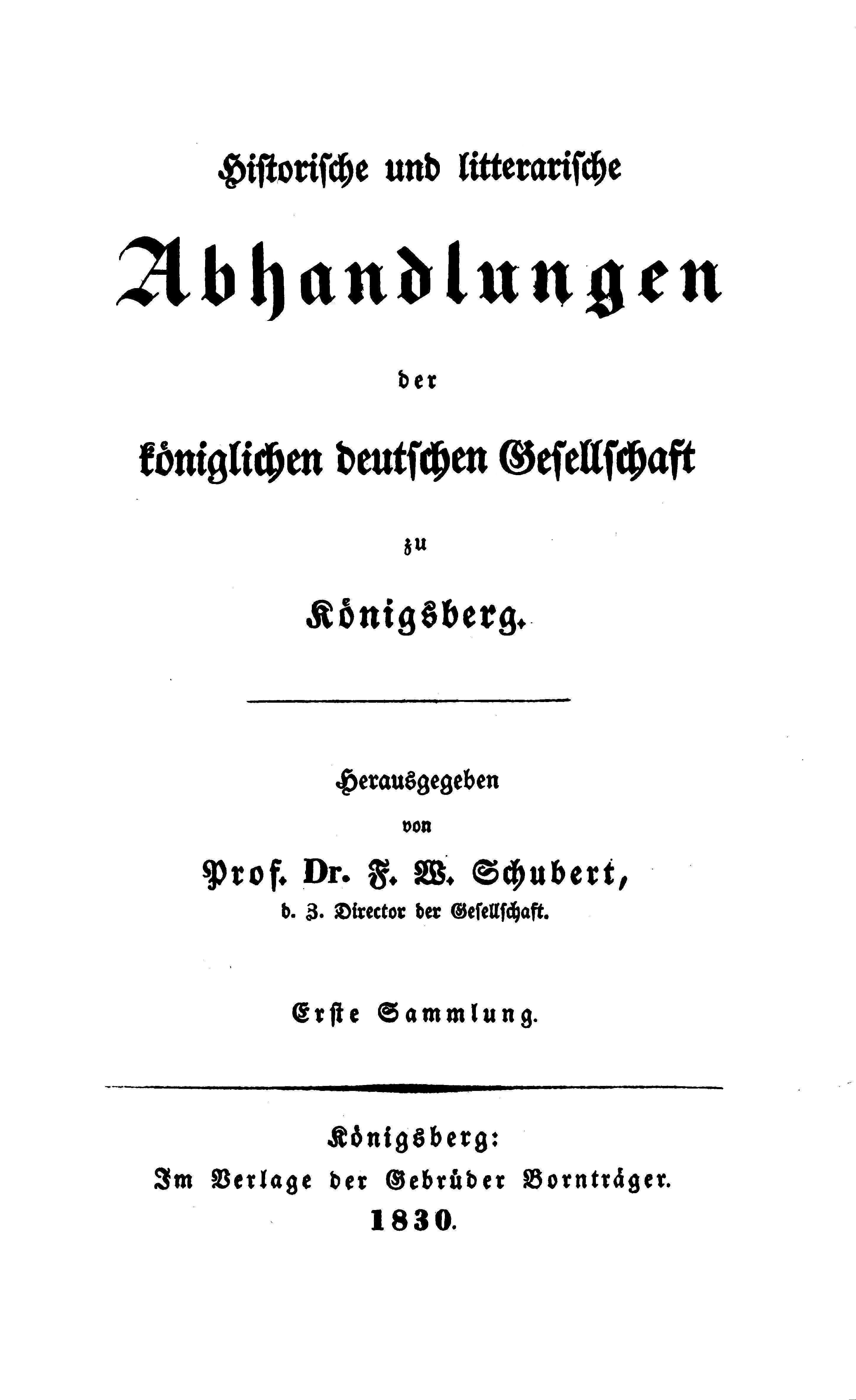
«Исторические и литературные труды Королевского немецкого общества в Кёнигсберге», т. 1 (1830). В этом томе председатель Общества, историк и государствовед Ф. В. Шуберт выступил с программной статьёю «Об изучении отечественной истории».

В ту же эпоху в Кёнигсберге возникает старейшее учёное объединение — Королевское немецкое общество (Königliche Deutsche Gesellschaft). Оно было создано местным бюргерством в 1741 г. и просуществовало до 1945 г., сохраняя былое название. Организация принадлежала к числу так называемых «языковых обществ» (Sprachgesellschaften), которые в XVII — начале XIX вв. возникали во многих немецких землях. Свою задачу они видели в том, чтобы способствовать развитию немецкого литературного языка и очищению его от чуждых заимствований. Кёнигсбергское общество стремилось привлечь лучшие интеллектуальные силы города и обеспечивать прочную связь между университетом и бюргерством. Поначалу тематика его трудов была связана в основном с вопросами языка, литературы, эстетики и морали. Но постепенно она вышла за эти рамки и стала охватывать также исторические проблемы. Не случайно его журнал, издававшийся уже в XIX в., получил название «Исторические и литературные труды» («Historische und litterarische Abhandlungen der Königlichen deutschen Gesellschaft zu Königsberg»). На его страницах появлялись и статьи по прусской истории, некоторые из них содержали публикации письменных источников.
В конце столетия Людвиг фон Бачко издал свою шеститомную «Историю Пруссии». Это был первый крупный труд о прошлом края, подготовленный профессиональным историком. В приложениях к этому изданию были напечатаны целиком и в выдержках тексты источников, часть из них приводилась учёным по рукописям.

##### Акты и письма

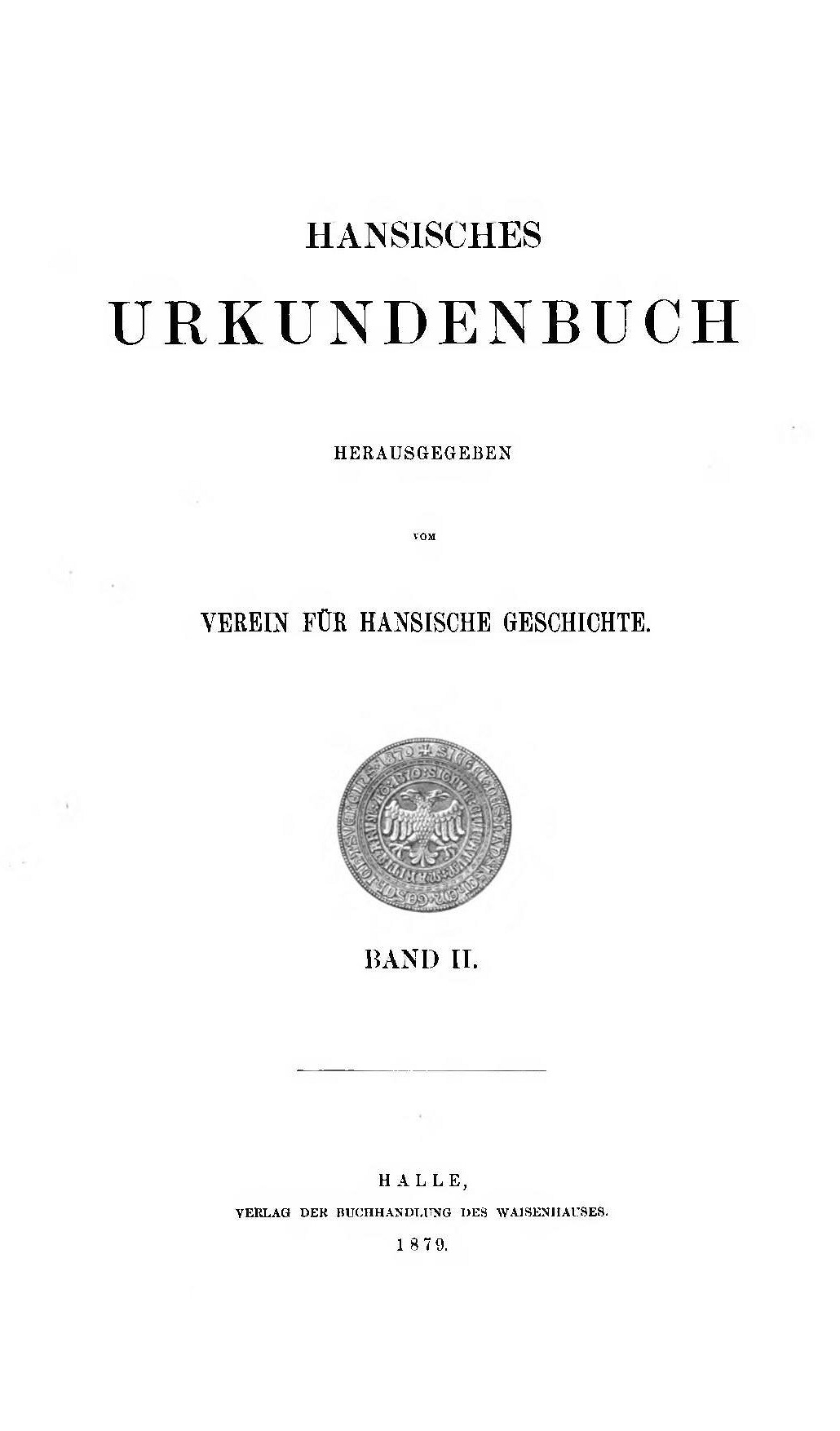
Сборник документов по истории Ганзы. Т. II охватывает источники 1300—1342 гг. Первые документально подтверждённые контакты Кёнигсберга с Ганзейским союзом относятся к 1331—1341 гг.

##### Источники по истории религии

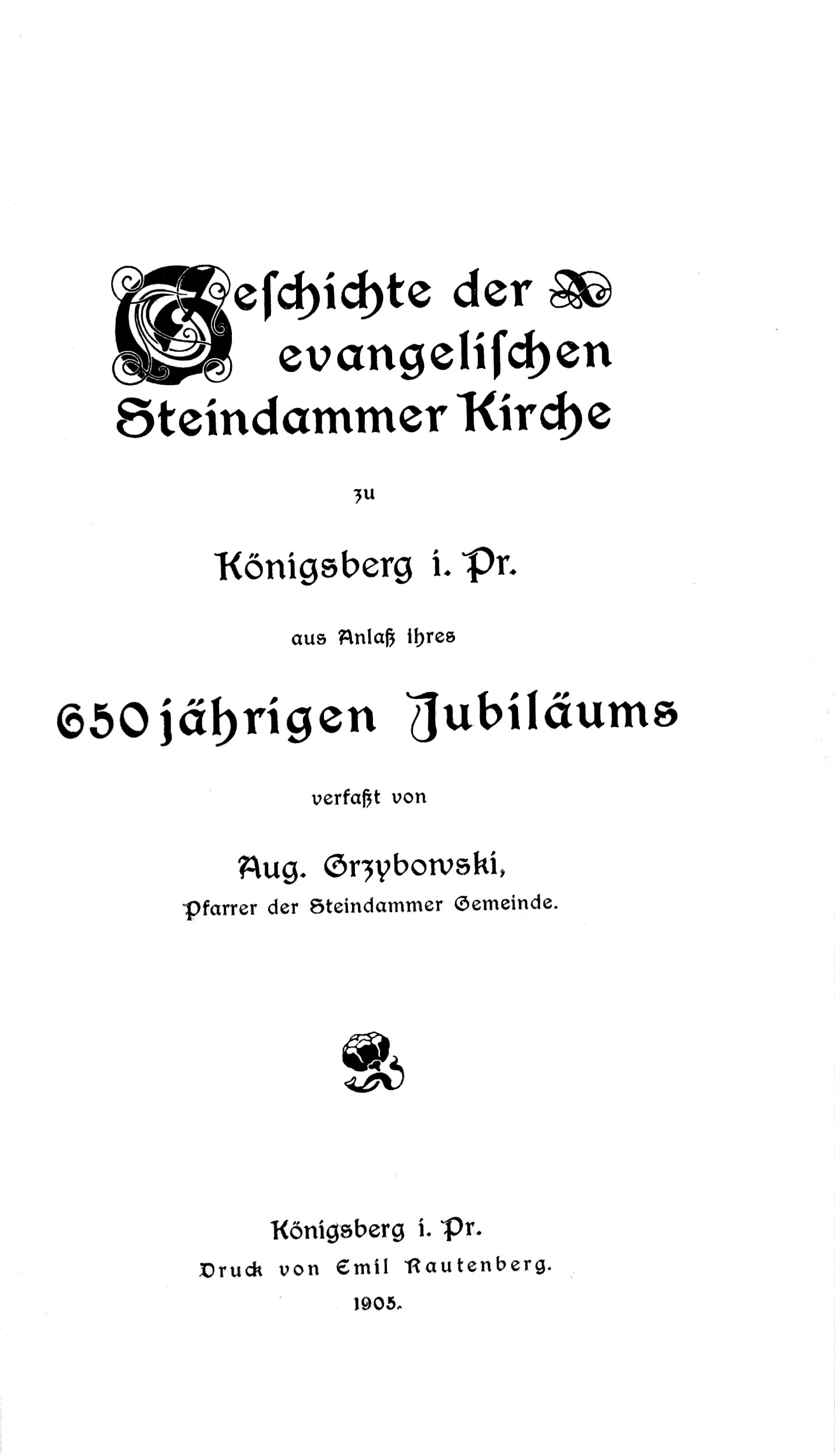
Книга А. Гжибовского об истории Штайндаммской церкви

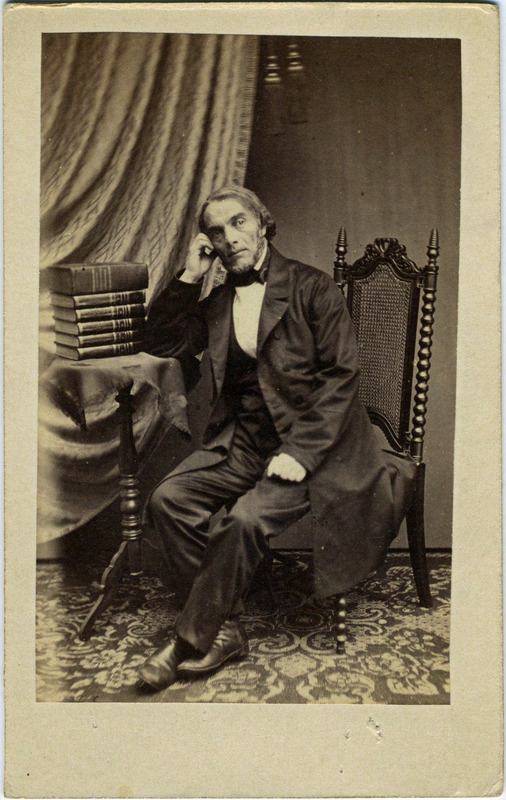
Хейман Йолович. Фото до 1876 г. из коллекции Института Лео Бека (Нью-Йорк).

##### Источники по истории культуры

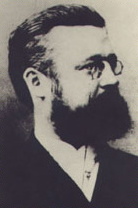
Рихард Армштедт, филолог и историк. Оставил ряд трудов по истории Кёнигсберга, его культуры и местного масонства.

##### Эпиграфика

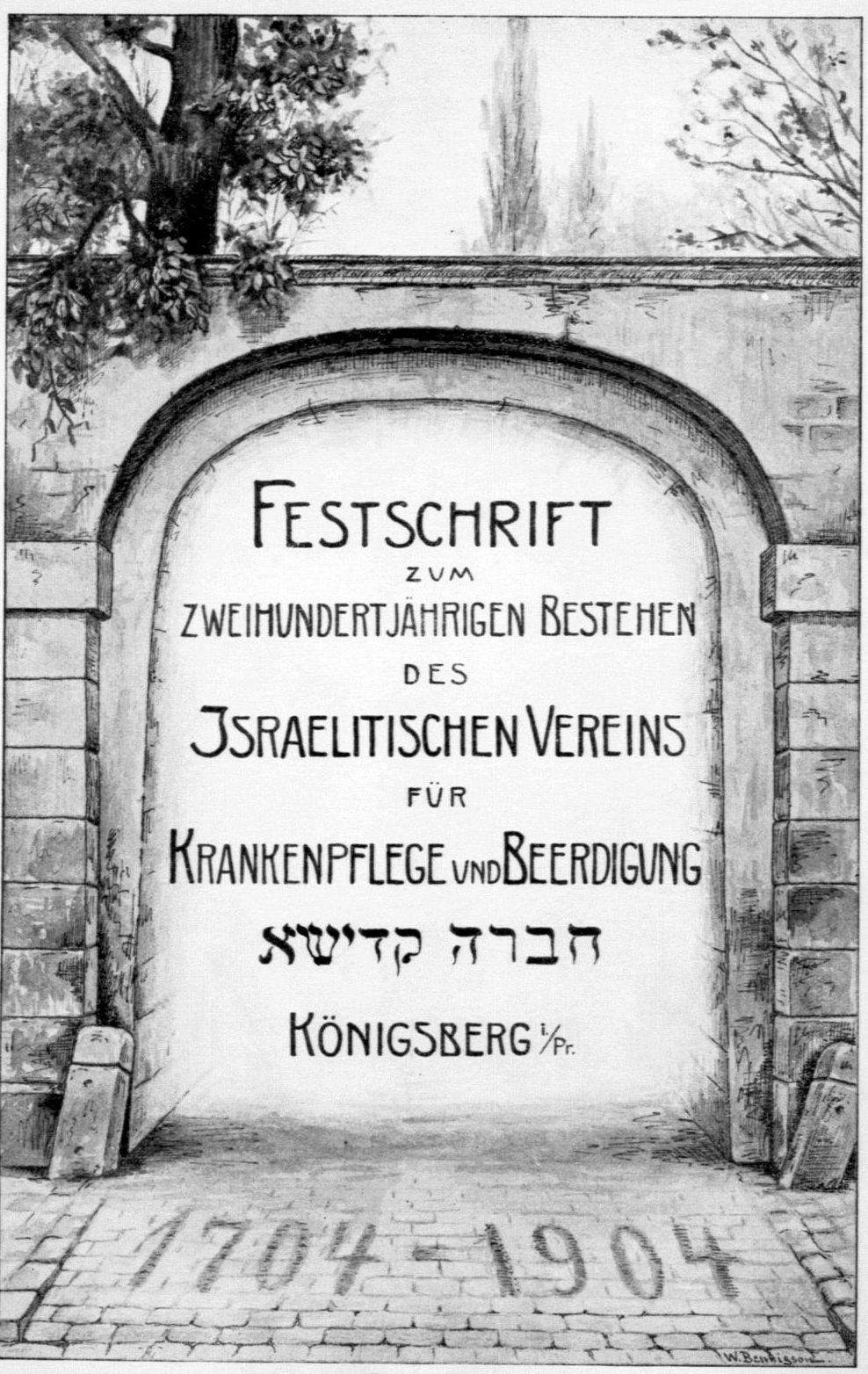
Обложка сборника к 200-летию кёнигсбергского еврейского братства «хевра каддиша» (1904), в котором были опубликованы многочисленные эпитафии.

### Другие населённые пункты

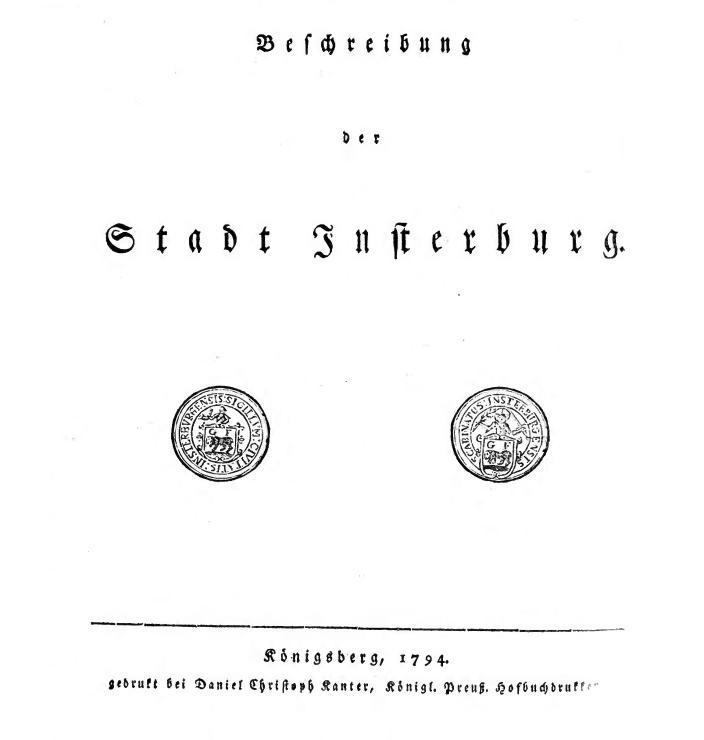
Авраам Эрнст Хенниг, «Топографо-историческое описание города Инстербурга» (1794), шмуцтитул. Под названием изображены печати городского совета и городского суда Инстербурга. В этой книге был опубликован ряд документов по истории города в XVI—XVIII вв.

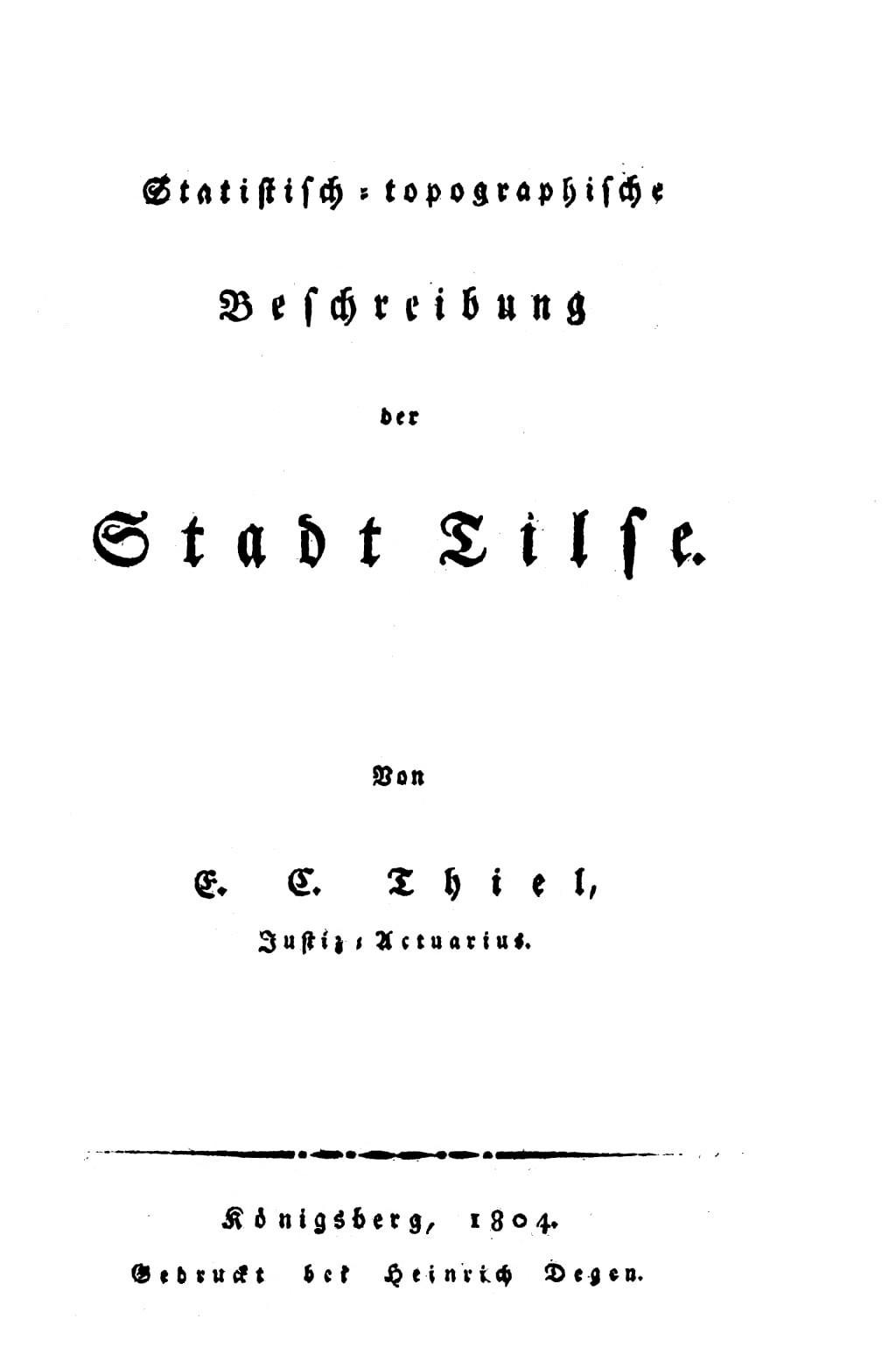
Э. Тиль, «Статистико-топографическое описание города Тильзе» (старое название Тильзита). Кёнигсберг, 1804. Первое подробное описание города, в приложении напечатан 41 документ за 1552—1697 гг.

### Кёнигсберг (город и уезд)

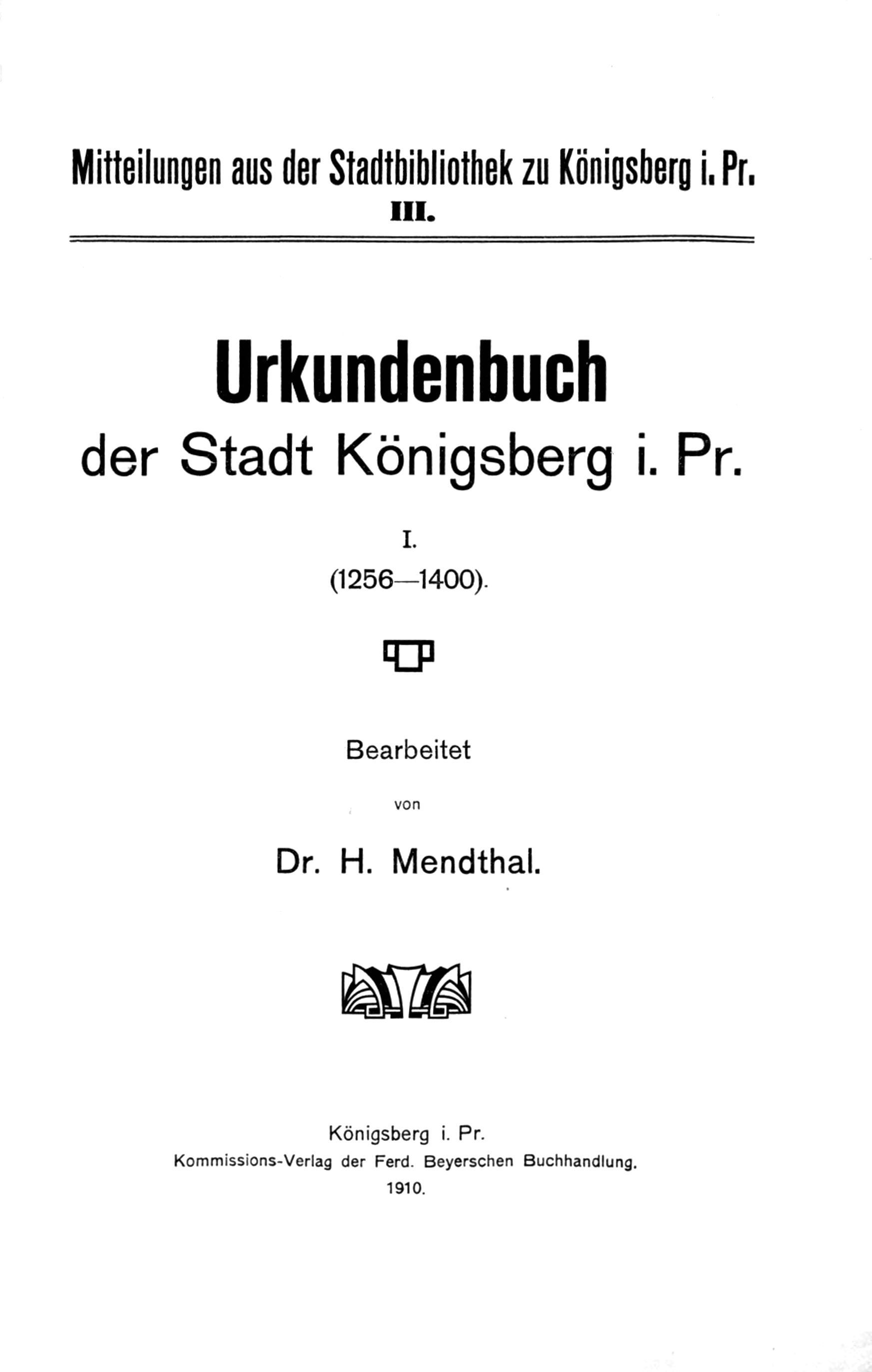
Сборник средневековых актов и грамот Кёнигсберга, подготовленный д-ром Г. Мендталем. Единственный вышедший том.

#### Издательские приёмы

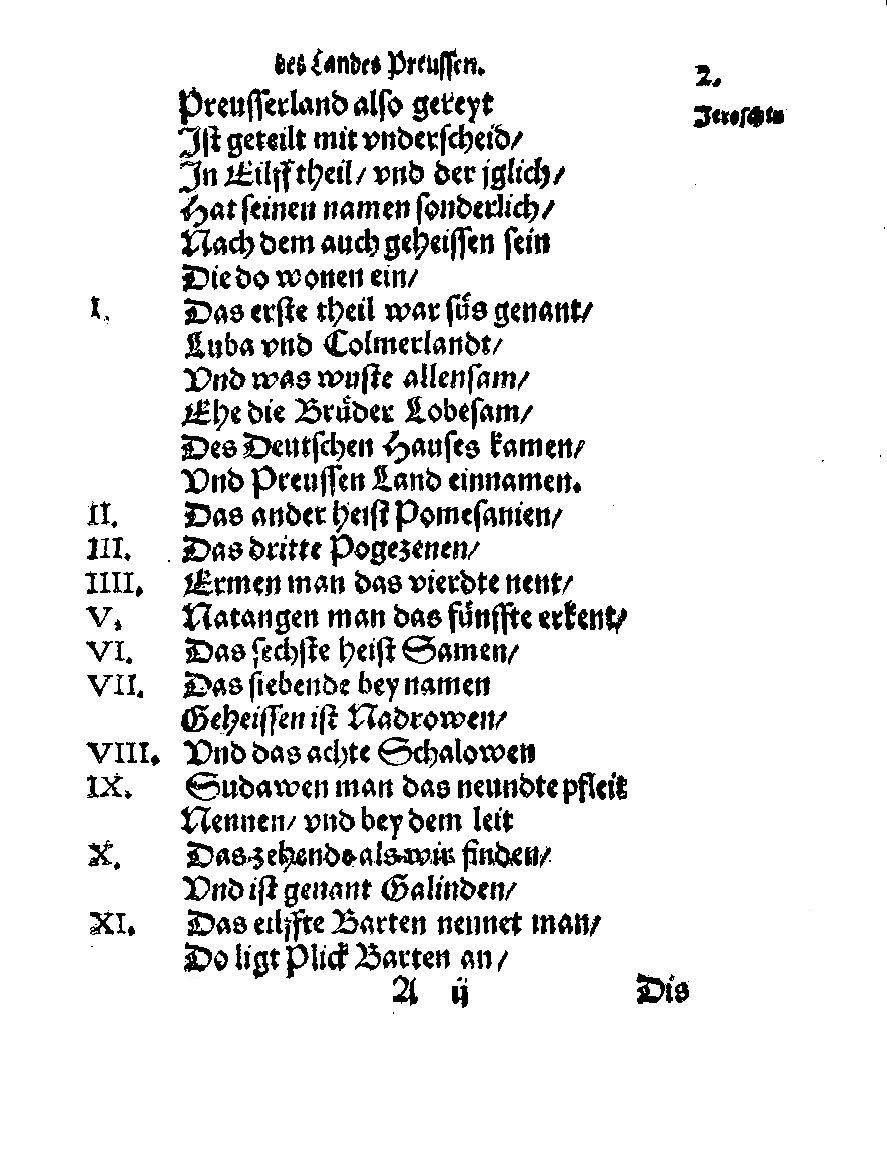
Одна из первых источниковых публикаций — фрагмент рифмованной хроники Николая фон Ерошина (XIV в.), вошедший в книгу К. Хеннебергера «Краткое и правдивое описание страны Пруссии» (1584). Текст на л. 2 — 2 об. соответствует стихам 3771-3798 в позднейшем издании Э. Штрельке.

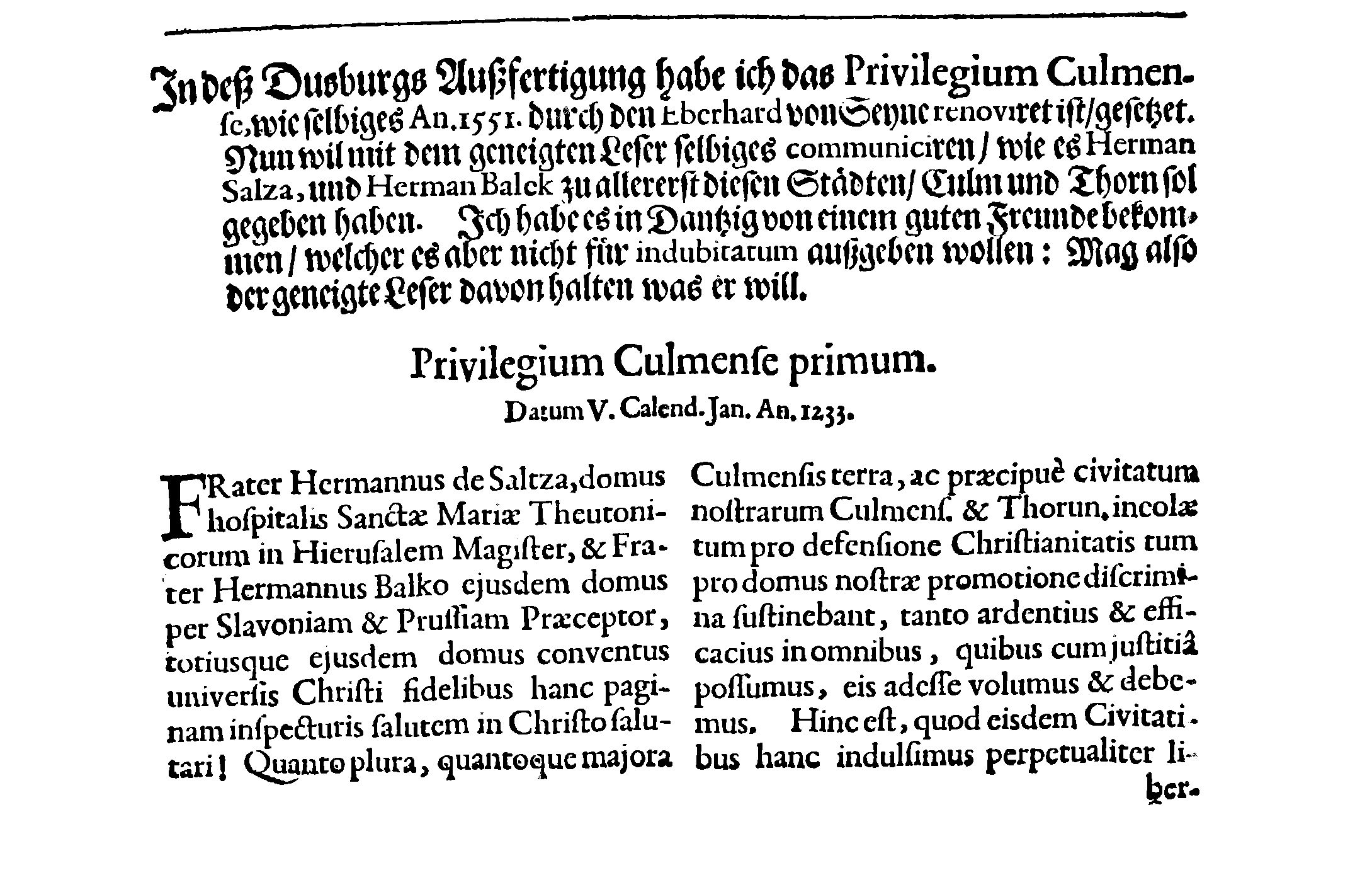
Кульмская грамота 1233 г. со вступительной заметкою в издании К. Харткноха (1684).

В XVI—XVIII вв. эдиционная техника делала первые шаги, не существовало никаких единых принципов публикации источников, издательские приёмы ещё не устоялись. Как правило, невозможно судить о том, проводилась ли нормализация публикуемых текстов, какие их элементы сокращались и т. п.

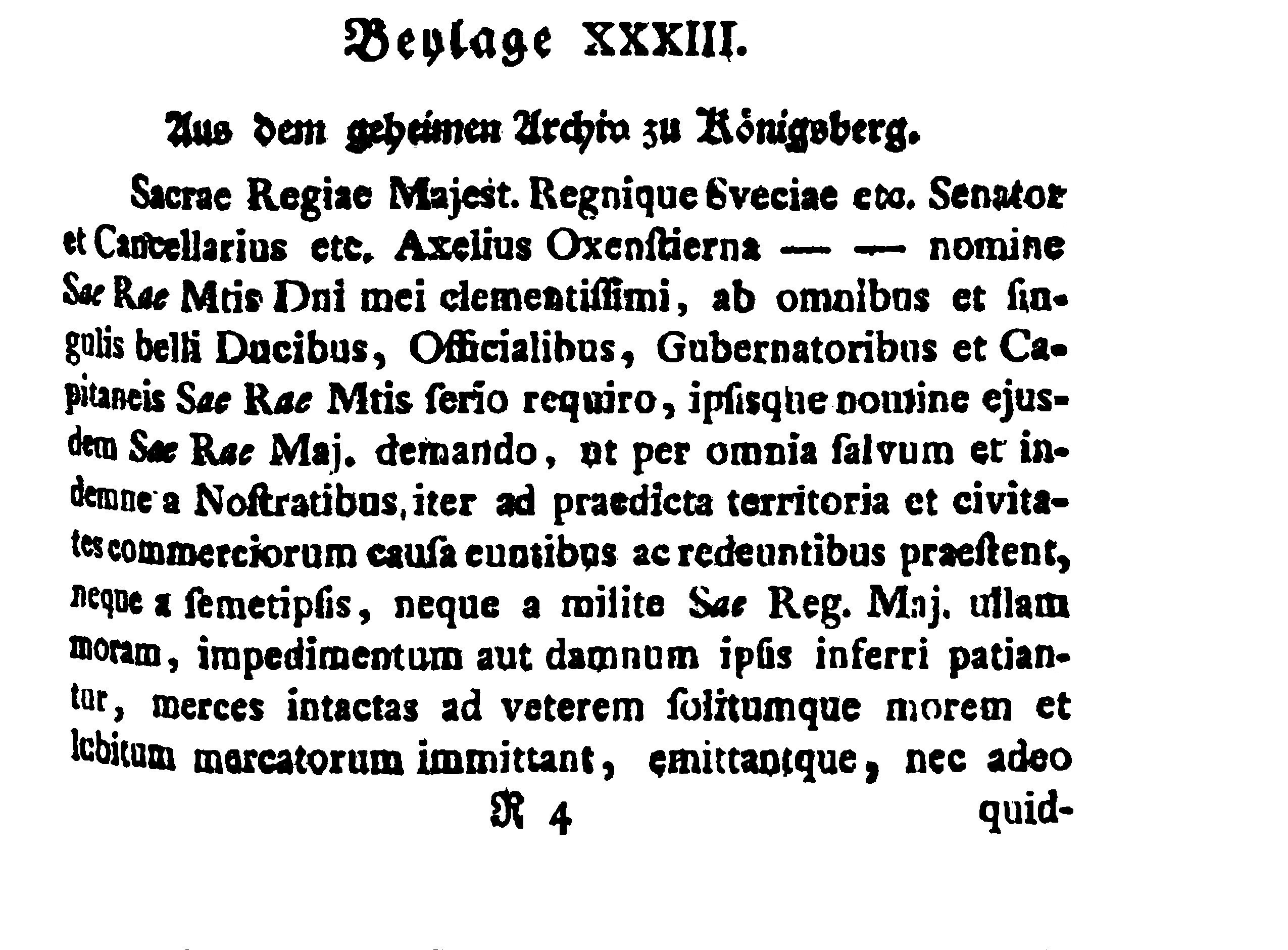
Пример публикации источника у Л. фон Бачко — письмо Акселя Оксеншерны (Эльбинг, 18 апреля 1629 г.). Указано только место хранения — Тайный архив в Кёнигсберге, иные реквизиты и описание документа отсутствуют.

Несмотря на это, учёные стремились дать читателю некоторое представление об издаваемых материалах. В отдельных случаях печатаемые тексты выделялись другим шрифтом. Иногда в этих публикациях присутствуют элементы критики источников. Примером может служить книга К. Харткноха «Древняя и новая Пруссия» (1684). В ней опубликован текст Кульмской грамоты 1233 г. (первой привилегии, которую Тевтонский орден даровал прибывающим в Пруссию немецким колонистам). О списке, положенном в основу публикации, издатель сообщал: «Я приобрёл его в Данциге у одного доброго друга, который не склонен рассматривать его как бесспорный; поэтому благосклонный читатель может придерживаться о нём такого мнения, какого захочет». Других сведений об этой рукописи нет, и сама она, по-видимому, была утрачена. Но эта версия дошла до нас именно благодаря книге Харткноха.
Более поздние публикации также далеки от совершенства. Так, в «Истории Пруссии» Л. фон Бачко в приложениях к каждой из книг, составляющих этот труд, приведены архивные документы. Однако изданные материалы не имеют научного аппарата, публикатор в лучшем случае сообщает лишь место хранения. В работе не указывается, на каких листах рукописного оригинала размещался публикуемый источник, не оговорены сокращения текстов и т. п.

### XIX — середина XX вв.

#### Работы И. Фойгта и их значение

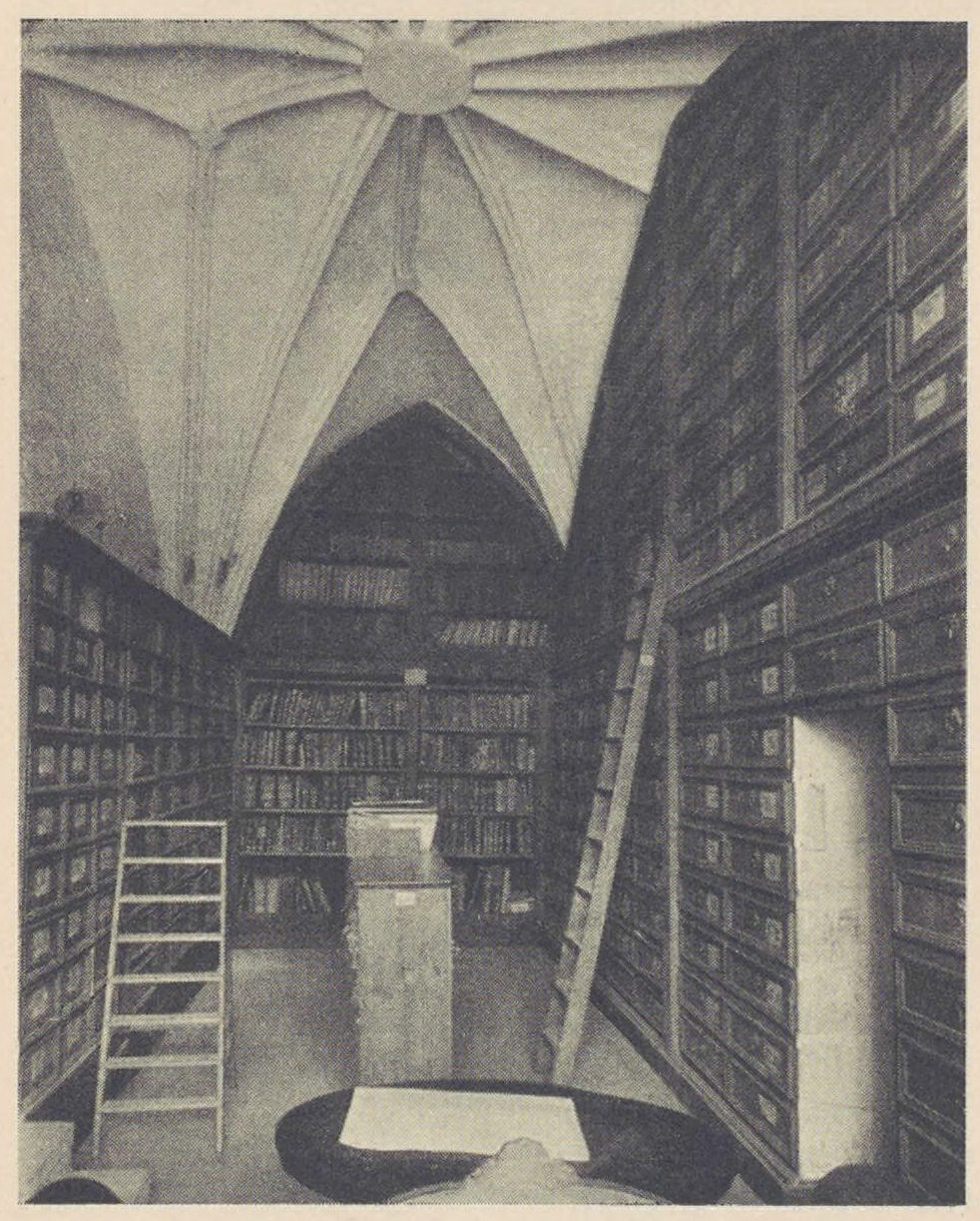
Один из залов Государственного архива Пруссии в Кёнигсбергском замке до переезда его фондов в новое здание. На снимке хорошо видны выдвижные ящики (Schiebladen), в которых хранились средневековые документы, рассортированные по тематическому принципу. В настоящее время большинство пергаменных грамот этого собрания имеют сплошную нумерацию в хронологическом порядке, но в шифрах недатировнных документов сохраняется слово «Schieblade», напоминающее о прежней структуре фондов. Фото работы Эдуарда Андерсона из брошюры: Hein M. Das Staatsarchiv Königsberg und seine nationale Bedeutung. Elbing, 1933. S. 11.

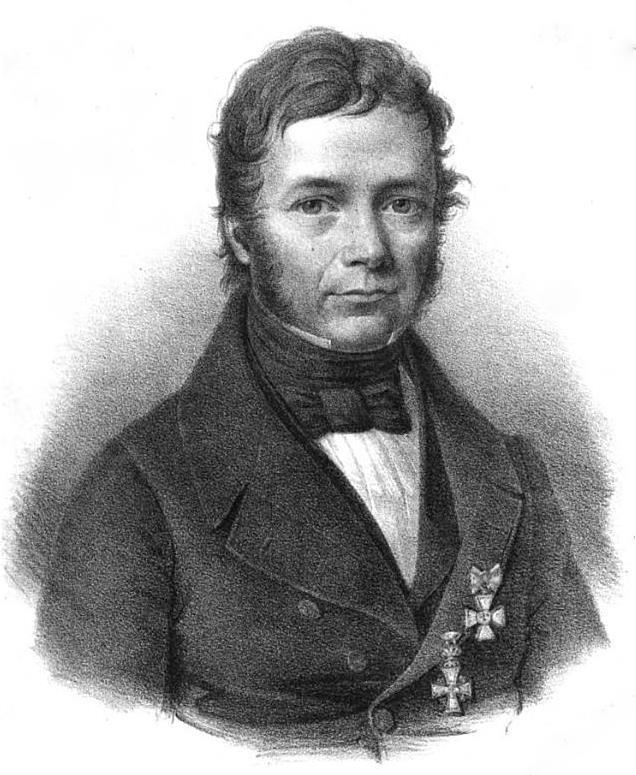
Иоганнес Фойгт.

В XIX столетии наступает время более крупных издательских проектов. XIX и начало XX вв. стали в Центральной и Восточной Европе временем расцвета археографии и дипломатики, когда начали выходить в свет многотомные издания документов по истории отдельных городов и провинций. Благодаря этим усилиям прошлое немецких государств предстало во всей своей сложности и многоплановости. Этому способствовали постепенное развитие исторической науки и формирование профессиональной среды. Начинают выходить корпусные издания по Пруссии, её отдельным территориям и городам.

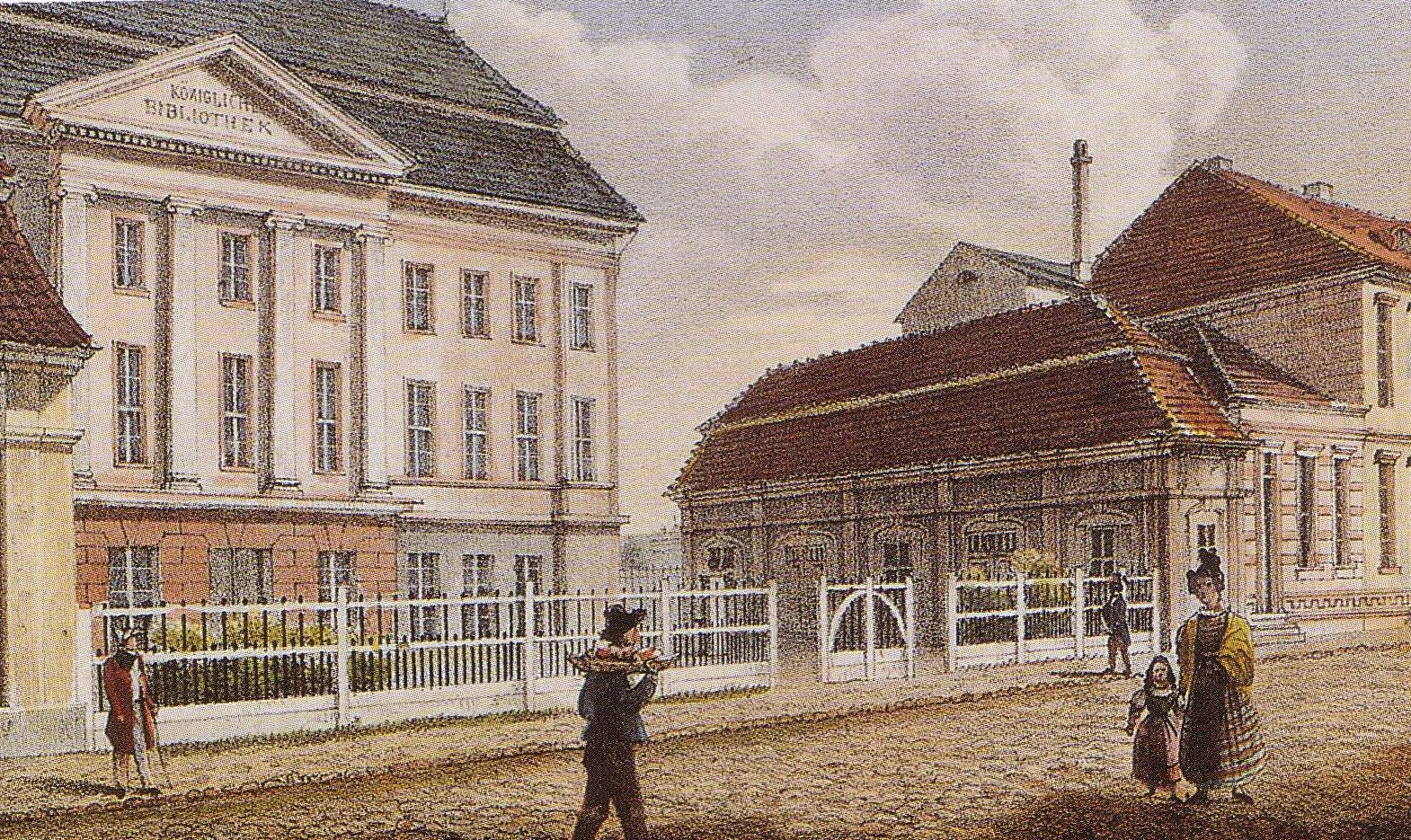
Кёнигсберг, так называемый Королевский дом на Кёнигштрассе, 65/67 (раскрашенная гравюра, ок. 1815 г.). Сюда в 1810 г. переехала Замковая библиотека, к которой со временем был присоединён ряд других собраний. В 1828 г. на их основе была учреждена объединённая Королевская и университетская библиотека, которая находилась тут до 1901 г. В этом же здании в 1810—1875 гг. располагалась также Городская библиотека Кёнигсберга.

К числу наиболее важных начинаний такого рода относится многотомное собрание источников по прусской истории «Codex diplomaticus Prussicus», осуществлённое Иоганнесом Фойгтом, «отцом прусской историографии», а также ряд других подготовленных им археографических изданий. Данные публикации были неразрывно связаны с его исследованиями по прусской истории. Фойгт с 1817 года был экстраординарным, а с 1823 г. — ординарным профессором истории в Кёнигсбергском университете, возглавлял Прусский государственный архив в Кёнигсберге. Им была написаны многотомная история средневековой Пруссии, исследование по истории Тевтонского ордена в германских землях, подготовлен справочник по прусской истории до эпохи Реформации и создано множество трудов по частным вопросам. Благодаря усилиям Фойгта впервые в немецкой историографии был собран такой массив данных, связанных с этим краем.
Эти труды заложили фундамент для дальнейшего изучения и издания источников. В то же время исторический процесс воспринимался Фойгтом в духе тогдашнего романтизма; обнаруженные и публикуемые им источники использовались в его трудах без должного учёта подоплёки и обстоятельств их появления. Сами издания источников ещё не имели удовлетворительного научного аппарата. С историко-критическим методом в духе Леопольда фон Ранке Фойгт познакомился лишь в поздний период своей жизни. Несмотря на это, его труды стали важнейшей вехою в развитии прусской исторической науки. В отличие от Ранке, Зибеля или Дройзена, Фойгт не оставил после себя заметной научной школы. Однако в числе его учеников был ряд талантливых учёных. Одним из них был Эрнст Август Хаген, сыгравший заметную роль в прусской исторической науке и археографии.

#### Дальнейшее развитие прусской археографии (XIX — начало XX вв.)

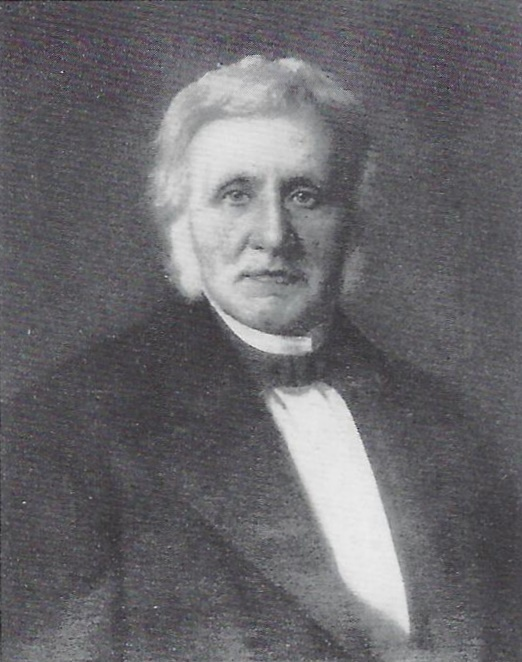
Эрнст Август Хаген, немецкий писатель и поэт, медик, искусствовед, историк искусства и литературы, профессор Кёнигсбергского университета. Выдающийся деятель прусской культурной жизни. По его инициативе в 1838 г. было начато строительство Кёнигсбергского городского музея, открытого в 1841 г. Оставил множество работ по истории Пруссии, Германии и Италии, подготовил к изданию ряд письменных источников. Репродукция с портрета работы Луизы Нойман, хранившегося до 1945 г. в городском музее (картина утрачена в результате войны).

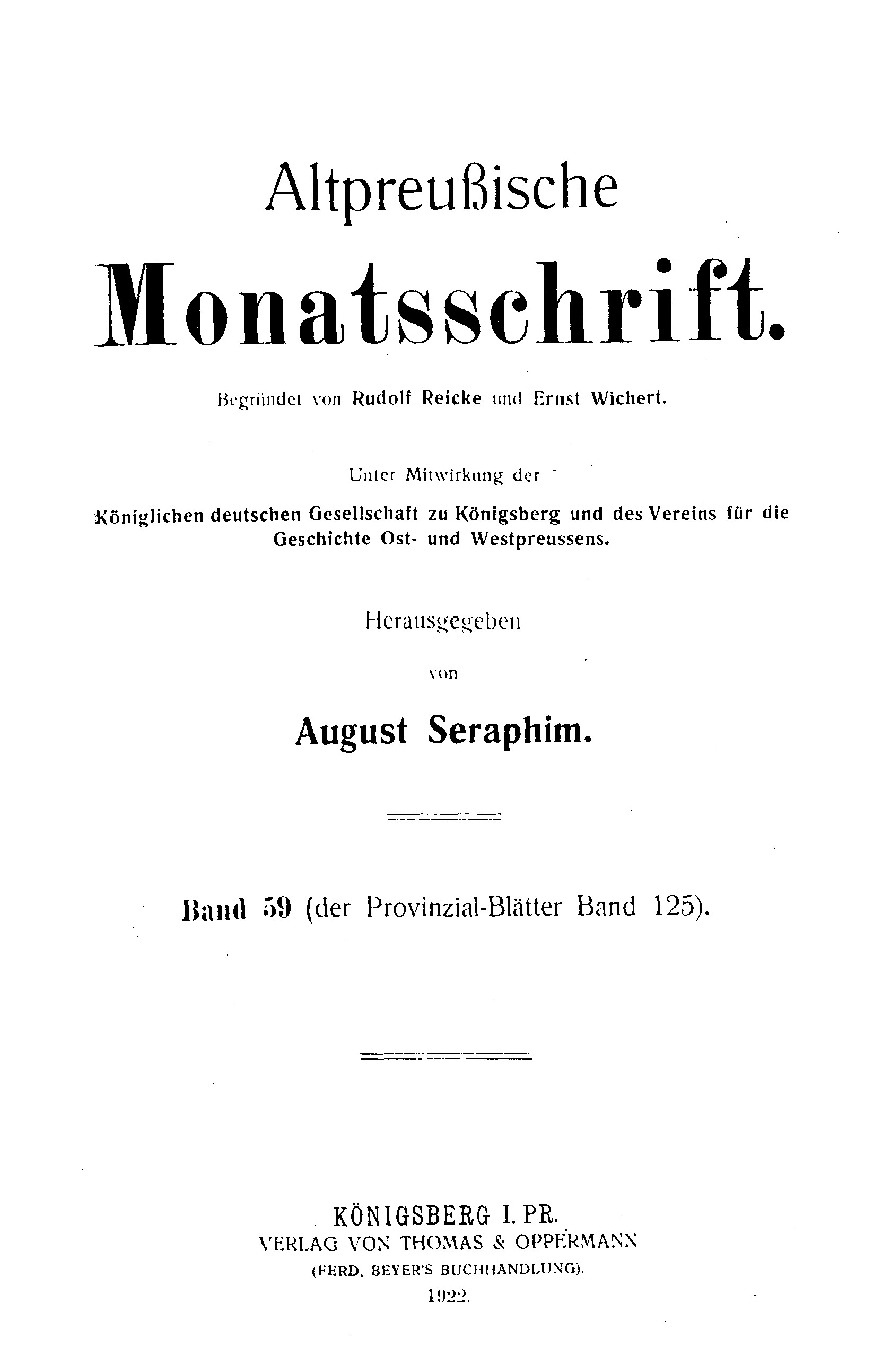
«Старопрусский ежемесячник» («Altpreußische Monatsschrift») почти 60 лет (1864—1923) был одним из ключевых краеведческих изданий, на страницах которого увидели свет многочисленные письменные источники. В последнем (59-м) вышедшем томе главный редактор А. Серафим сообщал, что хотя редакция ведёт свою деятельность на общественных началах, но непомерно возросшие и продолжающие расти издержки на печать не покрываются доходами от подписки и регулярной помощью из бюджетов провинции и г. Кёнигсберга. По этой причине выпуск журнала предполагалось приостановить или прекратить. Издание в итоге закрылось; в дальнейшем его отчасти заменил журнал «Старопрусские исследования» («Altpreußische Forschungen»), имевший меньший объём. Он стал печатным органом основанной в 1923 г. Комиссии по историческому изучению восточно- и западнопрусских земель.

В XIX — первой половине XX вв. возникают новые учёные исторические общества, сыгравшие заметную роль в развёртывании археографических работ. Так, в 1844 г. в Кёнигсберге возникло общество древностей «Пруссия» (Altertumsgesellschaft Prussia), созданное при деятельном участии Эрнста Августа Хагена по случаю 300-летнего юбилея Кёнигсбергского университета. Оно просуществовало сто лет и прекратило деятельность в 1945 г. Общество издавало одноимённый журнал (см. ниже), учредило музей «Пруссия» (имевший преимущественно археологическую направленность), располагавшийся в Кёнигсбергском замке. В 1925 г. музей перешёл в руки государства, к нему были присоединены художественные и бытовые экспонаты из других кёнигсбергских собраний, и на их основе был учреждён Восточнопрусский провинциальный музей. Члены общества публиковали свои архивные находки в прусских журналах, таких как Preußische Provinzial-Blätter (1829—1845), Neue Preußische Provinzial-Blätter (1845—1866), Altpreußische Monatsschrift (1864—1923), Prussia (1874—1943), Altpreußische Forschungen (1924—1943).

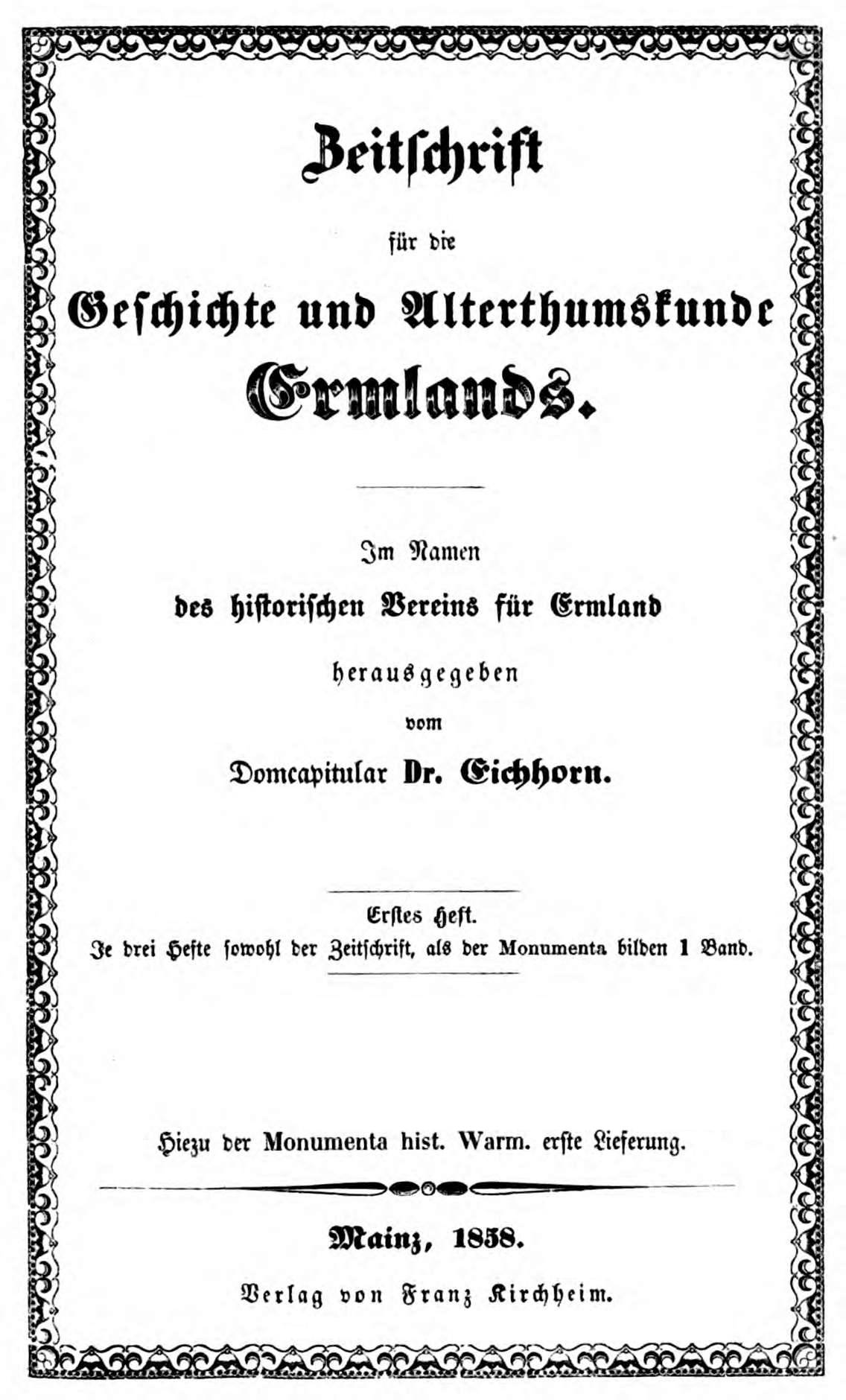
«Журнал истории и древностей Вармии», первый выпуск (1858). В нём был помещён устав Исторического общества Вармии, относивший архивные разыскания, сбор и публикацию письменных источников к числу важнейших задач организации. Для этого уставом было предусмотрено издание археографической серии «Памятники вармийской истории» («Monumenta historiae Warmiensis»), выпускаемой параллельно с журналом (§§ 2, 8, 9).

Кроме упомянутого общества, в крае возник целый ряд других объединений. В 1854 г. в Торне было образовано Общество науки и искусства имени Коперника (Coppernicus-Verein für Wissenschaft und Kunst). Оно уже с первых лет существования обратилось к изучению архивных источников по прусской истории. Но собственный печатный орган у него появился без малого четверть века спустя (Mitteilungen des Coppernicus-Vereins für Wissenschaft und Kunst zu Thorn, 1878—1939). В 1856 г. во Фрауэнбурге было учреждено Историческое общество Вармии (Historischer Verein für Ermland), которое действовало по 1943 г. C 1858 г. общество выпускало также собственный печатный орган — «Журнал истории и древностей Вармии» (Zeitschrift für die Geschichte und Altertumskunde Ermlands, издание продолжается). Относительно поздно, лишь в 1872 году, в Кёнигсберге было образовано Общество истории Восточной и Западной Пруссии (Verein für die Geschichte von Ost- und Westpreußen). Оно объединяло в основном представителей учёных кругов, его численность обычно не превышала 200 человек. Это общество рассчитывало стать главным центром краеведческих исследований в провинции, ориентируясь в этом отношении на опыт аналогичного силезского общества в Бреслау (основанного в 1846 г.). Но эта цель не была достигнута, поэтому организация даже не сразу обзавелась запланированным поначалу журналом. Несмотря на это, общество издало ряд ценных письменных источников, а также начало обширные работы по сбору библиографии. Сперва издавались отчёты о заседаниях общества (Sitzungsberichte des Vereins für die Geschichte von Ost- und Westpreußen, 1890—1922). Позднее выходили в свет его «Сообщения» (Mitteilungen des Vereins für die Geschichte von Ost- und Westpreußen, 1926—1944).
В ретроспективном обзоре прусских исторических журналов, изданном в середине 1870-х гг., незадолго до административного раздела Пруссии на Восточную и Западную, отмечалось, что с конца XVIII в. уровень такой периодики существенно повысился. Особенно подчёркивалось при этом значение трудов и источниковых публикаций, подготовленных Э. А. Хагеном, М. Тёппеном и М. Перльбахом.

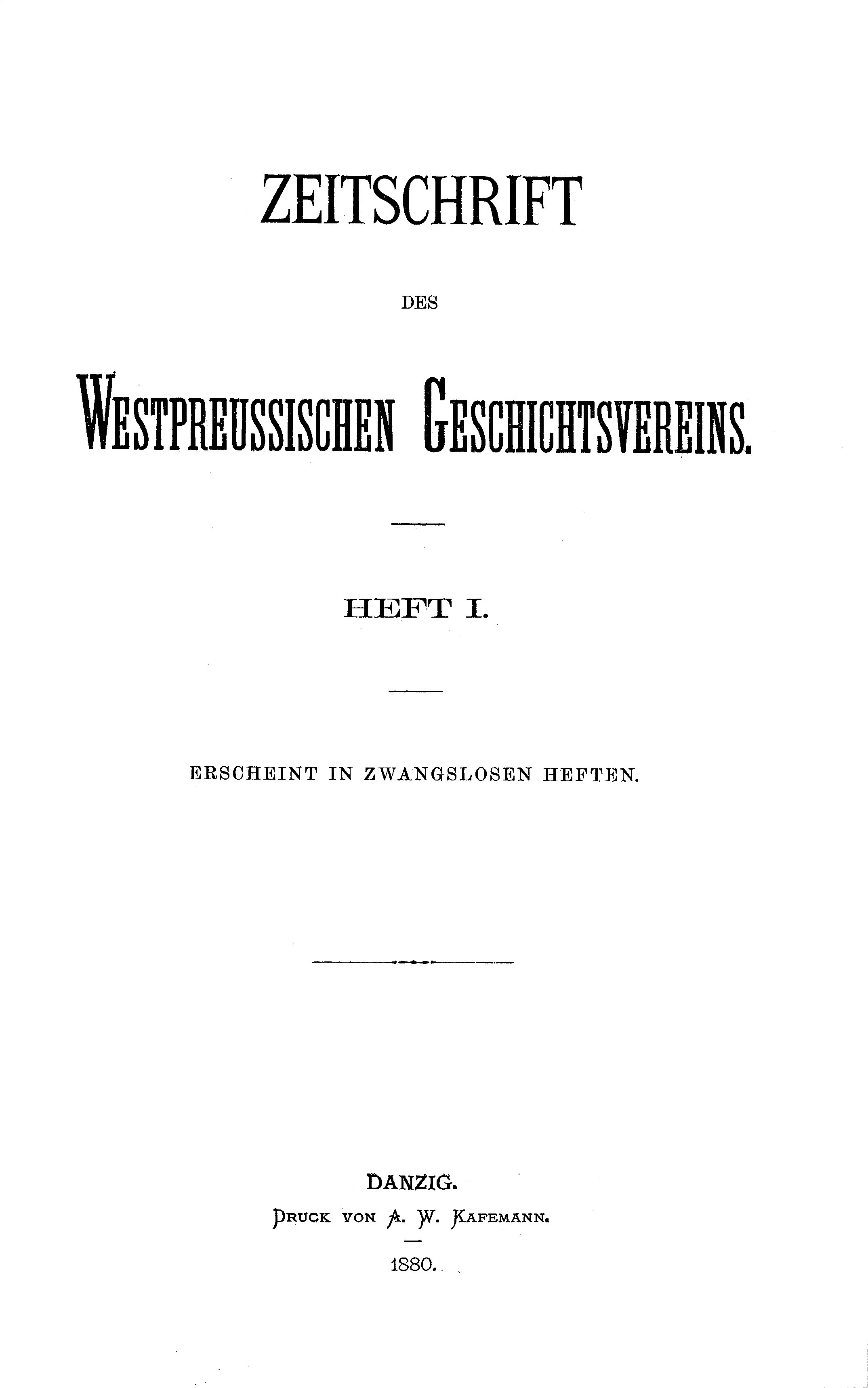
Журнал Западнопрусского исторического общества. В его первом выпуске (1880) был напечатан устав организации, принятый в 1879 году. Он относил изучение и издание документов, хроник и исторических памятников всякого рода к числу основных задач объединения. Первое время журнал выходил в свет «нерегулярными выпусками» (in zwanglosen Heften), но позднее его издание стабилизировалось и было прекращено лишь во время второй мировой войны.

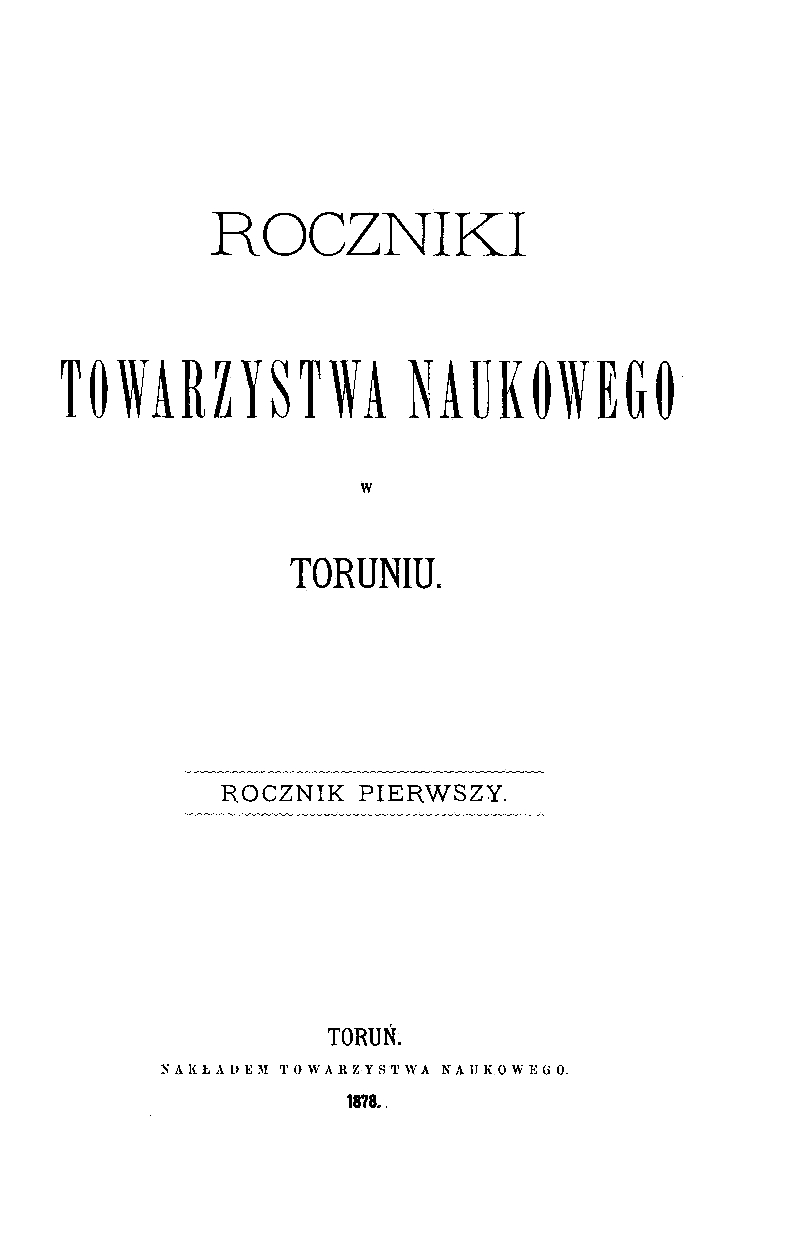
Ежегодник Торуньского научного общества. Титульный лист первого выпуска (1878).

Новые научные общества историко-краеведческой направленности с собственными изданиями появлялись и впоследствии. В 1875 г. было основано Торуньское научное общество (Towarzystwo Naukowe w Toruniu), объединившее на сей раз в основном польских учёных. С 1878 г. выходили его ежегодники (Roczniki Towarzystwa Naukowego w Toruniu), а с 1908 г. — его журнал «Записки», переименованный позднее в «Исторические записки» (Zapiski Historyczne), издаваемый до настоящего времени. Годом позже было учреждено Историческое общество административного округа Мариенвердер (Historischer Verein für den Regierungsbezirk Marienwerder), сразу же приступившее к выпуску собственного журнала «Zeitschrift des Historischen Vereins für den Regierungsbezirk Marienwerder» (1876—1924). В 1879 г. создаётся Западнопрусское историческое общество в Данциге (Westpreußischer Geschichtsverein in Danzig), также с собственными печатными органами: «Zeitschrift des Westpreußischen Geschichtsvereins» (1880—1941), «Mitteilungen des Westpreußischen Geschichtsvereins» (1901—1943), «Zeitschrift des Historischen Vereins für den Regierungsbezirk Westpreußen» (1925—1933).

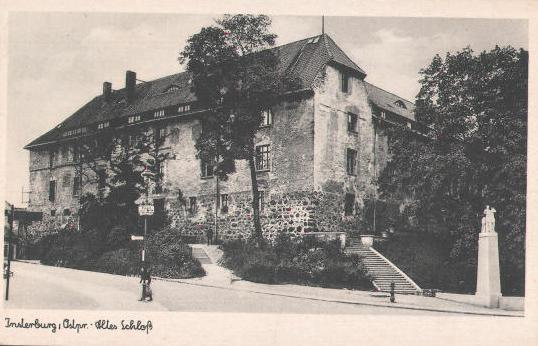
Цитадель замка Инстербург, в которой после первой мировой войны располагался музей краеведения Инстербургского общества древностей.

В 1880 г. было основано Инстербургское общество древностей (Altertumsgesellschaft Insterburg), в 1888—1939 гг. выпускавшее собственный журнал (Zeitschrift der Altertumsgesellschaft Insterburg). Общество располагало также собственным музеем, который находился в замке Инстербург. В 1894 г. в Лётцене возникло Общество для изучения Мазурии, преобразованное позднее в литературное общество «Мазовия»; вопреки названию, оно занималось в первую очередь исследованием истории края. В 1869—1926 г. оно выпускало свои «Сообщения» («Mitteilungen der Litterarischen Gesellschaft Masovia»). В Мюльхаузене (уезд Прейсиш-Голланд) в 1898 г. было образовано Верхнепрусское историческое общество (Oberländischer Geschichtverein, издавало в 1899—1933 гг. журнал «Oberländische Geschichtsblätter»). В 1905 г. было создано Общество восточнопрусской церковной истории (Verein für ostpreußische Kirchengeschichte). Оно вело свою работу совместно с Евангелической поместной церковью старых провинций Пруссии (Evangelische Landeskirche der älteren Provinzen Preußens, с 1922 г. — Церковь старопрусского союза, Evangelische Kirche der altpreußischen Union), которая учредила для указанной цели особую синодальную комиссию. В 1904—1930 гг. они выпускали «Труды» (Schriften), а в 1931—1940 гг. выходил ежегодник той же тематики (Jahrbuch der Synodalkommission und des Vereins für Ostpreußische Kirchengeschichte). С 1890 г. в Кёнигсберге существовало Общество еврейской истории и литературы (Verein für jüdische Geschichte und Literatur zu Königsberg). Вероятно, последней довоенной организацией местного уровня стало краеведческое общество в Шталлупёнене (переименованном в 1938 г. в Эбенроде), которое выпускало «Ежегодник Шталлупёненского уезда» («Jahrbuch des Kreises Stallupönen», 1930—1941).
Несмотря на то, что Торн, Данциг и Мариенвердер, где возникли некоторые общества, относились с 1878 г. к провинции Западная Пруссия, в журналах этих организаций были изданы многие источники, имевшие общепрусское значение.
Вторая половина XIX в. стала временем интенсивного накопления новых материалов по истории края. Прусские учёные обратили внимание на письменные источники, сохранившиеся во многих зарубежных собраниях. Там они отложились как в результате рутинной деятельности государственных учреждений (например, дипломатическая переписка), так и по иным причинам: военные захваты, поступления в составе личных фондов, дары, целенаправленное коллекционирование и т. п.

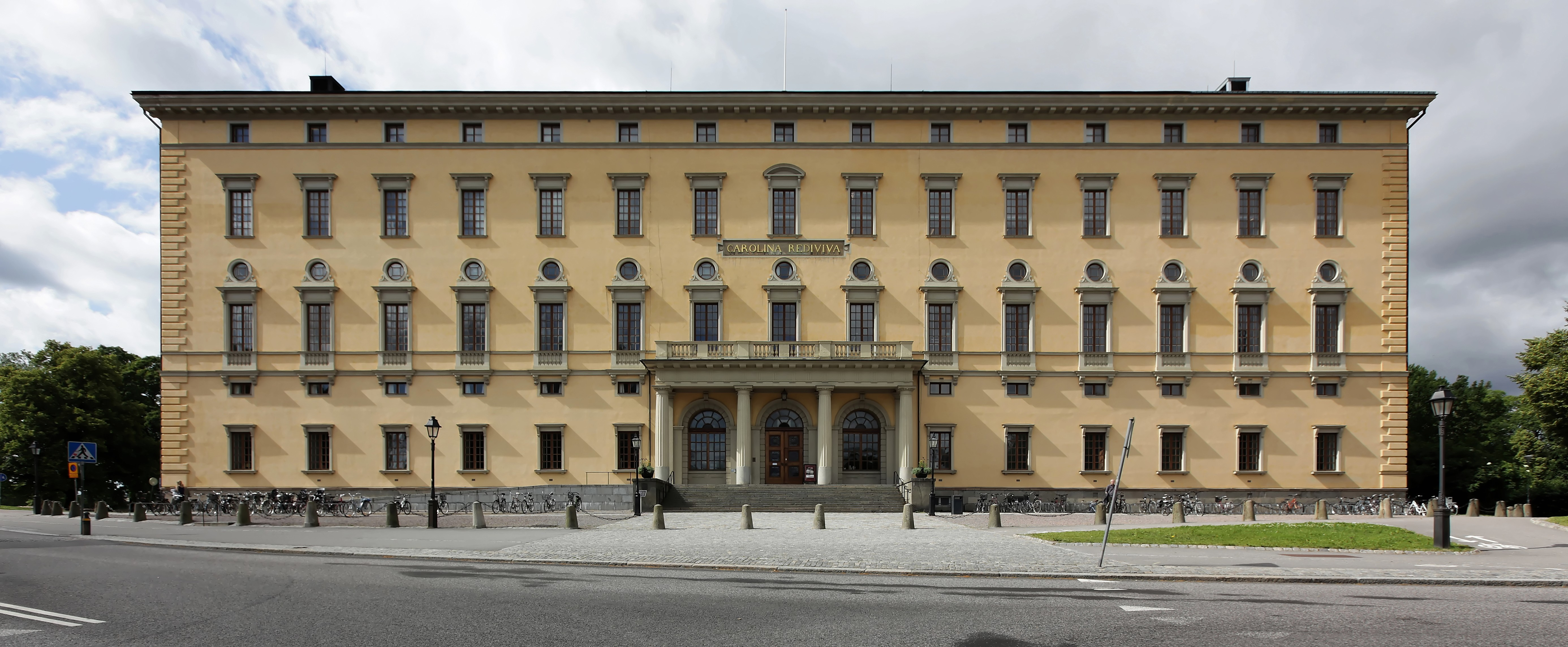
Главное здание библиотеки Упсальского университета («Carolina Rediviva»). К моменту поездки Л. Прове здесь находились основные собрания книг и рукописей.

О некоторых из таких архивных экспедиций позволяют судить опубликованные отчёты. Так, прусский историк Леопольд Прове (1821—1887) предпринял поездку в Швецию, где обследовал наиболее значительные местные хранилища — Государственный архив, библиотеки университетов в Упсале и Лунде, собрание замка Скуклостер, библиотеки гимназий в Линчёпинге, Стренгнесе и Вестеросе. Его интересовали в первую очередь материалы о жизни и деятельности Николая Коперника (через тридцать лет он напишет фундаментальную биографию этого учёного). Однако наряду с ними он обнаружил немало письменных источников (преимущественно XVI—XVIII вв.), проливающих свет на историю политики, войн и культурной жизни Пруссии. Среди них обращали на себя внимание многочисленные материалы по истории епископства Вармийского, часть из которых была вывезена в Швецию в ходе затяжных польско-шведских войн. Ряд найденных документов Прове привёл в своём отчёте целиком или в выдержках. К книге были приложены факсимиле некоторых записей (например, автографы Коперника) в виде двух литографированных таблиц.
Открытия делались и в самой Пруссии при описании и каталогизации уже известных ранее фондов, благодаря чему камеральная археография иногда превращалась в «полевую». Например, при обследовании рукописи XIV в. с текстами источников канонического права (собрание декреталиев Григория IX с комментариями) из Королевской и Университетской библиотеки в Кёнигсберге юрист Эмиль Штеффенхаген обратил внимание на листы пергамена, которыми были обклеены деревянные крышки переплёта. Их удалось снять и очистить. В результате были обнаружены пять неизвестных ранее грамот 1291—1303 гг. Среди них были, в частности, проекты привилегий 1299 г. для Фрейштадта (будущий Лёбенихт) и Шёневика (будущий Фишхаузен). Выявленные документы представляли большую ценность как источники по истории городской и сельской колонизации Пруссии и были переданы в Государственный архив. Кроме того, на отделённых от переплёта листах были обнаружены образцы средневековой словесности. Это стихотворения на немецком и латыни, посвящённые Деве Марии, а также небольшая поэма «Вартбургская война», повествующая о состязании миннезингеров, которое, по преданию, происходило в начале XIII в. в Вартбурге.
Эти и подобные находки приближали появление новых археографических изданий, важнейшим из которых стал сборник «Preußisches Urkundenbuch» (см. ниже).
В начале XX в. историк и археограф Макс Перльбах попытался оценить состояние прусской археографии и роль, которую успели к тому времени сыграть в её развитии местные учёные общества. Он рассмотрел деятельность восьми из них (за рамками обзора остались Общество им. Коперника, Общество восточнопрусской церковной истории и Общество еврейской истории и литературы) и ограничил при этом свои наблюдения изданием источников орденской эпохи (до 1525 г.). Перльбах отдавал должное усилиям этих организаций, которые опубликовали множество важных материалов. В то же время он указывал, что в деятельности научной общественности имеются и слабые стороны. По его мнению, малочисленность и организационная разобщённость не позволяли объединить усилия для реализации крупных археографических проектов общепровинциального уровня. Местные общества испытывали сильную нехватку средств. Перльбах полагал, что при наличии единой крупной организации было бы проще привлечь финансовые ресурсы. В качестве примера он ссылался на опыт учёных на западе Прусской монархии, в её Рейнской провинции. Тамошнее Общество рейнской истории почти за четверть века до этого получило солидное денежное обеспечение от известного банкира, промышленника и либерального политического деятеля Густава фон Мефиссена (1815—1899). Но в Западной и Восточной Пруссии учёные общества испытывали значительные финансовые трудности. На основе отчётов восьми прусских исторических обществ историк приводил следующие цифры. По состоянию на 1903 год в этих обществах состояло 2275 человек, чьи членские взносы составили 9130 марок. Каждое общество издавало журнал, ежегодно выходило также по 1-2 тома источников. Членских взносов на эти цели не хватало, поэтому организации были вынуждены прибегать к дотациям. Им оказывалась поддержка из бюджетов провинций, уездов и городов: одно только Общество истории Восточной и Западной Пруссии получало ежегодно из этих источников 1500 марок. И всё равно этих средств было недостаточно для выпуска крупных археографических изданий. Для иллюстрации Перльбах приводил пример Общества ганзейской истории, выпускавшего многотомную серию документальных источников. За 31 год (1872—1903) оно успело издать 22 тома ин-кварто, что обошлось примерно в 220 тыс. марок, то есть в год на эти цели уходило около 7100 марок, а издание одного такого тома должно было обходиться в среднем примерно в 10 тыс. марок. Это намного превышало возможности прусских археографов. Перльбах сетовал, что в обеих провинциях пока не появилось мецената, подобного Мефиссену, а об основании собственной исторической комиссии по образцу других немецких земель, таких как Баварская, Баденская, Вюртембергская, Гессен-Вальдекская и Саксонско-Ангальтская, не приходится и мечтать.

###### Общепрусская и восточнопрусская тематика

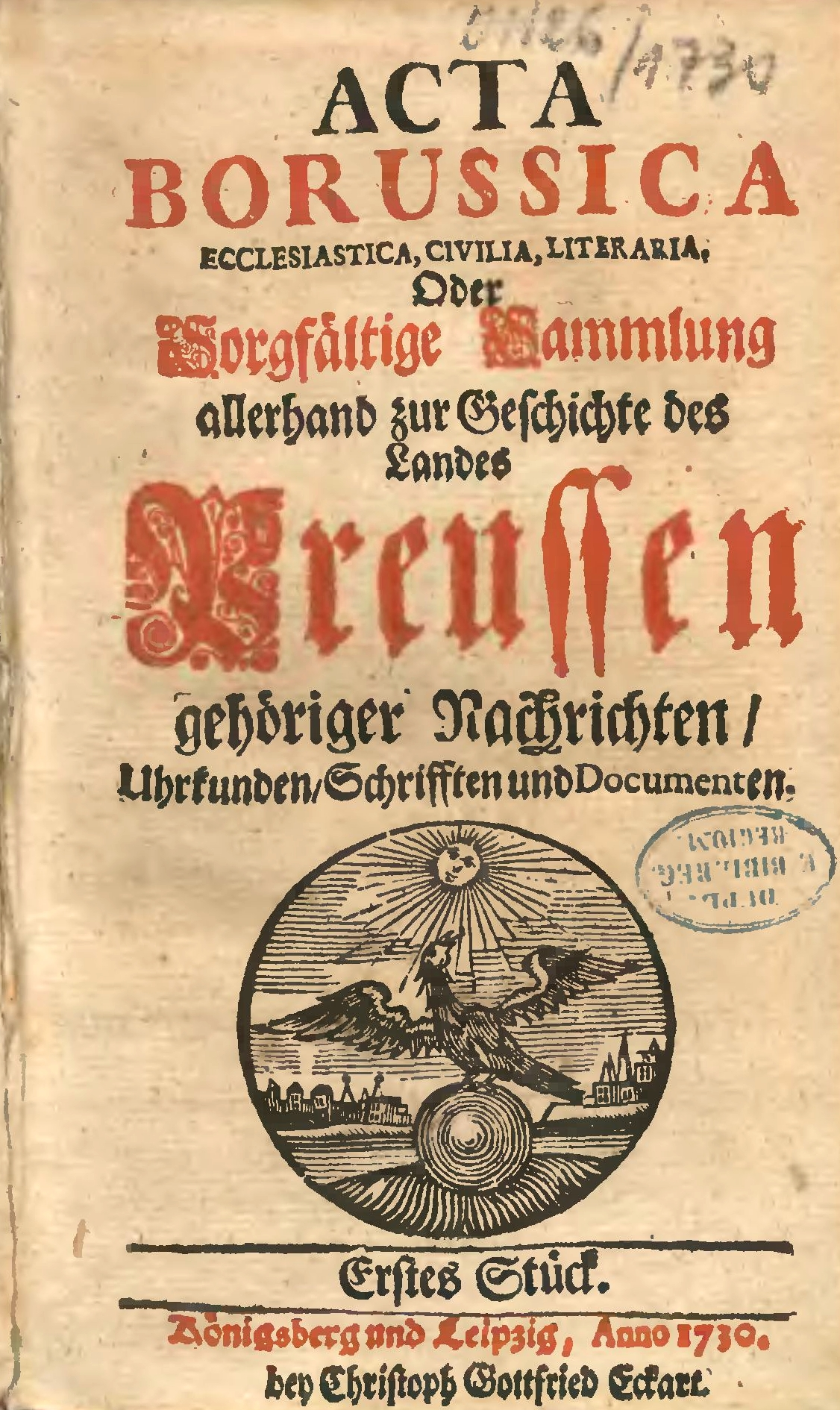
«Акты прусские, церковные, гражданские и литературные, или Тщательное собрание всякого рода известий, грамот, сочинений и документов, относящихся к истории страны Пруссии». Первая часть первого тома. Кёнигсберг — Лейпциг, 1730. Титульный лист.

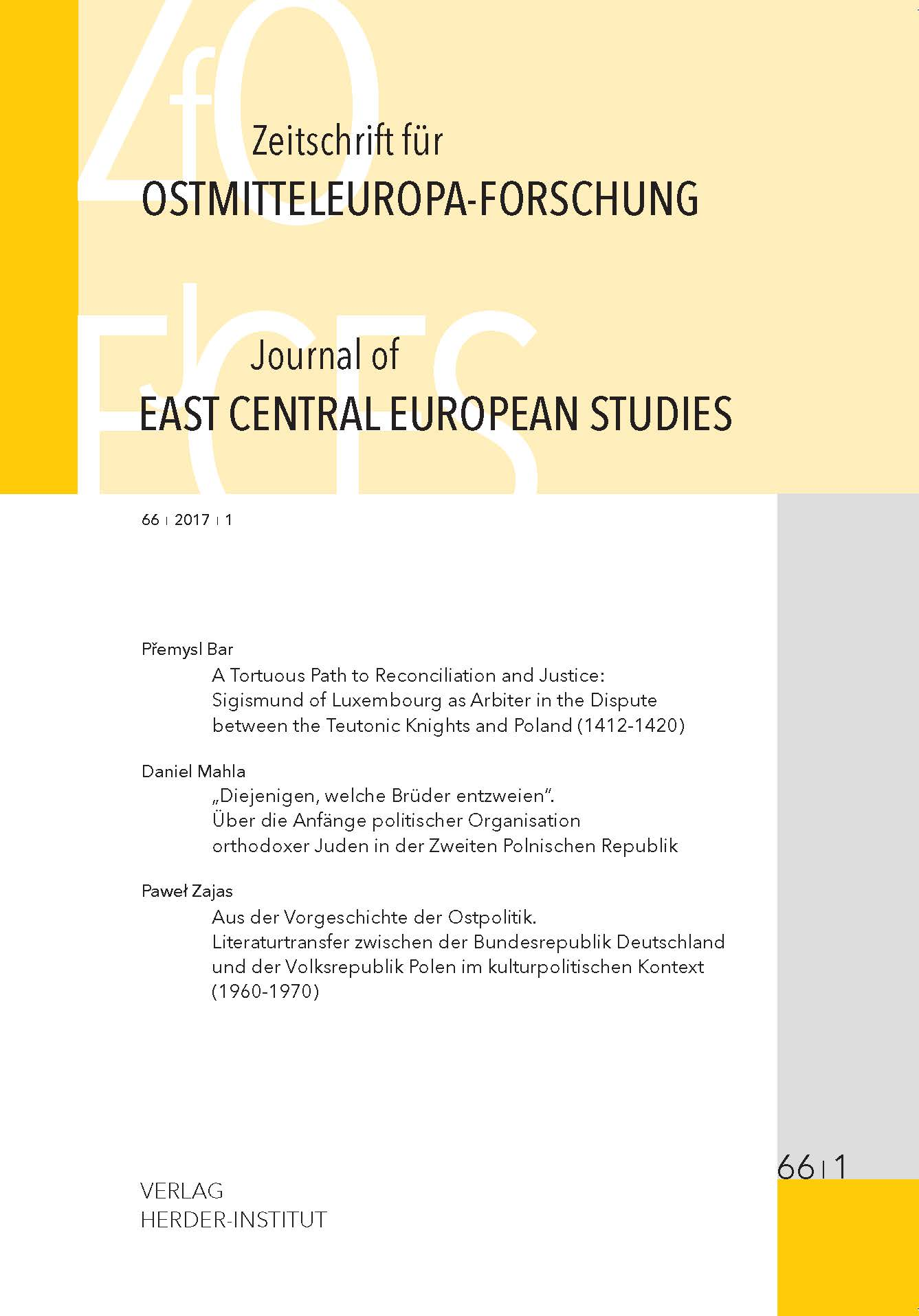
«Журнал остфоршунга» (ныне «Журнал изучения Центрально-Восточной Европы») в послевоенный период стал одним из ведущих научных изданий, посвящённых исследованию прусской истории.

#### 1923—1938

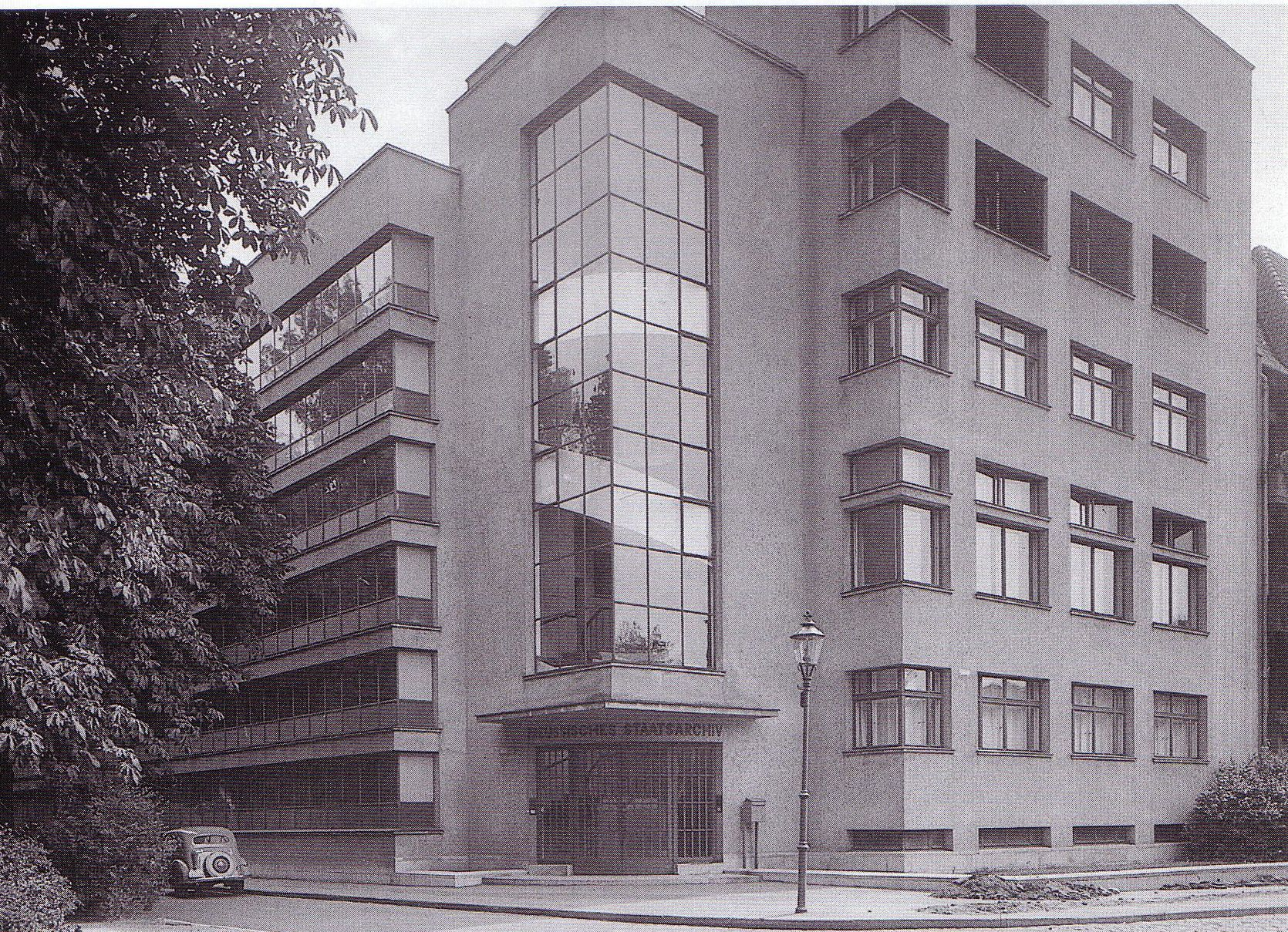
Кёнигсберг, новое здание Прусского государственного архива (арх. Роберт Либенталь, 1929—1930), в котором находились его фонды до эвакуации, снимок сделан между 1930 и 1933 гг. Ныне в здании располагается Калининградская областная научная библиотека.

После первой мировой войны делаются попытки вывести прусскую археографию на новый уровень. Несмотря на тяжёлое экономическое положение тогдашней Германии, в 1923 г. была учреждена Комиссия по историческому изучению восточно- и западнопрусских земель (Historische Kommission für ost- und westpreußische Landesforschung), одной из задач которой было и продолжение археографических работ. Эта деятельность осуществлялась ею в сотрудничестве с Кёнигсбергским университетом и другими государственными и частными учреждениями. Таким образом, пожелание М. Перльбаха о создании такой комиссии всё же сбылось.
Известный вклад в археографию внесли и специалисты по генеалогии. Они учредили в 1925 г. Союз генеалогии Восточной и Западной Пруссии (Verein für Familienforschung in Ost- und Westpreußen) и издавали журнал Altpreußische Geschlechterkunde (1927—1943). Союз имел соглашения о сотрудничестве с Прусским государственным архивом и Кёнигсбергской городской библиотекой и работал во взаимодействии с другими прусскими историческими обществами.

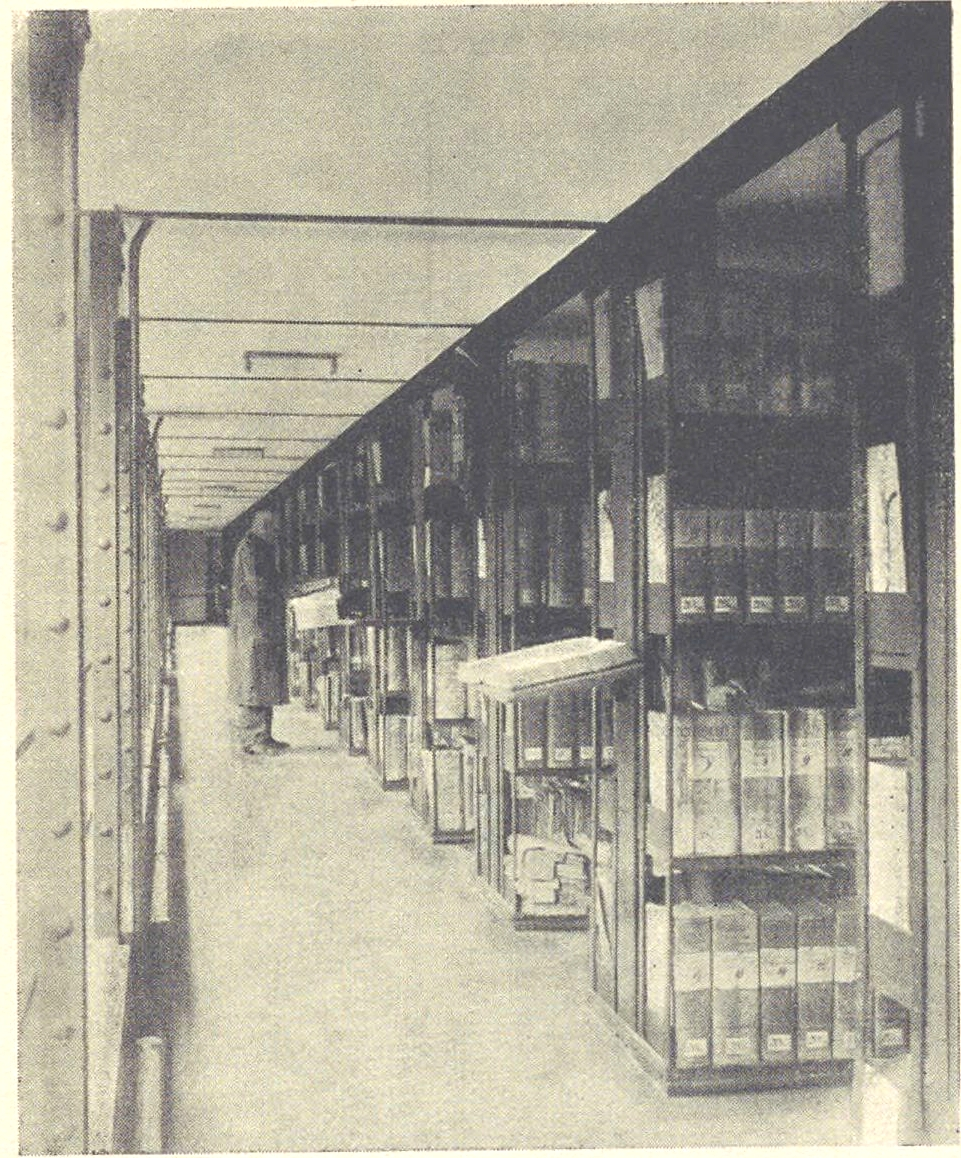
Фондохранилище Государственного архива Пруссии после переезда в новое здание (1930). Зал, где находились так называемые восточнопрусские фолианты, то есть копийные книги герцогской и королевской эпохи (XVI—XIX вв.). Фото из брошюры: Hein M. Das Staatsarchiv Königsberg und seine nationale Bedeutung. Elbing, 1933. S. 7.

Важным событием восточнопрусской культурной жизни в межвоенный период стало строительство нового здания для Прусского государственного архива в Кёнигсберге. В 1930 г. туда после четырёхвекового пребывания в Кёнигсбергском замке были перевезены его фонды. В том же году Макс Хейн, возглавлявший с 1927 г. этот архив и одновременно — Комиссию по историческому изучению восточно- и западнопрусских земель, обратился к научной общественности и краеведам с призывом обратить внимание на документы орденской и герцогской эпохи, находящиеся во владении администраций небольших поселений, церковных общин, а также в семейных архивах частных лиц (таких как владельцы имений, потомки сельских старост, корчмарей и т. п.). Он отмечал, что подобные письменные источники имеют большую историческую ценность, но зачастую хранятся в ненадлежащих условиях, а их значение при этом не осознаётся владельцами. Хейн полагал, что наилучшим вариантом для науки было бы помещение этих документов на депозитарное хранение в Прусский государственный архив при безусловном сохранении за изначальными владельцами права собственности на них. В таком случае фотомастерская при архиве бралась по весьма низким ценам изготовить для собственников фотокопии сданных материалов. Кроме того, в тот период стало обычным выставлять акты и грамоты в краеведческих музеях. Архивариус предостерегал от подобной практики, поскольку она угрожала безопасности таких экспонатов. Музеи не могли обеспечить надлежащую сохранность их от огня, а сами письменные источники, будучи выставлены в витринах, быстро выцветали от света и делались нечитаемыми. М. Хейн призывал музеи изготовить фотокопии таких бумаг, а оригиналы опять-таки передать на хранение в Прусский государственный архив. На случай, если владельцы не пожелают расставаться со старинными документами, учёный рекомендовал всё же допустить профессиональных архивистов к их просмотру для учёта, научной обработки и последующей передачи в государственный архив описи этих собраний.
Публикация прусских источников всегда рассматривалась немецкими учёными как необходимое условие для полноценного исследования прошлого провинции. Промежуточные итоги этой деятельности в конце веймарской эпохи попытался подвести Христиан Крольман. По его мнению, во второй половине XIX в. в истории и археографии Пруссии произошли качественные изменения по сравнению с временами И. Фойгта: «Романтика преодолена, её место заступает либерально-индивидуалистический критицизм. Вместе с ним одновременно происходит отход от творческого созидания и переход к критическому изучению источников и формальной эдиционной технике. С этим связано то, что на смену деятельности, скорее случайно связанной с конкретной личностью, приходит планомерная совместная работа». В то же время Крольман сетовал, что несмотря на обилие источниковых публикаций и бесчисленное множество работ по частным вопросам, полноценный обобщающий труд по истории Пруссии так и не появился. Но в последующие годы положение мало изменилось. Хотя в период гитлеровской диктатуры отдельные археографические издания продолжали выходить в свет, заметных изменений в историографии не наступило. Идеологические условия той поры оставляли мало шансов на создание обобщающих трудов, свободных от националистических установок.

#### 1939—1944
После нападения Германии на Польшу сотрудники Прусского государственного архива были привлечены к осуществлению так называемой «восточной программы». Она предполагала обследование архивных собраний на бывших польских территориях для выявления документов, отражавших роль немецкого населения в их истории, а также источников, связанных с историей Пруссии, в особенности орденского времени. На основе Коронной метрики, хранившейся в Варшаве, предполагалось подготовить регесты документов по этим вопросам. Наиболее ценные обнаруженные материалы подлежали перемещению в Кёнигсберг. Однако для развития исследований и тем более для последующих археографических работ эта акция мало что дала. Архив, штат которого заметно поредел после призыва части сотрудников в вермахт, не располагал достаточным количеством специалистов со знанием польского языка для подобных командировок на места, и не был готов к принятию на хранение большого количества новых фондов.
Обстановка военной поры не способствовала и появлению заметных археографических работ. Лишь изредка небольшие публикации появлялись в периодике. Большинство прусских краеведческих журналов к 1939 г. уже закрылось, но некоторые ещё продолжали выходить в эти годы — «Altpreußische Forschungen» (1939—1943), «Zeitschrift für die Geschichte und Altertumskunde Ermlands» (1939—1943), «Zeitschrift des Westpreußischen Geschichtsvereins» (1939—1941), «Mitteilungen des Vereins für die Geschichte von Ost- und Westpreußen» (1939—1944). На их страницах был опубликован ряд архивных материалов, в основном по истории Нового времени.

## 1945—1990

### Эвакуация архивных фондов из Восточной Пруссии в тыл и их дальнейшая судьба

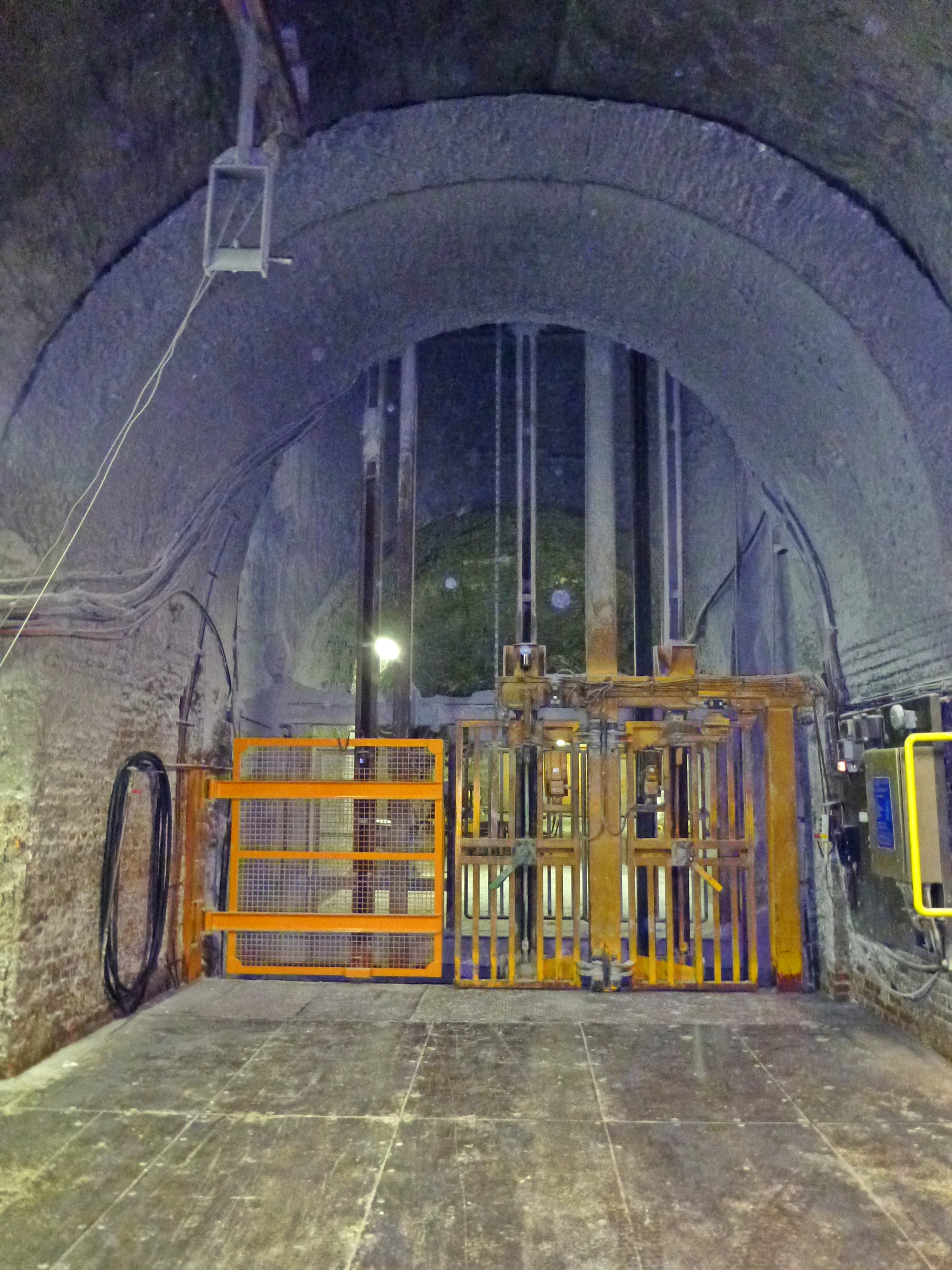
Внутренний вид одной из соляных шахт в Граслебене, где в конце войны хранились прусские архивные материалы.

Вторая мировая война имела очень тяжёлые последствия и для исторических исследований края, и для публикации источников. Прусский государственный архив в Кёнигсберге (Preußisches Staatsarchiv Königsberg), где отложилась основная часть письменных источников по региональной истории, испытал на себе большие превратности судьбы. Наиболее ценные его фонды были вывезены из Кёнигсберга в конце войны и переправлены в тыл. Сперва они хранились в соляных шахтах в Граслебене (под Хельмштедтом), а после капитуляции попали в руки британских оккупантов и перевезены в Гослар. Часть материалов отражала прошлое территорий, отошедших по итогам войны к Польше. По требованию польской стороны эти бумаги были перевезены из Гослара в Ольштын (см. ниже).

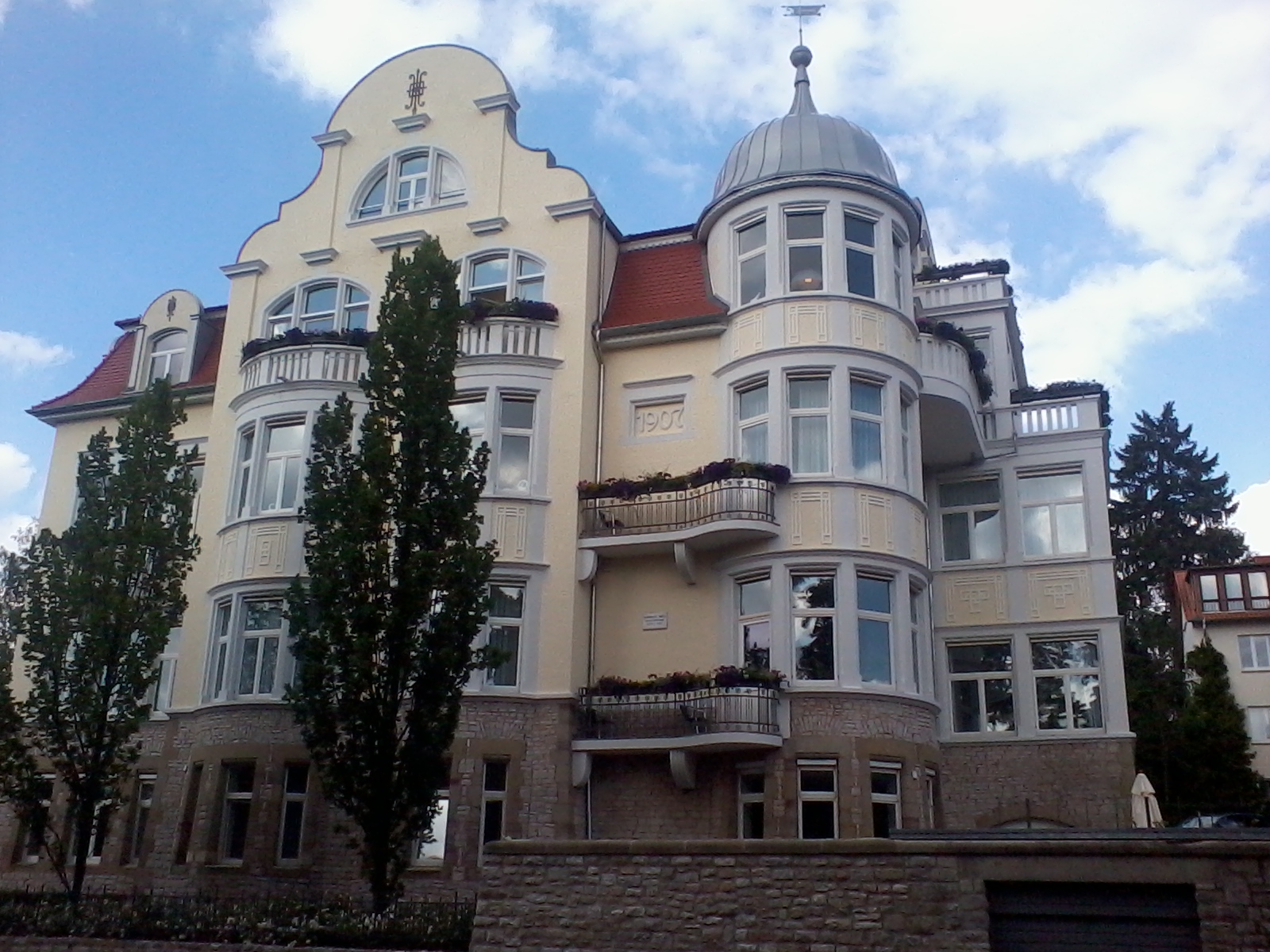
Гёттинген, бывшая вилла семейства Хан на Меркельштрассе, 3. В 1953—1978 гг. здесь находилось Государственное архивохранилище.

Остальные фонды британские военные власти передали правительству земли Нижняя Саксония, где в 1953 г. было создано Государственное архивохранилище в Гёттингене (Staatliches Archivlager Göttingen). В этом учреждении сосредоточились несколько архивов, эвакуированных в конце войны из восточных и центральных германских областей. По оценке Курта Форстройтера, многолетнего руководителя этого хранилища, кёнигсбергские материалы (включавшие 1500 погонных метров стеллажей и 2 шкафа с картами) составляли более 75 % его фондов. В юридическом отношении эти документы с 1957 г. стали собственностью Фонда прусского культурного наследия. В 1978 г. хранилище было расформировано, и в итоге кёнигсбергские бумаги попали в Тайный государственный архив прусского культурного наследия (Geheimes Staatsarchiv Preußischer Kulturbesitz), где хранятся и сегодня. Ясно, что все эти события долгое время препятствовали полноценной работе с источниками.

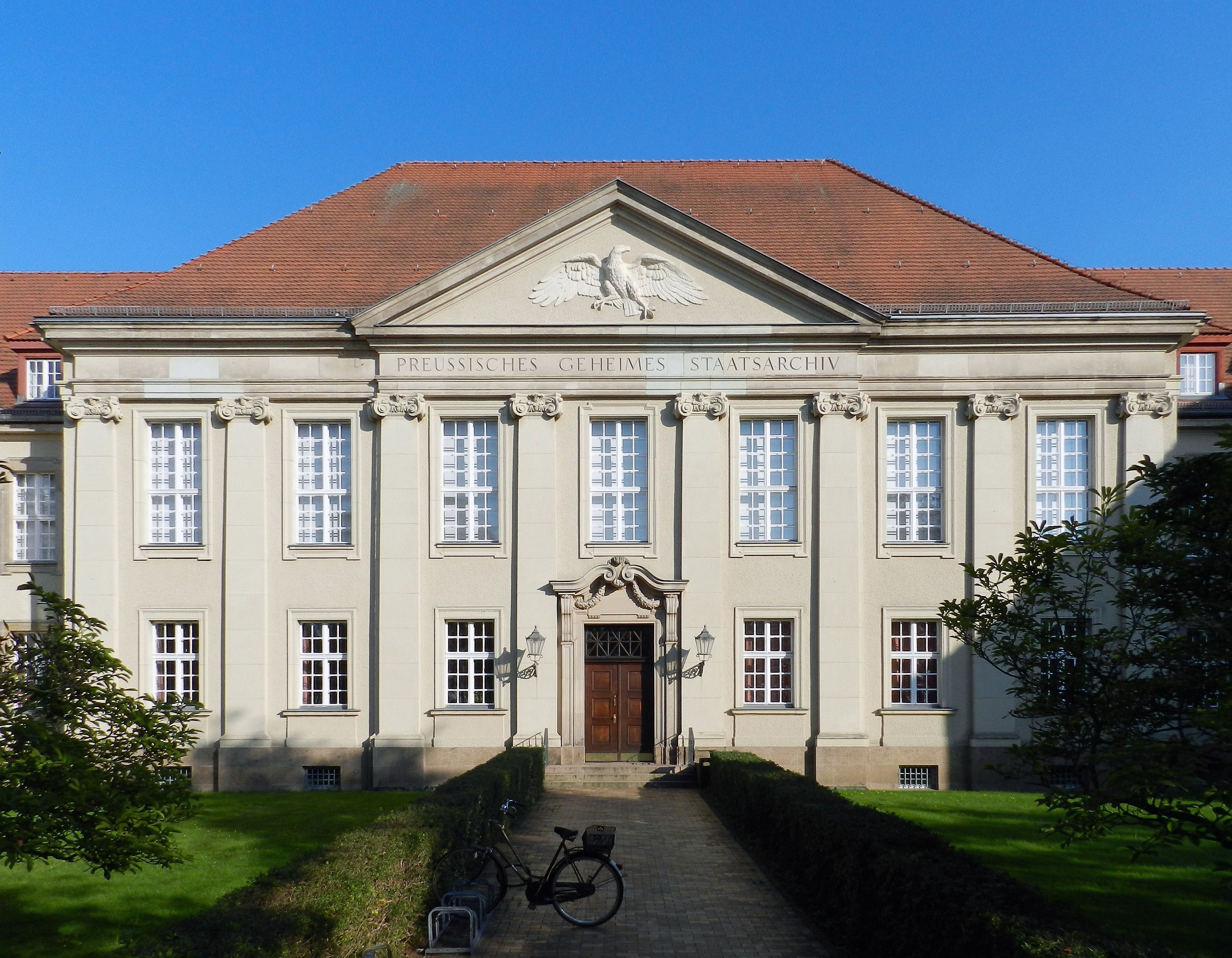
Берлин, здание Тайного государственного архива прусского культурного наследия, где с 1979 г. хранятся фонды Прусского государственного архива в Кёнигсберге

Некоторое количество рукописных материалов по истории Пруссии после войны оказалось в учреждениях и организациях, призванных хранить память об утраченных Германией областях и обслуживать культурные нужды их уроженцев. Сперва этим занимались восточнопрусские землячества, организованные по признаку принадлежности прежних жителей к определённым городам и уездам. С 1950-х гг. над этими землячествами стали брать шефство отдельные западногерманские города и уезды. Совместными усилиями переселенцев и местных властей стали создаваться культурные центры, библиотеки, музеи, что прямо предусматривалось программами работы союзов изгнанных и правилами западногерманского министерства внутренних дел.

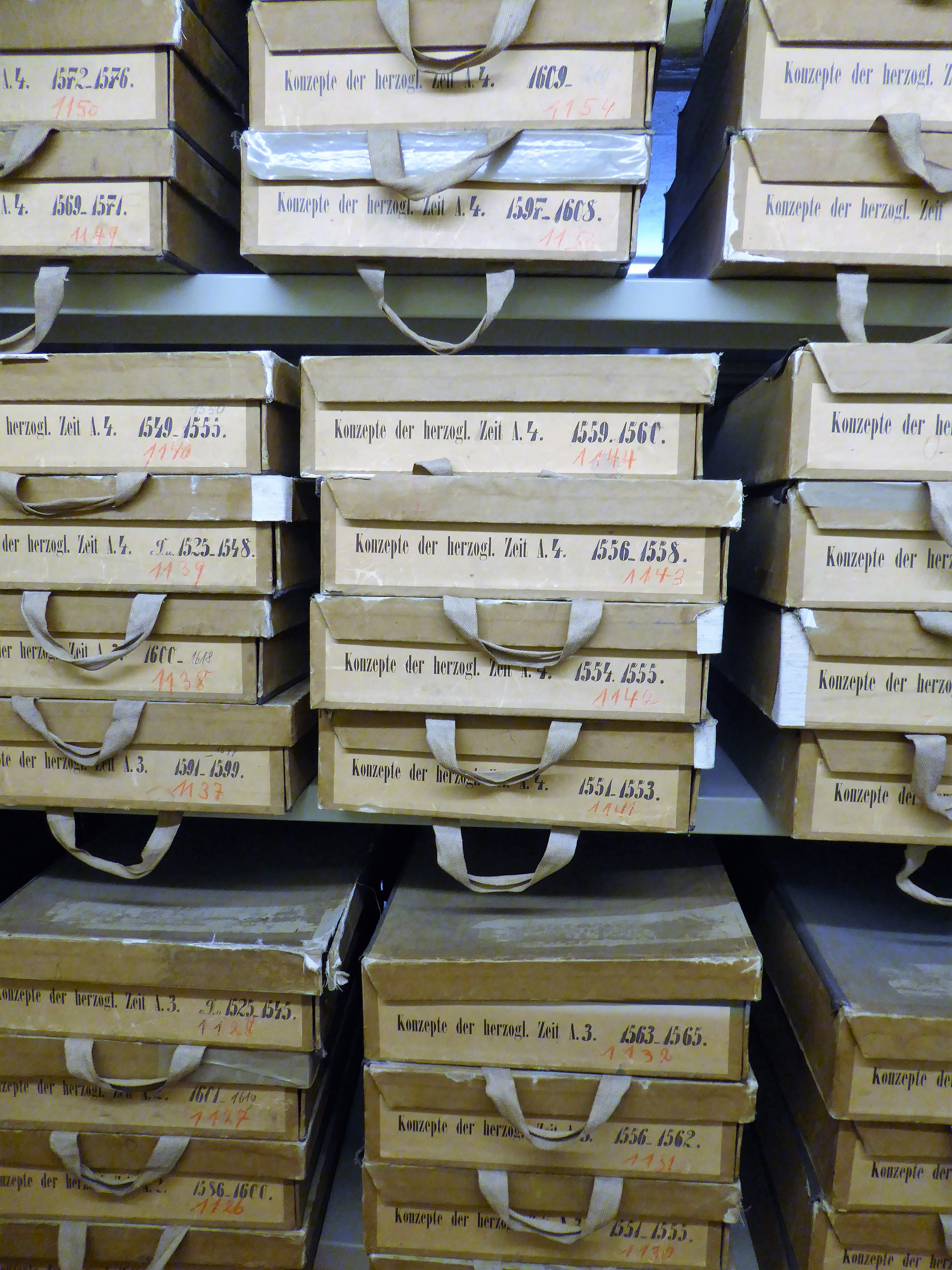
Фондохранилище Тайного государственного архива прусского культурного наследия. Картоны с черновиками прусских документов герцогской эпохи (XVI—XVII вв.).

Например, в 1954 г. город Билефельд взял шефство над выходцами из уезда Гумбиннен; годом позже было создано гумбинненское уездное землячество. В составе билефельдского городского архива был сформирован фонд «Уездный архив Гумбиннена» (Kreisarchiv Gumbinnen im Stadtarchiv Bielefeld). В нём хранятся дела самого землячества. Представлены также многочисленные документы, вывезенные изгнанниками с территории уезда. Часть из них имеет официальное происхождение и образовалась в результате деятельности довоенных государственных и муниципальных учреждений уезда. Другие происходят из семейных архивов и отражают довоенные биографии жителей, свидетельства об их бегстве из Восточной Пруссии и адаптации переселенцев на новой родине. Большую ценность имеют также малотиражные печатные материалы, карты и планы, отложившиеся в том же собрании. Хотя первые упорядоченные описи фонда появились ещё в 1989—1990 гг., его материалы до сих пор обработаны лишь частично. По окончании этой работы планируется обеспечить для всех желающих возможность поиска материалов через Интернет.
В 1955 г. уезд Ротенбург-на-Вюмме (Нижняя Саксония) взял шефство над землячеством выходцев из восточнопрусского уезда Ангербург. Предпосылкой стало то обстоятельство, что контакты беженцев с руководством Ротенбургского уезда установились ещё в последние месяцы войны и продолжались впоследствии. Со временем в Ротенбурге были созданы краеведческая библиотека и архив с богатым собранием документов по истории Ангербургского уезда. Научно-методическую помощь в их организации и работе оказывал ротенбургский Институт краеведения (Institut für Heimatforschung), предоставивший и площади для хранения фондов. Часть собрания включала подлинные документы: церковные книги, хроники школ и общин, списки жителей всех деревень уезда, топографические и кадастровые карты и т. п. В архиве хранились многие личные фонды, воспоминания бывших жителей, а также архивы двух дворянских усадеб Ангербургского уезда. Был сформирован богатый бильдархив с тысячами рисунков, фотоснимков и негативов, запечатлевших жизнь покинутого края до 1945 г. Кроме того, по соглашению с Тайным государственным архивом прусского культурного наследия для этого архива были изготовлены копии материалов, относящихся к истории уезда (с орденской эпохи по XIX столетие) объёмом около 180 тыс. листов. Учреждение тесно сотрудничало с Гёттингенским университетом и с 1954 г. выпускало журнал «Ротенбургские записки» (Rotenburger Schriften). Всё это создавало условия для изучения прошлого упомянутой территории и подготовки источниковых публикаций. Упомянутый Институт краеведения просуществовал до 2009 г., после чего был закрыт по финансовым причинам. Однако это не привело к прекращению краеведческих и издательских работ. Собранный ранее архивный фонд был преобразован в Архив краеведения в Ротенбурге-на-Вюмме на правах подразделения уездного архива в Бремерфёрде. Часть функций упразднённого института взяла на себя общественная организация — Общество друзей Архива краеведения в Ротенбурге-на-Вюмме. Она была учреждена в 2009 г. группой лиц, которые прежде долгие годы пользовались институтскими материалами. Общество продолжает издавать «Ротенбургские записки».

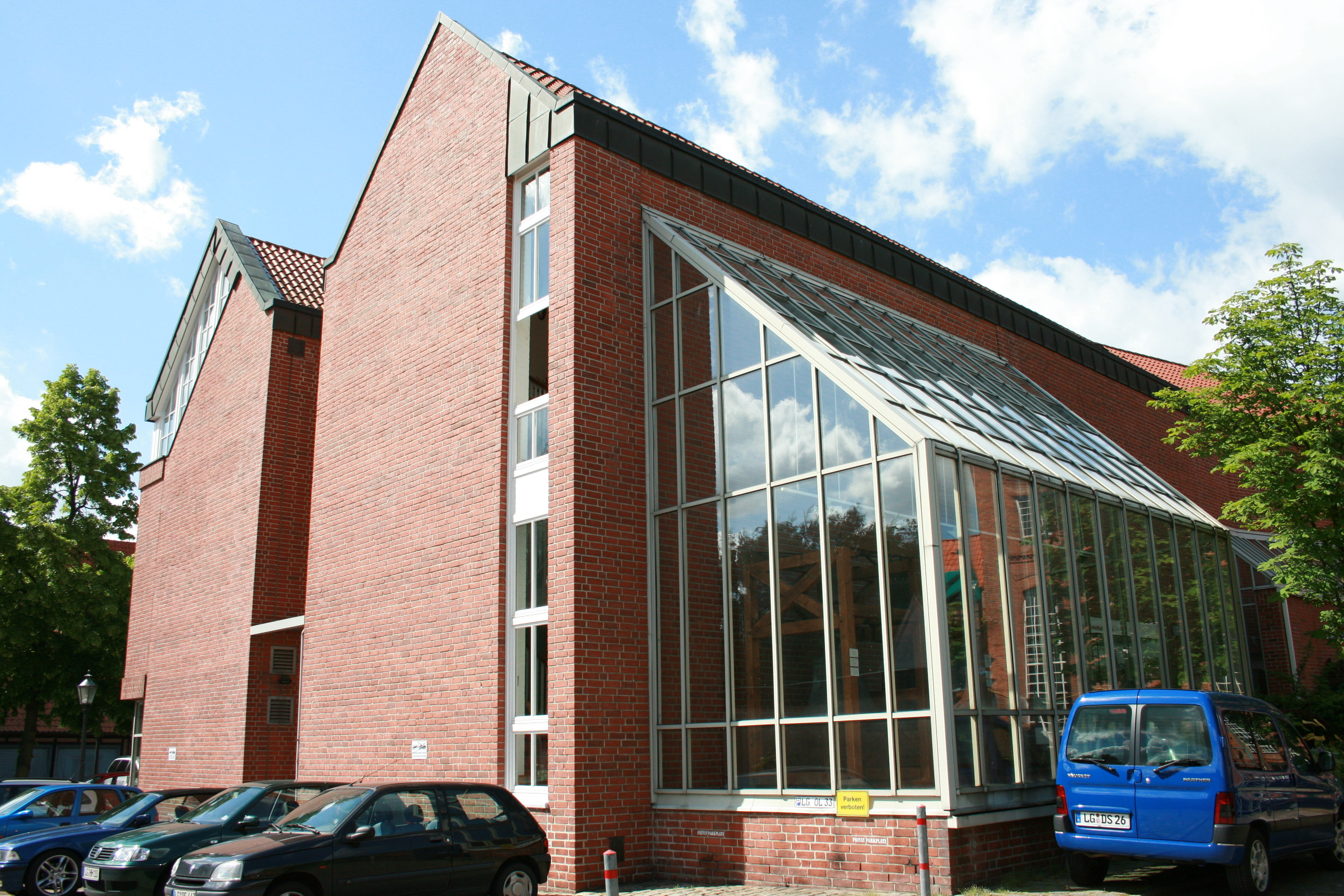
Люнебург, Музей Восточной Пруссии

Ротенбургский опыт был далеко не единственным примером такого рода: в ФРГ в послевоенные годы возникло довольно много подобных организаций. Центральное место среди них занимает Музей Восточной Пруссии (Ostpreußisches Landesmuseum) в Люнебурге, существующий с 1987 г. Наряду с ним, можно указать ещё на ряд учреждений: Музей Западной Пруссии (Westpreußisches Landesmuseum) (открыт в 1975 г. в Мюнстере, с 2014 г. находится в Варендорфе), культурный центр «Восточная Пруссия» (Kulturzentrum Ostpreußen) (создан в 1981 г. в Эллингене, Бавария), Музей Самбии (Samlandmuseum) в Пиннеберге (Голштиния), где хранится часть экспонатов из музея, располагавшегося до войны в замке Лохштедт. Несколько десятилетий в Дуйсбурге существовал также Музей города Кёнигсберг, открытый в 1968 г. Уже 10 лет спустя архитектор и историк искусства Ульрих Альбинус, многолетний хранитель этого музея, указывал на то, что документальные фонды последнего всё более приобретают характер нового архива Кёнигсберга, отражая 700-летнюю историю города и его культуры. В музее успела сложиться также картотека, включавшая имена около 275 тыс. уроженцев или старожилов Кёнигсберга, проживавших к тому времени в изгнании. К сожалению, в 2016 г. дуйсбургский музей был упразднён, однако наиболее важные экспонаты вошли в коллекцию музея Восточной Пруссии в Люнебурге. Некоторые из упомянутых учреждений осуществляли и публикацию разнообразных источников по истории провинции.

### Судьба фондов и коллекций, оставленных в Восточной Пруссии
Немецким архивистам вывезти удалось далеко не все фонды архива: около 15 % его материалов осталось на месте. После занятия Восточной Пруссии советскими войсками они были либо утрачены, либо рассеяны по разным, нередко случайным, хранилищам. Ещё хуже обстояло дело с муниципальными архивами, большинство которых погибло (см. ниже).

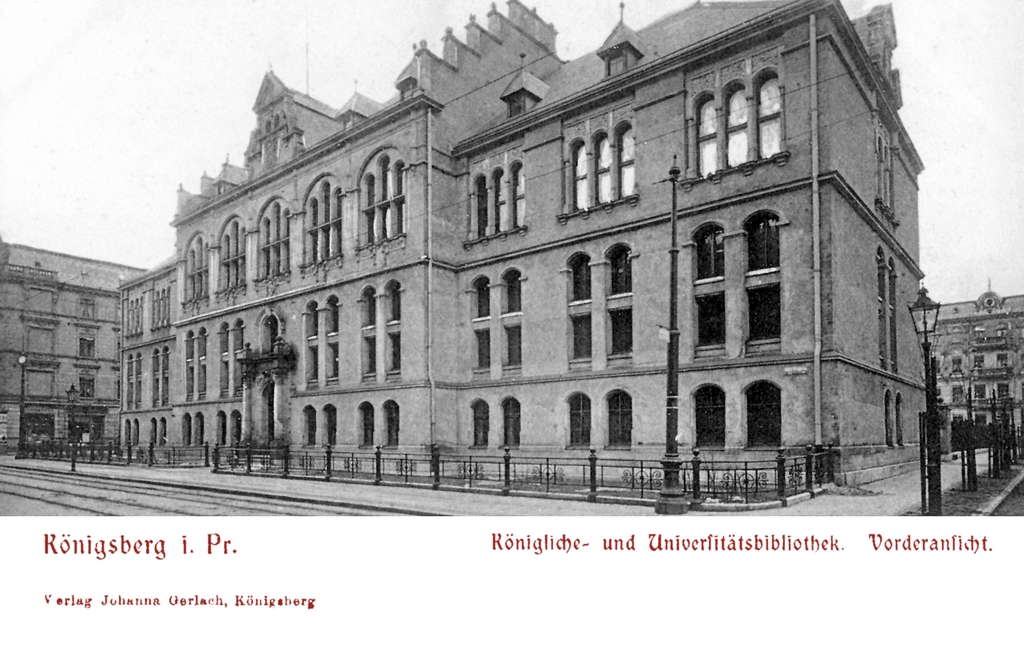
Кёнигсберг, новое здание Королевской (с 1918 — Государственной) и университетской библиотеки в районе Трагхайм, выстроенное в 1901 г. Разрушено во время войны.

Наряду с упомянутым архивом, большое количество прусских рукописных исторических источников (кодексы и отдельные документы) находилось ещё в двух собраниях: Кёнигсбергской государственной и университетской библиотеке, где к 1943 г. насчитывалось 4587 рукописей, и Городской библиотеке Кёнигсберга. Значительная часть их книжных коллекций была утрачена, но многие книги, включая весьма ценные, сохранились в Германии, Литве, Польше и России. Однако судьба рукописных материалов XIII—XVIII вв., представляющих интерес для археографов, оказалась печальна: в основном они числятся среди утрат военного времени. Тем не менее часть этих манускриптов всё же уцелела и находится преимущественно в государственных библиотеках и архивах тех же стран.

#### Материалы, оказавшиеся в Польше

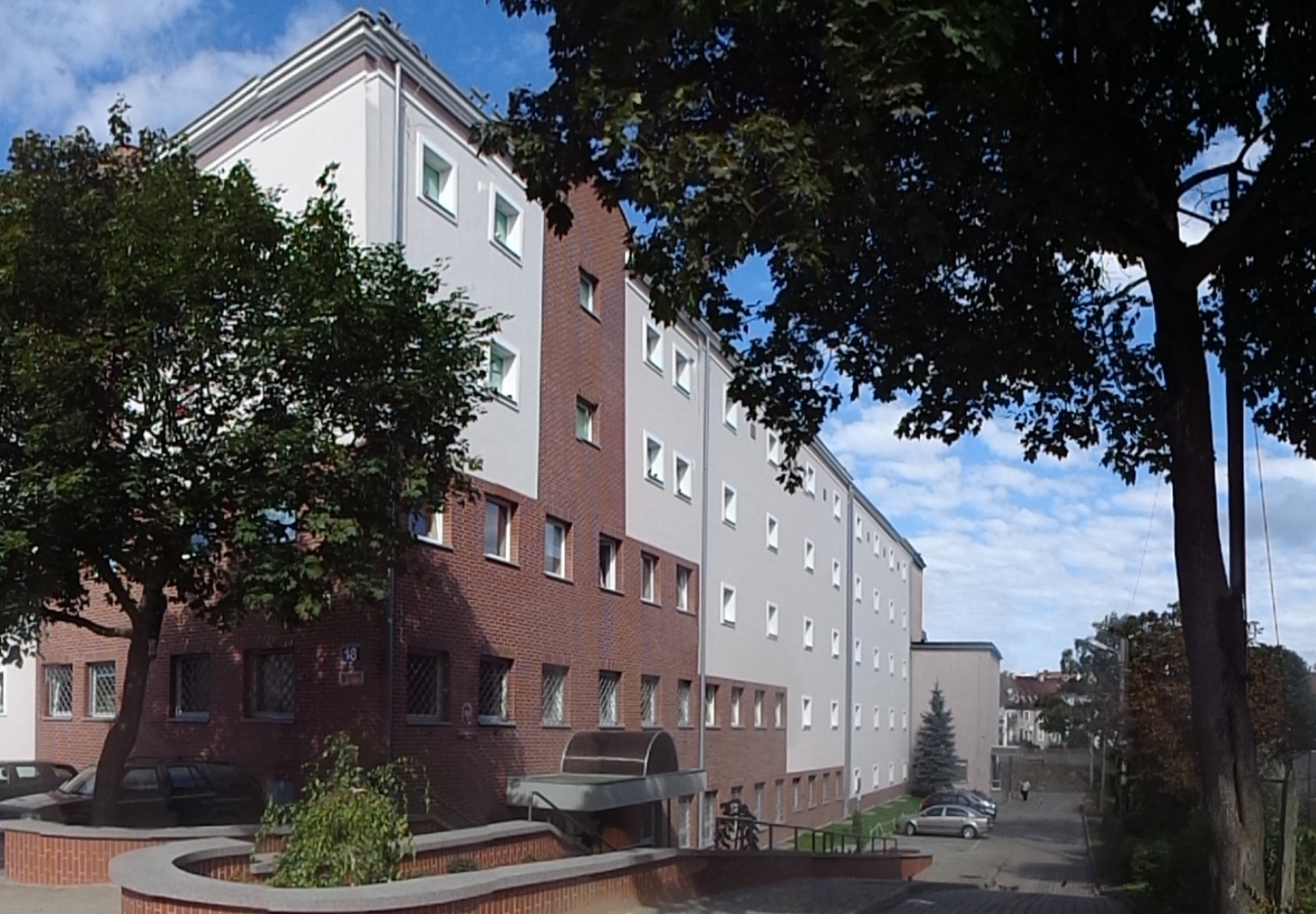
Ольштын, здание Государственного архива

Из тех бумаг, что уцелели на территории бывшей провинции, основная и наиболее ценная часть в итоге оказалась в Польше. Часть этих материалов изначально находилась на доставшихся ей землях, другие происходили из уездов, отошедших к СССР. Основным местом их хранения стал Государственный архив в Ольштыне, учреждённый в 1948 г. Уже в начале 1970-х гг. его фонды были почти целиком разобраны и составляли 3-4 тыс. погонных метров стеллажей. Подлинные документы орденского времени там почти отсутствуют, но имеются несколько десятков списков грамот XIII—XIV вв. в поземельных и судебных книгах. Ценные фонды XVI—XIX вв. отражают прошлое Вармии и Мазурского края. В архиве хранится также собрание дел, связанных с ландтагами Прусского герцогства за 1541—1714 гг. в 54 томах. Часть материалов была доставлена в Ольштын из Гослара в 1947 г. В Ольштыне располагается также архив епископства Вармийского, хранившийся прежде во Фрауэнбурге. В 1945 г. он был вывезен в СССР, но позднее возвращён в Польшу. В нём находятся многочисленные документы данного диоцеза по 1772 г. — грамоты, копийные книги, акты курии, протоколы визитаций, акты капитула, письма, а за более поздний период — также документы и фонды отдельных приходов.
Часть документов, связанных с историей края, хранится сегодня также в некоторых других польских городах, находившихся за пределами бывшей провинции Восточная Пруссия (см. ниже).

#### Материалы, оставшиеся в СССР

##### Литва

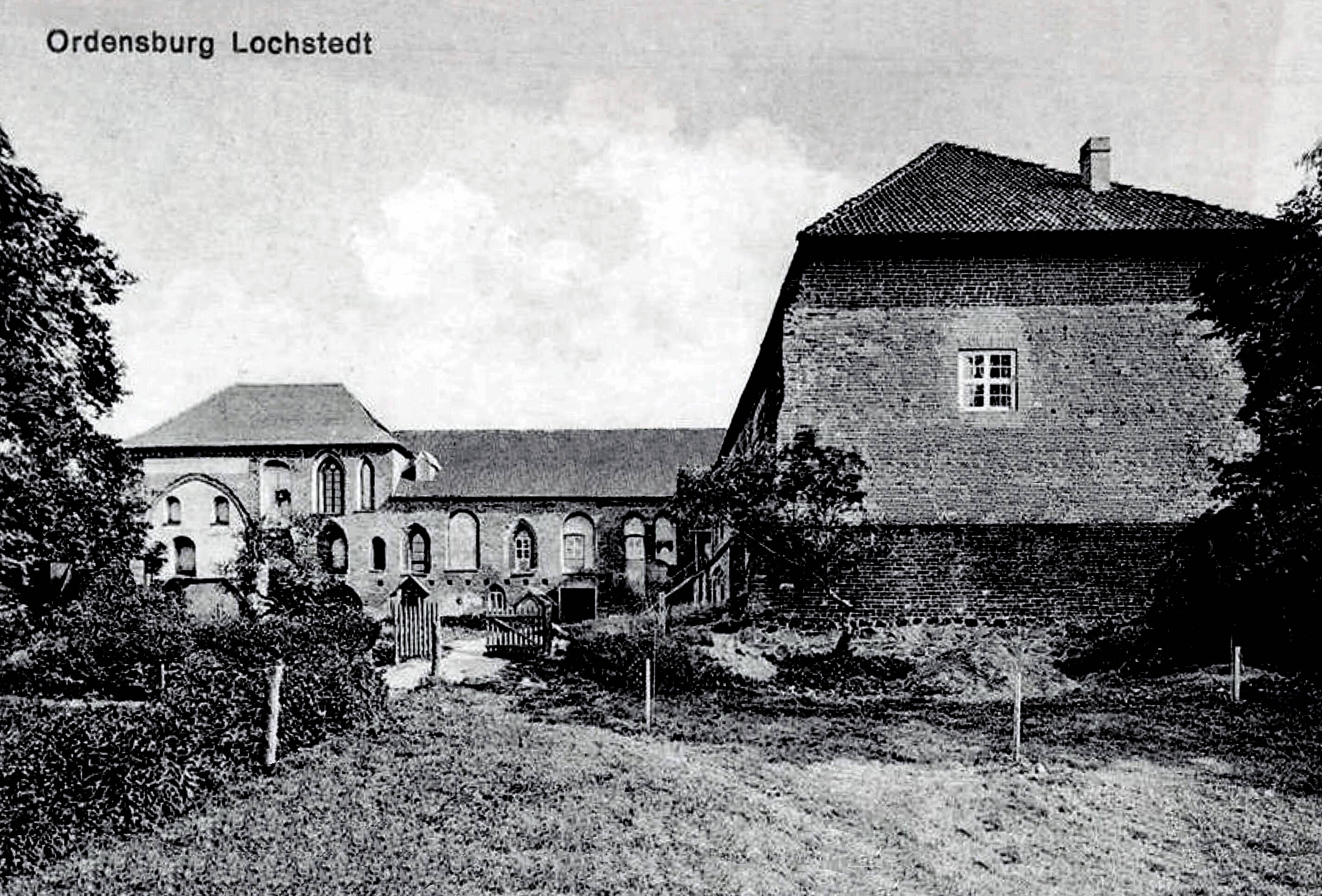
Замок Лохштедт, вид с севера (снимок 1914 г.). В 1945 г. в подвальном этаже здания экспедицией литовских учёных была обнаружена часть документов и рукописных книг из Государственного архива Пруссии и других кёнигсбергских собраний.

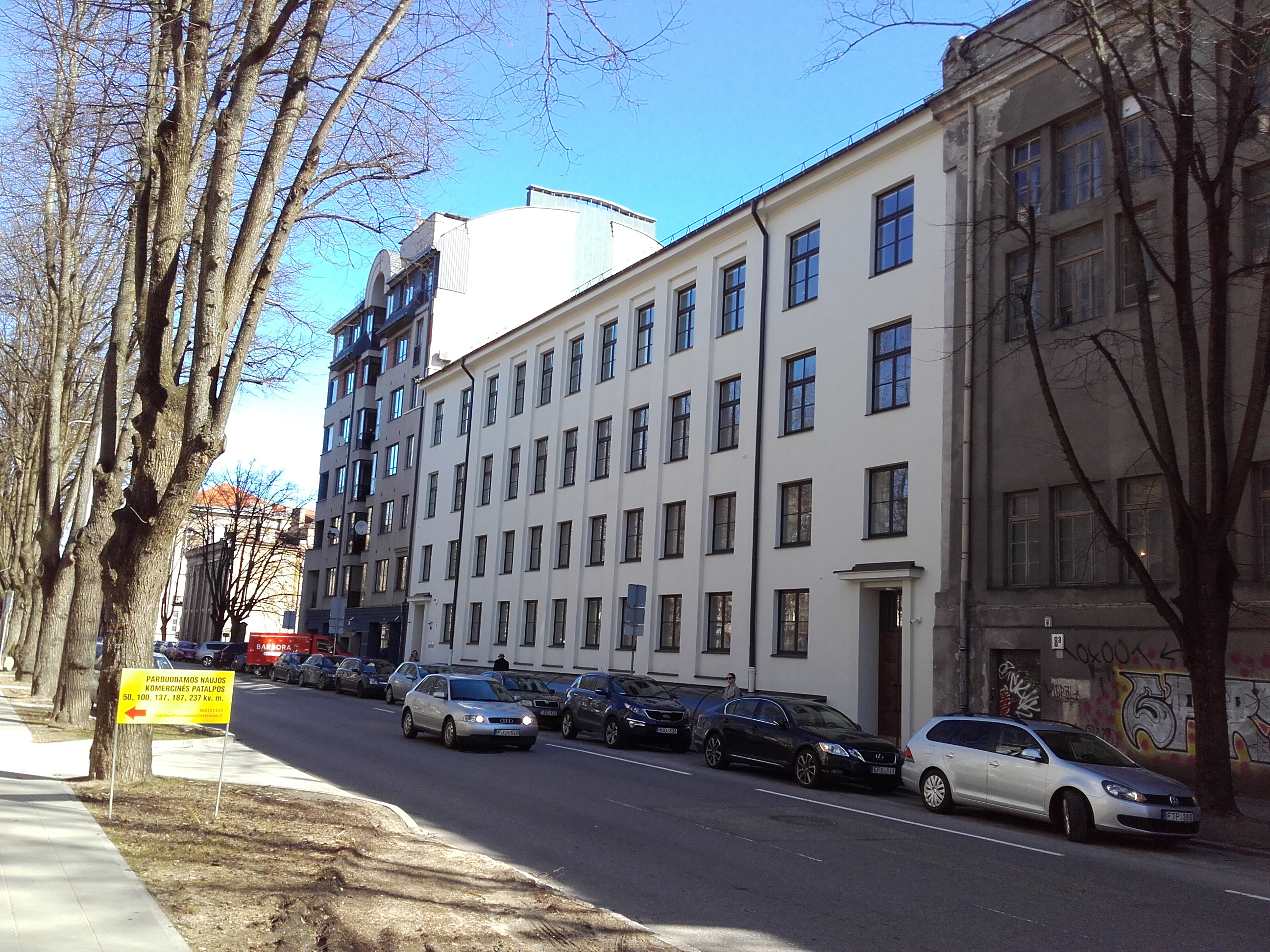
Вильнюс, здание Государственного исторического архива Литвы.

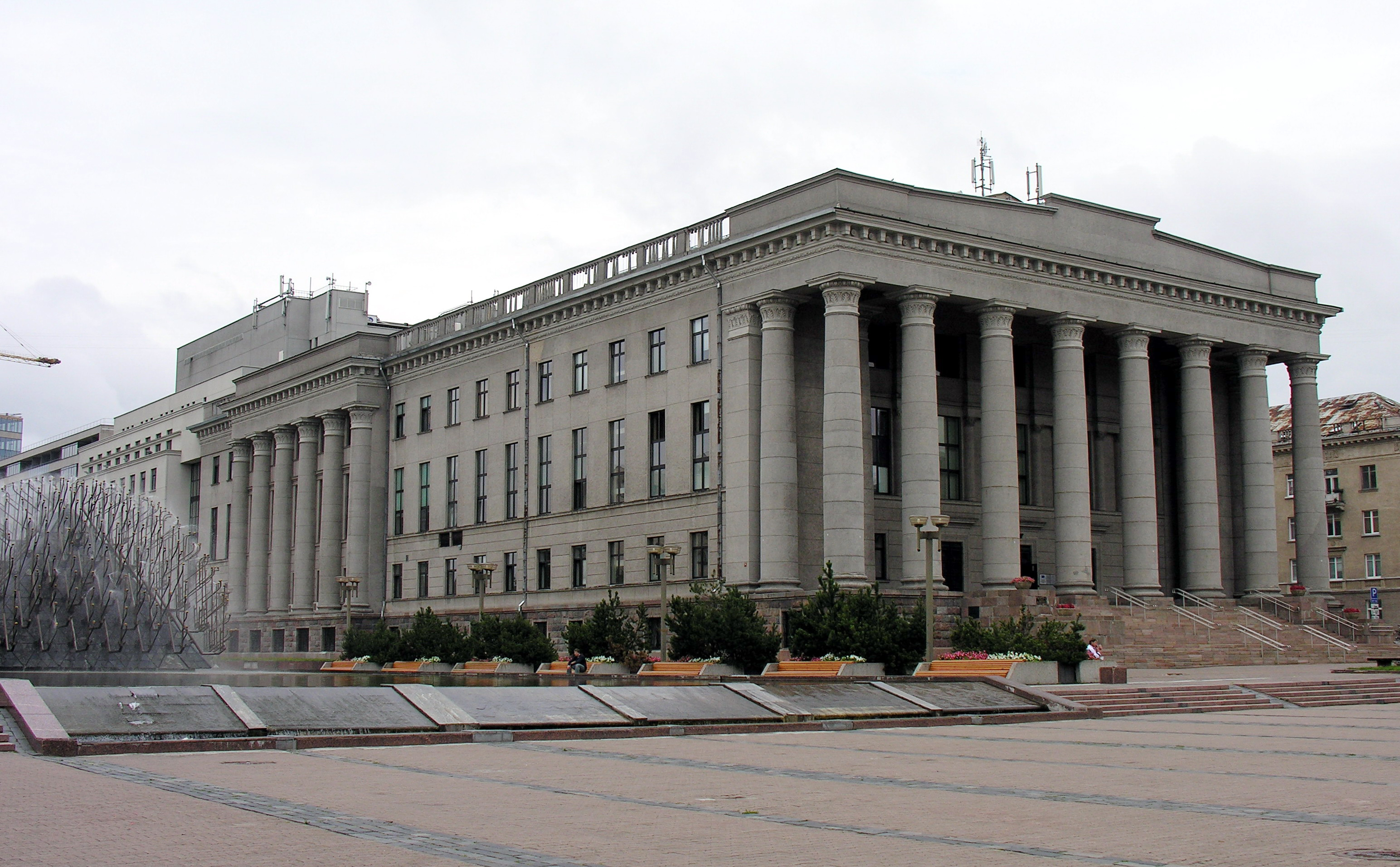
Вильнюс, здание Литовской национальной библиотеки им. Мартинаса Мажвидаса.

Материалы, находившиеся на советской территории, сохранились лишь в незначительном количестве. Благополучнее всего сложилась судьба тех документов, что оказались в Литве (в Клайпедской области) или были туда переправлены усилиями литовских учёных. В 1945—1947 гг. профессор П. Пакарклис организовал несколько экспедиций из Литвы в бывшую Восточную Пруссию. Благодаря этому из Кёнигсберга и из руин замка Лохштедт в Вильнюс удалось перевезти целый ряд ценных материалов. Часть из них касалась только внутренних прусских уездов, но их также вывезли под тем предлогом, что они отражают прошлое литовского народа. Экспедиция была сопряжена с рядом трудностей, но запасы продуктов и спирта, имевшиеся у её участников, позволили найти общий язык с военными и гражданскими властями на месте, чтобы обеспечить автотранспорт и погрузку на него обнаруженных рукописей.

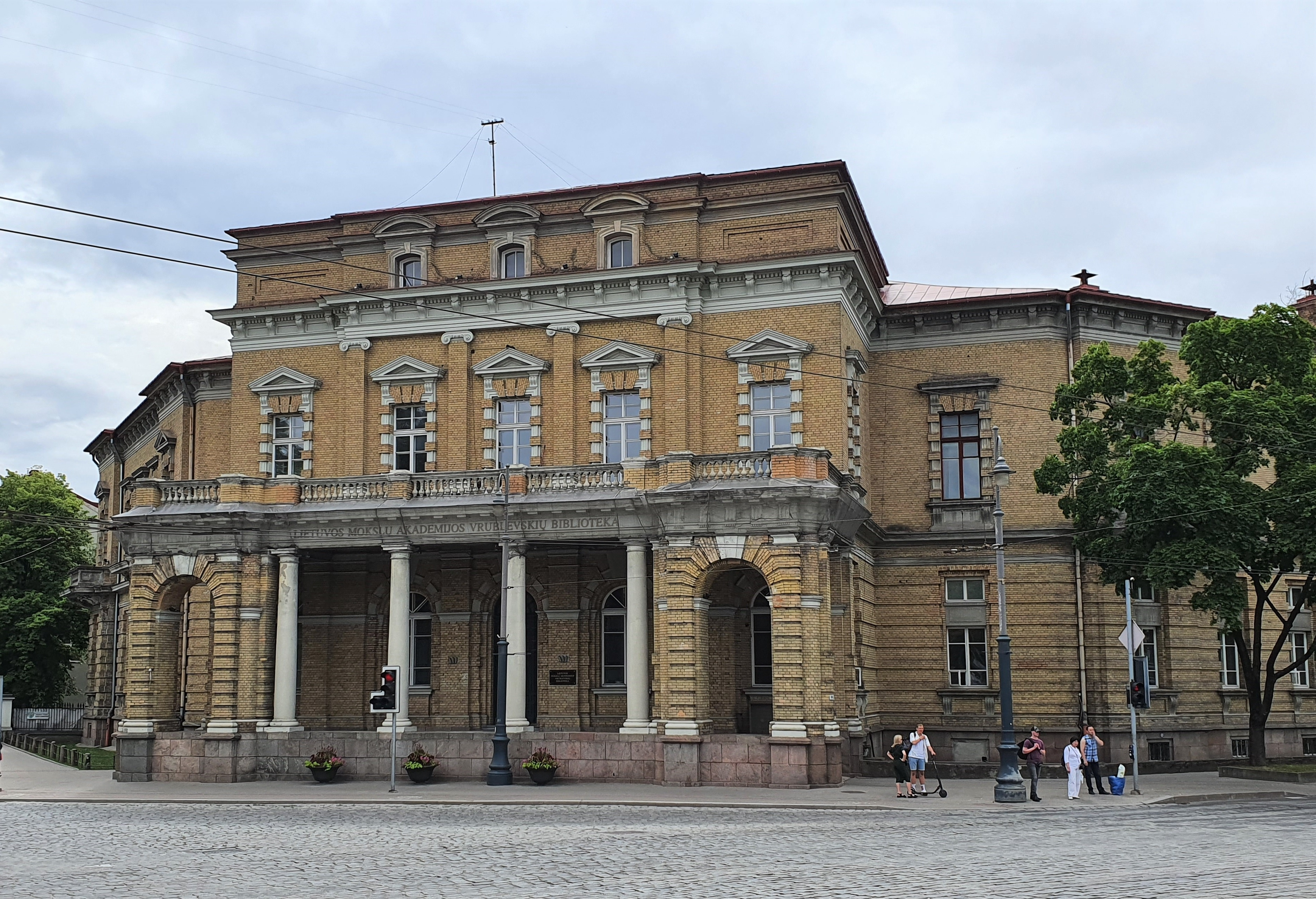
Вильнюс, Библиотека Академии наук Литвы, в которой ныне хранится часть рукописей из Прусского государственного архива в Кёнигсберге.

Собранные экспедицией литовских учёных материалы хранятся сегодня в нескольких собраниях: Государственном историческом архиве Литвы, Библиотеке Академии наук Литвы, Литовской национальной библиотеке имени Мартинаса Мажвидаса. Некоторые из спасённых тогда манускриптов и сегодня весьма важны для археографических изданий. Так, в Государственном историческом архиве Литвы оказались списки с копийных книг XV столетия из канцелярии Тевтонского ордена, изготовленные в XIX в. по заказу И. Фойгта. Часть этих книг после 1945 г. утрачена, поэтому уцелевшие списки приобретают значение оригиналов и могут быть использованы для будущих публикаций

##### Россия
Восточнопрусские материалы, оставшиеся в РСФСР, вплоть до начала 1950-х гг. продолжали подвергаться дальнейшему уничтожению и распылению. При этом доступность уцелевших бумаг для исследователей была различна в зависимости от того, в какие хранилища они попадали.

###### Калининград
Часть обнаруженных советскими властями книг и рукописей была оставлена в Кёнигсберге для организации будущих библиотек, музеев и архивов. Но почти все эти материалы, размещённые в ящиках в здании Прусского государственного архива, пропали бесследно; вероятнее всего, они были расхищены. Наиболее тяжёлой для исторической науки была утрата основной части бумаг из фонда университета, а также архивов малых прусских городов, находившихся в Государственном архиве на депозитарном хранении.

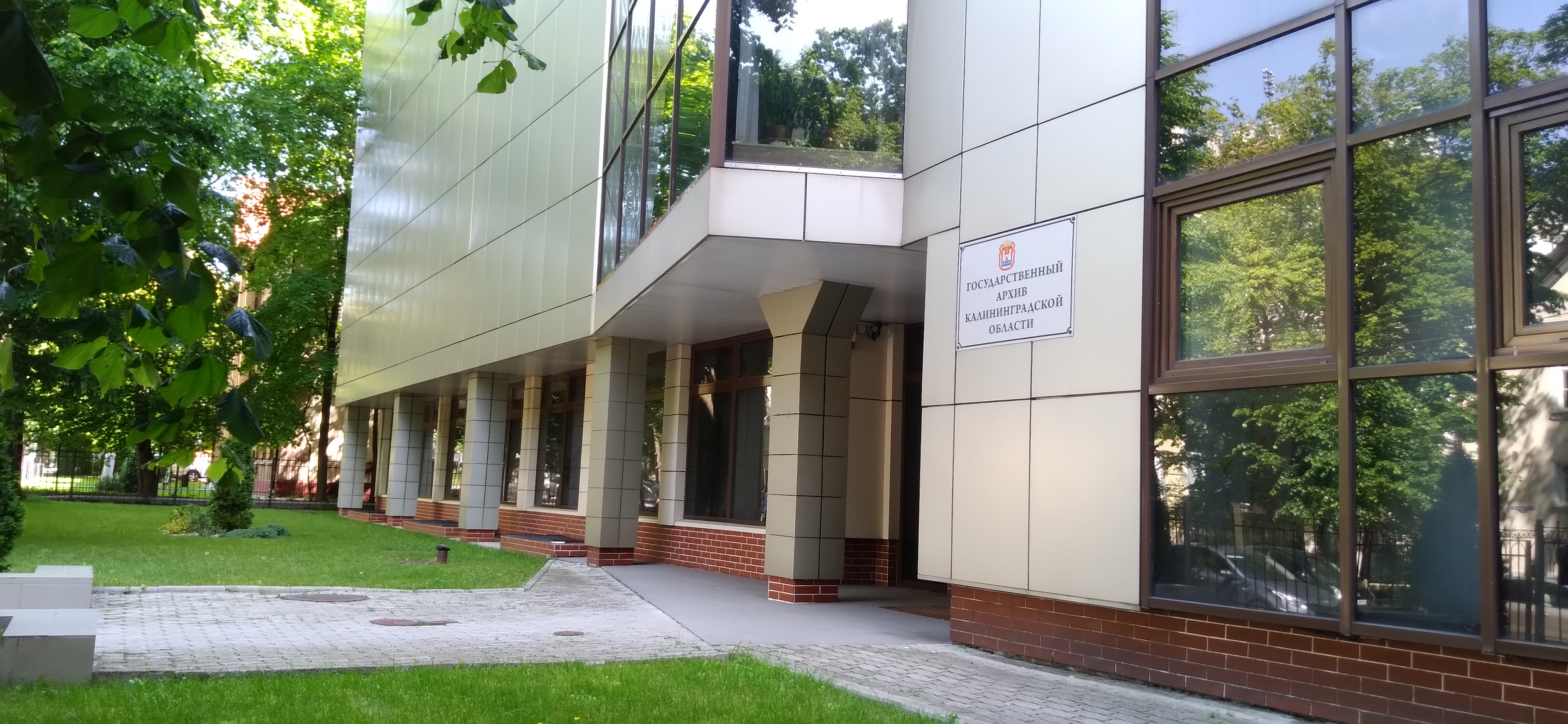
Здание, в котором с 1976 г. располагается Государственный архив Калининградской области.

Но всё же некоторые довоенные материалы (как в самом Кёнигсберге, так и в других населённых пунктах) сохранились и были переданы в Государственный архив Калининградской области, учреждённый 11 июля 1949 г. Это были в основном документы XIX—XX вв. После поступления в это собрание они около 40 лет находились на закрытом хранении и были недоступны для учёных. Недавно в одной из отечественных работ была представлена история розысков и сбора таких бумаг для включения их в фонды формируемого областного архива. В приложении к этой статье было напечатано 15 рассекреченных документов за 1947—1952 гг. Из них следует, что и до, и после создания архива досоветское документальное наследие бывшей провинции продолжало нести утраты. Так, в одном из писем заместителя председателя Калининградского облисполкома начальнику управления МВД указывалось, что в одном из домов по ул. Монетной, занимаемой конторой «Электромонтаж», находятся важные архивные материалы, которые затем были частично сожжены, а особо ценные документы и книги вывезены в Ригу и Вильнюс. Имеются также данные о вывозе восточнопрусских бумаг в Каунас, Киев, Воронеж. Хотя отправка их подтверждалась транспортными документами, след этих материалов теряется, почти ничего из них обнаружить и вернуть в Калининград не удалось. Интересно, что в конце 1940-х гг. Польская Народная Республика предложила передать в Государственный архив Калининградской области документы о Кёнигсберге, Гумбиннене и других городах области (9098 кг бумаг в россыпи). Но архив отказался от этих материалов из-за отсутствия помещения. Более того, в 1951 г. из областного архива было отправлено 10345 единиц хранения в Главное архивное управление МВД СССР для передачи в Польшу, как не относящихся к Кёнигсбергу. Если такая передача в конечном счёте и состоялась, то это позволило сберечь документы для последующего изучения и введения в научный оборот. Но для будущих калининградских историков это означало заведомое обеднение и без того скудной источниковой базы.

###### Другие города
Часть манускриптов попала в учреждения Академии наук СССР в Москве и Ленинграде. Некоторые трофейные рукописные материалы оказались, например, в Библиотеке Академии наук. Это обстоятельство не слишком афишировалось, но из него не делалось и особого секрета. Благодаря этому отдельные поступления даже получили отражение в печатных каталогах. Но в других собраниях (например, в Библиотеке имени В. И. Ленина) рукописи прусского происхождения десятилетиями находились на закрытом хранении и очень долго считались утраченными.

### Судьба других документальных собраний, освещающих историю провинции

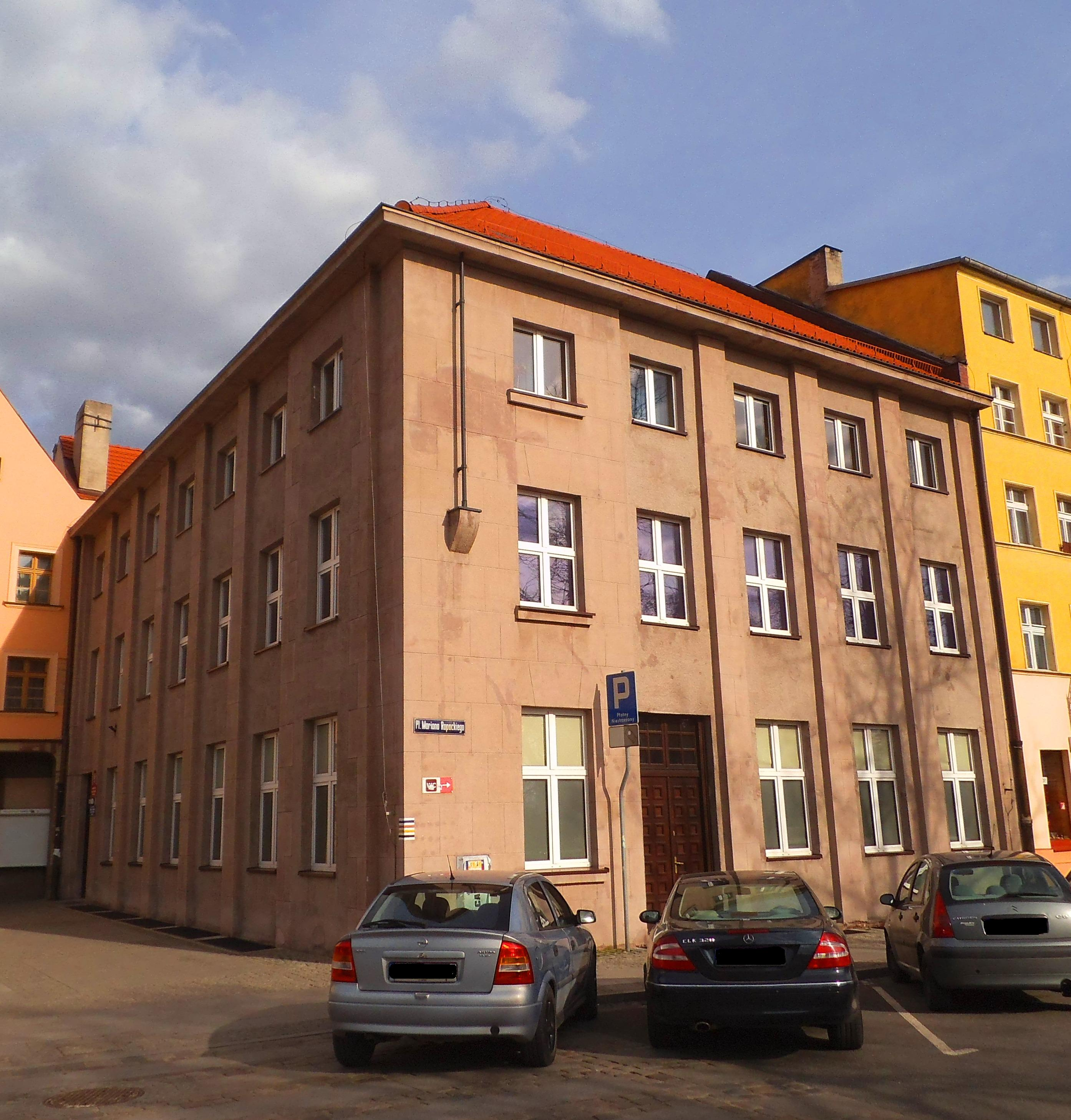
Здание Государственного архива в Торуне.

Помимо Ольштына, многочисленные материалы по истории провинции отложились также в других польских собраниях. Государственный архив в Торуне (Archiwum Państwowe w Toruniu) является одним из старейших польских архивов. Его история восходит к средневековой эпохе, первые упоминания о нём как об учреждении относятся к последней трети XVI в. Фонды архива также оказались в конце войны в соляных шахтах Граслебена, но по требованию польских властей были возвращены после 1947 г. Помимо западнопрусских документов, в нём хранятся многочисленные письменные источники средневековья и Нового времени, имевшие общепрусское значение. В библиотеке Университета Николая Коперника находится сегодня целый ряд ценных материалов из Государственной и Университетской библиотеки в Кёнигсберге и других прусских коллекций.

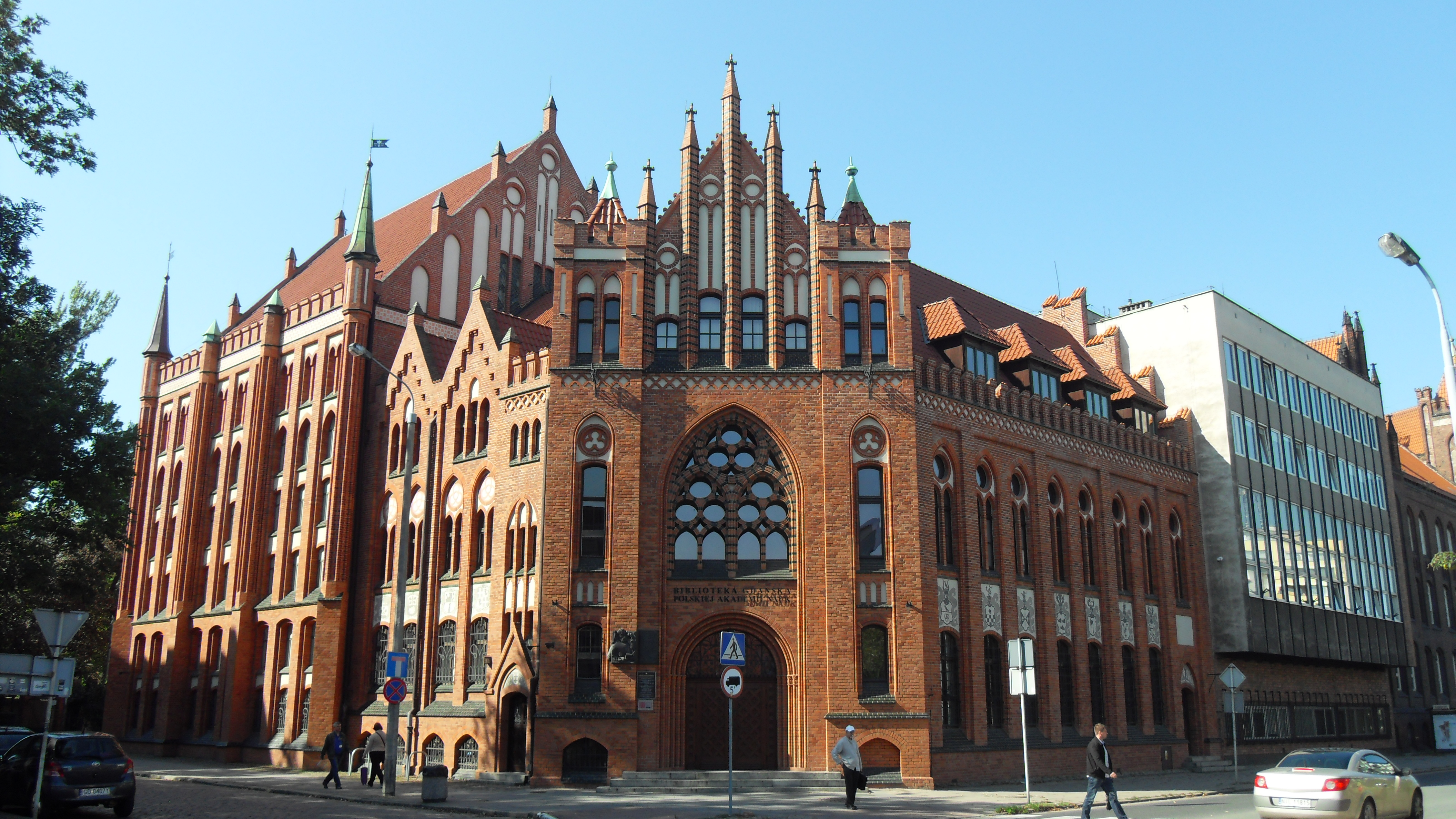
Гданьск, старое здание Библиотеки Польской академии наук, в котором расположен рукописный отдел.

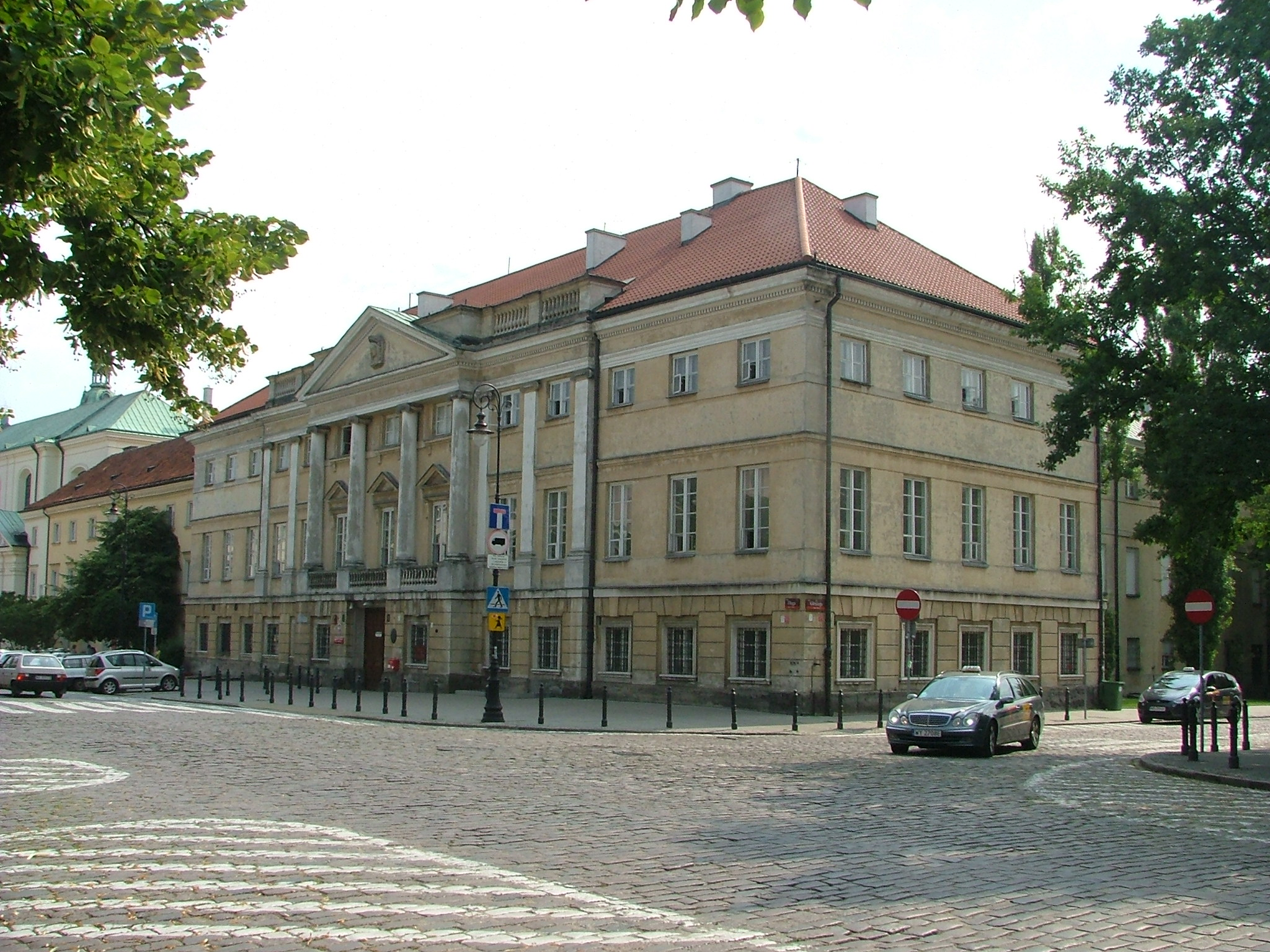
Бывший варшавский дворец Рачинских (XVIII в.), в котором ныне расположен Главный архив древних актов.

Важное место среди польских собраний занимает Государственный архив в Гданьске (Archiwum Państwowe w Gdańsku). Он тоже сильно пострадал от последствий войны, многие фонды были из него вывезены. В 1947—1965 гг. часть документов удалось вернуть из Германии и СССР. 30 % его собраний было повреждено, а 20 % числятся утраченными. Немало рукописей, проливающих свет на историю и культуру Восточной Пруссии, сохранилось в Гданьской библиотеке Польской академии наук (Biblioteka Gdańska Polskiej Akademii Nauk). В варшавском Главном архиве древних актов (Archiwum Główne Akt Dawnych, AGAD) находятся важные источники, освещающие отношения Пруссии с Польшей (позднее — Речью Посполитой).

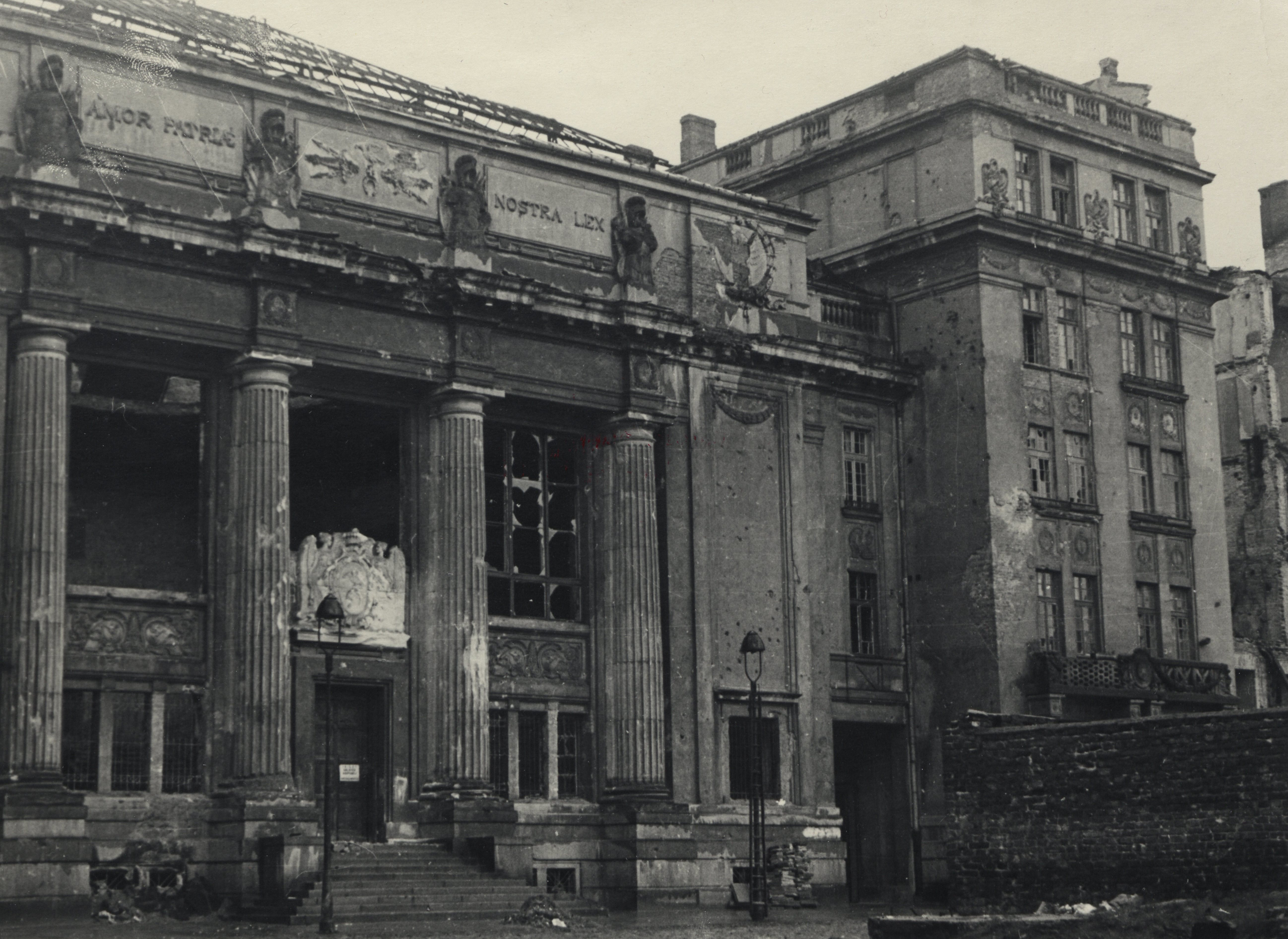
Варшава, здание бывших библиотеки и музея Ординации Красинских после пожара (снимок 1945 г.). Во время оккупации сюда были перенесены специальные собрания (в том числе рукописи) из Национальной библиотеки. В 1944 г. здание с хранившимися там коллекциями было сожжено командою немецких факельщиков.

Крайне драматичной оказалась судьба рукописной коллекции, хранившейся до войны в Национальной библиотеке Польши в Варшаве. Значительную часть её составили манускрипты, вывезенные ранее царскими войсками из страны после подавления польских восстаний 1794, 1831 и 1863 гг. Особую ценность имело переправленное в Петербург в 1795 г. собрание польских братьев-меценатов Залуских, в котором было много материалов по истории Пруссии. Данное обстоятельство отчасти объяснялось тем, что один из братьев, Анджей Залуский, был епископом Кульмским. Сведения о некоторых прусских рукописях (в основном юридического содержания) имеются в дореволюционных описаниях. В 1921 г., после поражения Советской России в войне с Польшею, согласно ст. XI Рижского мирного договора Россия обязалась вернуть польской стороне культурные ценности, вывезенные из страны начиная с 1772 г. На основании этого договора была сформирована смешанная советско-польская комиссия, занявшаяся выявлением соответствующих ценностей в российских собраниях. Одним из важнейших мероприятий такого рода стало возвращение рукописей и старопечатных книг, хранившихся в Публичной библиотеке в Ленинграде. Всего из неё было вывезено свыше 15200 рукописей. По итогам работы был выпущен специальный справочник, содержащий шифры переданных манускриптов. Перевезённые в Польшу материалы были в 1928 г. переданы в Национальную библиотеку в Варшаве. В межвоенный период углубленному исследованию подверглись лишь немногие манускрипты из этого собрания. Сведения об их изучении вошли в обзор, изданный незадолго до войны. В октябре 1944 г., после подавления Варшавского восстания и вопреки акту о капитуляции повстанцев, оккупанты подожгли здание, в котором хранились рукописи и старопечатные книги из Национальной библиотеки. В огне пожара погибла и основная часть материалов, хранившихся ранее в Публичной библиотеке в Ленинграде.
Значительная часть документов, связанных с историей Восточной Пруссии, до войны хранилась в Берлине, былой столице Бранденбургско-Прусского государства. Это хранилище, существовавшее с середины XVII в. как Тайный архив, в 1803 г. было переименовано в Тайный государственный архив. В конце войны его фонды были для сохранности перевезены в соляные шахты в Шёнебеке и Штасфурте. Эта территория сперва попала в американскую зону оккупации, затем передана советской военной администрации. В 1947 г. извлечённые из шахт документы были частично вывезены в СССР (в основном материалы, касавшиеся внешней политики и рабочего движения). В 1950-х основная масса этих документов была возвращена в ГДР, хотя часть всё же осталась в Москве. Однако фонды, имевшие чисто историческое значение, из Германии не вывозились и в 1947 г. были размещены в Мерзебурге, образовав с 1950 г. «Филиал Германского центрального архива в Мерзебурге». Впоследствии часть из них, освещавшая прошлое бранденбургских территорий, была присоединена к Главному архиву земли Бранденбург. Документы же, касавшиеся земель Польского королевства, присоединённых к Пруссии в XVIII—XIX вв., были в 1961 г. переданы в Варшаву и хранятся теперь там в Главном архиве древних актов. После объединения Германии мерзебургский филиал был переподчинён Тайному государственному архиву, затем было осуществлено перемещение его фондов в Берлин, завершившееся в 1994 г. Таким образом, в стенах этого архива теперь сосредоточена основная часть документов бывшей Восточной Пруссии.

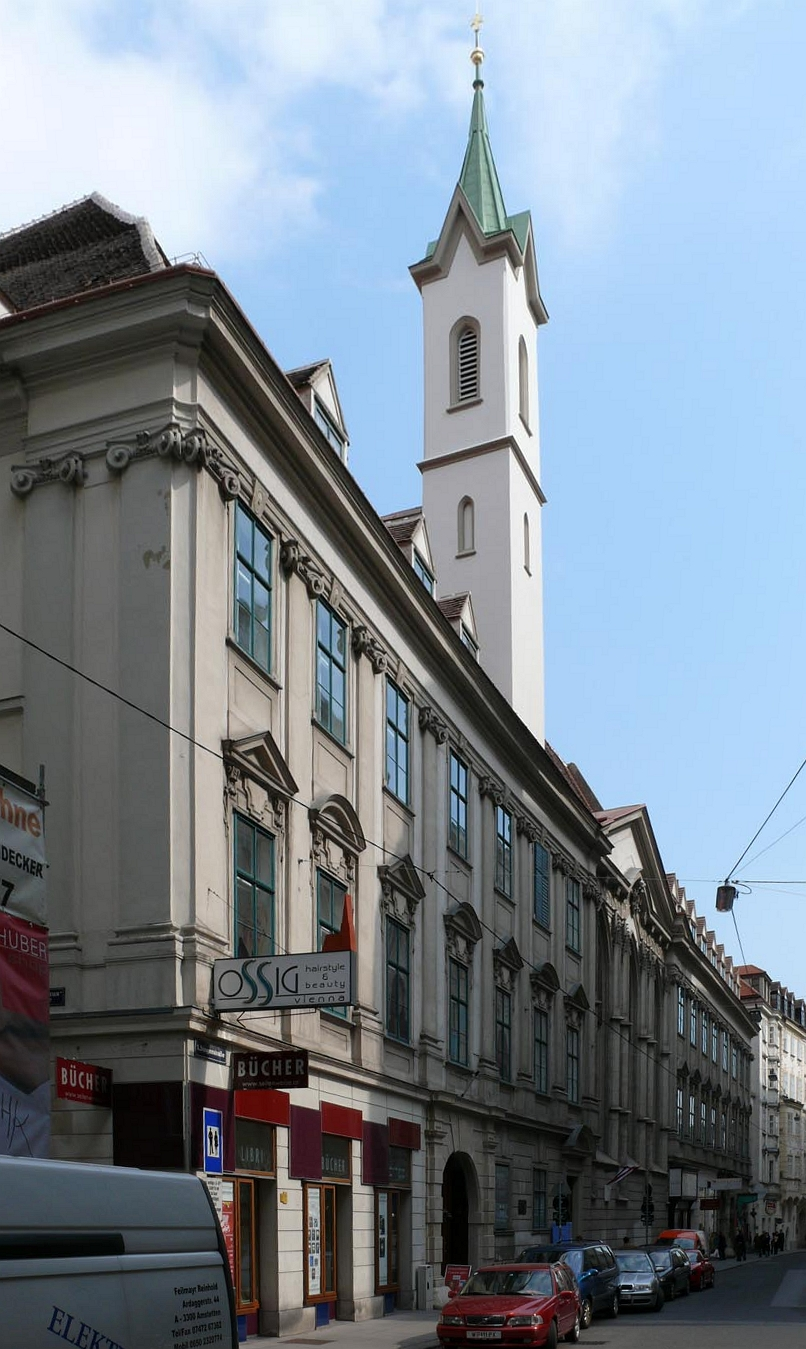
Вена, резиденция великого магистра Тевтонского ордена (с 1809 г.). В этом же здании располагается орденский архив.

Крупные документальные собрания по восточнопрусской тематике имеются и в некоторых других хранилищах ФРГ и Австрии. Особое место среди них принадлежит тем из них, что связаны с историей Тевтонского ордена. Это прежде всего Центральный архив Тевтонского ордена в Вене и учреждённый ещё в 1864 г. Музей Тевтонского ордена (Deutschordensmuseum) в Бад-Мергентхайме.
Документы, отложившиеся в фондах и коллекциях названных учреждений, служат важным дополнением к сохранившимся архивным фондам восточнопрусского происхождения.

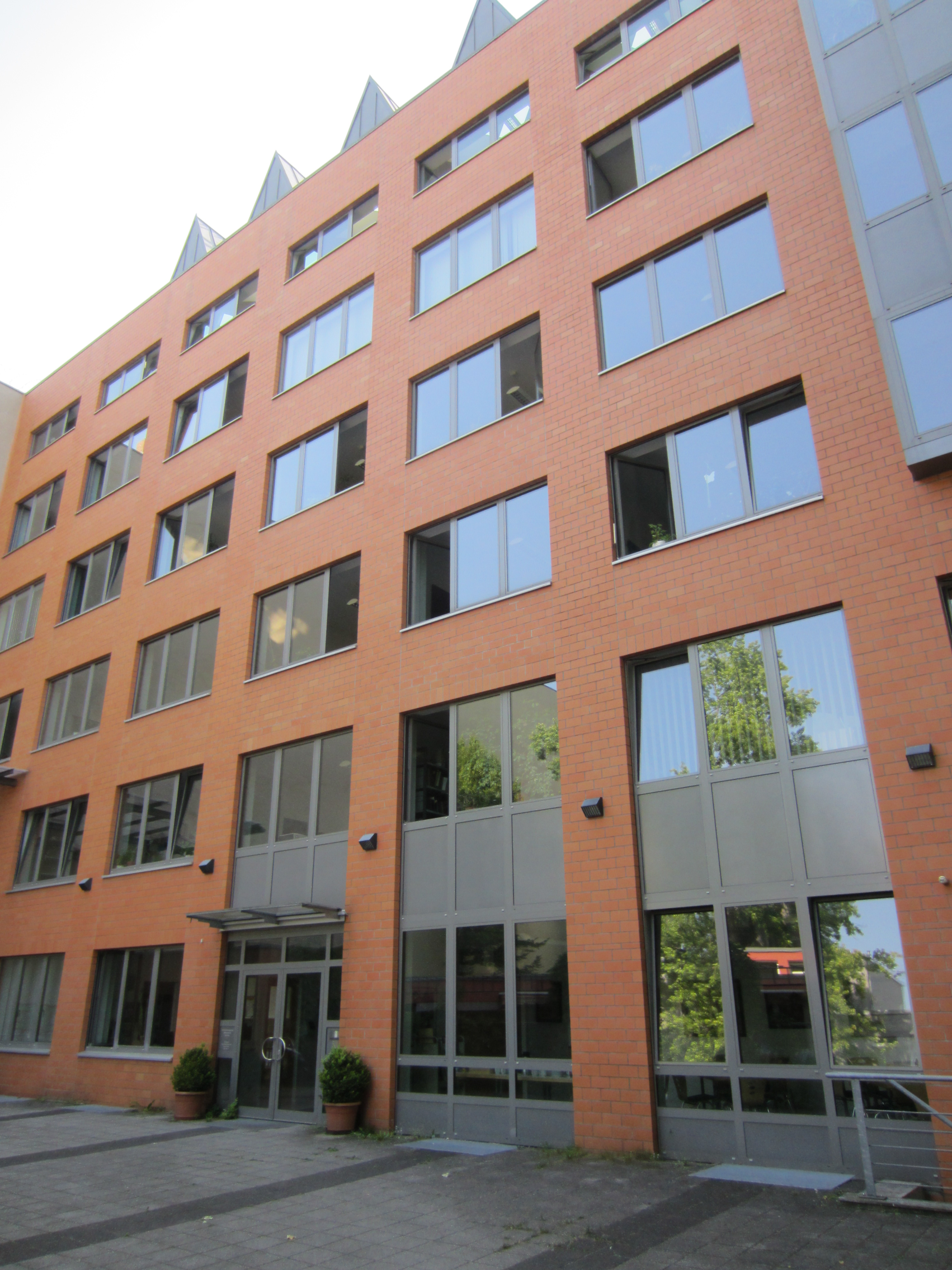
Берлин, Центральный евангелический архив.

Внимания археографов заслуживают и некоторые другие архивохранилища в Германии и за границей. Так, в 1939 г. в Берлине был основан Архив Евангелической церкви, в котором было сосредоточено множество документов церковных приходов со всей Германии. Он не был затронут военными действиями. После войны он был перемещён сперва в Ганновер (1960), а затем в Зёст (1972), но в 1974 г. возвратился в Берлин. Здесь к нему был присоединён ещё ряд фондов, и в 1979 г. учреждение было преобразовано в Центральный евангелический архив (Evangelisches Zentralarchiv). Сегодня в нём хранится обширное собрание церковных книг с бывших прусских территорий, в том числе и из Восточной Пруссии.

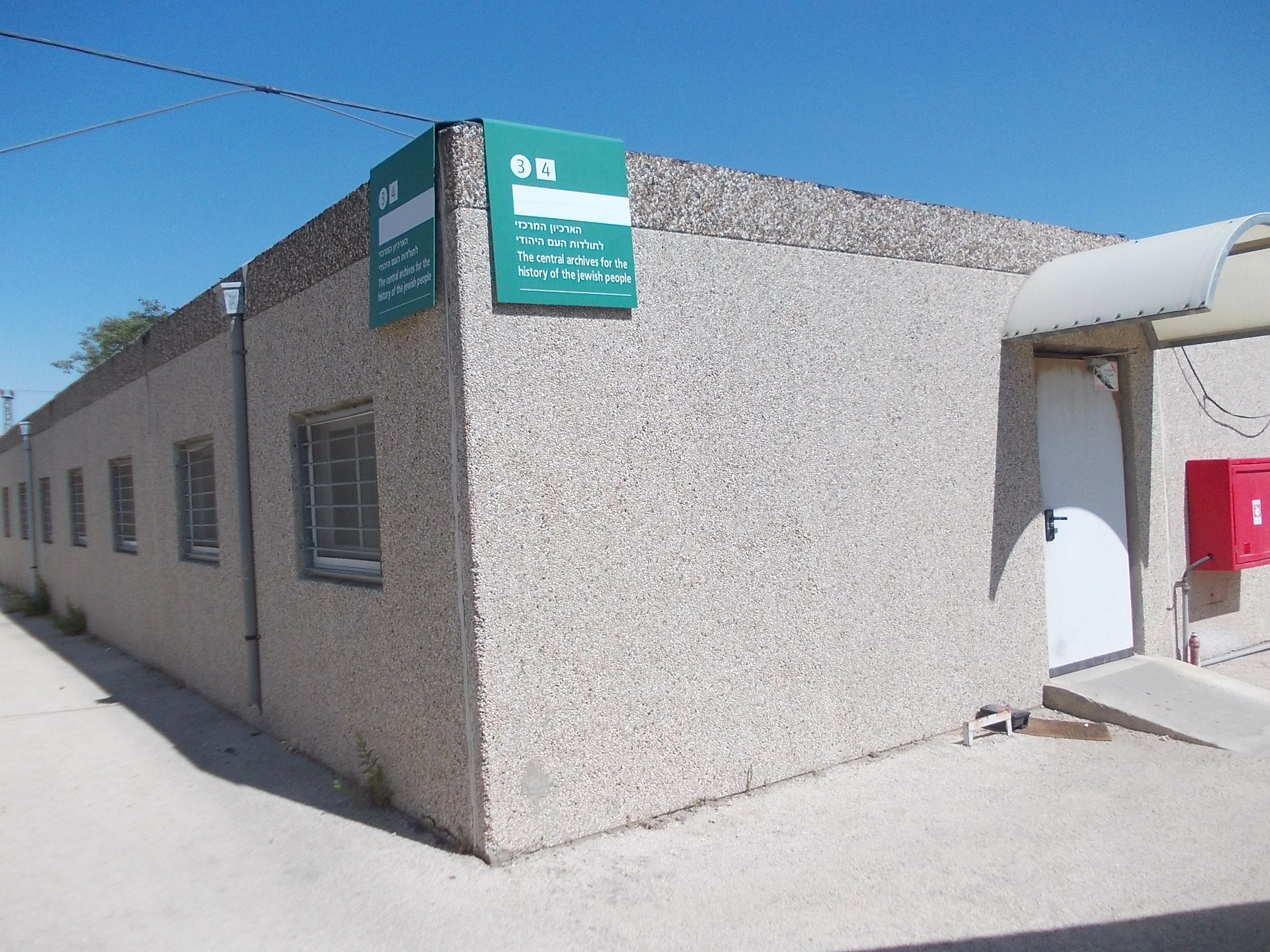
Иерусалим, район Гиват-Рам. Центральный архив истории еврейского народа (располагается в зданиях бывших общежитий университета).

Несмотря на массовое истребление немецких евреев в годы нацизма, до наших дней дошли архивы целого ряда еврейских общин Восточной Пруссии. После войны они были переданы из Германии в Центральный архив истории еврейского народа в Иерусалиме (The Central Archives for the History of the Jewish People Jerusalem). Сегодня там хранятся еврейские общинные архивы нескольких восточнопрусских городов за XVIII—XX вв. Это Алленштейн (1854—1910), Гуттштадт (1846—1902), Инстербург (1858—1941), Иоганнисбург (1836), Кёнигсберг (1752—1938), Либштадт (1787), Морунген (1860) и Шиппенбайль (1865—1877). Кроме того, одно из дел (1735 г.) связано с сельским населённым пунктом Боркен (совр. Борки, Польша) в Растенбургском уезде. Иерусалимские материалы доступны для исследователей, но заметных источниковых публикаций пока не удостоились, хотя и использовались при изучении истории восточнопрусского еврейства.

### Германия

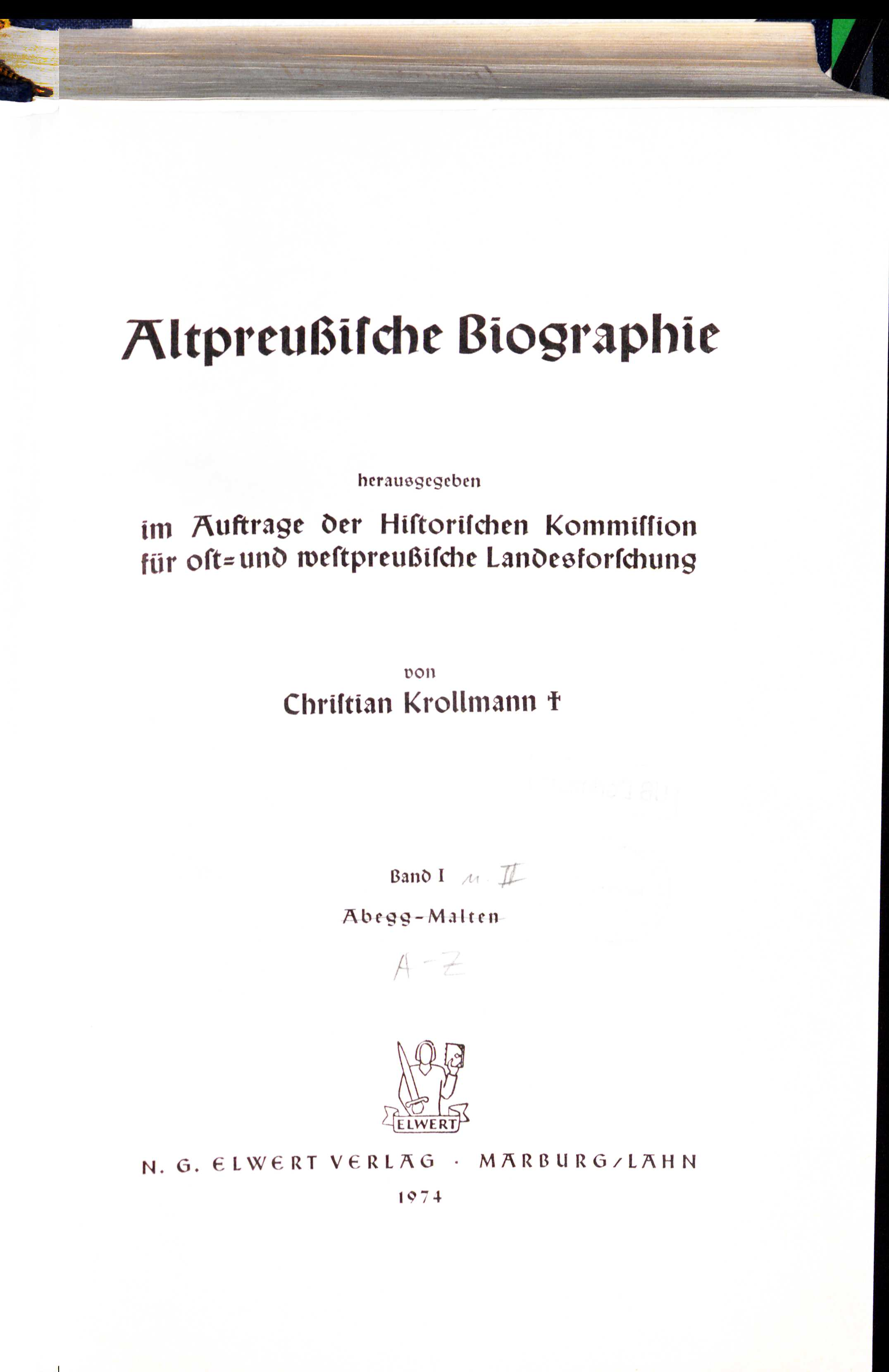
«Старопрусская биография», основополагающий справочник о связанных с Восточной Пруссией персоналиях, над которым работали несколько поколений учёных. Титульный лист первого тома.

## Архивы и библиотеки, располагающие прусскими рукописными материалами

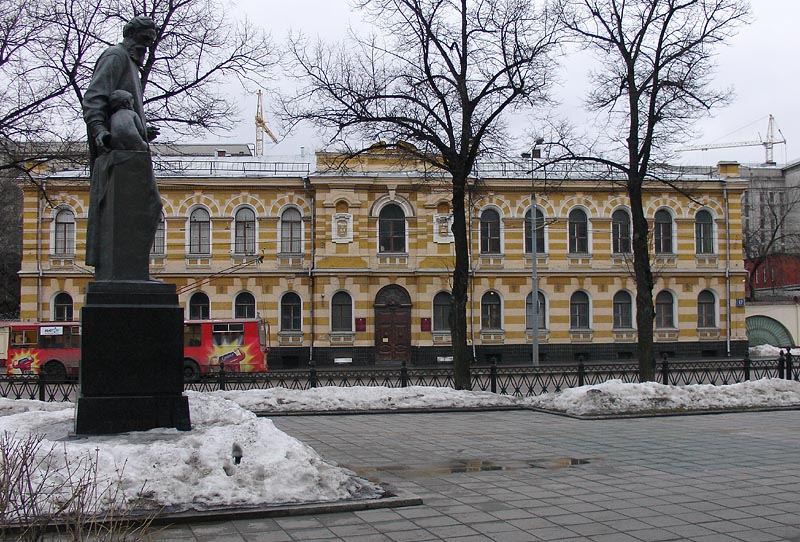
Москва, здание Российского государственного архива древних актов

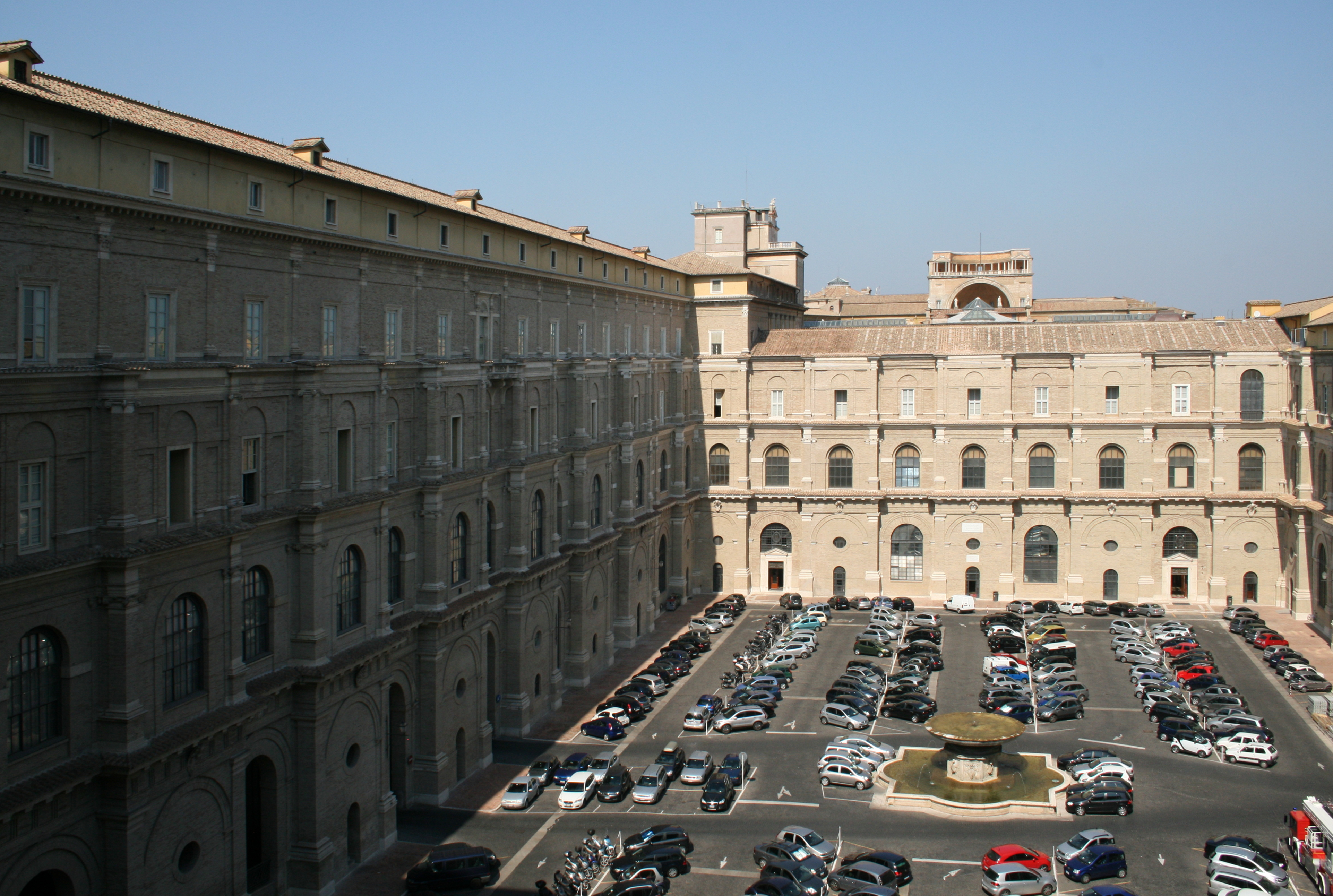
Ватикан, внутренний двор дворца Бельведер. Слева — вход в Ватиканский Апостолический архив, справа — в Ватиканскую Апостолическую библиотеку.

## Каталоги специализированных библиотек

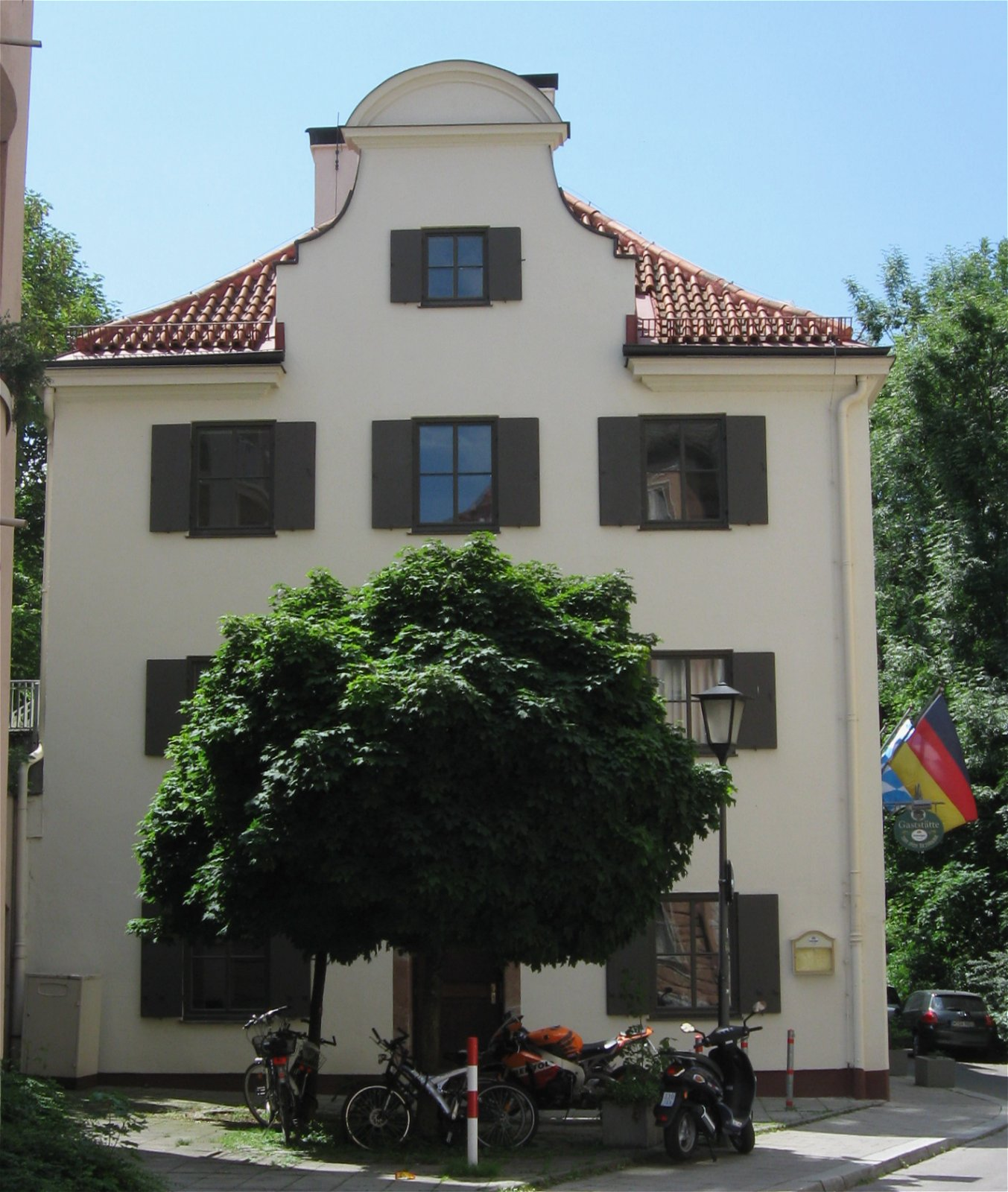
Мюнхен, Дом немецкого Востока. Основан в 1970 г. правительством Баварии как учреждение по сохранению культуры немцев из Центральной и Восточной Европы. Его библиотека насчитывает свыше 80 тыс. томов.

### Возобновление и продолжение археографических работ
В послевоенное время история Восточной и Западной Пруссии долгое время была сильно политизирована. Её изучение несло на себе отпечаток былой вражды между Германией и её восточными соседями. Это не могло не сказаться и на подходе к археографии края, что сильнее всего ощущалось в Советском Союзе.

#### Германская наука

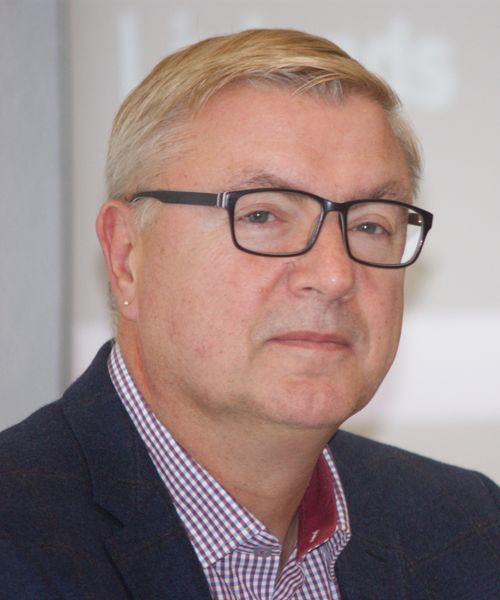
Доктор Юрген Зарновский (Гамбург), председатель Комиссии по историческому изучению восточно- и западнопрусских земель, член Международной исторической комиссии по изучению Тевтонского ордена, председатель Ганзейского исторического общества.

Несмотря на утрату многих важных документов, исчезновение такого крупного научного центра, каким был Кёнигсбергский университет, а также недостаточное финансирование исследований, археографическая работа постепенно возобновляется. В довоенные годы археографией края занимались преимущественно германские учёные, хотя в возрождённой в 1918 г. Польше тоже осуществлялись некоторые проекты такого рода. После 1945 г. публикации источников по этой тематике также сперва осуществлялись в основном в Германии. Однако историки ГДР, как правило, игнорировали прошлое этих территорий. Поэтому издание восточнопрусских источников велось поначалу лишь учёными ФРГ и Западного Берлина.

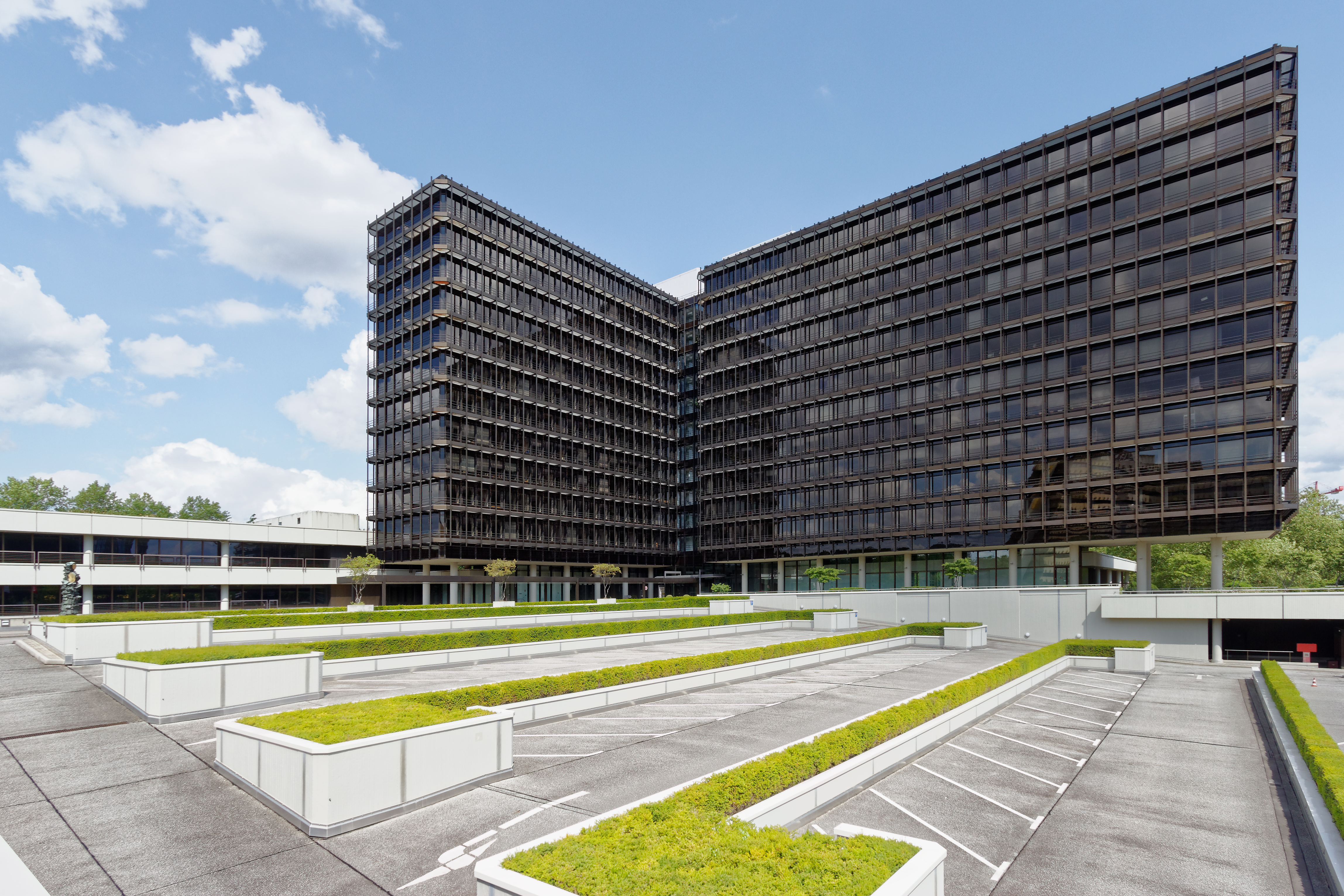
Гамбург, здание в деловом районе City Nord, в котором размещается Комиссия по историческому изучению восточно- и западнопрусских земель.

Комиссия по историческому изучению восточно- и западнопрусских земель возобновила работу в 1950 г. (сперва в Гёттингене, позднее в Гамбурге), с 2019 г. её возглавляет медиевист Юрген Зарновский. Она издаёт свой печатный орган — «Preußenland» (в 1963—2009 гг. издавался как журнал, с 2010 г. как ежегодник). Помимо этого, в 1977 г. была учреждена Прусская историческая комиссия (Preußische Historische Kommission), которая возобновила издание сб. «Preußisches Urkundenbuch» (см. ниже). Она была создана в Западном Берлине, поскольку именно там оказались в итоге фонды Прусского государственного архива, включённые в состав нынешнего Тайного государственного архива прусского культурного наследия. С 2006 г. председателем этой комиссии является Франк-Лотар Кролль, специалист по истории Нового времени.

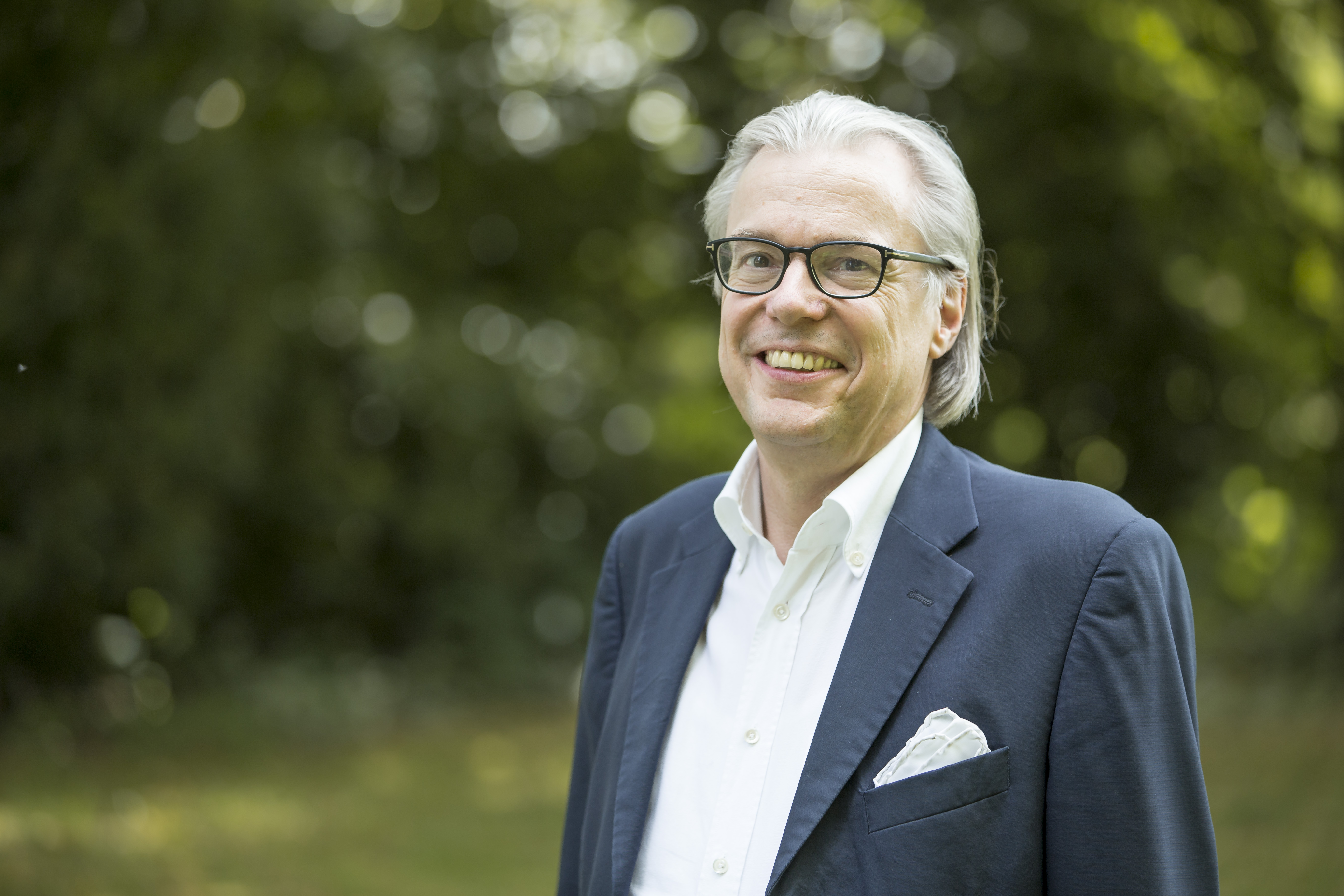
Доктор Франк-Лотар Кролль, председатель Прусской исторической комиссии.

В изгнании были воссозданы и некоторые прусские общественные организации научной и краеведческой направленности. Раньше всех это произошло с Союзом генеалогии Восточной и Западной Пруссии, который возобновил свою деятельность в 1953 г. в Гамбурге. Он приступил к выпуску издания «Altpreußische Geschlechterkunde. Neue Folge» (выходило с 1953 г. как журнал, с 1981 г. как ежегодник). Кроме того, с 1956 г. им выпускается серия «Старопрусская генеалогия. Семейный архив» (Altpreußische Geschlechterkunde. Familienarchiv). Дополнительно к этому, с 1961 г. издаётся ценная серия «Тематические исследования» (Sonderschriften). Упомянутые издания служат важным подспорьем для введения в оборот новых архивных источников. Союз генеалогии в настоящее время возглавляет Курт-Гюнтер Йоргенсен (Фленсбург). Библиотека и архив этого общества хранятся сегодня в Северо-Восточном институте — Институте культуры и истории немцев в Северо-Восточной Европе (Nordost-Institut) в Люнебурге.
Историческое общество Вармии было возрождено в 1955 г. в г. Мюнстере, который взял шефство над землячеством выходцев из Браунсберга, исторической вармийской столицы. Председателем организации сегодня является историк д-р Ганс-Юрген Бёмельбург. В том же Мюнстере с 1961 г. приступило к работе Объединение по изучению страноведения и истории Западной Пруссии им. Коперника (Copernicus-Vereinigung der Erforschung von Landeskunde und Geschichte Westpreußens). Оно считает своей задачей продолжение деятельности прежнего торнского Общества им. Коперника, а также двух других объединений — Исторического общества административного округа Мариенвердер и Западнопрусского исторического общества в Данциге. Председателем его правления сегодня является д-р Свен Тоде. В 1967—2008 гг. организация выпускала периодическое издание «Сообщения по истории Западной Пруссии» («Beiträge zur Geschichte Westpreußens»). Затем это издание было объединено с вышеупомянутым журналом «Preußenland», превратившимся в ежегодник.
Наконец, в 1972 г. в Дуйсбурге возобновило свою работу также общество «Пруссия», официально именуемое именуемое ныне «ПРУССИЯ, общество истории и краеведения Восточной и Западной Пруссии». Его президентом с 2010 г. является Ганс-Йорг Фрёзе.
Кроме того, в 1973 г. немецкими историками была создана новая организация — Рабочее сообщество по изучению истории Пруссии (Arbeitsgemeinschaft zur Geschichte Preußens e. V.). Её штаб-квартира с 2012 г. находится в Берлине, сообщество возглавляет д-р Томас Штамм-Кульман из Грейфсвальдского университета (в Грейфсвальде, где прежде располагалась и контора организации, по-прежнему проходит часть её мероприятий).
Помимо вышеупомянутого Союза генеалогии, имевшего довоенную историю, в послевоенной ФРГ появилась ещё одна исследовательская организация сходной направленности. Это Общество генеалогии Найденбурга — Ортельсбурга (Genealogische Arbeitsgemeinschaft Neidenburg — Ortelsburg), созданное в 1983 г. Оно действует без формальной регистрации, его штаб-квартира размещается в Хайнау (земля Рейнланд-Пфальц). Общество возглавляют Мартин Хенниг, Франк Йорк и Марк Плесса. Как видно из названия, основное направление его работы — исследования по генеалогии южных территорий Восточной Пруссии, хотя за минувшие годы поиски вышли за рамки указанных двух уездов. С 1988 г. общество создаёт банки данных по этому вопросу на основе фондов многих архивов в Германии и за границею (прежде всего в Польше). В 1993 г. начали выходить его «Труды» («Schriften»), а в 1996 г. — бюллетень «Мазурская пчела» («Die masurische Biene»). Организацией введены в оборот многочисленные источники по генеалогии и демографии региона. В 2000 г. к работе организации подключились исследователи, занимающиеся более широким кругом вопросов, вследствие чего было создано Историческое мазурское объединение (Historische Masurische Vereinigung), которое также возглавляет вышеупомянутый М. Плесса. Оно также работает без формальной регистрации; бюллетень «Мазурская пчела» с 2001 г. выступает как совместное издание обеих организаций.
Формируются и специальные исследовательские центры, изучающие прошлое прусских земель в более широком восточноевропейском контексте. Ещё в 1946 г. возникла Гёттингенская рабочая группа (Göttinger Arbeitskreis). Она объединяла учёных с восточных территорий (Восточной и Западной Пруссии, Померании, Силезии, а также Балтийских стран). Сперва она функционировала как общественное объединение, но с 1958 г. была преобразована в государственную организацию. Поначалу её деятельность была сильно политизирована. Однако с 1970-х гг. она в большей степени была ориентирована уже не на решение текущих внешнеполитических задач правительства ФРГ, а на сохранение исторической памяти об утраченных территориях. Под эгидой группы выходили в свет труды по истории Восточной Пруссии. В 1951—1995 гг. она издавала «Ежегодник Альбертовского университета в Кёнигсберге» («Jahrbuch der Albertus-Universität zu Königsberg, Pr.», вышло 29 выпусков). В 1953—1969 гг. выходила также серия приложений (Beihefte) к этому изданию — 33 монографии по различным аспектам истории края в XIII—XX вв. В некоторых из них печатались и архивные документы. Гёттингенская рабочая группа существует и сегодня. С 2014 г. её возглавляет юрист Гильберт Горниг.

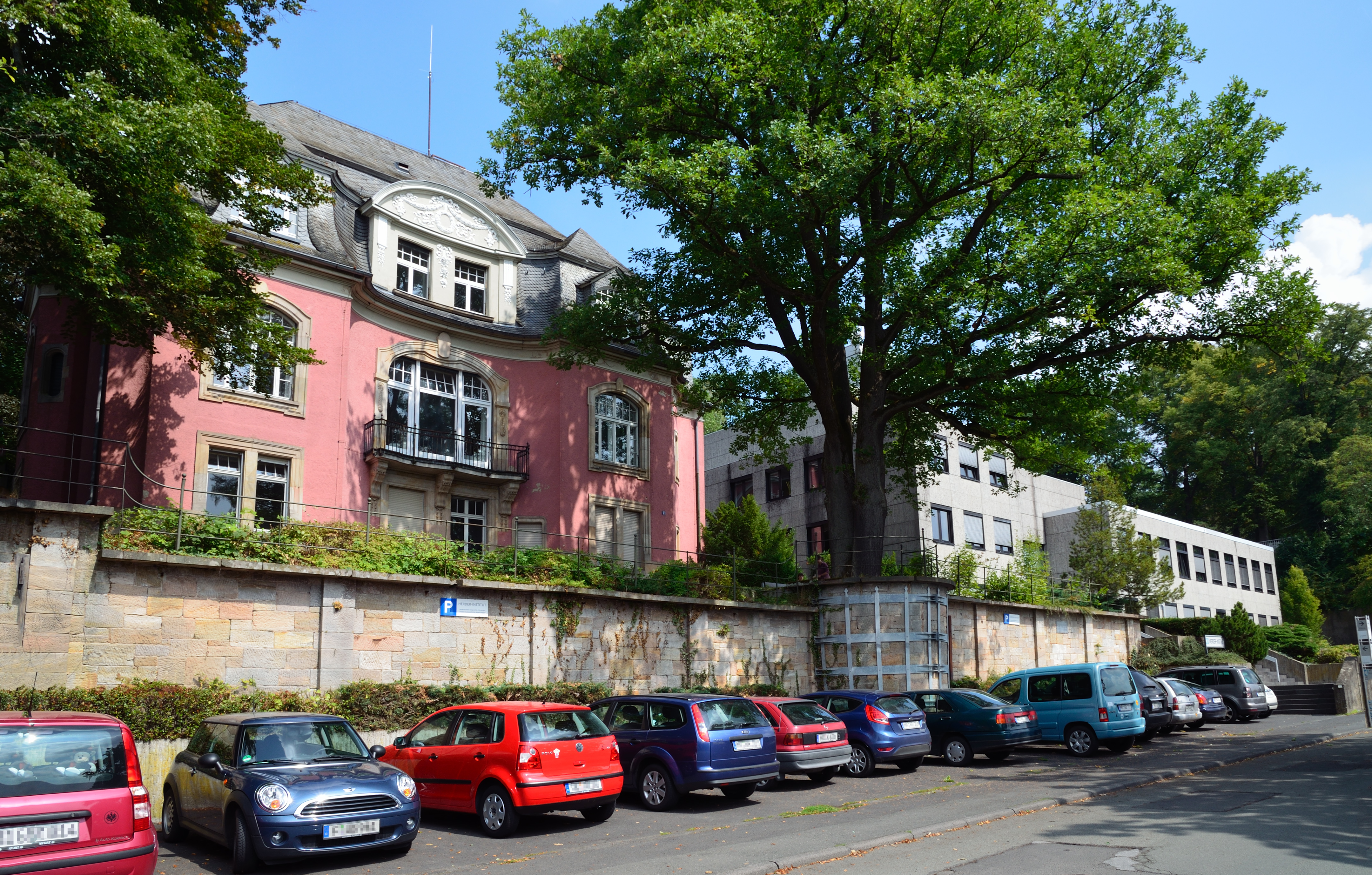
Марбург, Институт им. Гердера. Слева — дирекция, справа — здание библиотеки и архива.

С 1950 г. работает Институт им. Гердера в Марбурге, занятый исследованиями по истории, географии и политике Центральной и Восточной Европы. Он также внёс заметный вклад в изучение прошлого Пруссии и подготовку ряда археографических изданий, с 1952 г. выпускает журнал «Zeitschrift für Ostmitteleuropa-Forschung» (ранее — «Zeitschrift für Ostforschung») и серию научных трудов. В его архиве сегодня хранится целый ряд материалов по восточнопрусской истории, а также личные фонды отдельных учёных, обращавшихся к истории края.
В вышеперечисленных западногерманских журналах неоднократно появлялись археографические публикации. Кроме того, в послевоенные годы было подготовлено и немало отдельных изданий, включавших тексты источников. Некоторые материалы эпизодически публиковались даже на страницах газетной печати. Наиболее заметными были два издания такого рода.

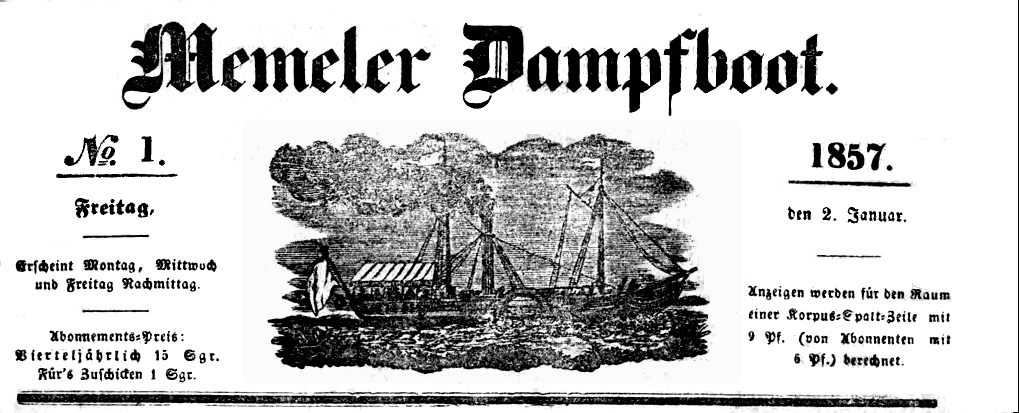
Заголовок газеты «Мемельский пароход» («Memeler Dampfboot») в период её издания в Пруссии.

Первым стала газета «Мемельский пароход» («Memeler Dampfboot»). Ранее она выходила в Мемеле в 1849—1945 гг. В 1948 г. газета была возрождена в Ольденбурге — сперва под названием «Мемельский циркуляр» («Memeler Rundbrief»), с 1950 г. издавалась под прежним названием. В 1949 г. был основан бюллетень «Мы, восточные пруссаки» («Wir Ostpreußen»), преобразованный в 1950 г. в газету восточнопрусского землячества «Восточнопрусский листок» («Das Ostpreußenblatt»). Он много лет выходил под этим названием, пока в 2003 г. не был переименован во «Всеобщую прусскую газету» («Preußische Allgemeine Zeitung»).
Вся эта многообразная деятельность была в целом полезной для науки. Но поначалу она часто воспринималась негативно в Польше и СССР, к которым отошли восточнопрусские земли. Её нередко рассматривали как составную часть «остфоршунга», в котором видели проявление реваншизма. Даже в конце «холодной войны» советская историография интерпретировала в подобном духе взгляды ряда видных немецких археографов, упоминаемых далее — К. Форстройтера, В. Хубача, Э. Машке, Х. Крольмана, Э. Вейзе, П. Г. Тилена.

#### Польская наука

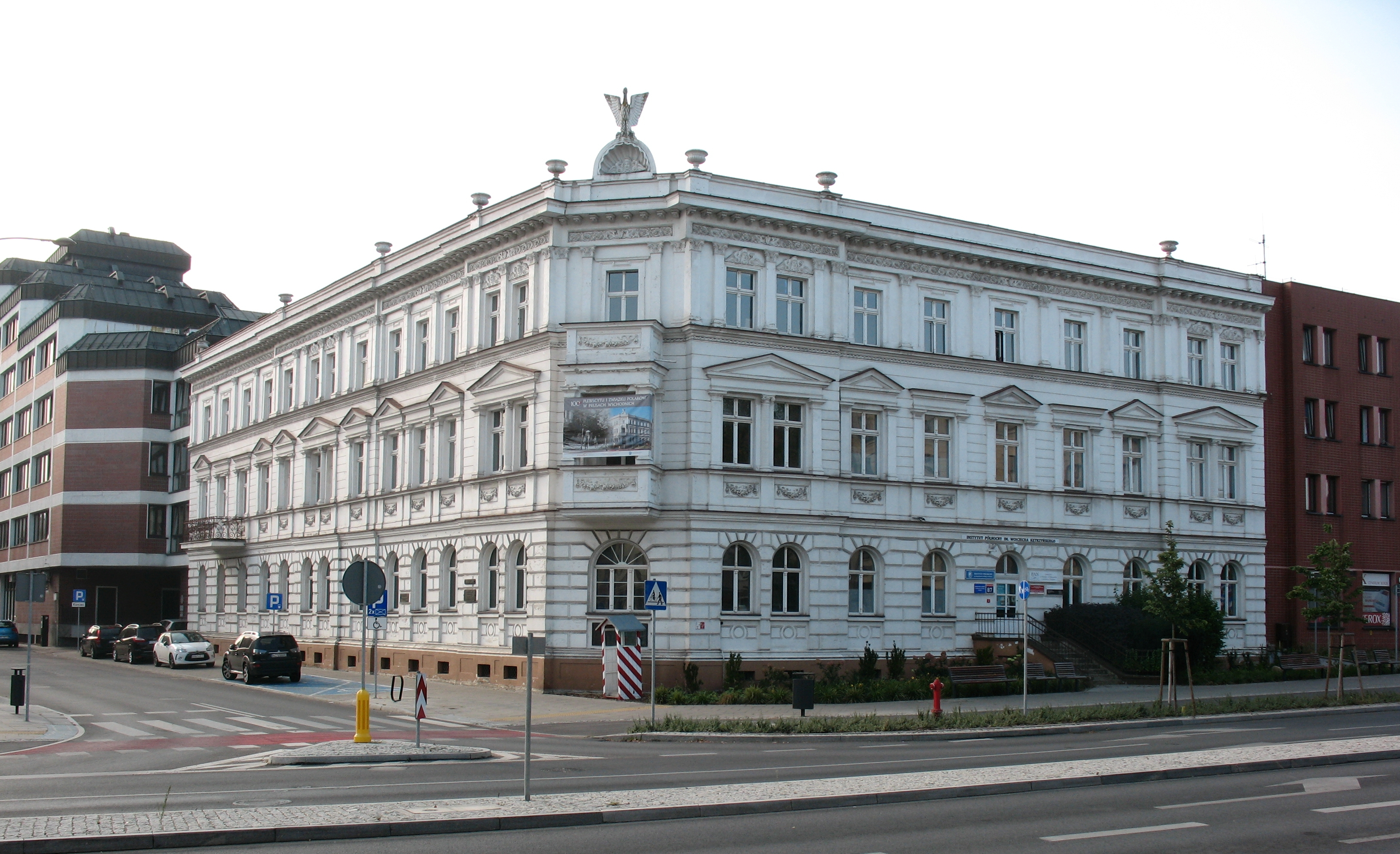
Ольштын, здание Северного института им. Войцеха Кентшинского.

Польские учёные также не остались в стороне от прусской тематики. В своих работах они стремились обосновать справедливость послевоенного территориального переустройства, доказывая польский по преимуществу характер территорий, доставшихся Польше от бывшей Пруссии. Специалисты, занятые археографическими работами, были связаны в основном с двумя центрами — Ольштыном и Торунем. Ещё в 1943 г., во время гитлеровской оккупации, польские учёные, работавшие до войны в Дзялдовском повете (отошёл к Польше от Восточной Пруссии в 1920 г.), создали на территории Генерал-губернаторства подпольный Мазурский институт. Его задачей они считали научную подготовку материалов, которые облегчили бы впоследствии управление бывшими германскими территориями после перехода их под контроль польских властей. Институт, заручившийся в 1944 г. поддержкой Люблинского правительства, был официально открыт в Ольштыне в 1945 г. и приступил к многоплановым исследованиям края. В последующие десятилетия он претерпел ряд преобразований, а с 2018 г. действует как Северный институт им. Войцеха Кентшинского в Ольштыне (Instytut Północny im. Wojciecha Kętrzyńskiego w Olsztynie). Институт работает в тесном контакте с другими польскими научными учреждениями и вузами, поддерживает широкие международные связи. С 1957 г. он выпускает журнал «Мазурско-Варминские сообщения» (Komunikaty Mazursko-Warmińskie), на страницах которого был введён в оборот ряд ценных письменных источников. Тематика публикаций не ограничивается восточнопрусскими уездами, отошедшими к Польше, но затрагивает и вопросы общепрусской истории, включая и территории, отошедшие к России.

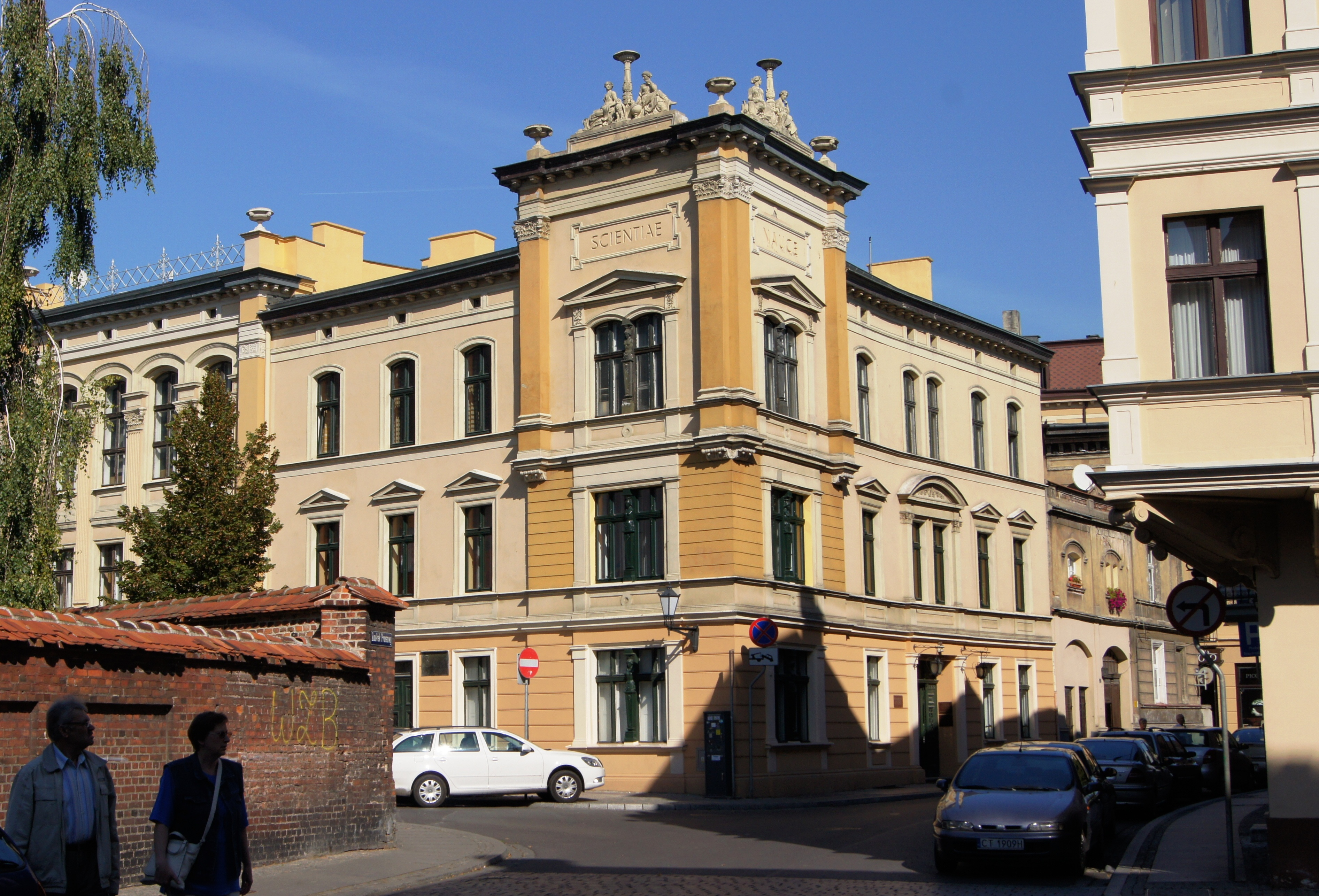
Здание Торуньского научного общества

Другим важным центром прусских исследований в послевоенные годы стал Торунь. В 1945 г. вновь приступило к работе Торуньское научное общество, понесшее большие потери в военные годы (оно было распущено немецкими оккупационными властями, его члены подвергались репрессиям и частью были уничтожены, а имущество и библиотека изъяты). Обществу были возвращены его собрания, возобновился и выпуск его «Исторических записок». Тематика краеведческих публикаций общества, выходивших в послевоенное время, поначалу касалась в основном территорий, отошедших к Польше, но постепенно они стали затрагивать и проблемы общепрусской истории. Сегодня организацию возглавляет польский медиевист д-р Анджей Радзиминский.

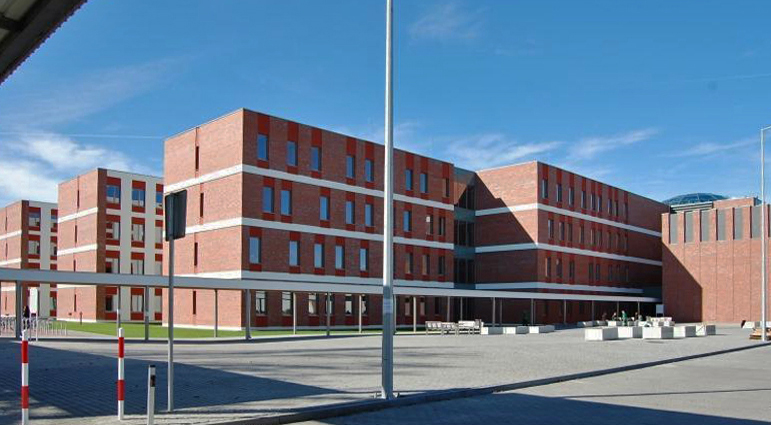
Здание, в котором с 2011 г. располагается торуньский Институт истории и архивистики.

В том же году в городе был учреждён Университет Николая Коперника, который со временем превратился в признанный центр по изучению прусской истории. В 1946 г. в структуре его исторического факультета был создан Институт истории и архивистики. Он внёс и продолжает вносить значительный вклад в изучение прошлого края. Его сотрудники активно участвуют в археографических работах.
Археографические работы, связанные с краем и развернувшиеся в Польше в те годы, в известной мере напоминали аналогичные издательские проекты, осуществлявшиеся в послевоенной Силезии. Польские историки и археографы рассматривали их как необходимую предпосылку к историографическому освоению региона. В то же время они выступали как элемент явного или скрытого соперничества с западногерманскими учёными в доказывании исторических прав на эти земли. Такая установка, впрочем, отчасти восходила ещё к традициям польской историографии XIX в.
В 1970 г. ФРГ подписала с СССР и с Польшей договоры, подтвердившие польско-германскую границу по Одеру и Нейсе. Это послужило разрядке напряжённости в Европе и улучшило условия для международного научного сотрудничества. Поэтому в Польше отношение к изучению прусской проблематики и публикации соответствующих исторических источников постепенно меняется. В 1972 г. была создана существующая и поныне Совместная германско-польская комиссия по школьным учебникам (Gemeinsame Deutsch-Polnische Schulbuchkommission), в которую вошли видные историки и географы обеих стран. Оживляются и контакты в рамках академической науки, что способствовало расширению публикаций, участию польских учёных в подготовке различных изданий совместно с немецкими коллегами и т. п. Но доступ немецких специалистов к польским архивам открылся не сразу. Клаусу Конраду, одному из археографов, работавших над продолжением сборника Preußisches Urkundenbuch, лишь в 1984 г. было разрешено посетить архивы Торуня и Гданьска. Однако постепенно взаимное доверие сторон укрепляется, контакты такого рода налаживаются.
После потепления польско-западногерманских отношений к освоению прусского архивного наследия подключается ещё одна польская организация, правда, заграничная — Польский исторический институт в Риме. Он был создан ещё в 1945 г. по инициативе и на средства польской эмиграции (существовал до 2003 г.). Его сотрудники сыграли видную роль в издании прусских исторических источников XVI в. (см. ниже).

#### Польша (включая бывший Вольный город Данциг)

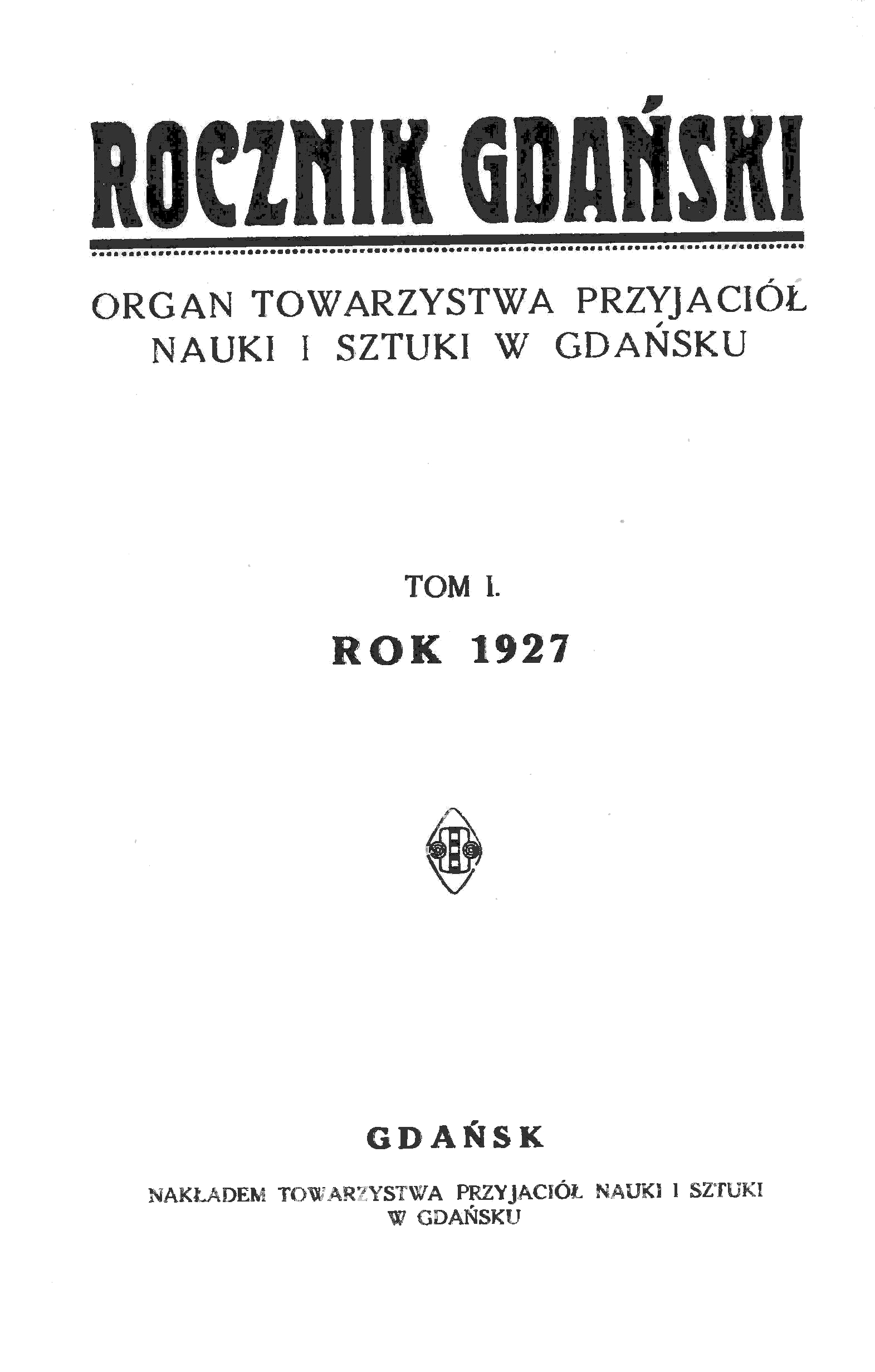
«Гданьский ежегодник», орган Гданьского общества друзей науки и искусства. В первом томе было помещено обращение к читателям, где сообщалось, что одной из целей издания является розыск архивных источников и введение их в научный оборот. При этом признавалось, что в Вольном городе Данциге доминируют немецкие научные силы, а местная польская учёная общественность немногочисленна. Несмотря на это, члены общества намеревались продолжать исследования, касающиеся роли города в польской истории, и укреплять гданьско-польские связи.

### Газеты

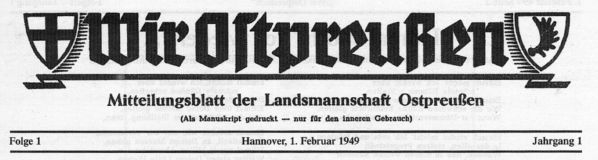
Бюллетень «Мы, восточные пруссаки» («Wir Ostpreußen»), предшественник газеты «Восточнопрусский листок». Заголовок первого номера от 1 февраля 1949 г. Чтобы обойти требование получать лицензию на выпуск от британских оккупационных властей, поначалу выходил как издание «на правах рукописи» и распространялся только среди членов землячеств.

#### Советская наука

##### Влияние идеологических факторов на политику исторической памяти
В отличие от Польши, в СССР почти до самого конца советского режима проводилась совсем иная политика исторической памяти применительно к бывшим восточнопрусским территориям. Ситуация в Калининградской области, а во многом и в Литве, оказалась крайне неблагоприятна как для историко-краеведческих исследований, так и для издания письменных источников.

###### Ситуация в послевоенной советской археографии
Такое положение объяснялось в первую очередь общим состоянием советской археографии (и исторической науки в целом) в середине XX в. Как известно, к этому времени были утрачены многие достижения, присущие ей в дореволюционный период. До 1917 г. в стране, несмотря на недостаточное финансирование, работало довольно много историков, занятых изданием архивных материалов, действовали исторические общества при университетах, набирало силу краеведческое движение. В большинстве губерний функционировали губернские учёные архивные комиссии — пусть и созданные по инициативе правительства, но внесшие немалый вклад в публикацию источников. В результате к 1917 г. страна подошла с солидным археографическим «багажом». Однако в 1918—1919 гг. губернские архивные комиссии были распущены. В 1920-х гг. прекратило действовать и большинство исторических обществ. Затем последовало печально знаменитое «академическое дело», жертвами которого стали многие учёные старой школы, занимавшиеся изданием источников. В 1930-х гг. прекратила работу Историко-археографическая комиссия при Академии наук СССР. Краеведческое движение, пережившее в 1920-е гг. недолгий расцвет (научное руководство им вела Академия наук), в следующем десятилетии подверглось жестокому разгрому, от которого, по сути дела, не оправилось и десятилетия спустя.
Кроме того, имели место крайняя политизация архивного дела в СССР и многолетнее подчинение архивного ведомства органам внутренних дел (1938—1960), когда архивы оказались практически засекречены. Рамки этой секретности были весьма широки и зачастую толковались произвольно. Положение усугубляли «макулатурные кампании» в архивах и репрессии среди самих архивистов. Постоянное ужесточение идеологической цензуры привело к сильному ограничению дозволенных для исследования тем.
В результате, даже несмотря на некоторое смягчение условий для общественных наук начиная с середины 1950-х гг. и воссоздание Археографической комиссии Академии наук (1956), условия для эдиционных работ в стране оставались тяжёлыми. По оценке московского историка В. П. Козлова, в Советском Союзе существовало не менее 14 рубежей экспертизы научных трудов, включая документальные публикации даже периода феодализма. Каждый из этих рубежей носил преимущественно идеологический характер, тормозя получение научного знания. Из-за крайней идеологизации исторической науки в СССР при отборе источников для публикации доминировал подход, связанный с узкоконъюнктурным представлением об «актуальности» тех или иных изданий. В одной из установочных статей такого рода советский историк Г. Я. Сергиенко указывал на критерии, на основе которых должна была избираться тематика документальных публикаций. К ним относились: полное соответствие идеологии марксизма-ленинизма; безусловная согласованность с политикой КПСС; практическое значение для дальнейшего развития марксистско-ленинской теории, исторической науки и идеологической работы КПСС; использование документов в современной идеологической борьбе на международной арене; возможность широкого распространения и плодотворного использования в интересах народного хозяйства и образования; передача положительного опыта построения социализма и коммунизма в СССР в братские социалистические страны. Наряду с ними автор упоминал, правда, и такие требования, как оригинальность и новизна постановки вопроса в исторической науке, степень и методологическая правильность разработки темы в научной литературе и научная ценность документов, предназначенных для публикации. Но эти принципы играли явно подчинённую роль по сравнению с идеологическими постулатами. Принцип партийности в археографии рассматривался как ведущий и позднее, даже уже в период «перестройки» и гласности.
Из-за столь одностороннего подхода в советской археографии абсолютно преобладали публикации, освещавшие послеоктябрьский период, а материалы досоветской эпохи зачастую издавались для решения текущих идеологических и внешнеполитических задач. Причина была, разумеется, не только в том, что от XX столетия сохранилось гораздо больше бумаг, чем от предшествующих веков. Документальные издания должны были изображать послереволюционную историю страны как путь от победы к победе под руководством КПСС.
Издание же источников досоветской эпохи резко сократилось. Особенно пострадала в этом отношении актовая археография: её объём так и не вернулся к дореволюционному уровню, не было завершено и большинство издательских серий, выпуск которых оборвался после революции. Почти не выпускались полноценные корпусные издания и по отдельным территориям, поскольку в этом легко было усмотреть проявления национализма, сепаратизма или чего-либо подобного. Крайне редко выходили и сборники документов по истории отдельных городов, да и в них количество собственно архивных источников было невелико, причём преобладали опять-таки документы советского времени. Всё это, вместе взятое, лишний раз демонстрировало общую закономерность: археография может рассматриваться как своеобразный «барометр» исторической науки в целом.

###### Присоединённые территории как объект исторического изучения
Упомянутые проблемы, присущие советской исторической науке в целом, усугублялись крайне негативным отношением к прежним хозяевам бывшей Восточной Пруссии. Это касалось в первую очередь Калининградской области. Несмотря на заявления советской пропаганды о том, что её территория — это «исконно славянские земли», довоенное прошлое края обычно априори рассматривалось в основном как чуждое, враждебное и «опасное». В нём были отдельные эпизоды, получившие официальное признание — например, жизнь и деятельность И. Канта. Но в целом внимание к этой истории, к оставшимся следам материальной культуры не приветствовалось. Калининградский историк Ю. В. Костяшов писал по этому поводу: «Коммунистам не впервой было начинать историю с „чистого листа“. У себя дома они взорвали и разорили тысячи храмов, сбросили с пьедесталов множество памятников, торговали шедеврами искусства из главных музеев страны, зачеркнули собственную историю до 1917 года. Тем более им не было никакого дела до тевтонского замка, немецкой кирхи или прусского кладбища. Запрет на довоенное прошлое был привлекателен для чиновников ещё и потому, что не требовал от них ни образования, ни знания иностранных языков, ни интеллектуальных усилий, то есть качеств, которых так не хватало сталинским кадрам».
Идеологические установки такого рода не могли не сказаться и на отношении к истории края в профессиональной среде. В дореволюционной русской литературе история Пруссии была изучена весьма фрагментарно. Общественный интерес к ней сперва удовлетворялся в основном переводными работами. С конца XIX вв. стали появляться некоторые немногочисленные, но очень основательные оригинальные труды русских учёных, в которых анализировались исторический опыт Пруссии и отдельные источники, связанные с этим краем. Однако после революции эта тематика не была популярна в советской науке — возможно, по причине того, что историческая Пруссия рассматривалась преимущественно как носительница реакционных и милитаристских традиций. Вторая мировая война лишь усугубила такое отношение к ней.
В самой Калининградской области даже робкие попытки популяризировать её досоветскую историю и рассказать об уцелевших памятниках культуры обычно жёстко пресекались. Так, два путеводителя по области, в которых содержалась такая информация, были негласно изъяты из библиотек и из продажи вскоре после их выхода в свет. Сколько-нибудь достоверные сведения по историко-краеведческой тематике широкая публика могла почерпнуть разве что из немногочисленных книг, выпущенных за пределами области. Но при ознакомлении с краем в рамках организованного туризма такую информацию тоже избегали распространять. «При планировании тематики экскурсий, — пишет современный исследователь, — также требовалось неукоснительно придерживаться строго обозначенных императивов в рамках господствующей идеологии. Прежде всего это касалось истории Калининградской области. Всё, что относилось к довоенному периоду региона, не подлежало рассмотрению».
Некоторое представление о досоветской истории края давала также экспозиция Калининградского историко-художественного музея. Однако вплоть до конца 1980-х гг. эта тема была в ней представлена крайне фрагментарно из-за постоянного идеологического давления партийных органов. В результате имеющаяся коллекция была весьма бедна экспонатами, время на их сбор оказалось упущено. Материалов по истории, экономике, быту, культуре, науке Восточной Пруссии в фондах музея было очень мало.

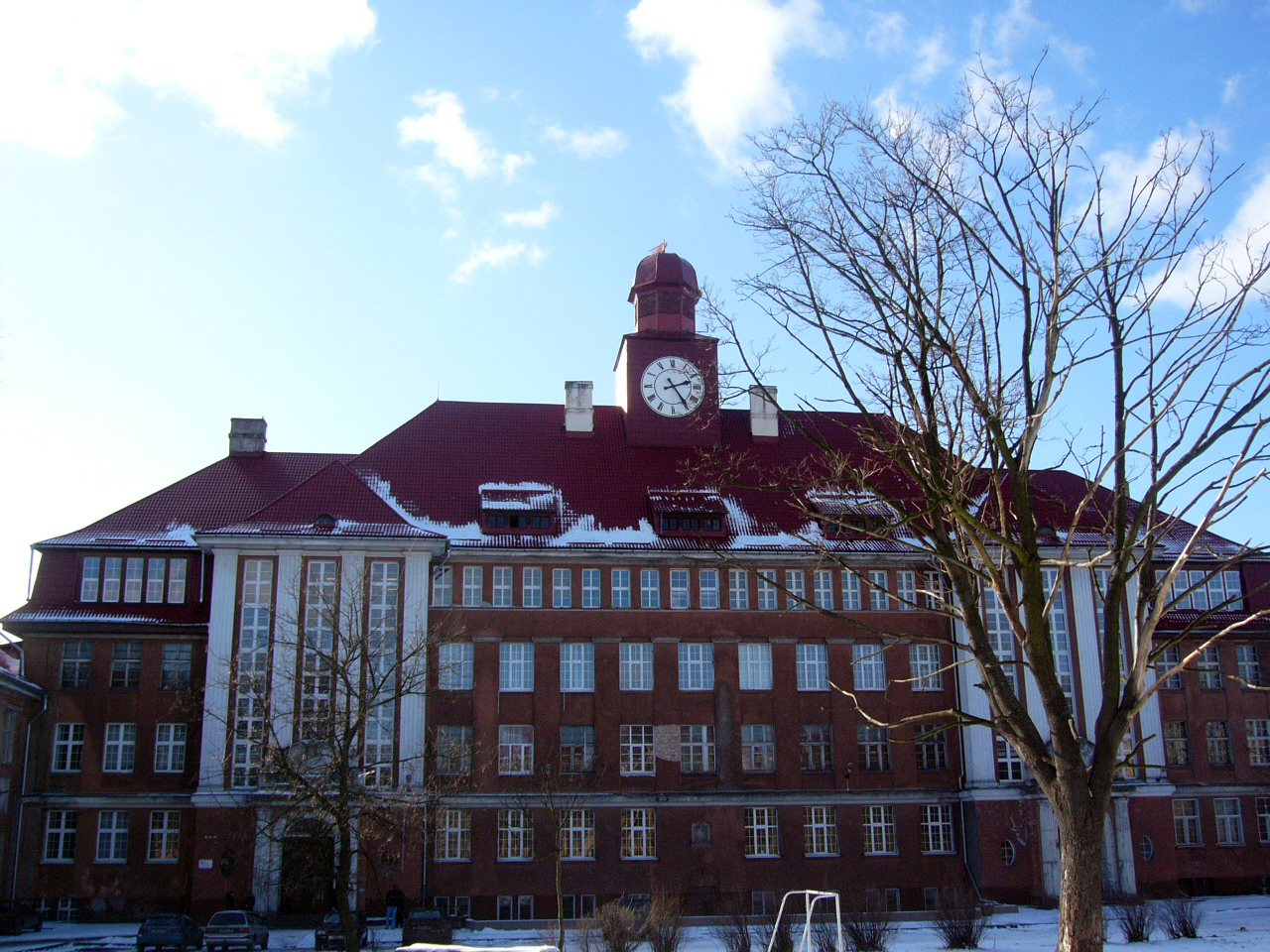
Калининград, бывшее здание Народной школы имени Христиана Крауса и Теодора Гиппеля (Kraus- und Hippelschule), построено в 1909—1910 гг. В нём был размещён исторический факультет Калининградского университета (ныне в составе Института гуманитарных наук БФУ им. И. Канта).

Углублённое же изучение досоветского прошлого края проводилось в весьма ограниченных рамках. Были дозволены исследования по истории древних пруссов, истории войн, революционного движения и некоторым другим проблемам. Но в целом подобные работы были немногочисленными. А внутренняя история Пруссии в орденский период и в Новое время освещалась в литературе и того реже. При этом в самом Калининграде долгое время отсутствовали как объективные, так и субъективные предпосылки для развёртывания полноценных исторических исследований. В 1947 г. в городе был образован педагогический институт, где с 1948 г. велась подготовка учителей-историков. Но в 1965 г. набор на специальность «История» был прекращён. Формальной причиной был объявлен переизбыток учителей истории учителей истории (что было справедливо лишь для Калининграда, но не для области в целом). Реальная же подоплёка заключалась в конфликте между администрацией вуза и студентами, недовольными произвольной заменой декана. В 1966 г. институт был преобразован в университет, но обучение по историческим специальностям возобновилось лишь в 1974 г. на историко-филологическом факультете. Самостоятельный исторический факультет был образован в 1979 г. Восстановление подготовки специалистов по данному профилю было связано с большими трудностями в привлечении квалифицированных кадров, обеспечении библиотеки научной и учебной литературой. Ясно, что все эти события не способствовали складыванию в вузе историко-краеведческой научной школы.
Установка на замалчивание подавляющего большинства событий местной довоенной истории не предполагала и публикации соответствующих источников. Правда, в 1961 г. Министерство просвещения РСФСР издало приказ «Об усилении краеведческой работы в школах и издании краеведческих пособий для школ», а с 1966/67 учебного года краеведение было включено в школьные программы по истории в IV и VII—X классах. С 1971 г. курс исторического краеведения вводится на исторических факультетах педагогических институтов. Однако всё это почти не оказало влияния на ситуацию в науке. В итоге вплоть до конца 1980-х гг. в вузе практически не уделялось внимания изучению досоветского прошлого края (за исключением древнепрусского периода).
Кроме того, Калининградская область до начала 1990-х гг. была закрытой для большинства иностранцев территорией. Зарубежные (в особенности западногерманские) историки почти не получали информации о положении дел в ней и не имели возможности установить контакты с тамошними коллегами.
Поэтому практически все серьёзные научные труды по этой тематике были подготовлены иногородними специалистами и выходили в свет за пределами региона. Единичные работы такого рода, появившеся в первые послевоенные годы, остались малодоступны читателям и порою также имели драматичную судьбу. В период «оттепели» тоже изредка выходили исследования на эти темы. С усилением идеологического контроля за исторической наукою изучение этой проблематики вновь затрудняется. Лишь во второй половине 1980-х годов ситуация для изучения прусской истории в России делается более благоприятной.
Несколько иначе обстояло дело в Литовской ССР. Её историки, обращаясь к восточнопрусской тематике, хотя и освещали её, делая акцент на союзе литовцев и славянских народов, но в то же время стремились в какой-то мере продолжить традицию прежней историографии, учесть и довоенную литературу, и достижения западногерманских учёных. Внутренняя история Пруссии получила освещение разве что в работе П. Пакарклиса «Очерк государственного строя Тевтонского ордена». Основное же внимание уделялось традиционной проблеме противоборства Литвы с Тевтонским орденом. Рассматривалась также история литовского населения в Пруссии, включая территорию позднейшей Калининградской области.
Но в целом интерес к указанным сюжетам не поощрялся. И если прошлое Мемельского (Клайпедского) края всё-таки считалось неотъемлемой частью литовской истории, то для населения Калининградской области местная история начиналась, как правило, с 1945 года.

##### Отношение советских археографов к прусской тематике
Общее состояние советской археографии и сугубо негативное отношение партийных идеологов к довоенной истории бывшей Восточной Пруссии не могли не сказаться и на постановке эдиционной работы, тематически связанной с краем. Несмотря на это, отдельные усилия в указанном направлении предпринимались. Ещё в 1950-х гг. известный советский историк В. Т. Пашуто издал некоторые юридические памятники орденской Пруссии (см. ниже). По инициативе того же учёного в Институте истории СССР был создан Сектор истории древнейших государств на территории СССР (1970). Одной из его задач стало издание соответствующих исторических источников, что теоретически открывало дорогу и документальным публикациям по истории Пруссии.
В 1970-х гг. советские историки и археографы обсуждали идею создания Корпуса древнейших источников по истории народов СССР. Научной общественности был представлен проспект такого свода, причём прибалтийские территории были изначально оставлены за его рамками. Корпус должен был включать две серии источников — нарративные (повествовательные) и правовые, причём предполагалось использовать для издания и рукописные материалы. В 1972 г. на совещании археографов в Москве происходило обсуждение этого проекта. Латышским историком Т. Я. Зейдом уже тогда был поставлен вопрос о публикации материалов, относящихся к Прибалтике, включая и прусский её ареал. Однако указанные рекомендации так и не были учтены, хотя намеченная учёными программа оказалась в итоге весьма обширной. Причина, по всей видимости, была чисто идеологической. Она заключалась в нежелании лишний раз обращаться к источникам, освещавшим внутреннюю жизнь западных территорий страны до перехода их под власть Российской империи или до включения их в состав СССР. По этим же причинам десятилетиями, например, длилась пауза с публикацией документов Литовской метрики (прерванной в конце 1920-х гг.), или не завершалось многотомное издание «Akta grodzkie i ziemskie» — даже та его часть, что была подготовлена до войны польскими учёными, но осталась лежать в библиотеке Львовского университета.
Немного позднее (в 1978 г.) на Межреспубликанской конференции по источниковедению и историографии народов Прибалтики в Вильнюсе всё же был одобрен проект создания отдельного свода древнейших источников по истории народов Прибалтики. Несмотря на то, что средневековая балтийская цивилизация представляла собою целостное интерэтническое культурно-экономическое сообщество, «Прибалтика» при этом понималась узко — почти исключительно как обозначение Прибалтийских республик СССР. Ни Калининградская, ни тем более Ленинградская области РСФСР не фигурировали в этом контексте как предмет самостоятельного интереса. Но всё же в информации о будущем своде имелись и некоторые упоминания о прусских землях. Предполагалось в рамках упомянутого свода издать, в частности, некоторые средневековые прусские хроники (в оригиналах и в переводе на русский язык). Однако фактически упомянутый проект не был реализован в задуманном виде. В советское время успели, правда, выпустить «Хронику земли Прусской» Петра из Дусбурга в переводе на литовский язык. Несколько лет спустя вышло в свет собрание папских булл о крестовых походах против пруссов и литовцев (в оригинале и переводах на литовский язык), также осуществлённое на основе более ранних печатных изданий. Но о публикации неизданных ранее архивных документов по восточнопрусским территориям не было и речи.
В итоге источниковые публикации по прусской тематике в СССР почти отсутствовали. Исключения бывали единичны и не меняли общей картины. Примерами такого рода могут служить археографические работы В. Т. Пашуто, описания отдельных рукописных материалов, попавших из восточнопрусских собраний в советские библиотеки и архивы после Великой Отечественной войны (иногда с краткими выдержками из них) и некоторые другие (см. ниже). Но в целом данная тематика почти не была представлена в советской археографии — как в РСФСР, так и в Литве.

## Период после 1990 г
События рубежа 1980-х — 1990-х гг. существенно изменили ситуацию в науке. Объединение Германии сделало возможным привлечение историков из ГДР к изучению прусской тематики. Окончательное урегулирование германского вопроса привело к нормализации отношений ФРГ с европейскими соседями, оживлению международных научных связей, хотя добиться этого удалось не сразу. Но постепенно в СССР происходит ослабление идеологических и цензурных ограничений, а в 1990 г. был наконец принят демократический закон о печати. В советской исторической науке меняется и подход к понятию актуальности исследований. Так, известный московский византинист проф. С. П. Карпов критиковал широко распространённое в ней ранее «спрямлённое» понимание актуальности как способности откликаться на запросы современности, ища в прошлом прежде всего средства для решения насущных задач. Он подчёркивал, что актуальность обращена не только к запросам современности, но и к потребностям науки как таковой. Развивая свою мысль, учёный указывал и на важность археографических работ, потребность в публикации архивных источников западного происхождения. Так, он обосновывал необходимость издать многочисленные источники по истории итальянских колоний в Северном Причерноморье и на Кавказе, отложившиеся в архивах Венеции и Генуи.
Сходный пересмотр былых взглядов наблюдался и среди авторов, занимавшихся историей бывших прусских земель, что позволило начать непредвзятое изучение досоветского прошлого Калининградской области. Этот период её истории перестал замалчиваться, произошла «реабилитация» многих связанных с нею имён и событий. Одним из проявлений такой политики стали проведённые в 2005 г. торжества, посвящённые 750-летию Кёнигсберга-Калининграда. Десятилетиями отвергавшаяся и замалчивавшаяся досоветская история города стала осознаваться как важная и «престижная». Это мероприятие стало одним из многих подобных же коммеморативных празднеств, проходивших в субъектах Российской Федерации в новом столетии. Такие юбилеи давали возможность подчеркнуть особость и символическую значимость того или иного региона. Предпринимаются усилия и к тому, чтобы отчасти восстановить уцелевшие в области объекты довоенного культурного наследия.
Устанавливаются и связи российских учёных с их германскими, польскими и литовскими коллегами. Нередки, в частности, их контакты, которые осуществляются в форме научных конференций. Однако, как показала практика, диалог не всегда приводил к плодотворной дискуссии из-за неподготовленности аудитории. Материалы же конференций, даже проходящих в Калининградской области, печатаются гораздо чаще в ФРГ и Польше, нежели в России. Кроме того, распад СССР привёл к прекращению намеченных ранее работ по созданию упомянутого свода древнейших источников по истории народов Прибалтики, куда благодаря упразднению идеологической цензуры могли бы войти материалы по Калининградской области. Но всё же дальнейшее развитие исследований и научных связей, введение курсов по истории края в гуманитарных вузах создают условия для развёртывания археографических работ и в России.
Необходимой предпосылкой к этому стало и открытие российских архивных и библиотечных фондов, в которых хранилось документальное наследие бывшей Восточной Пруссии. Так, доступ к немецким документам в Государственном архиве Калининградской области открылся для исследователей на рубеже 1980-х — 1990-х гг., а их обработка и публикация сдерживаются нехваткой специалистов. Но всё же сегодня для их использования существуют лучшие условия, чем прежде.
Было начато сотрудничество калининградских архивистов с зарубежными коллегами. Оно помогло наладить обмен информацией об имеющихся фондах, приступить к публикации их обзоров, обеспечить консультации экспертов и т. п. Так, с 1991 г. было заключено долгосрочное соглашение с архивом в Ольштыне. В рамках этого соглашения неоднократно проводился обмен делегациями, опытом работы. Обе стороны оказали содействие друг другу в поиске документов по истории Пруссии до 1945 г. В то же время из-за отсутствия в областном архиве микрофильмирующего оборудования долгое время оставался нереализованным пункт соглашения, касающийся обмена микрокопиями документов довоенного периода на безвалютной основе. Более того, в структуре архива даже была ликвидирована специальная лаборатория, производившая данный вид работ с 1976 по 2003 г. Микрофильмирование материалов было возобновлено лишь в 2013 г. и продолжается до настоящего времени.
Были установлены и контакты с Тайным государственным архивом прусского культурного наследия, благодаря чему калининградский архив сумел получить ряд материалов в виде ксерокопий. Государственный архив Калининградской области стал коллективным членом Союза генеалогии Восточной и Западной Пруссии, начал сотрудничество с Комиссией по историческому изучению восточно- и западнопрусских земель, а также Институтом им. Гердера.
При обращении к материалам архива выяснилось, что в нём хранится лишь сравнительно небольшое количество документов по досоветской истории края. В современном путеводителе по архиву учтено 32 фонда, содержащих немецкие документы. До 1945 г. они хранились в Государственном архиве Восточной Пруссии, включая материалы ряда организаций, действовавших на территории бывшей Восточной Пруссии по 1944 г., в том числе обер-бургомистра и магистра Кёнигсберга, Верховного президиума Восточной Пруссии, Палаты военного и государственного имущества, полицейских управлений, судов и других учреждений. Самый ранний из документов — рескрипт герцога Альбрехта о предоставлении привилегий Кёнигсбергскому университету от 18 апреля 1557 г. В общей сложности фонды досоветского времени составляют 1176 дел за 1557—1944 гг. Немецкие документы XVI—XX вв. частично обгорели, обуглились и истлели. Облгосархив предпринял их реставрацию. Эти работы проводились по новейшим методикам, разработанным ВНИИДАД, с использованием специальной бумаги японского производства из натурального шёлка.

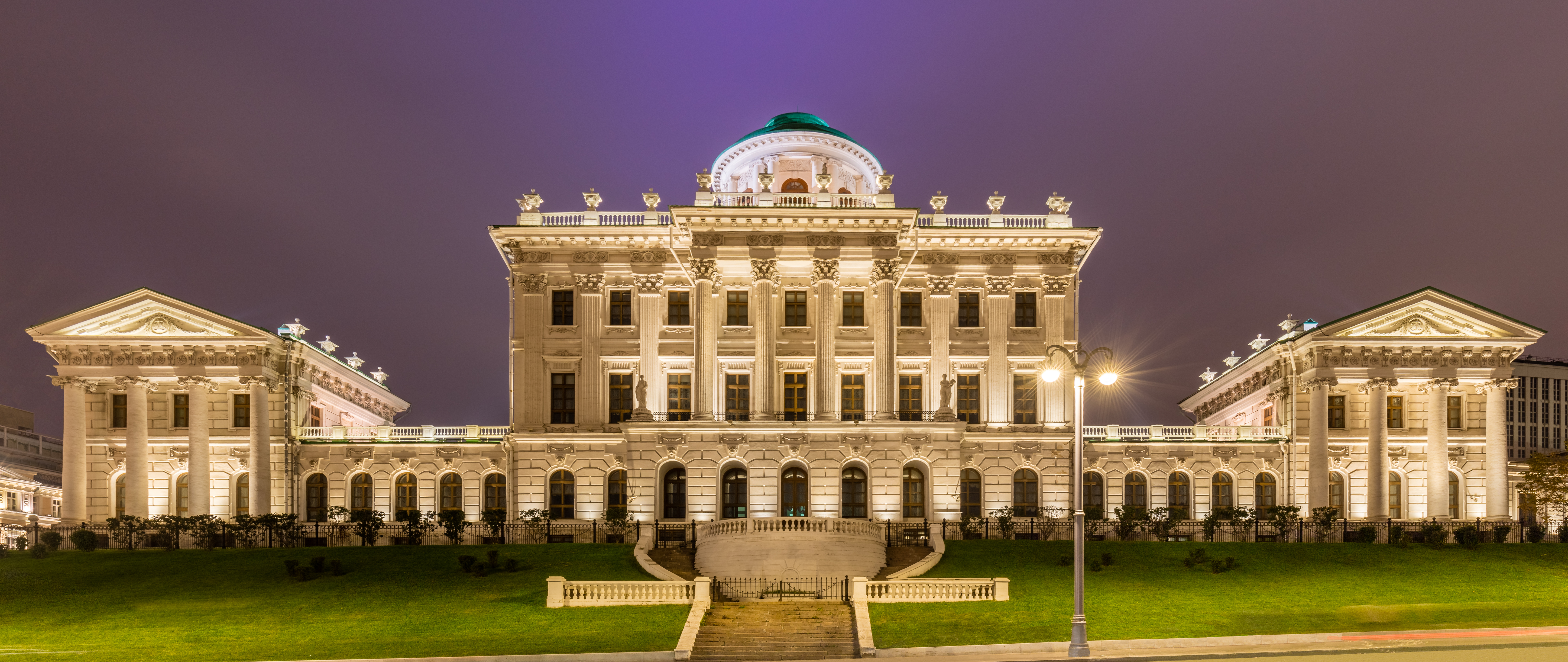
Москва, Российская государственная библиотека, Дом Пашкова. Во флигеле здания (на фото слева) ныне расположен отдел рукописей.

В начале XXI в. стали постепенно возвращаться в научный оборот и другие трофейные прусские рукописные фонды. Так, в Российской государственной библиотеке наконец был открыт доступ для исследователей к таким материалам, благодаря чему сведения о них и описания некоторых манускриптов стали появляться в научной литературе.
Начиная с 1990-х гг. в России и Литве постепенно начинается и работа по созданию специальных исследовательских структур, призванных вести изучение истории края. Однако деятельность российских и литовских учёных в указанной сфере принесла разные результаты (см. ниже).

## Современные проблемы, связанные с подготовкой изданий

### Ситуация в Германии, Польше и Литве

#### Факторы, затрудняющие развитие археографии
Опыт XIX — середины XX вв. показал, что успехам прусской археографии способствовало взаимодействие трёх факторов. Первым из них была большая заинтересованность академических кругов, которые вели свою деятельность на базе учебных заведений (университет, гимназии), учёных обществ и исторических комиссий. Второй заключался в содействии широкой общественности. Это были многочисленные местные краеведы и лица, предоставлявшие документы для публикации (представители отдельных дворянских семейств, духовенство различных приходов и т. п.). Наконец, третий фактор состоял в поддержке издательских проектов на провинциальном и местном уровне. Такая поддержка предполагала обеспечение доступа к государственным и муниципальным архивам, прямое финансирование ряда изданий. Играло свою роль и введение курсов местной истории и географии в гимназические программы.
После второй мировой войны ситуация сильно изменилась. Значительная часть ценных источников утрачена. Уцелевшие архивы, правда, доступны для исследователей, но количество специалистов, занятых восточнопрусской тематикой, ощутимо снизилось. Прекратил работу Кёнигсбергский университет. Среди немцев, оставивших родные края, с годами по естественным причинам уменьшается и количество людей, чьи биографии были связаны с краем и которые заинтересованы в продолжении исследований и публикаций. Иначе обстоит дело на нынешних польских и отчасти литовских территориях, где жители ощущают себя связанными с этими землями, а местные учёные продолжают историко-краеведческие изыскания. Но в польской и литовской науке также ощущается нехватка специалистов, способных осуществлять крупные издательские проекты. К тому же литовская сторона подключилась к археографическим работам фактически лишь начиная с 1990-х гг. и ещё не успела накопить достаточного опыта в публикации материалов по истории региона. Издание прусских исторических источников требует больших усилий, а часто и согласованных действий различных публикаторов. Кроме того, во всех трёх странах чувствуется и недостаток финансовых средств, необходимых для подготовки новых изданий.
Таким образом, несмотря на успехи, сделанные археографией в послевоенное время, она встречает немало трудностей в решении своих задач.

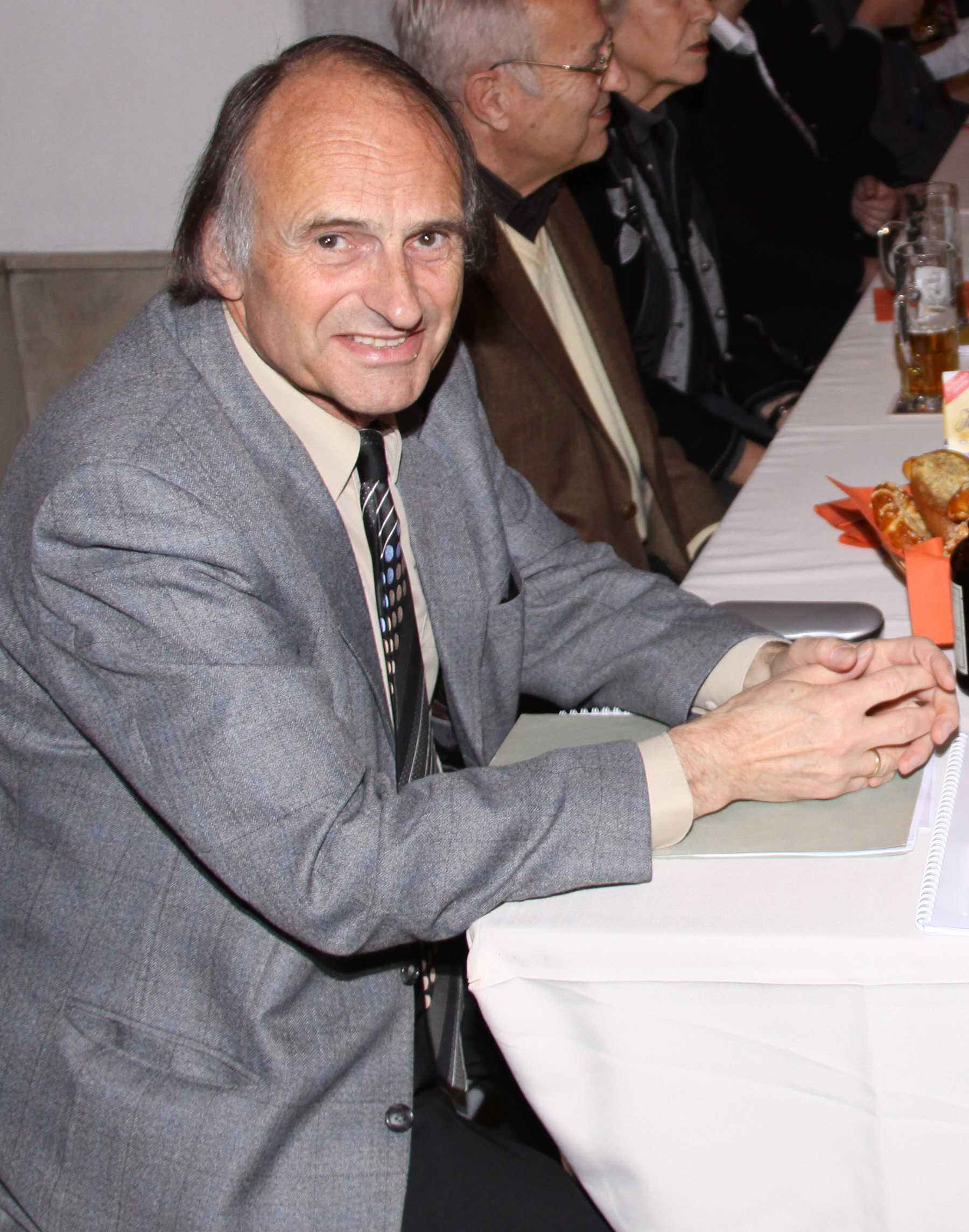
Бернхарт Йениг, один из ведущих современных специалистов по прусской истории, дипломатике и археографии. В 1995—2010 гг. — председатель Комиссии по историческому изучению восточно- и западнопрусских земель, с 2015 г. — председатель геральдического общества «Герольд». Неоднократно выступал со статьями в российской печати.

В результате ожидание новых публикаций нередко затягивается на десятилетия. В особенности это касается многотомных корпусных изданий. Так, ещё в 1994 г. на конференции в Польше Б. Йениг сообщал о том, что имеются конкретные планы продолжить выпуск ключевого сборника документов «Preußisches Urkundenbuch» по 1382 г. включительно, то есть до конца правления орденского магистра Винриха фон Книпроде. Согласно данным, приведённым в том же докладе, предполагалось также продолжить издание сборника источников по истории Самбийского католического епископства. В своё время К. П. Вёльки и Г. Мендталь издали только три выпуска с актами за 1243—1385 гг. Но в 1385 г. история епископства не закончилась: как известно, до 1523 г. оно продолжало существовать как католическое, а до 1577 — как протестантское (после чего было объединено с еп. Помезанским). Таким образом, значительная часть его истории не получила отражения в археографии. За продолжение проекта взялся Ганс Шмаух (1887—1966), но из-за смерти последнего работа остановилась. Впоследствии эстафету приняла Бригитта Пошман, сотрудница Государственного архива в Бюккебурге (Нижняя Саксония). Планировалось, что она доведёт издание до 1417 г., когда епископская кафедра оказалась вакантной. Однако пока все эти планы ещё не реализованы. Сборник «Preußisches Urkundenbuch» так и остановился на 1371 г. (с 2000 г. новые тома с документами не выпускались, вышел только указатель к шестому тому, изданный в 2021 г.), а Б. Пошман скончалась в 2008 г., не успев издать ни одного нового выпуска по Самбийскому епископству. Последнее обстоятельство тем досаднее, что очень основательную работу по выявлению самбийских епископских грамот XIII—XVI вв. и изучению их палеографических и дипломатических особенностей ещё в 1920-х гг. провёл Э. Вейзе. В корпусной археографии имеются и другие заметные пробелы. Так, до сих пор не завершён выпуск важного для истории некоторых прусских городов многотомного издания по истории Ганзы, остановившийся в 1939 г. (см. ниже).
Продолжение начатых серий во многом затруднено ещё и тем, что планируемые к публикации документы более поздних десятилетий, во-первых, гораздо многочисленнее, а во-вторых, рассеяны по большому количеству архивохранилищ. Например, в выпуске «Preußisches Urkundenbuch» за 1362—1366 гг. документы из Тайного государственного архива прусского культурного наследия составили только 36 %, а остальные были извлечены из других собраний.
Трудности встречает и реализация более ограниченных по задачам археографических проектов. Например, до сих пор не завершена публикация международных договоров Прусского герцогства (единственный том вышел в 1971 г.). Много лет ведётся подготовка критического издания прусских земских регламентов (Preußische Landesordnungen) XVI—XVIII вв., часть которых по сей день остаётся в рукописях. Этим занимались историки Эверхард Клейнерц и скончавшийся в 1993 г. Вернер Тимм; позднее работа перешла в руки Томаса Берга и Эрнста Манфреда Вермтера. Пока дело ограничивается исследованиями указанных памятников, но их тексты ещё не увидели света.

#### Международное сотрудничество и новые инициативы в подготовке источниковых публикаций
Несмотря на имеющиеся трудности, учёные разных стран продолжают работу. Этому способствует и привлечение к ней новых научных сил. Как уже сказано, с 1990-х гг. к археографической работе подключилась также литовская сторона. Важным условием её достигнутых и будущих успехов является поддержка зарубежных коллег, в первую очередь из Польши и ФРГ.
Для успешной подготовки изданий необходимы выявление новых источников и совершенствование эдиционной техники. Указанные проблемы неоднократно обсуждались в литературе. В наше время важное место в этой дискуссии занимают идеи и инициативы, выдвинутые в рамках международного сотрудничества. В конце минувшего столетия немецкие и польские учёные создали также Германо-польский круглый стол по изданию источников (Deutsch-Polnischer Gesprächskreis für Quellenedition, Niemiecko-polska grupa dyskusyjna do spraw edycji źródeł). Одно из центральных мест в его работе занимает публикация материалов по истории Восточной и Западной Пруссии. Проблемы их издания регулярно обсуждаются на его коллоквиумах. Прочитанные на них доклады позволяют судить о реализации эдиционных проектов и служат ориентиром для дальнейших археографических работ. Координаторами деятельности Круглого стола выступают д-р Гельмут Флахенэккер (ФРГ) и д-р Януш Тандецкий (Польша).
Торуньский университет с 2011 г. выпускает общепольский журнал по проблемам археографии «Искусство издания. Текстологические и эдиционные исследования» («Sztuka Edycji. Studia Tekstologiczne i Edytorskie»), на страницах которого обсуждаются и вопросы публикации прусских письменных источников.
В 2012 году Дитер Хекман опубликовал рекомендации по изданию немецкоязычных источников XIII—XVI вв. Они были им подготовлены с учётом опыта немецких археографов в целом (в частности, работ покойного Вальтера Хайнемайера и других учёных), а также специфики текстов, относящихся к прусскому ареалу.
Одной из мер, способных ускорить введение письменных источников в полноценный оборот и одновременно обеспечить своевременную научную критику, стало также размещение прусских документов в Интернет. Этот проект, получивший название «Virtuelles Preußisches Urkundenbuch», осуществляется Гамбургским университетом под руководством уже упомянутого Ю. Зарновского. Размещённые там материалы (в основном в форме регестов) охватывают как уже изданные прежде источники, так и те, что подлежат изданию в будущем. Собрание постепенно пополняется благодаря совместным усилиям специалистов: так, Дитер Хекман на общественных началах транскрибировал для этого около 450 грамот. В созданную базу данных включены средневековые документы (1140—1525) и даже некоторые материалы раннего Нового времени (1526—1616). Таким образом, её хронологические рамки существенно шире, чем в книжном издании «Preußisches Urkundenbuch». Этот опыт может быть с успехом использован и для подготовки других археографических публикаций.
Большое количество восточнопрусских документов в сканированном виде разместил на своём сайте Государственный архив в Ольштыне. Это даёт возможность изучать материалы и готовить к их возможному научному изданию специалистам из любой страны мира.

### Ситуация в России

#### Факторы, затрудняющие развитие археографии
В отличие от Германии, Польши и Литвы, где успешно осуществляются эдиционные проекты по прусской тематике, российская археография пока не имеет больших достижений в указанной сфере. Не случайно в обзоре отечественной литературы по досоветской истории области, учитывающем труды после 2002 г., признавалось: «Оставляет желать лучшего источниковая составляющая региональной историографии истории Восточной Пруссии, в ней преобладают вторичные описательные работы, основанные на введённых ранее в научный оборот материалах».
Несмотря на то, что на территории Калининградской области сохранились лишь незначительные остатки досоветского документального наследия, часть из них могла бы быть введена в полноценный научный оборот. Это послужило бы накоплению опыта и стало бы шагом к развёртыванию дальнейших археографических работ, изданию материалов из других российских и зарубежных хранилищ. Однако пока существуют лишь единичные российские публикации архивных источников по восточнопрусской истории, да и те выходят в свет крайне редко. Дело осложняется не только нехваткой специалистов, но и тем обстоятельством, что сегодня российские библиотеки и архивы уделяют заметно меньше внимания (даже по сравнению с советским временем) систематическому научному описанию хранящихся у них рукописей. Между тем подготовка и издание таких описаний является необходимым подготовительным шагом к публикации самих архивных источников. Без них специалистам сложно узнать о том, какие материалы хранятся в соответствующих собраниях.
Это положение обусловлено в первую очередь тем, что в России почти отсутствуют или слабо выражены те факторы успеха, которые указаны выше (наличие достаточного количества специалистов, институциональной среды, широкая поддержка со стороны общественности, государственных и муниципальных властей). Как уже говорилось, в дореволюционной России такие факторы существовали, но затем либо вовсе перестали действовать (из-за роспуска учёных архивных комиссий и разгрома краеведческих организаций), либо их влияние существенно сократилось, как было с Археографической комиссией Академии наук. На рубеже 1980-х — 1990-х гг. положение в России начало постепенно меняться, однако характер и темпы этих перемен пока не привели к качественному изменению ситуации в целом.

#### Роль государственных организаций с конца 1980-х гг.
Перемены в общественной жизни страны на рубеже 1980-х и 1990-х гг. породили надежду и на пересмотр былой политики в указанной сфере. В обстановке гласности оживляется интерес учёных и общественности к прошлому края. Как уже указывалось, постепенно открывается доступ к архивным материалам. Было очевидно, что для серьёзных перемен в изучении местной истории необходимо создать собственный исследовательский центр — наподобие тех, что уже существовали к тому времени в Германии и Польше. Именно по такому пути вскоре пошла Литва, создав подобный центр в Клайпеде (см. ниже).
Советской науке такая практика в принципе тоже была знакома. Ещё в 1920-е гг. на волне краеведческого движения в некоторых областях страны учреждались научно-исследовательские институты, которые занимались изучением истории, географии и хозяйства своих регионов. Большинство из них было ликвидировано ещё до войны, однако некоторые продолжали функционировать. Вероятно, последним из них был Смоленский краеведческий научно-исследовательский институт (созданный в 1929 г. и просуществовавший до 1962 г.), который внёс заметный вклад в изучение края.
Так или иначе, этим опытом — и отечественным, и зарубежным — можно было воспользоваться. И действительно, в 1990 г. к недавно избранному президенту России Б. Н. Ельцину обратились представители научных кругов с предложением организовать в Калининграде «Балтийский институт». Его сотрудниками должны были стать семеро учёных из Москвы, Ленинграда и Калининграда, которые к этому времени занимались различными сферами жизни края (природой, археологией, историей, языком). Президент не поддержал этой инициативы, ссылаясь на отсутствие средств и существование в Калининграде университета. Он считал нерациональным содержать наряду с ним ещё и институт. В итоге в 1992 г. на историческом факультете Калининградского университета была создана кафедра истории Балтийского региона. Она успела подготовить ряд научных трудов о прошлом края и начать обучение студентов по данной специализации. Однако через 9 лет после создания кафедры констатировалось, что в этот период поддержка исследовательских и издательских проектов кафедры со стороны городских и областных властей носила весьма ограниченный характер, многое из задуманного (в том числе и по досоветскому периоду) осуществить не удалось. Ещё пять лет спустя отмечалось, что документальные публикации, выпущенные с участием кафедры и областных архивных учреждений, в основном ограничиваются материалами советского времени (с преимущественным вниманием к первому десятилетию существования области). А в 2006 г. упомянутую кафедру объединили с кафедрой специальных исторических дисциплин в кафедру специальных исторических дисциплин и региональной истории. Наконец, в 2012 г. все кафедры факультета объединили в кафедру истории, а позже вообще ликвидировали деление на кафедры. Обучение по историческим дисциплинам сегодня ведётся в рамках укрупнённого подразделения вуза — Института гуманитарных наук. Но отсутствие традиционной кафедральной структуры ставит под вопрос полноценную подготовку не только специалистов по местной истории, но и вообще выпускников со знанием немецкого и латинского языков, специализирующихся в области медиевистики и истории Нового времени. А без этого невозможно и серьёзное освоение местными силами досоветских фондов архива.
Таким образом, в настоящее время область формально не имеет ни научного, ни учебного центра, который занимался бы систематическим изучением многовековой истории края с учётом специфики последней.
Несмотря на это, в области всё же функционирует важное учреждение, которому принадлежит сегодня ведущая роль в подготовке источниковых публикаций. Это Государственный архив Калининградской области. Он уже в советские годы начал издание документов из своих фондов по истории региона и продолжил эту деятельность в дальнейшем. В наши дни он осуществляет пополнение своего собрания путём заказа копий с документов из российских архивов, освещающих историю края до и после 1945 г. Они образовали так называемый фонд пользования. К середине 2010-х гг. в нём были сосредоточены копии документов за период с 1453 по 2011 г., а содержащиеся в них сведения охватывали период с 1255 по 2011 г. Предполагается, что имеющиеся в фонде пользования копии документов отчасти восполнят информационные пробелы по истории Восточной Пруссии и Калининградской области, а также дадут возможность исследователям работать с этими материалами, не выезжая за пределы региона.
С 1998 г. архив выпускает сборник «Калининградские архивы. Материалы и исследования», который стал первым регулярным публикаторским и одновременно историко-краеведческим изданием. В обзоре источниковых публикаций, размещённых на страницах сборника, с сожалением констатировалось, что оригинальные документы по досоветскому периоду, написанные не на русском языке, в нём ни разу не печатались. Время от времени в нём появлялись лишь немногочисленные русские источники (см. ниже), прочие же материалы такого рода представляли собою переводы (с немецкого) уже изданных ранее документов. Высказывалось и пожелание осуществить обширную публикацию источников из досоветского прошлого края, расширив тем самым источниковую базу школьного курса по истории Западной России. Возможно, что по мере подготовки научных кадров в упомянутом сборнике станут публиковаться и архивные источники на других языках с русским переводом и необходимыми комментариями.
В области имеются ещё два культурных учреждения, в сферу деятельности которых также входит обращение к прошлому региона — Калининградский областной историко-художественный музей и Калининградский областной музей изобразительных искусств. Ими был подготовлен ряд изданий, связанных как с их собственными коллекциями, так и с более общими вопросами областной истории. Однако они также пока не издавали источниковых публикаций по истории края до 1945 года, которые включали бы архивные документы.
Что же касается Археографической комиссии Академии наук и её региональных отделений, то, как свидетельствуют данные об их публикациях, эти структуры не обращались к упомянутой тематике, и никаких данных об их подобных планах на будущее не имеется.

#### Роль краеведческого движения
Развитию археографических работ могла бы способствовать общественная поддержка на местах. Российское краеведческое движение, возрождённое на рубеже 1980-х и 1990-х гг., ставило перед собою поначалу целый ряд многообещающих задач. Однако весьма скоро оно столкнулось с большими экономическими трудностями. Советский (после 1991 г. — Российский) фонд культуры, учреждённый в 1986 г., поначалу оказывал широкую поддержку этому движению. Однако со сменою руководства (1993) фонд прекратил указанную помощь. Ситуация усугубляется несовершенством законодательства об общественных объединениях, которое препятствует эффективной работе таких организаций и получению ими поддержки со стороны. Трудности, испытываемые краеведческим движением, в значительной мере обусловлены также организационной и финансовой слабостью органов местного самоуправления. Из-за этих проблем многие появившиеся на местах организации распались.
Несмотря на заметные успехи, достигнутые с начала 1990-х гг., краеведческое движение до сих пор не преодолело последствия, которые имел разгром краеведения в 1930-х гг. Это касается и размаха, и тематики работ; не восстановлено и былое систематическое научное руководство такими работами со стороны Академии наук. Разрыв с этими традициями серьёзно сказывается на качестве публикаций. Для большинства книг и брошюр краеведческого характера (помимо уже отмеченного слабого освоения архивных материалов) характерны нулевой уровень копцептуальности, игнорирование достижений «большой» науки, отсутствие связей со смежными дисциплинами и должного интереса к современным методам исследования. В этом же ряду стоит обычно крайне ограниченное использование иностранных источников и литературы, что закрывает дорогу к сравнительно-историческим исследованиям.
Недооценка этих факторов видна и в программных документах краеведческого движения. Так, Комплексная долговременная программа Союза краеведов России «Краеведение», несмотря на многообразие предусмотренных в ней направлений, не предусматривает ни научного издания письменных источников по локальной истории, ни создания обстоятельных трудов о прошлом отдельных населённых пунктов.
Отчасти проблемы, испытываемые краеведческим движением России, характерны и для Калининградской области. В регионе существует ряд краеведческих организаций, занятых, помимо прочего, проблемами исторического краеведения. В 1990 г. был создан Калининградский клуб краеведов, позднее возникли аналогичные организации в других городах области (Черняховске, Балтийске, Правдинске). На первых порах местным краеведам оказывал определённую помощь и Калининградский филиал Советского (Российского) фонда культуры. Местными краеведами выпускаются некоторые печатные издания — «Балтийский альманах», «Берега Анграпы», «Надровия» и другие. Периодически проходят краеведческие конференции, издаются книги и сборники статей по истории различных населённых мест области. На их страницах появляются интересные материалы о прошлом края, оригинальные и переводные. Но среди тех, что касаются досоветского периода, пока нет источниковых публикаций, подготовленных по архивным документам. Причина, очевидно, состоит в уже упомянутой нехватке специалистов.

#### Перспективы
В настоящее время в России отсутствуют специализированные научные центры, которые проводили бы комплексные историко-краеведческие исследования региона. Нет и программ, ориентированных на публикацию неизданных прусских материалов (например, в рамках упомянутой Археографической комиссии). В этих условиях введение источников в оборот остаётся занятием отдельных немногочисленных учёных, работающих преимущественно в Москве и Петербурге. Там же хранятся и основные документальные коллекции, связанные с историей Пруссии. При этом потенциальных исследователей и публикаторов в России отделяет от рукописных материалов двойной «барьер». Подавляющая часть текстов написана на немецком, а также на латинском языках, знание которых в стране распространено недостаточно. Кроме того, большинство немецких дореволюционных документов написано готическим курсивом (а многие старые печатные издания набраны фрактурой), что также затрудняет ознакомление с ними.
Несмотря на отмеченные проблемы, после 1990 г. российская археография Восточной Пруссии сделала некоторые шаги вперёд. Как показал опыт таких публикаций, наиболее заметные успехи были достигнуты в двух областях. Первая из них — освоение русских архивных материалов, связанных с историей прусско-российских отношений. Вторая — введение в оборот источников из заграничных собраний, которое происходило в рамках международного сотрудничества с участием российских исследователей.
Этот опыт может быть использован и в дальнейшем. Один из реальных путей, позволяющих преодолеть отставание археографических работ в России, связан с сосредоточением усилий на отдельных «участках» исследований. Это, например, подготовка работ с документальными приложениями по истории небольших населённых пунктов Калининградской области, по которым сохранились источники, но которые не удостоились пока монографических исследований. При их написании может быть использован существующий опыт немецких и польских авторов; не исключено и привлечение к их созданию зарубежных учёных. Впоследствии такие работы могли бы стать образцом для более крупных публикаций. В более отдалённой перспективе постепенное накопление опыта дало бы возможность российским учёным включиться в процесс издания источников на равных с иностранными коллегами.

## Археография края в целом
Поскольку между Западной и Восточной Пруссией всегда существовали оживлённые связи, то многие письменные источники, освещающие прусскую историю, касаются обеих частей бывшей Пруссии. Соответственно и многие издания, которые будут рассмотрены в настоящем разделе, зачастую имеют общепрусский характер, охватывая как Восточную, так и Западную Пруссию (а для периода Нового времени — отчасти и Бранденбургско-Прусское государство в целом). Ниже представлены публикации наиболее важных категорий источников, однако не ставится задача продемонстрировать весь репертуар последних. При этом необходимо учитывать, что их классификация, приводимая далее, условна, поскольку многие письменные памятники по своему характеру и содержанию не могут быть отнесены исключительно к какой-то одной группе. Обзор не претендует на исчерпывающую полноту. За его рамками остаются, в частности, созданные в Пруссии тексты религиозного и беллетристического содержания, которые также довольно широко представлены в местной рукописной традиции.
Наиболее заметное место в прусской археографии принадлежит многотомным изданиям летописей, актов и писем. Помимо них, было выпущено немало иных источников разного характера и объёма. Среди сборников встречались разные типы изданий: пофондовые, тематические, публикации документов одной разновидности (например, международные договоры Тевтонского ордена, протоколы заседаний прусских правительств) или одного лица (например, письма прусских герцогов). Но в целом преобладали тематические сборники по разным вопросам.

### Хроники и другие нарративные источники

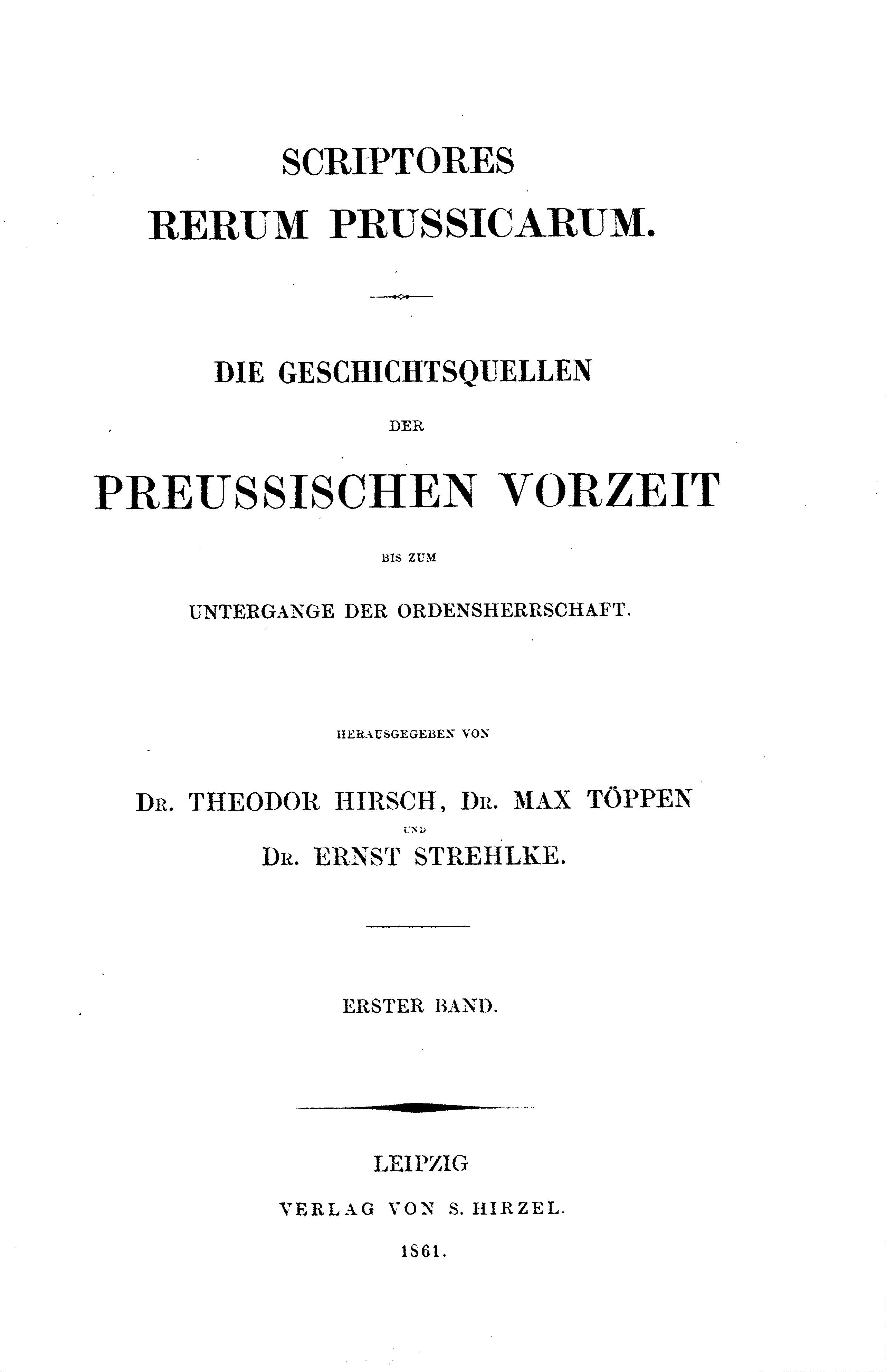
Издание «Scriptores rerum Prussicarum», титульный лист первого тома (1861). Том включает в себя ранние прусские летописи, в том числе «Хронику земли Прусской» Петра из Дусбурга.

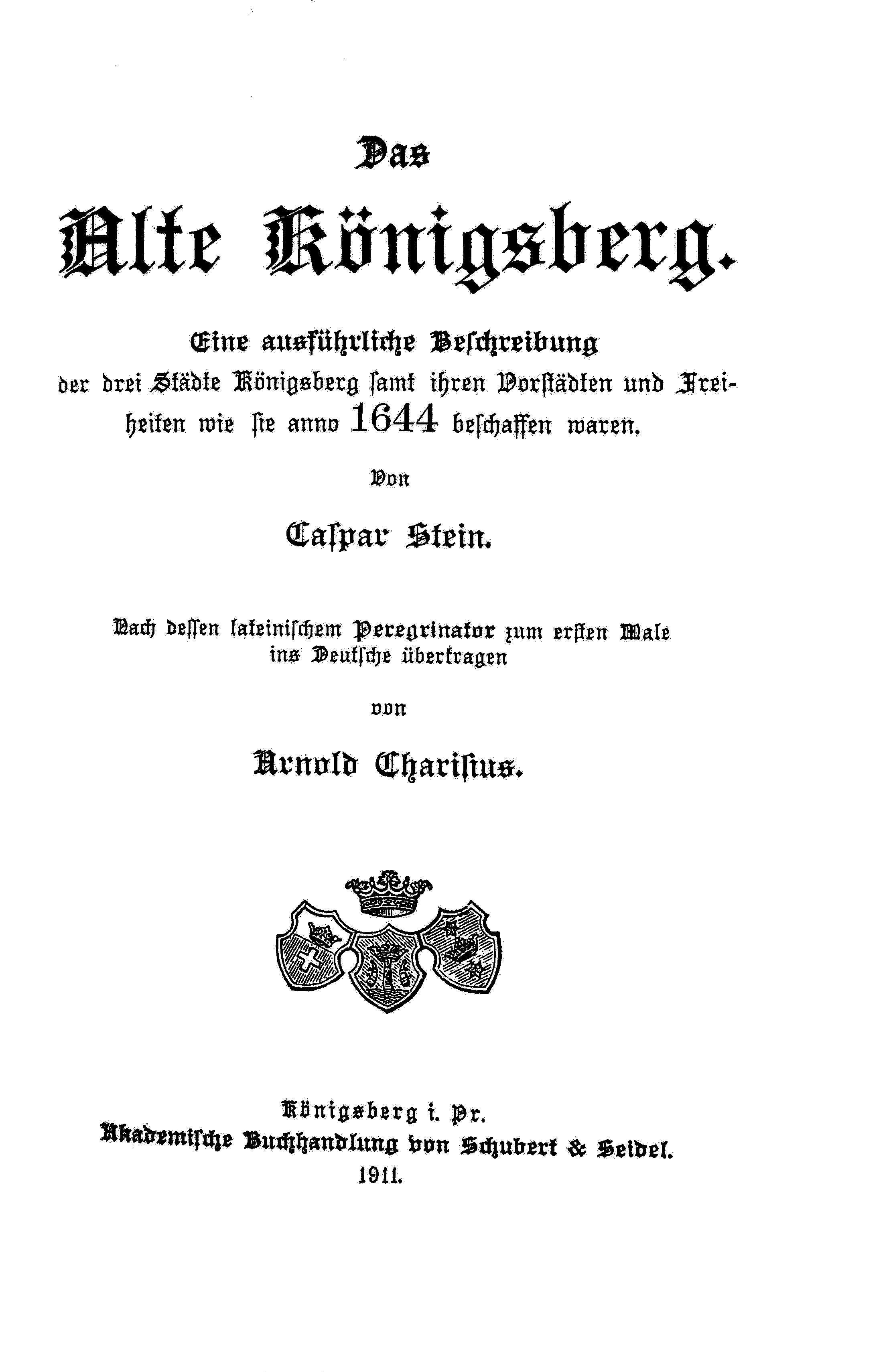
Первое описание Кёнигсберга (1644) из сочинения Каспара Штейна «Странник». Внизу страницы изображены гербы трёх кёнигсбергских общин (слева направо): Старого города, Кнайпхофа и Лёбенихта.

Летописные источники общепрусского значения были опубликованы преимущественно в известном собрании «Scriptores rerum Prussicarum». Первые пять его томов (1861—1874) подготовили М. Тёппен, Т. Хирш, Э. Штрельке. Много позже, в 1964 г., была завершена работа над шестым и седьмым томами серии. Шестой том, подготовленный У. Арнольдом и В. Хубачем, четыре года спустя вышел в свет, но седьмой том пока так и не издан.
Критическое издание одной из ранних прусских хроник подготовил в своё время историк Войцех Кентшинский. Оно вышло в известной серии «Исторические памятники Польши» («Monumenta Poloniae historica») В этом же томе серии им были опубликованы житие и легенды о деяниях святого Адальберта, который осуществлял проповедь Евангелия в этой земле и погиб в ходе своей миссии. В них отражён ранний этап христианизации пруссов. Тот же учёный издал хроники Оливского монастыря, проливающие свет на события XIII — первой половины XVI вв. Изданные Кентшинским памятники ранее были известны науке, но выходили в свет в неисправных изданиях. Подготовленные им публикации были осуществлены на критической основе и с учётом вновь разысканных рукописей.
Уже в наши дни увидело свет научное издание хроники гохмейстерского капеллана Андреаса Зантберга (первая половина XV в.). В этом источнике представлена история конфликта Тевтонского ордена с местными сословиями, объединившимися в Прусский союз и затем вступившими с властями в Тринадцатилетнюю войну.
В епископстве Вармийском (см. ниже) сложилась собственная летописная традиция. Местные хроники XIV—XVII вв. были изданы К. П. Вёльки и И. М. Зааге.
Некоторые хроники, начиная с XVI в., удостоились отдельных изданий. Это прежде всего написанная в период между 1517 и 1521 гг. «Прусская хроника» Симона Грунау; издание осуществили М. Перльбах, Р. Филиппи и П. Вагнер. Такое же название имело сочинение Лукаса Давида (1503—1583), начатое в 1573 г. Его подготовил к публикации и издал Э. Хенниг.

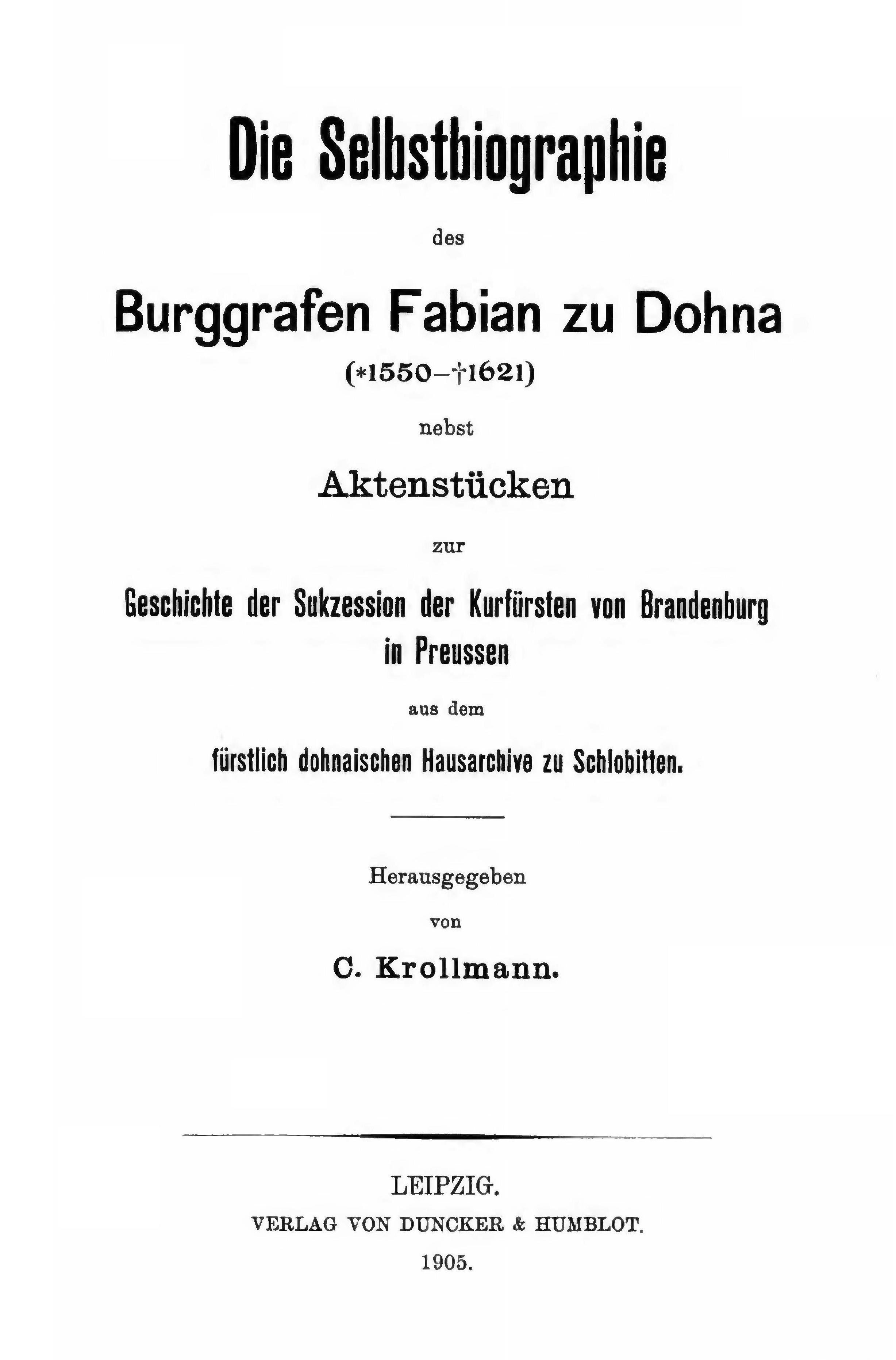
Автобиография графа цу Дона, изданная Х. Крольманом.

Христиан Крольман издал автобиографию военачальника и государственного деятеля XVI—XVII вв. графа Фабиана фон Дона, включив в книгу также документы 1589—1612 гг., касавшиеся прав бранденбургского курфюрста на прусский герцогский престол.
Среди нарративных источников более позднего времени существует подробное описание Пруссии, составленное в середине XVIII столетия А. Г. Луканусом. Его труд долгое время оставался в рукописи и лишь более чем полтора века спустя был издан упомянутым обществом «Мазовия» в двух частях. В этом источнике содержатся ценные сведения о Пруссии в целом, а также систематизированное её описание по отдельным амтам и городам — как в Прусском королевстве, так и в Королевской Пруссии, то есть в пределах Речи Посполитой. Как это нередко бывало, публикаторами этого описания стали люди разных профессий: если Г. Зоммерфельдт был профессиональным историком (им была написана вступительная статья к изданию), то К. А. Мачковский — адвокатом, а Э Холлак — археологом-любителем.
После 1990 г. в России были изданы на русском языке тексты четырёх прусских хроник. Первая из них — уже упомянутая «Хроника земли Прусской» Петра из Дусбурга, переведённая и подготовленная к изданию В. И. Матузовой. Эта книга имеет большую значимость для научных и учебных целей, она была высоко оценена в профессиональной среде, хотя рецензентами высказывались и критические замечания. Но, как указывает сама исследовательница, публикация основана на имеющихся печатных изданиях; неизвестных прежде списков, которые дополняли бы историю текста и давали бы новые чтения, к моменту подготовки книги не было выявлено. Другой прусский летописный памятник — «Новая прусская хроника» Виганда из Марбурга (кон. XIV в.). К сожалению, это издание не только не ввело в оборот каких-либо новых архивных материалов, но и оказалось издано на крайне низком уровне и было оценено как непригодное для научных целей.
Совершенно иной характер носит русское издание источника середины XV в., подготовленное томским медиевистом А. С. Котовым. Это Первое продолжение Старшей хроники великих магистров. Памятник переведён на русский язык и подробно прокомментирован. Неизданных списков книга в оборот не вводит, однако её можно признать вкладом в критику текста. В ней с позиций современной науки проанализирована рукописная традиция источника и, что особенно важно, для комментариев использованы многочисленные неопубликованные документы из Тайного государственного архива прусского культурного наследия.
В Государственной публичной исторической библиотеке (Москва) отечественными специалистами был обнаружен небольшой манускрипт, хранившийся ранее в Государственном архиве в Кёнигсберге. Это стихотворная хроника под названием «Новое стихотворение о недавней войне в Пруссии», повествующая о войне между Тевтонским орденом и Польшей в 1519—1520 гг. и датируемая 1520 г. К сожалению, её публикация не привела к полноценному введению памятника в научный оборот: оригинальный немецкий текст не был издан, увидел свет лишь его русский подстрочник.

### Акты и документы общеполитического характера

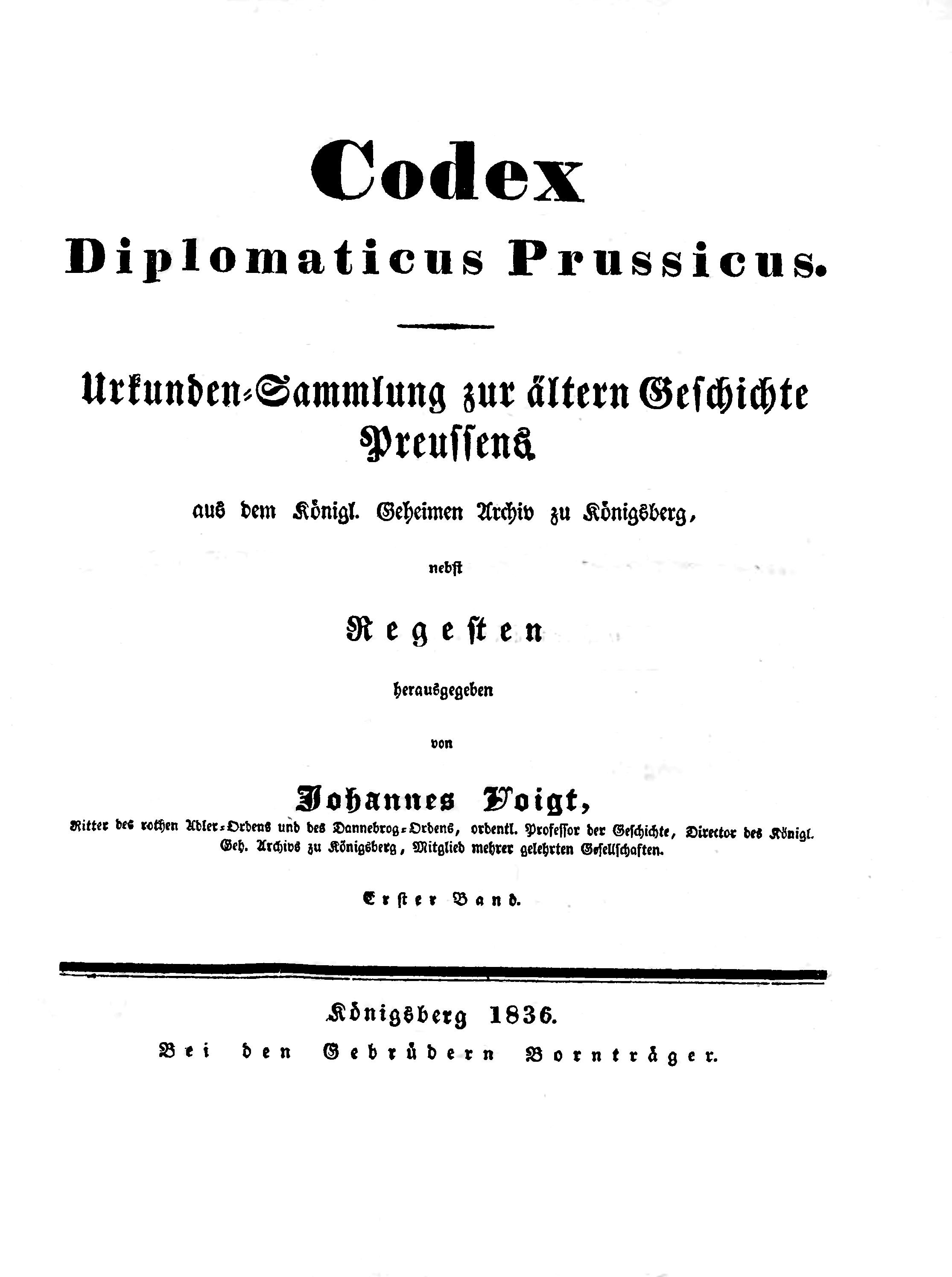
Собрание документов по прусской истории «Codex diplomaticus Prussicus», изданное И. Фойгтом. Т. I содержит источники за 1217—1285 гг.

Данной категории источников было посвящено несколько многотомных сборников. Это прежде всего подготовленный И. Фойгтом «Codex diplomaticus Prussicus», который охватывает документы с начала XIII по начало XV вв. Ещё один заметный шаг был сделан Максом Перльбахом, который издал обширный сборник регестов по прусской истории до конца XIII в.
Тем же Перльбахом и другими учёными во второй половине XIX — начале XX вв. были предприняты большие усилия по поиску и выявлению относящихся к Пруссии материалов в германских и зарубежных (Англия, Царство Польское, Италия, Мальта, Швеция и др.) архивах и библиотеках. Эти и другие работы стали необходимой предпосылкою к появлению корпусного издания «нового поколения» — сборника «Preußisches Urkundenbuch», в который вошли документы начиная с 1140 г. Его выпуск, к которому приступили в 1882 г., продолжается уже более столетия и пока не завершён; в уже опубликованных томах содержатся акты по 1371 г.

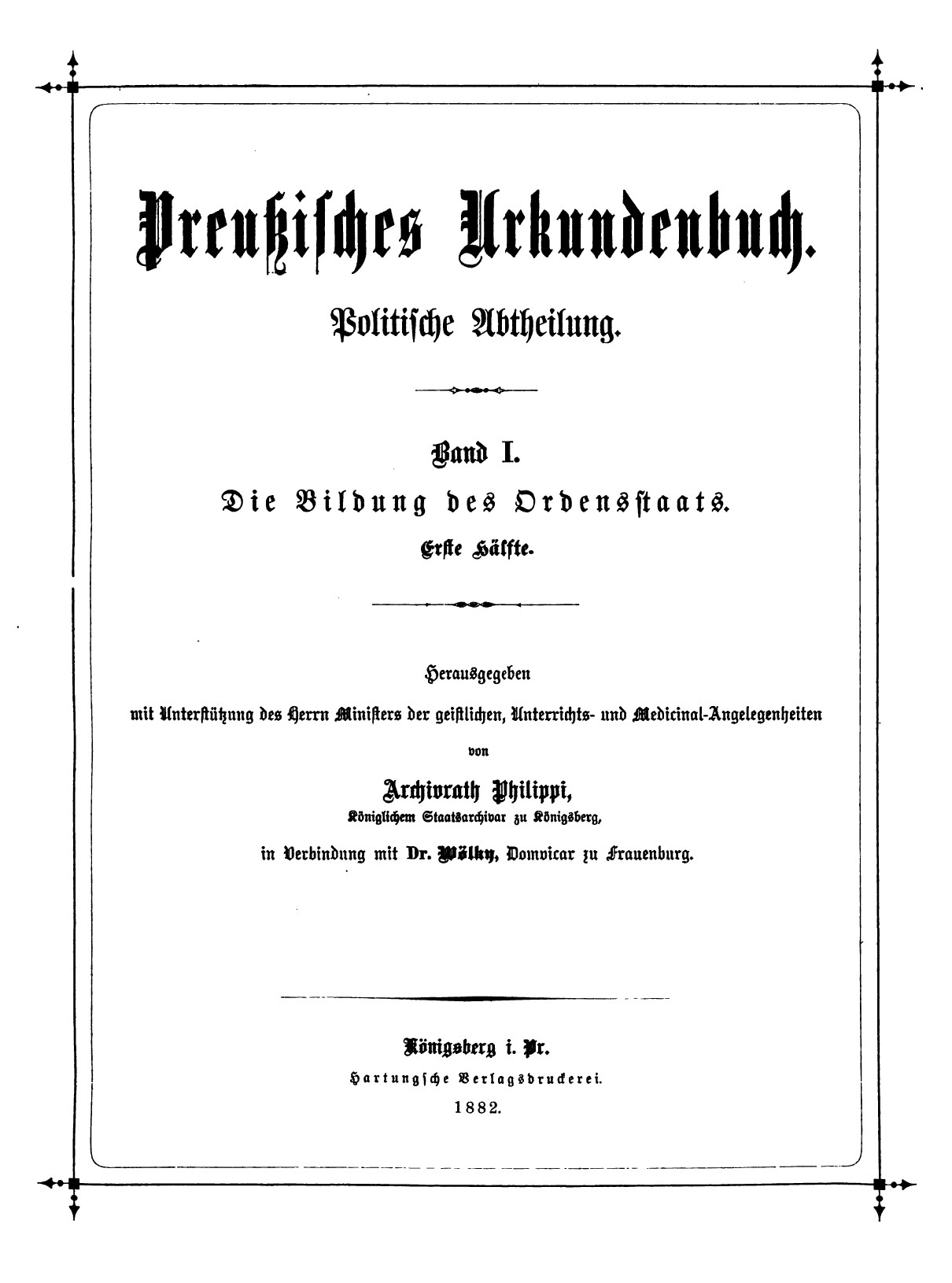
Сборник «Preußisches Urkundenbuch». Первая часть первого тома (1882) включает 331 документ за 1140—1257 гг.

Согласно первоначальному плану, это издание предполагалось разбить на четыре серии. Первую должны были составить документы «политического» характера, охватывающие край в целом до конца орденской эпохи (1525). Вторая серия, в шести томах, посвящалась источникам по истории четырёх прусских епископств (Кульмского, Помезанского, Вармийского и Самбийского) и некоторых монастырей Помереллии (в Оливе, Царновице (совр. Жарновец), Пельплине и Цуккау). В третью серию должны были войти документы, отражающие внутреннюю историю отдельных орденских комтурств. Её предполагалось издать в 5 томах, из них четвёртый и пятый должны были включать источники по восточнопрусским территориям (комтурства Бальга, Бранденбург, Кёнигсберг, Рагнит, Мемель). Наконец, четвёртая серия посвящалась документальному наследию отдельных прусских городов.
В дальнейшем эта впечатляющая программа была реализована лишь частично. Трудности в её осуществлении были многообразны. Давали себя знать распылённость источников, нехватка финансовых средств и научных сил. В первой («политической») серии первая часть первого тома вышла в 1882 г., тогда как появления второй части, охватившей источники до 1309 г., пришлось ждать 27 лет. Подготовка издания оказалась крайне трудоёмким делом. Так, во второй части первого тома источники из Государственного архива в Кёнигсберге составили только половину (314 номеров из 622). Остальные были извлечены из многочисленных собраний различных стран. Для этого были использованы архивы и библиотеки 53-х городов Германии, Австро-Венгрии, Италии, Англии, Швеции, Дании и Российской империи (Рига, Митава).
Некоторые проблемы носили методологический характер. Уже на ранней стадии подготовки стало ясно, что деление документов на «политические» и прочие является довольно искусственным. По мнению М. Перльбаха, в строгом смысле слова политическими можно было бы считать документы, отражающие отношения прусских земель с императорами и папами, с соседними государствами и со всей совокупностью подданных. Но их трудно строго отграничить от многочисленных источников, связанных с положением церкви, отдельных общин и землевладельцев, получавших различные привилегии и грамоты на имения. Исключение же таких материалов из первой серии существенно обеднило бы картину, особенно для начальных десятилетий орденского господства в крае. Перльбах полагал, что «политическими» прусские акты стали только после переноса штаб-квартиры Тевтонского ордена в Пруссию и присоединения Помереллии, то есть с 1309 г. До этого же прусские земли представляли собою не политический субъект, а лишь объект управления. Критика Перльбаха, видимо, была учтена, и в итоге начиная со второй части первого тома составители отказались от данного термина.
Издание второй серии, посвящённой церковным учреждениям края, в основном было реализовано, хотя и растянулось во времени (см. ниже). Были изданы также отдельные сборники по истории некоторых прусских городов, хотя при их публикации никак не отмечалась их связь с общей археографической программой. Хуже всего обстояло дело с выпуском третьей серии, посвящённой истории отдельных административных единиц Пруссии в орденский период: к её изданию так и не приступили.
Поскольку первые века прусской государственности неразрывно связаны с Тевтонским орденом, то большое значение для археографии имел выпуск целого ряда обширных документальных собраний по его истории. Первым таким изданием стал сборник, составленный по берлинским материалам Эрнстом Штрельке. Он охватывает документы по всем регионам (в Азии и Европе), где располагались орденские владения. Два раздела книги посвящены Пруссии и Ливонии. Кроме того, в сборник вошли документы об отношениях ордена с папой и императором. Безвременная кончина помешала историку завершить работу, издание подготовил к печати его коллега Филипп Яффе (1819—1870). Позднее графом Э. Г. фон Петтенеггом был опубликован сборник регестов по истории Тевтонского ордена из Центрального орденского архива в Вене. Они затрагивали и прусский этап его истории. Но аналогичной публикации по собственно прусским материалам пришлось ждать ещё более 60 лет. И только после второй мировой войны вышли в свет регесты из бывшего Кёнигсбергского архива Тевтонского ордена за 1198—1525 гг. Они были подготовлены Э. Иоахимом и В. Хубачем на основе документов, находившихся в вышеупомянутом Государственном архивохранилище в Гёттингене.

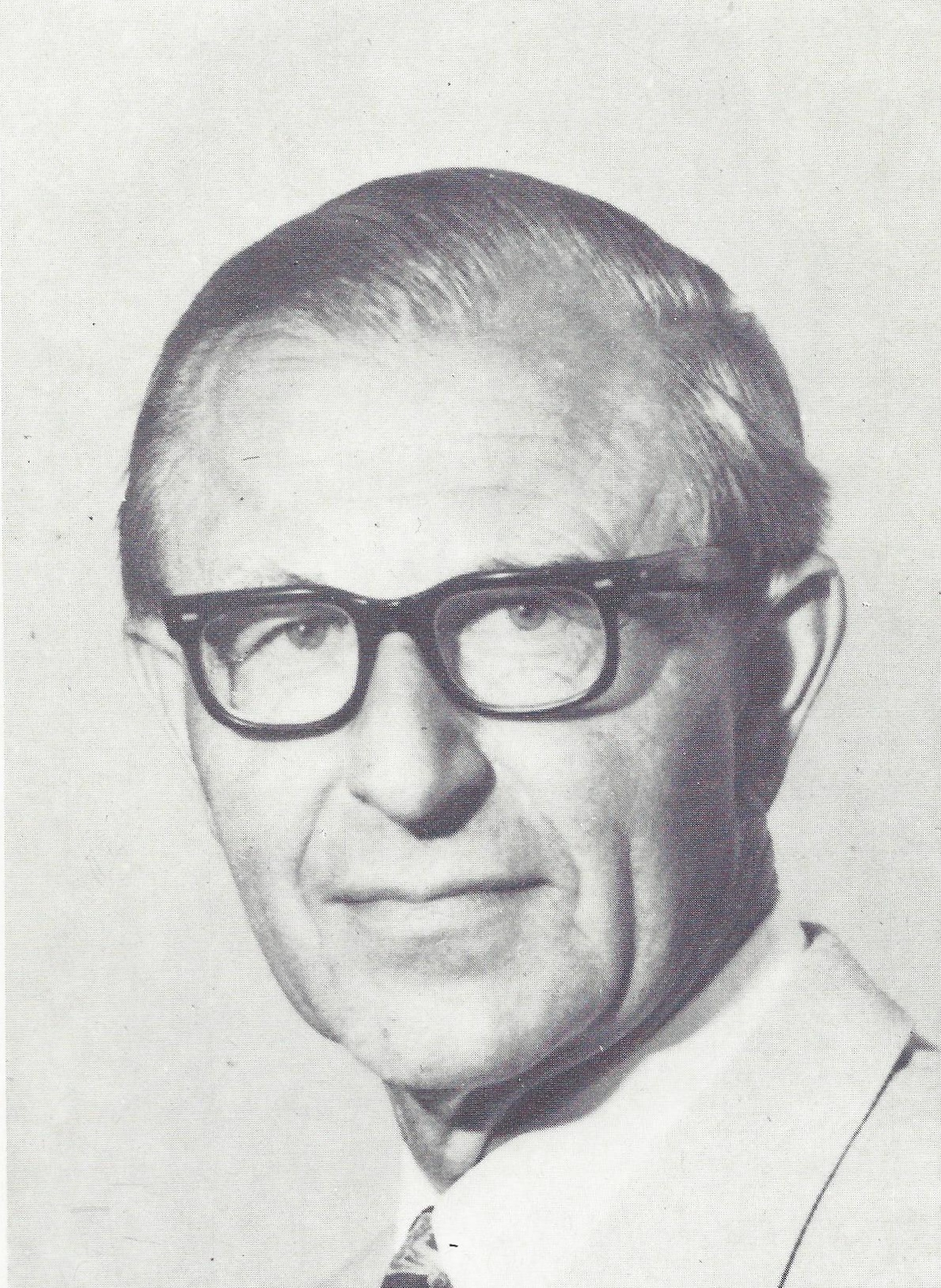
Ганс Кёппен, историк и архивист, в 1962—1976 гг. руководитель Государственного архивохранилища в Гёттингене.

В наши дни эта работа была продолжена: Ю. Зарновский и ряд других археографов подготовили дополнительный трёхтомный сборник регестов на основе нескольких орденских фолиантов из Тайного государственного архива прусского культурного наследия. Ещё одно собрание посвящено отчётам, которые направляли прокураторы Тевтонского ордена в Римскую курию. За несколько десятилетий в Гёттингене вышло 4 тома, которые включают материал по 1436 г. включительно. Это ценное издание подготовили, сменяя друг друга, Курт Форстройтер, Ганс Кёппен и Бернхарт Йениг. К сожалению, работа над пятым томом, начатая Г. Кёппеном, оборвалась из-за кончины этого исследователя. Поэтому, несмотря на большие усилия немецких археографов, упомянутая серия пока остаётся незавершённой.
Введение новых документов в оборот нередко осуществлялось в связи с изучением правления отдельных магистров. Так, Ульрих Нис в биографии гохмейстера Карла фон Трира (правил в 1311—1324 гг.) поместил документальное приложение. В него вошла 31 грамота за 1283—1330 гг., большинство из них касается прусских владений ордена в этот период — в частности, отношений с коренным прусским населением.
Большой интерес науки всегда вызывали личность и эпоха правления последнего орденского магистра в Пруссии и её первого светского герцога Альбрехта Гогенцоллерна. Э. Иоахим издал трёхтомник, в который вошли документы времён пребывания Альбрехта на посту магистра (1510—1525). Важный вклад в изучение его правления в качестве светского суверена внесла современная исследовательница Альмут Буэс, которая подготовила две источниковые публикации. Одна из них посвящена так называемым апологиям Альбрехта Прусского — его посланиям 1526—1534 гг. императору и другим европейским государям, в которых он обосновывал свои действия по проведению в Пруссии Реформации и преобразованию её в светское герцогство. Другая включает завещания Альбрехта 1560-х гг.
Вышеперечисленные издания являются важными дополнениями к сборнику Preußisches Urkundenbuch, особенно для периода начиная с 1370-х гг., по которому соответствующие тома пока не вышли в свет.

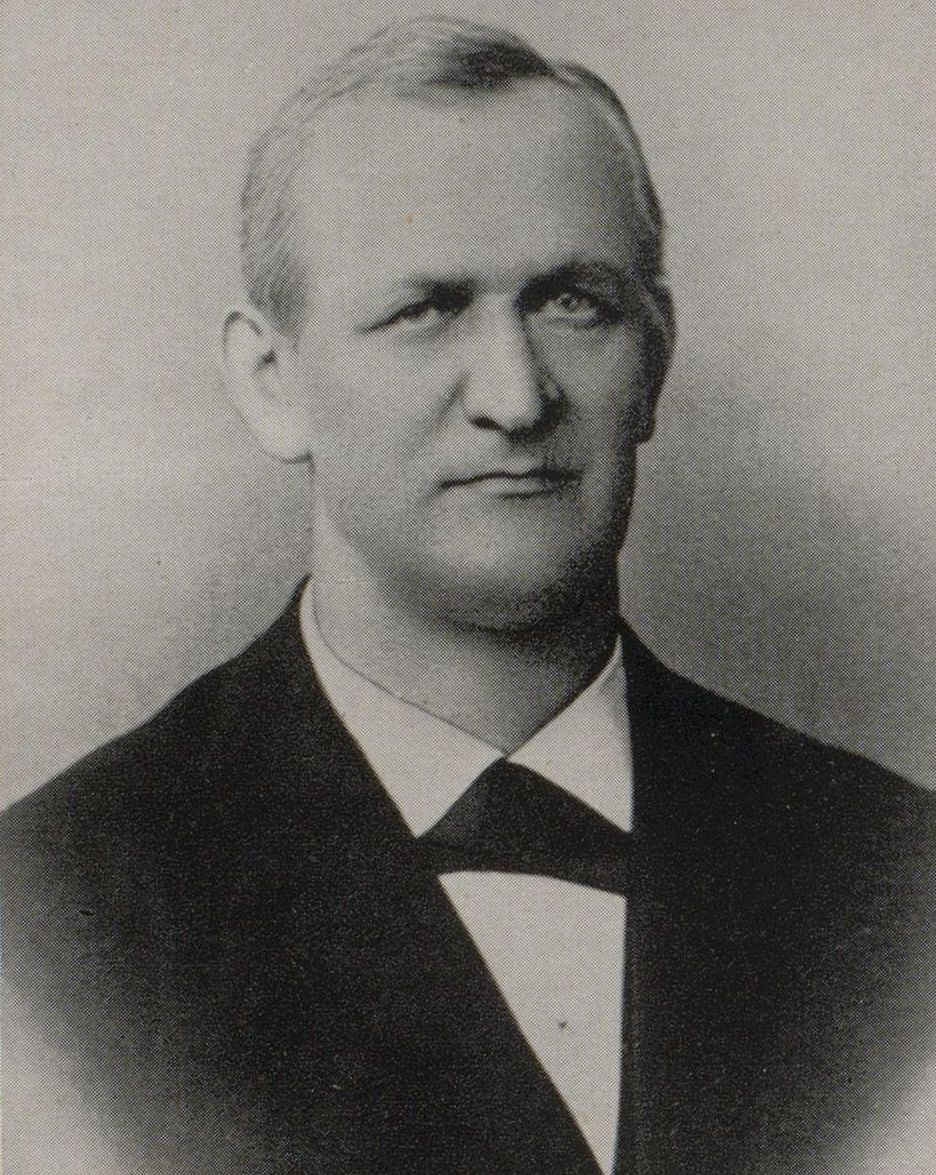
Макс Тёппен, ученик И. Фойгта, один из виднейших историков и археографов Пруссии второй половины XIX в. Портрет из книги: Carstenn E. Geschichte der Hansestadt Elbing. 2. Aufl. Elbing, 1937.

Уже упоминавшийся М. Тёппен в 1878—1886 гг. выпустил пятитомное собрание актов, принимавшихся съездами прусских сословий в XIII — первой четверти XVI в. Историческое епископство Вармийское в середине XV в. вышло из-под контроля ордена, но сохранило свою обособленность, оставшись полуавтономным образованием под протекторатом Польской короны. Епископы продолжали осуществлять и светскую власть на его территории.. Для этой территории соответственно значимы аналогичные акты сословных съездов Королевской Пруссии. Публикация упомянутых актов за 1479—1526 гг. была осуществлена в послевоенное время. Это многотомное издание, подготовленное силами Торуньского научного общества под руководством известных историков Кароля Гурского и Мариана Бискупа, стало крупным успехом польской археографии. Его хронологическим продолжением стала публикация протоколов Генерального сеймика Королевской Пруссии, начавшаяся уже в новом столетии. К настоящему времени изданы протоколы за 1526—1542 гг.
В 1970-х гг. обсуждался вопрос об издании корпуса средневековых печатей Пруссии, сохранившихся в Тайном государственном архиве прусского культурного наследия. Но этот план пока не реализован.
Ганс Дильман издал целый ряд источников Нового времени, важных для истории Пруссии, в частности, акты принесения присяги на верность прусским монархам за 1525—1737 гг.
Вкладом в прусскую археографию герцогской эпохи можно признать работы петербургского историка-германиста Т. Н. Таценко. Она описала коллекцию немецких документов XVI в., хранящихся в архиве Санкт-Петербургского института истории РАН. Часть из них отражает политику маркграфов Бранденбургских в качестве правителей Пруссии.
Для XVII столетия большую значимость имеет монументальная многотомная серия, посвящённая правлению бранденбургского курфюрста Фридриха Вильгельма I (1640—1688). Она распадается на три подсерии. Первая из них, в 14-ти томах, освещает общеполитические вопросы жизни Бранденбургско-Прусского государства. Её подготовили к печати Бернгард Эрдмансдёрффер, Теодор Хирш, его сын Фердинанд Хирш, Рейнгольд Броде и Макс Хейн. Вторая касается отношений короны с сословиями и включает пять томов. Три из них, посвящённых Прусскому герцогству, издали Курт Брейзиг и Мартин Шпан. Наконец, третья подсерия освещает проблемы внешней политики (см. ниже).
XVIII век также получил заметное отражение в археографии прусской истории. Историк Иоганн Пройс посвятил обширный труд жизни и правлению Фридриха Великого. Это издание включает и пятитомный сборник документов.

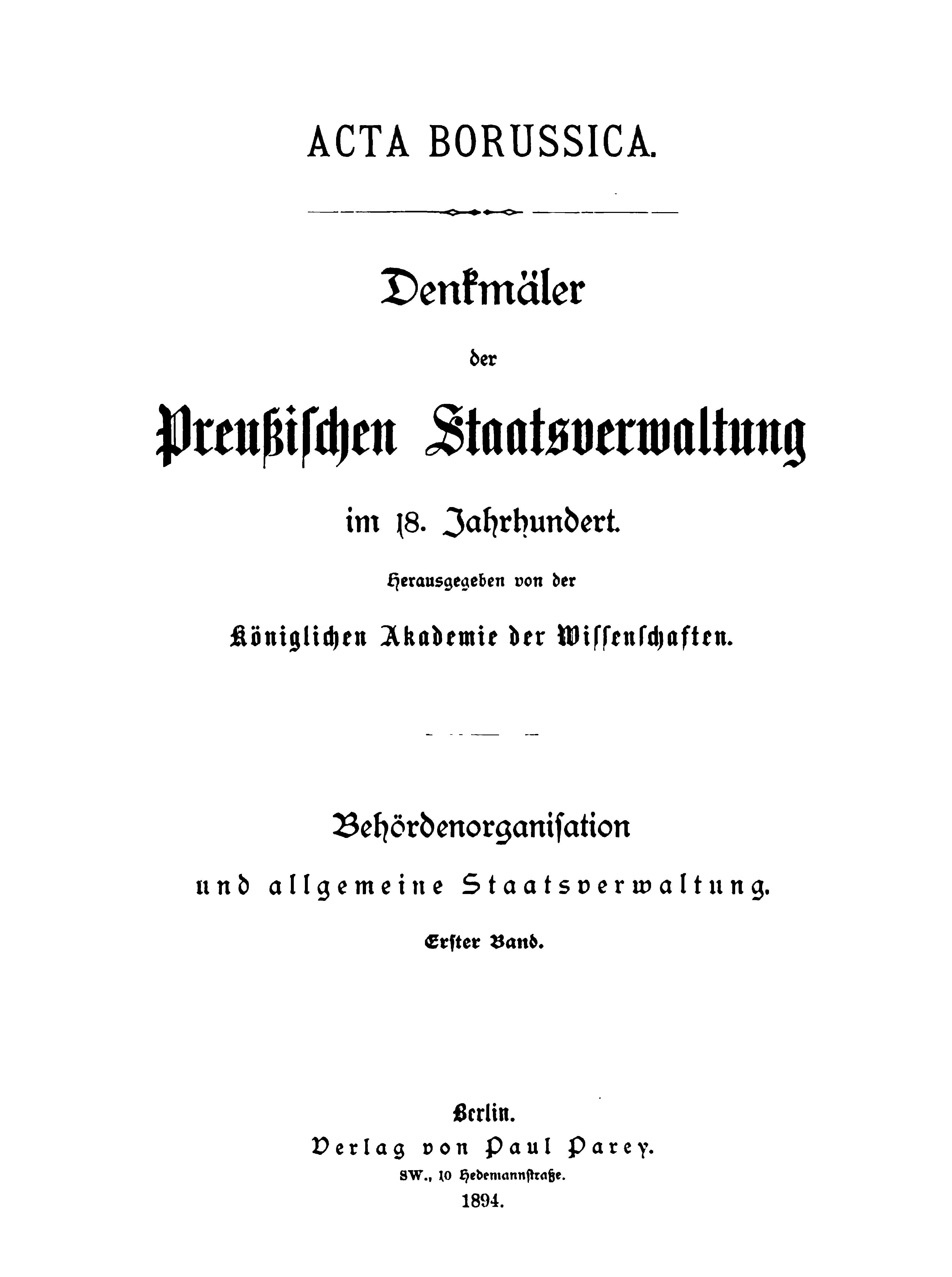
Контртитул издания: «Acta Borussica. Памятники прусского государственного управления в XVIII в. Изданы Королевской академией наук. Организация органов власти и общее государственное управление. Том первый» (Берлин, 1894). В этот том, подготовленный Г. Шмоллером (1838—1917) и О. Крауске (1859—1930), вошли акты за 1701—1714 гг.

Очень большой материал по восточнопрусским территориям содержится в многотомном сборнике «Acta Borussica», включающем документы по истории Пруссии начиная с 1701 г. Его издание было начато известным экономистом Густавом Шмоллером и продолжено другими учёными. Поначалу собрание должно было включать материалы XVIII в. Оно составило в итоге 42 тома, вышедших в 1892—1982 гг., и состояло из двух тематических серий. Первая представляла собою хронологическое собрание документов за 1701—1786 гг. (вышло в 17 томах в 1894—1982 гг.). Вторая серия включала монографии по отдельным вопросам государственного управления (политика в области хлеботорговли, монетное дело, политика в сфере торговли, пошлин и акцизов, шёлкоткацкое производство, шерстяная промышленность), которые, впрочем, тоже содержали публикации многочисленных документов. Основная часть этого издания сейчас оцифрована и доступна в Викитеке.
После объединения Германии Берлинско-Бранденбургская академия наук решила продолжить эту традицию и осуществила издание собрания «Acta Borussica» за более поздний период. В него вошли в основном протоколы заседаний прусского правительства за 1817—1938 гг. в виде регестов. Сборник был опубликован в 12 томах в 2001—2004 гг. и также доступен сейчас в Интернет.
Издавались и содержательные сборники документов по отдельным вопросам внутренней жизни Пруссии. Например, Иоганнес Фойгт выпустил исследование об истории «Союза ящериц» («Eidechsenbund»), политического объединения прусского рыцарства. Этот союз стоял в оппозиции к Тевтонскому ордену в конце XIV — начале XV в. В книге имелось документальное приложение. Рудольф Штадельман представил процессы повторного заселения прусских территорий в XVIII в. (после чумы, свирепствовавшей в начале столетия) и правительственные меры, связанные с развитием сельского хозяйства страны. В его трёхтомном исследовании опубликовано также большое количество документов по этому вопросу. Той же теме посвящена монография А. Скальвейта, в которую автор включил публикацию источников за 1714—1740 гг.
Выдающийся немецкий немецкий археолог и филолог-балтист Адальберт Бецценбергер оставил след и на ниве археографии Нового времени, подготовив ряд публикаций, основанных на собраниях провинциального архива и архива графов цу Дона. Одно из них было посвящено аспектам управления Восточной Пруссией в 1786—1820 гг.
Немаловажное значение для восточнопрусской археографии имели и некоторые архивные публикации по истории сопредельных западнопрусских земель. Так, М. Перльбах подготовил сборник документов Помереллии (Восточного Поморья), куда вошли материалы за 1140—1313 гг.

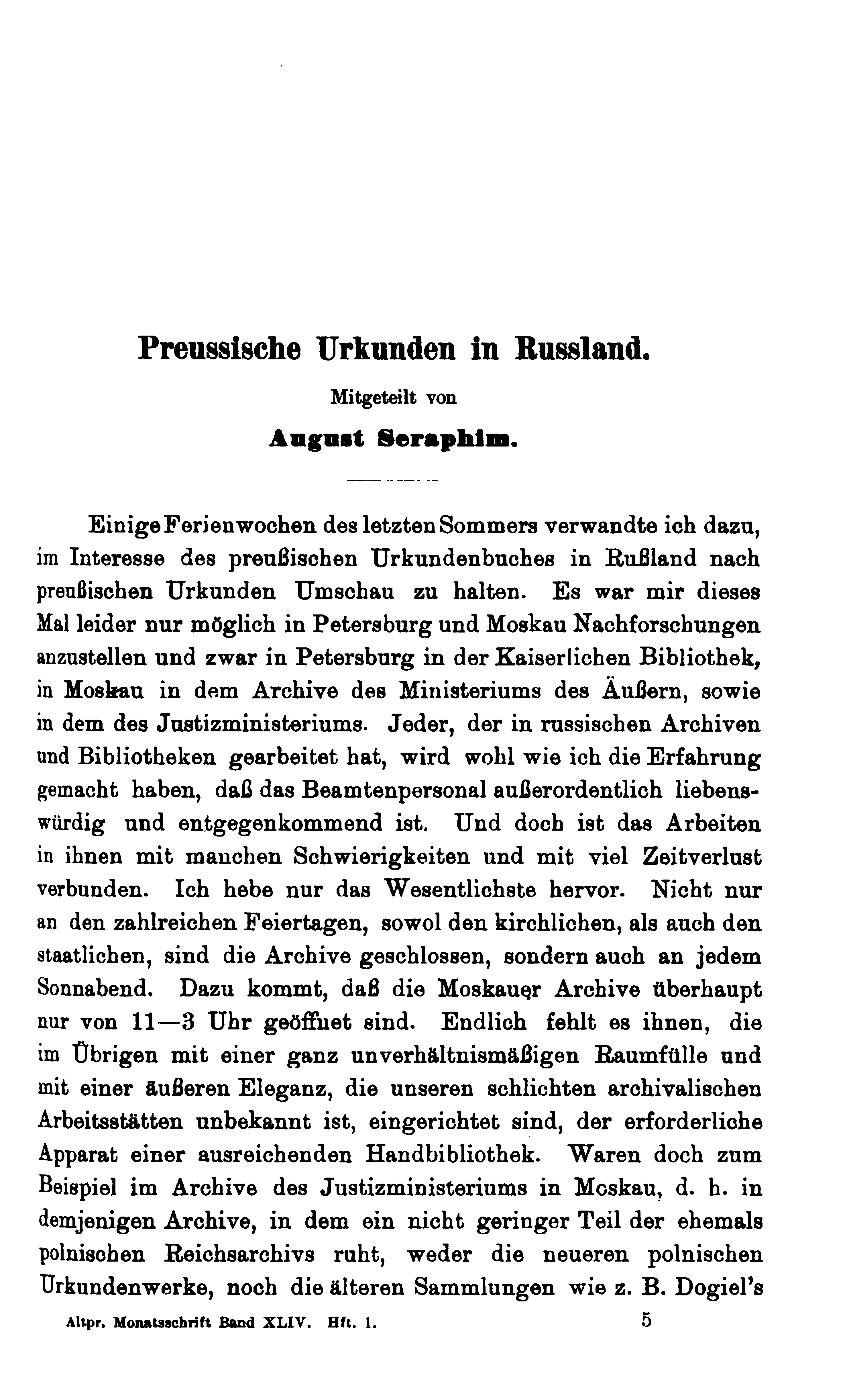
Обзор прусских средневековых грамот из российских собраний, опубликованный А. Серафимом (1907).

Помимо солидных корпусных изданий, очень многие акты или их подборки увидели свет в составе монографий или на страницах журналов. В этом контексте представляют интерес некоторые публикации, подготовленные на основе российских собраний. Так, в начале XX в. появился обзор прибалтийско-немецкого, а позднее германского историка А. Серафима «Прусские документы в России», написанный по итогам научной командировки автора. В Петербурге ему удалось ознакомиться с собранием Императорской публичной библиотеки, а в Москве — с архивами Министерства юстиции и Министерства иностранных дел, где хранились Литовская и Коронная метрики. Серафимом был выявлен ряд материалов по прусской истории. В приложении к статье он опубликовал 13 латинских и немецких грамот за 1360—1523 гг. из коллекции Публичной библиотеки и из Коронной метрики. Значение этой публикации ещё и в том, что в 1920-х гг. рукописи, ставшие основой публикации, были переданы в Варшаву в силу Рижского мирного договора 1921 г. и, как уже указывалось, скорее всего, погибли во время гитлеровской оккупации Польши.
Современным примером такого рода могут служить работы А. В. Баранова, медиевиста из Потсдамского университета. Этот историк вновь привлёк внимание к хранящейся в Российской государственной библиотеке обширной коллекции выписок из Государственного архива в Кёнигсберге. Она состоит из 16 папок и включает около 1250 копий различных грамот на примерно 2600 листах. Коллекция попала в Россию ещё в XIX в. и с тех пор оставалась малоизученной. Как выяснилось, часть орденских фолиантов, из которых были сделаны эти выписки, с тех пор была утрачена. Таким образом, эти копии, часть которых была правлена рукою самого Иоганнеса Фойгта, фактически заместили собою оригиналы. Заслугою А. В. Баранова стало описание этого собрания и издание пяти документов из него за 1414—1420 гг. К сожалению, в России был издан только сокращённый русский перевод первой статьи с обзором коллекции, тогда как самые акты увидели свет лишь в Германии (без какого-либо перевода) и малодоступны российскому читателю.
История новейшего времени тоже получила отражение в археографии. Ценной публикацией можно признать том документов «Повседневность в Восточной Пруссии, 1940—1945», подготовленный Христианом Тилицким на основании секретных отчётов органов юстиции о положении в провинции в этот период. Эта книга имела успех и впоследствии была переиздана.
Среди публикаций, отражающих события на территории края в годы второй мировой войны, заслуживает внимания большой сборник документов о нацистских преступлениях против советских граждан. Он был подготовлен на основе материалов из архивов Москвы и Калининграда и отражает судьбы людей, угнанных в Восточную Пруссию на принудительные работы или помещённых в тамошние концентрационные лагеря. Часть вошедших в книгу документов опубликована в факсимильном воспроизведении.
Немало источников, связанных с внутренней историей провинции, попадало и в издания более общего характера. Примером может служить многотомная серия документов по новейшей истории, в выпуску которой в 2008 г. приступил международный коллектив учёных. Это сборник материалов, отражающих преследование и уничтожение евреев в Германии и оккупированных ею странах в годы нацизма. В это издание вошли и документы о судьбе восточнопрусских еврейских общин.

### Памятники права

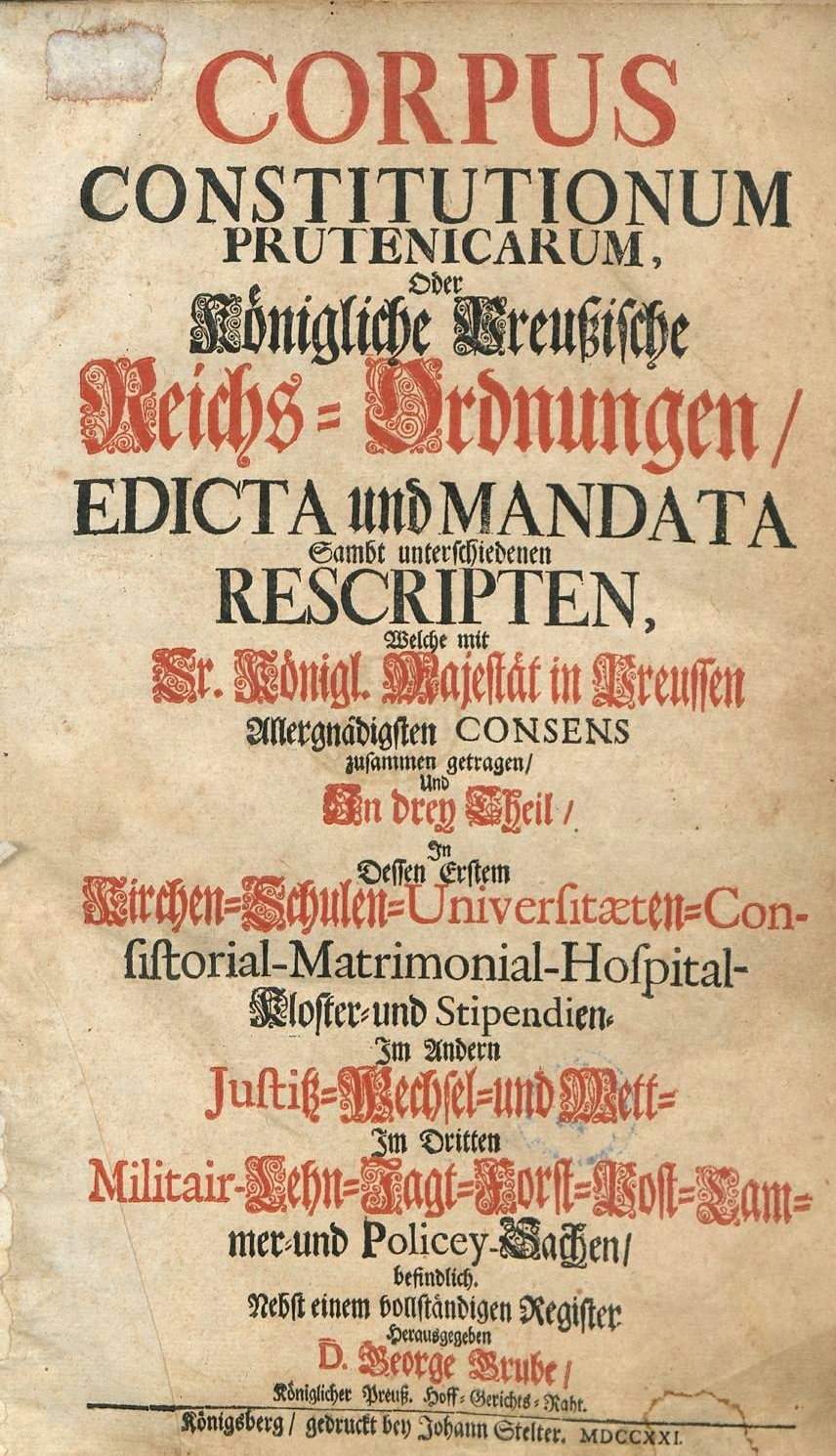
Титульный лист сборника прусских правовых источников XVI—XVIII вв. «Corpus constitutionum Prutenicarum» (1721), составленного Г. Грубе.

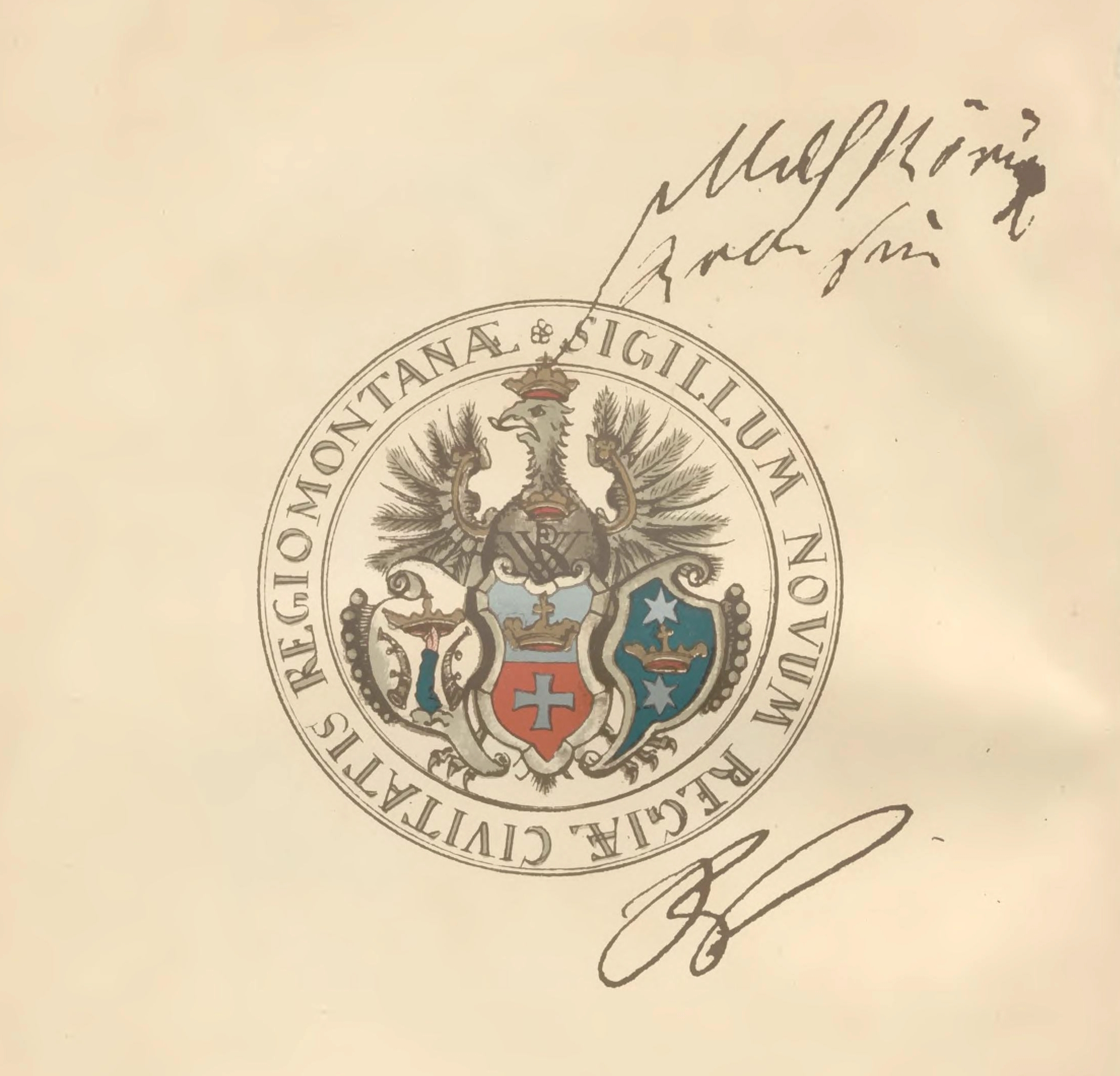
Проект печати объединённого города Кёнигсберга (1724) с рукописной пометкою короля Фридриха Вильгельма I, опубликованный в издании Г. Конрада. Латинская легенда на печати гласит: «Sigillum novum Regiae civitatis Regiomontanae» («Новая печать королевского города Кёнигсберга»).

Юридическое начало было присуще большинству источников, включённых в корпусные издания прусских документов. Но наряду с ними специальных изданий удостаивались и некоторые источники нормативного характера. Их публикация внесла заметный вклад в прусскую археографию. Правда, для XVII—XVIII вв. не всегда можно чётко разграничить публикации, выпускавшиеся с практической и с чисто научной целью, поскольку к моменту выхода книг и брошюр в свет многие источники ещё оставались действующим правом. Так или иначе, целый ряд изданий даже той эпохи включает тексты значительной давности. Например, обширное собрание различных законов, эдиктов, рескриптов и других подобных материалов Прусского королевства, выпущенное в 1721 г. юристом Г. Грубе, адвокатом при Надворном суде в Кёнигсберге, включает немало источников XVI—XVII вв. Многие из них, несомненно, представляли собою не перепечатку прежних изданий, а были опубликованы с рукописей. Иоганн Людвиг Лесток, специалист XVIII в. по морскому праву, подготовил к печати так называемое «Водное право» (Wasserrecht) — местную переработку фландрско-голландского морского права, возникшую в Кёнигсберге около 1522 г.

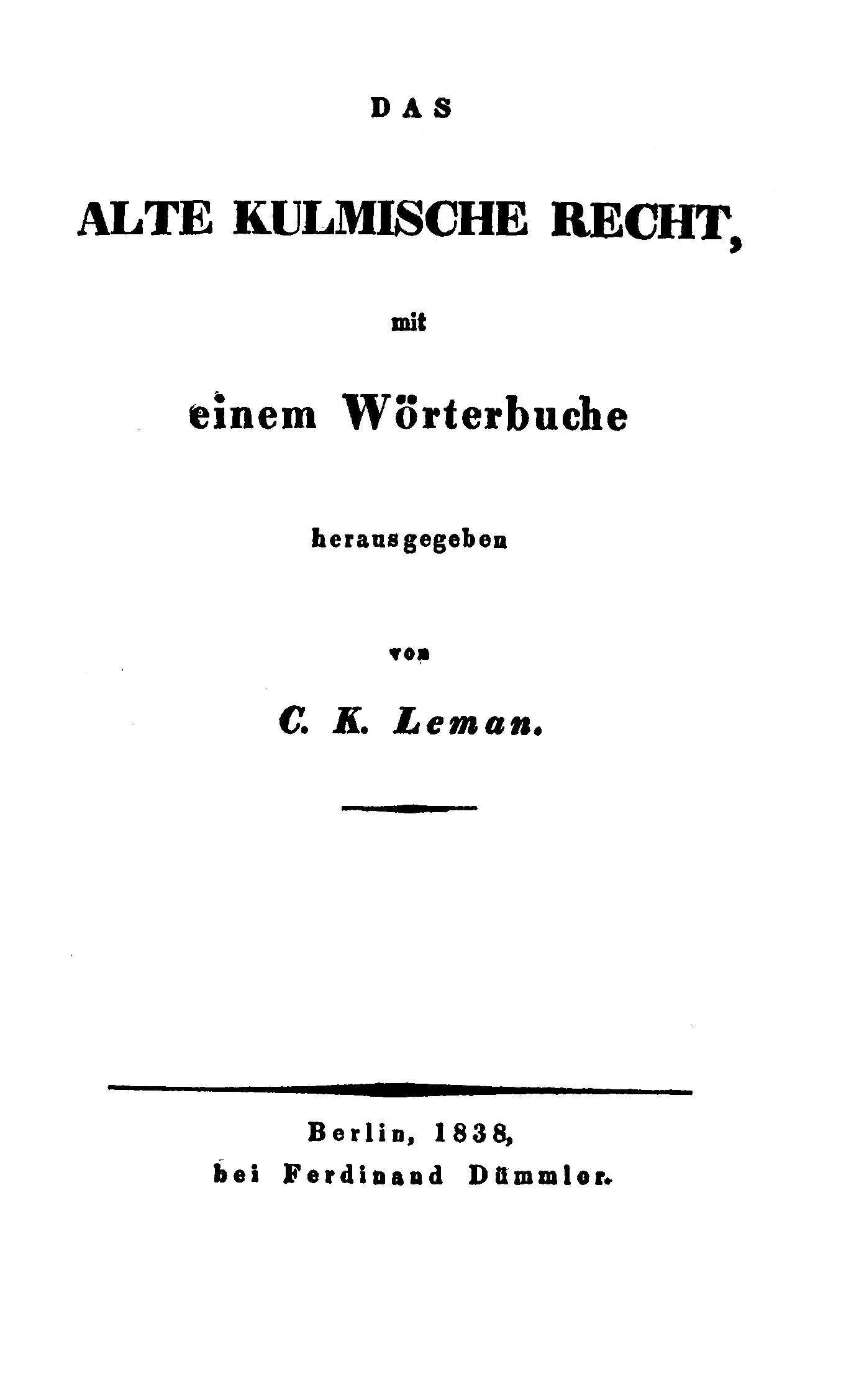
Сборник «Старое кульмское право» был составлен на основе аналогичного сборника XIV в., возникшего в Силезии. Хотя он не имел официального происхождения, к 1400 г. он был воспринят всеми основными городами Пруссии и с тех пор постоянно применялся. В XVI—XVIII вв. несколько раз пересматривался, сыграл важную роль в развитии права прусских земель.

Х. К. Леман издал в 1838 г. прусский правовой сборник «Старое кульмское право», составленный на рубеже XIV—XV вв. Помимо критически подготовленного текста, Леманом был составлен ценный глоссарий к памятнику. Более чем полтора столетия спустя польским исследователем З. Рымашевским была издана другая редакция этого памятника, не имевшая столь широкого распространения, но важная в историко-правовом отношении.
Известный юрист Пауль Лабанд опубликовал «Помезанскую правду», запись обычного права помезанских пруссов. Эмиль Штеффенхаген в важном труде «Источники немецкого права в Пруссии XIII—XVI веков» дал не только очерк их развития, но и включил в свою книгу ряд правовых памятников. Среди них были некоторые материалы практики Магдебургского шеффенского суда и городского совета Любека. Они предназначались для средневековых городов Пруссии, пользовавшихся соответственно Кульмским и Любекским правом. Первое представляло собою прусскую разновидность Магдебургского права и действовало в основной части общин. Второе получило распространение лишь в немногих городах, поскольку предполагало большую самостоятельность городских властей по отношению к государству, что не приветствовалось орденскими властями.
Г. Ф. Якобсон издал в 1837—1839 гг. источники католического и протестантского церковного права Пруссии. Эмиль Зелинг (Emil Sehling, 1860—1928) подготовил к печати многотомное собрание, в которое вошли уставы евангелических церквей Европы XVI в., среди них были и прусские источники.
Издавались правовые памятники и по более узким темам. Например, Вильгельм Зам в содержательной работе об истории чумы в Восточной Пруссии опубликовал целую серию уставов и распоряжений XVII—XVIII вв. по борьбе с эпидемией, а также ряд иных документов XVI—XVIII столетий. Увидели свет распоряжения XVI—XVII вв., касавшиеся библиотечного дела и т. д.
Во время уже упомянутой экспедиции в бывшую Восточную Пруссию среди прусских королевских эдиктов XVI—XVIII вв. П. Пакарклис обнаружил более ста неизвестных ранее документов на литовском языке. Это указы и распоряжения властей, адресованные литовскому населению Пруссии. Учёный намеревался издать найденные материалы, но обстановка первых послевоенных лет оказалась для этого крайне неблагоприятной. О трудностях, которые встретило это начинание, позднее сообщал литовский историк Ю. М. Юргинис: «Издать сборник найденных литовских эдиктов П. Пакарклису не только не удалось, но вся его работа чуть не погибла. После его смерти за дело взялся К. Яблонскис. Сборник эдиктов прусских властей, адресованных литовским крестьянам, был напечатан на хорошей бумаге офсетным способом, в твердом и красивом переплете. Это вызвало в печати неожиданные нарекания: составителя и издателя упрекали в том, что они задумали поставить памятник прусским королям-самодурам. Для разъяснения научной ценности и общественной полезности сборника пришлось израсходовать действительно немало бумаги и времени. В настоящее время ценность этой публикации полностью признана во всем Советском Союзе и далеко за его пределами». И действительно, упомянутое собрание подготовлено литовскими учёными на высоком уровне. В сборник вошло 107 документов за 1589—1775 гг. Это не рукописи, а архивные печатные экземпляры, воспроизведённые в книге факсимильно. Большинство из них прежде не публиковалось в научных целях. Они, как правило, написаны по-литовски, но часть из них имеет параллельные тексты на немецком и польском языках. В основном они посвящены социально-экономическим, общественным и бытовым вопросам. В них говорится о пленении беглых литовских крепостных и немецких колонистов, порядке подачи жалоб королю, запрете нищенства и попрошайничества, поимке, наказании и амнистии дезертиров, регулировании торговли и монополий, борьбе с болезнями человека и животных и др.

В. Т. Пашуто, советский историк, член-корреспондент АН СССР (с 1976 г.).

К числу историко-правовых публикаций относятся некоторые работы видного советского историка В. Т. Пашуто. Им были подготовлены к печати (в оригинале и русском переводе) два правовых памятника XIII—XIV вв., отражающих историю пруссов. Первый из них — Христбургский мирный договор от 7 февраля 1249 г., заключённый Тевтонским орденом с представителями прусских племён. Второй — уже упоминавшаяся «Помезанская правда», изданная с обстоятельным вводным историческим очерком. Значение обеих публикаций для археографии состоит в том, что при их подготовке В. Т. Пашуто были учтены некоторые рукописные материалы и уделено большое внимание критике источников. Так, при передаче текста «Помезанской правды» Пашуто не следовал механически «сводному тексту» в издании Лабанда, а отнёсся к нему критически, раздельно издав тексты ранней и поздней редакций памятника, с привлечением ещё одного не использованного Лабандом списка.
Уже в нынешнем столетии в России вышло издание, посвящённое Кульмской грамоте — первой привилегии, которую Тевтонский орден даровал прибывающим в Пруссию немецким колонистам. Этот акт лёг в основу местной правовой системы и стал важнейшей частью сословных привилегий. В книге содержатся перевод обеих (1233 и 1251 гг.) редакций памятника с латинского языка и подробный постатейный комментарий с использованием ряда рукописных материалов из Тайного государственного архива прусского культурного наследия. Кроме того, в приложении к работе опубликовано «поучение» магдебургских шеффенов, относящееся, по-видимому, к XVI столетию и посвящённое фламандскому наследственному праву, применявшемуся в Пруссии. Его немецкий текст опубликован по списку середины XVI в. из того же берлинского архива с современным русским переводом. Этот список интересен тем, что в нём приводится формулировка запроса и прямо указана связь документа с истолкованием Кульмской грамоты.

### Документы по истории международных отношений Пруссии

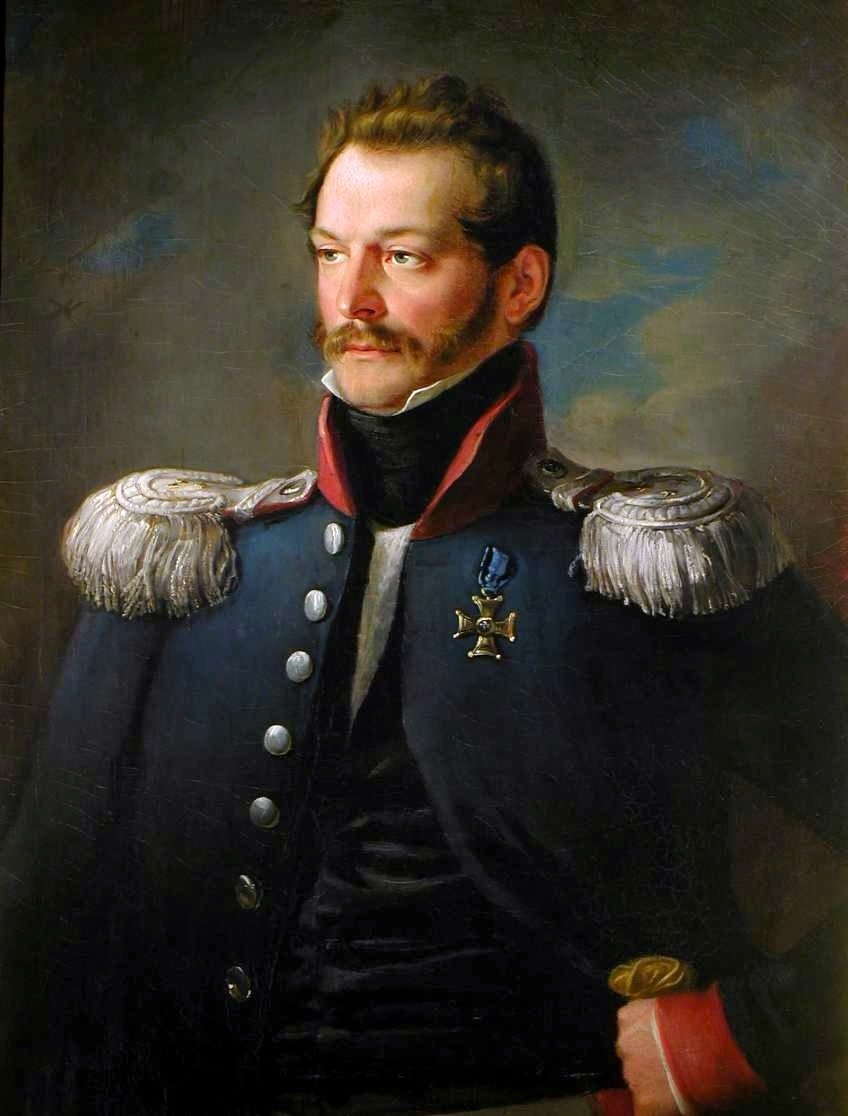
Граф Адам-Тит Дзялынский, польский историк, участник польского восстания 1830—1831 гг. и прусский политический деятель. Библиофил, коллекционер рукописей, основатель знаменитой Курницкой библиотеки.

Внешнеполитические аспекты жизни страны представлены в археографии весьма широко, ими занимались учёные из разных стран. Исходя отчасти из научного интереса, а отчасти из практических надобностей, раньше прочих к этому приступили учёные из Речи Посполитой, ближайшего соседа Пруссии. Публикации по этим вопросам появляются уже в эпоху Просвещения. Так, Матей Догель посвятил один из томов своего многотомного собрания международных трактатов отношениям Польши и Литвы с Пруссией. С середины XIX в. публиковались материалы о спорах Польши с Тевтонским орденом, выносившихся на решение папских властей. В это издание вошли источники XIV—XV вв. Оно было начато Титом Дзялынским и продолжено другими учёными.
Позднее многие аспекты проблемы нашли отражение в корпусных изданиях по истории сопредельных с Пруссией территорий — Литвы и ближайших польских земель. Таковы, в частности, сборники источников по истории Мазовии. Работа по их публикации была начата в середине XIX столетия и продолжается до сих пор. К настоящему времени издание доведено до 1380-х гг. Вошедшие в него документы проливают свет и на отношения с Пруссией.
В XX—XXI вв. появились и источниковые публикации, специально посвящённые международной политике и дипломатии Пруссии. В их ряду прежде всего заслуживает упоминания трёхтомное собрание государственных договоров Тевтонского ордена в Пруссии за 1398—1497 гг., подготовленное Эрихом Вейзе. В наши дни это издание получило важное дополнение. Были напечатаны документы, связанные с заключением Брест-Куявского мира между орденом, Польшей и Литвою (1435). Книгу подготовил международный коллектив из Польши, Литвы и России (с российской стороны в проекте участвовал московский историк С. В. Полехов). В то время как польско-литовский экземпляр этого договора не раз издавался, орденский экземпляр лишь теперь удостоился полной публикации. В этой книге воспроизведены и проанализированы не только тексты, но и многочисленные печати, привешенные к документам (на польско-литовском экземпляре их сохранилось 188, а на прусском — 162). Многие из этих сфрагистических памятников прежде не были известны науке. Всё это делает данное издание важным шагом вперёд в изучении международных отношений орденской Пруссии.
Уже упомянутый С. В. Полехов (частью самостоятельно, частью совместно с коллегами из России и Польши) издал и некоторые другие документы 1430-х гг. из Тайного государственного архива прусского культурного наследия, проливающие свет на вопросы международной политики и дипломатии ордена. В настоящее время этот исследователь готовит к изданию обширный свод документов «Дипломатический кодекс Свидригайла», значительная часть которого будет основана на материалах из Тайного государственного архива прусского культурного наследия и связана с литовско-прусскими отношениями.
Интересную публикацию по истории международных отношений Пруссии подготовил белорусский историк О. В. Лицкевич. Он ввёл в оборот неопубликованный экземпляр Дубисского договора 1382 г. между Тевтонским орденом и Литвою. Этот документ прежде был известен в двух оригинальных экземплярах и одном списке, которые опубликованы. В статье Лицкевича впервые издан орденский экземпляр договора из собрания Библиотеки Чарторыйских в Кракове. Историком написано обширное историческое и археографическое введение, издан транскрибированный текст памятника, а также перевод на русский язык.
Другой белорусский исследователь, А. В. Мартынюк, рассмотрел некоторые эпизоды дипломатической и военной истории орденской Пруссии, получившие отражение в делах Тайного государственного архива прусского культурного наследия. Основное внимание уделено двум документам 1438 г. Это сопроводительные письма, выданные в один и тот же день магистром Паулем фон Русдорфом для транзитного проезда по сопредельным государствам в Святую Землю. Одно из них получил рыцарь из Гельдерна Энгельбрехт фон Орсбах, другое — Герхард, граф в Марке (zur Mark). Первый собирался следовать через Великое княжество Литовское (письмо адресовалось великому князю Сигизмунду Кейстутовичу), второй — через новгородские земли (грамота была адресована соответственно Юрию Лугвеновичу, служилому князю в Новгороде). Как известно, поездка Герхарда окончилась неудачей: ещё в начале пути по новгородским владениям, в Ямгороде, был убит переводчик графа. Этот инцидент послужил поводом к новгородско-ливонской войне 1443—1448 гг. В статье приведено факсимиле обоих документов из книги исходящей корреспонденции Тевтонского ордена; его значение определяется тем, что письмо Энгельбрехту фон Орсбаху ранее не публиковалось.
Современный украинский историк Т. С. Горбач исследует отношения галицких и волынских князей с Тевтонским орденом. В одной из его работ рассматривается грамота 1325 г., связанная с посольством, направленным из Владимира в Пруссию. В статье опубликовано факсимиле документа из Тайного государственного архива прусского культурного наследия.
Хронологическим продолжением этих и подобных изданий является сборник договоров Прусского герцогства, подготовленный супругами Долецель. Первая часть сборника посвящена договорам с Литвою и Польшей в 1525—1657/58 гг. Как уже сказано, эта часть пока, к сожалению, остаётся единственной. Несмотря на это, многие важные источники внешнеполитического характера вошли в другие публикации. Примером могут служить отчёты и письма, которые направлял Альбрехту Прусскому его советник и дипломат Асфер фон Брандт (род. в начале XVI в., ум. до 1563 г.). Их публикация растянулась почти на полвека. Её начинал Адальберт Бецценбергер, а последний выпуск, подготовленный Э. Шпренгелем и В. Хубачем, вышел уже после второй мировой войны. Для XVII столетия значима вышеуказанная многотомная серия, включившая источники эпохи Фридриха Вильгельма I. Такого рода материалы заняли в ней пять томов, охватив отношения Пруссии с Францией, Нидерландами, Австрией и Швецией. Их подготовили к изданию Б. Э. Симсон, Г. Петер, А. Ф. Пржибрам, Ф. Фелинг и М. Хейн.
Крупным успехом послевоенной археографии можно признать многотомное издание, предпринятое Тайным государственным архивом прусского культурного наследия, которое включает документы об отношениях прусских герцогов XVI—XVII вв. (в первую очередь Альбрехта Прусского) с другими регионами и странами. Наибольший вклад в это дело внёс Стефан Хартман. Он издал в общей сложности 10 томов, охвативших два региона: епископство Вармийское и Ливонию. При этом ливонскую серию Хартман предполагал довести до 1582 года (то есть до завершения Ливонской войны), что позволило бы охватить крупный исторический период, однако он не успел осуществить свой замысел до конца.
Урсула Беннингховен подготовила публикации об отношениях прусских герцогов с епископством Кульмским и с городами, бюргерством и дворянством Западной (Королевской) Пруссии. В этой же серии были представлены и более отдалённые страны: Дитер Хекман издал том, посвящённый отношениям Пруссии с Западной и Южной Европой, а Христиан Гальбек выпустил сборник об аналогичных контактах с Венгрией, Чехией и Силезией.

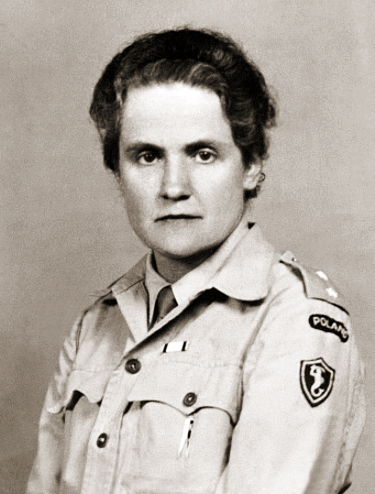
Графиня Каролина Лянцкоронская, историк искусства, активная участница польского Сопротивления. Была одним из учредителей и директором Польского исторического института в Риме, опубликовала многие документы из бывшего кёнигсбергского архива.

Ещё более впечатляющий эдиционный проект был осуществлён уже упоминавшимся Польским историческим институтом в Риме. На протяжёнии многих лет он выпускал известную серию документальных публикаций «Elementa ad fontium editiones», задачей которой было ввести в оборот источники по истории Польши из архивов европейских стран (Ватикана, Италии, Испании, Великобритании, Германии и Дании). В 1973—1991 гг. сотрудники института Каролина Лянцкоронская и Люциан Олех издали в рамках этой серии 40 томов материалов из Тайного государственного архива прусского культурного наследия. Это были в основном источники по истории польско-прусских отношений. Хронологические рамки издания — 1525—1568 гг., то есть период правления Альбрехта Прусского. Естественно, что публикаторов интересовала при этом прежде всего история Польши, но среди опубликованных бумаг не могли не отразиться и многообразные аспекты жизни Пруссии.
Одним из аспектов прусско-польских отношений в XVII—XVIII вв. был так называемый диссидентский вопрос. С одной стороны, он был связан с реальными нуждами проживавших в Речи Посполитой протестантов и православных, а с другой — часто использовался соседними державами как повод к вмешательству во внутренние дела Польши. Ему посвятил свою книгу Готтхольд Роде (1916—1990). Он рассматривал положение протестантов в Польше и Литве на протяжении столетия (1640—1740). Эта проблема отчасти затрагивала и собственно Пруссию. Во-первых, герцогство (позднее королевство) оказывало поддержку протестантским общинам в соседней Жемайтии. Во-вторых, на прусской территории нашла прибежище часть диссидентов, оставивших Польшу из-за притеснений или высланных оттуда польскими властями. Роде написал своё исследование, опираясь прежде всего на неизданные источники из Тайного государственного архива в Берлине и Государственного архива в Кёнигсберге. В приложении к книге им были опубликованы документы по теме монографии за 1659—1736 гг. на немецком и латинском языках.

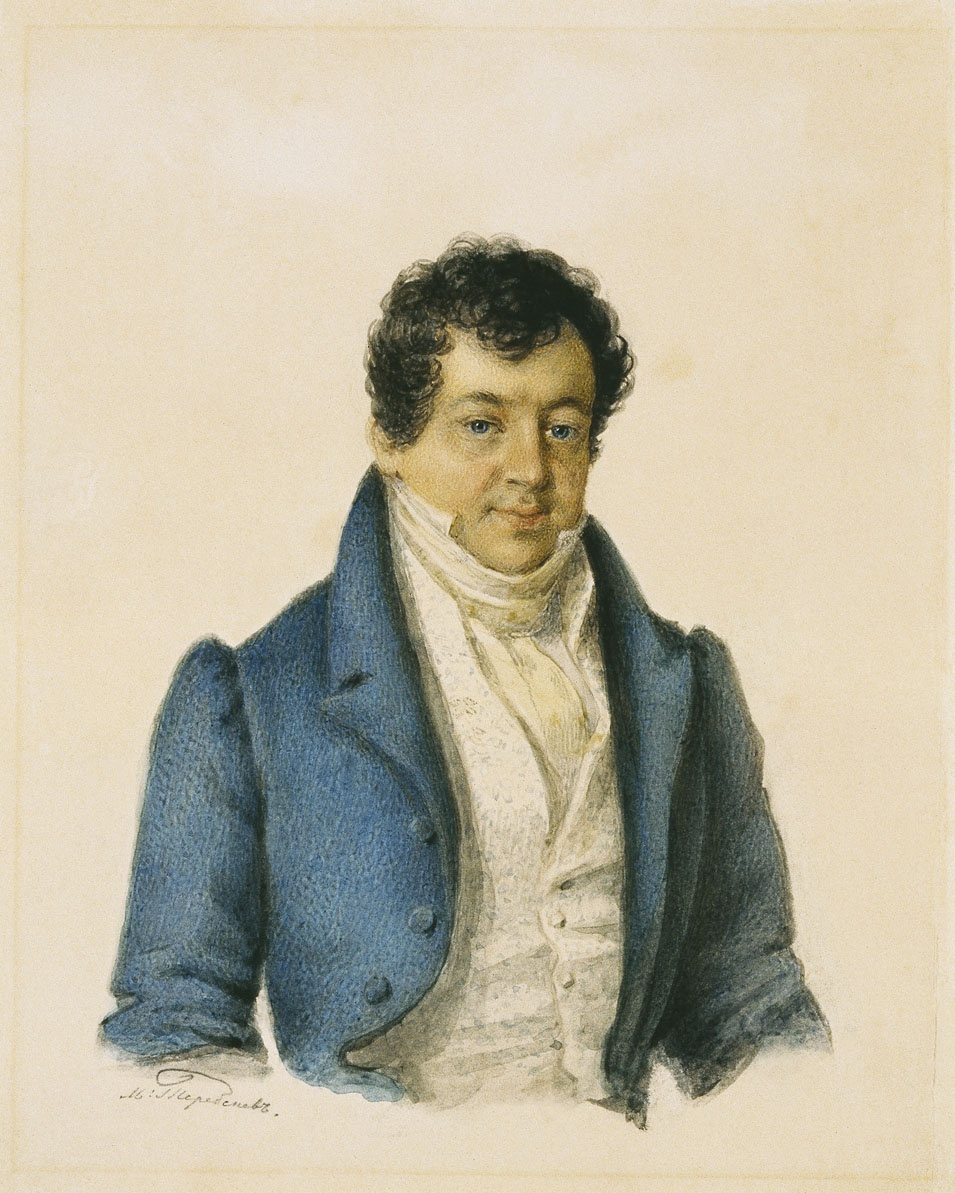
А. И. Тургенев. Портрет работы М. И. Теребенёва относится к 1830-м гг., когда Тургенев занимался изучением источников в зарубежных архивах и библиотеках.

Ещё в XIX в. к источникам по истории международных отношений Пруссии стали проявлять интерес русские учёные. Они ввели в оборот целый ряд документов XIII—XVI вв., отражающих политику орденской Пруссии, её отношения со Святым престолом и соседями (прежде всего Польшей и Литвою, а также русскими землями). Уже в 1838 г. сотрудник учреждённой в 1834 г. Императорской археографической комиссии Сергей Строев (брат выдающегося русского археографа П. М. Строева) доносил в свою комиссию из Кёнигсберга о собрании тамошнего Тайного архива, где среди документов Тевтонского ордена были и материалы о России. В те же годы развернул свои поиски известный историк А. И. Тургенев, обследовавший зарубежные европейские собрания (в частности, ватиканские) и издавший найденные материалы в двух томах. Позднее Археографическая комиссия выпустила дополнение к этому сборнику, в которое вошёл большой раздел грамот из Кёнигсбергского тайного архива о прусских и ливонских делах. Источниковые публикации продолжались в России и позднее. Г. Ф. Карпов извлёк из архива русского Министерства иностранных дел и опубликовал посольскую книгу за начало XVI в., запечатлевшую контакты московского правительства с последним орденским магистром Альбрехтом Бранденбургским (впоследствии светским князем). Целый ряд договоров России с Пруссией XVII—XIX вв. вошёл в многотомное издание, подготовленное к печати известным русским юристом Ф. Ф. Мартенсом.
Современная российская наука тоже имеет некоторые достижения в указанной области. Интересную публикацию из берлинского архива подготовил петербургский историк А. Н. Лобин, издавший три послания Василия III великому магистру Альбрехту. Во вступительной статье он указывал также, что намерен в будущем опубликовать и другие русские грамоты за 1516—1521 гг. из собрания исторического Кёнигсбергского секретного архива. Впоследствии из-под его пера вышел ряд статей с использованием берлинских архивных материалов, Наконец, в своей новой книге о Смоленской войне 1512—1522 гг. А. Н. Лобин привёл в виде факсимиле тексты нескольких документов из того же архива за первую четверть XVI в.
Заметным явлением современной археографии стали работы московского историка П. И. Прудовского. Обратившись к русско-прусским дипломатическим отношениям в XVII в., он ввёл в оборот также ряд неизданных источников по этому вопросу. Наиболее крупным начинанием такого рода стала подготовка комментированной публикации документов из Российского государственного архива древних актов (РГАДА). В первый её том вошли посольская книга за 1649—1671 гг. и дополнения в виде материалов из столбцов фонда 74 «Сношения России с Пруссией» (РГАДА) и иных архивных комплексов. С одной стороны, этот проект является составной частью работы по изданию русских посольских книг, возобновлённой российскими археографами в конце 1970-х гг. С другой стороны, упомянутая публикация в известной мере продолжает дело, начатое Карповым и Мартенсом. Вскоре в научной печати появился подробный разбор этого издания. В нём был высказан ряд серьёзных замечаний как редакционного, так и концептуального характера. Несмотря на это, рецензент отмечает важное значение указанной книги и выражает надежду, что продолжение серии будет подготовлено более тщательно. Тем же П. И. Прудовским было издано донесение бранденбургского комиссара Генриха Райффа о посольстве в Россию в 1649—1650 гг. Документ был извлечён археографом из Тайного государственного архива прусского культурного наследия в Берлине и опубликован на немецком языке и в современном переводе на русский. Это также крайне редкий пример обращения современных российских учёных к богатейшим фондам упомянутого архива. Ещё один источник из того же собрания был введён в оборот Д. А. Бессудновым. Им была издана речь Альбрехта Бранденбургского на коронации Сигизмунда II Августа (1530). Она была посвящена Рижскому архиепископству и роли в нём маркграфа Вильгельма (брата Альбрехта), который в 1529 г. стал рижским коадъютором (позднее, в 1539—1561 гг., он был последним католическим архиепископом Рижским). В упомянутую публикацию вошёл лишь русский перевод, выполненный историком с рукописи.
Один из аспектов русско-прусских отношений в XIX в. был связан с трудовой миграцией из России. В Восточную Пруссию на сезонные сельскохозяйственные работы прибывало множество русских подданных, подвергавшихся дискриминации со стороны работодателей и прусских властей. Ю. В. Костяшовым недавно был введён в оборот отчёт русского консула в Кёнигсберге А. М. Выводцева о положении таких рабочих.
В археографии получили отражение также отношения Пруссии с мусульманскими правителями. Так, немецкий востоковед Гельмут Шеель опубликовал послания турецких султанов к прусским королям, связанные с подготовкой соглашения о капитуляции. В приложении к работе были помещены оригиналы документов в факсимильном воспроизведении. Прусские государи поддерживали контакт и с Крымским ханством. Известно, например, что в XVII—XVIII вв. к бранденбургско-прусскому двору было отправлено не менее 9 посольств крымского хана, часть которых проезжала и через Кёнигсберг. Современный германский исследователь М. Хотопп-Рике ввёл в оборот некоторые источники на эту тему из Тайного государственного архива прусского культурного наследия (в виде факсимиле). Уже упоминавшийся Г. Шеель издал послание крымского хана Шахин Герая принцу Генриху, брату Фридриха Великого.
В совокупности названные публикации представляют широкую панораму прусской внешней политики как в средние века, так и в Новое время.

#### Средние века и раннее Новое время

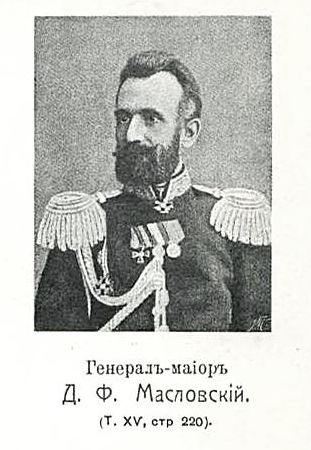
Д. Ф. Масловский (фото из Военной энциклопедии, т. 15. СПб., 1914).

#### Особенности конфессиональной ситуации в Пруссии

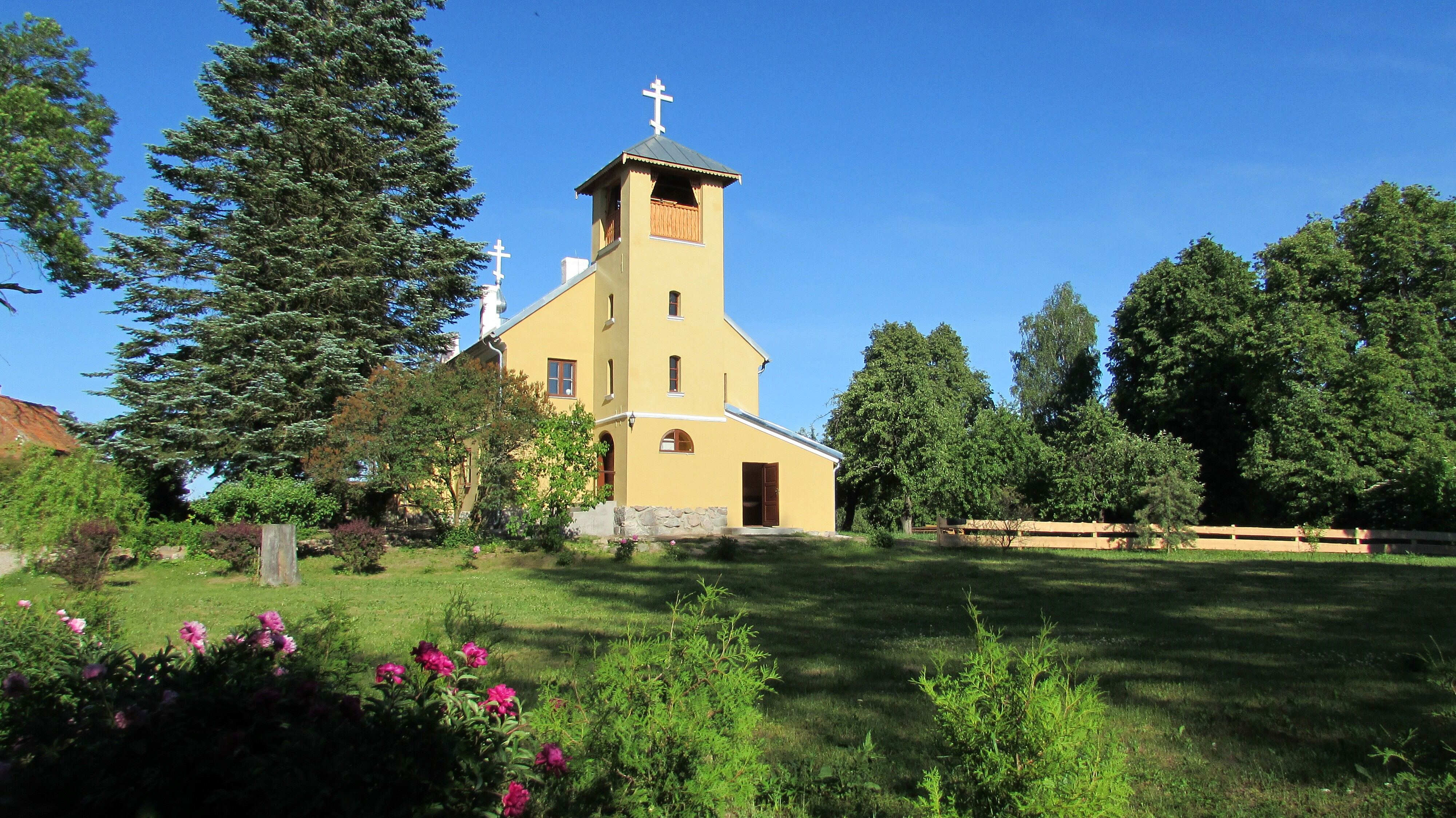
Войново (Пишский повет, Польша). Постройки бывшего старообрядческого Свято-Троицкого монастыря.

#### Источники по истории католической и протестантской церкви

Границы прусских католических епископств, определённые в 1243 г. Коричневым цветом отмечена часть территории еп. Вармийского, до 1772 г. составлявшая владение самих епископов.

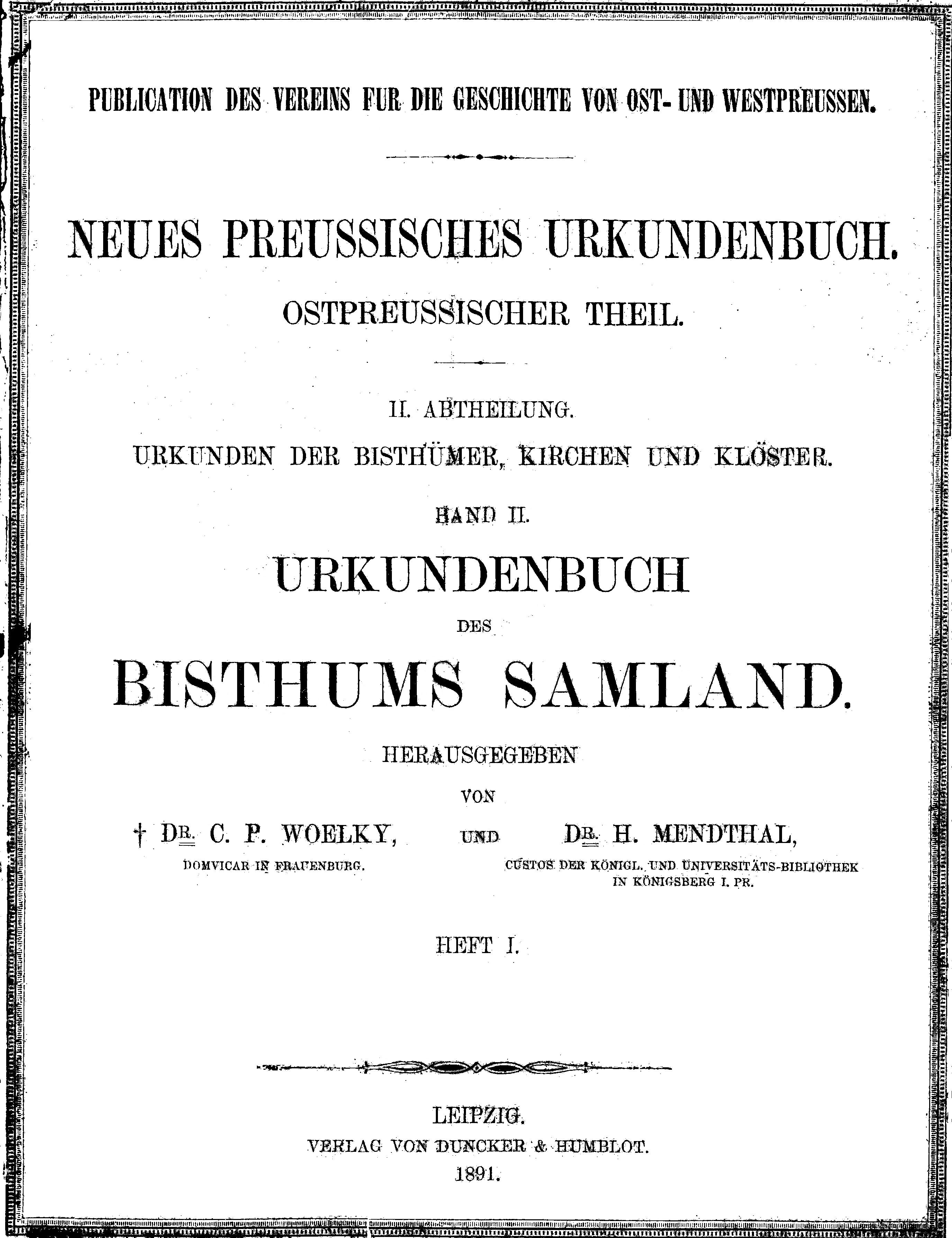
Первый выпуск сборника по истории еп. Самбийского, включает 219 документов за 1243—1318 гг.

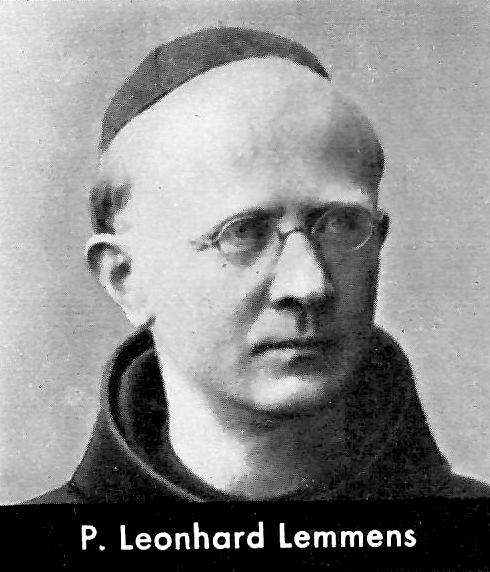
Леонгард Лемменс, с 1921 г. архивариус ордена францисканцев, издал множество источников и научных работ по истории своего ордена в Европе и Святой земле. Сборник о францисканцах в Пруссии и Ливонии был им составлен по материалам архивов Германии, Швеции и России (Петербурга и Риги).

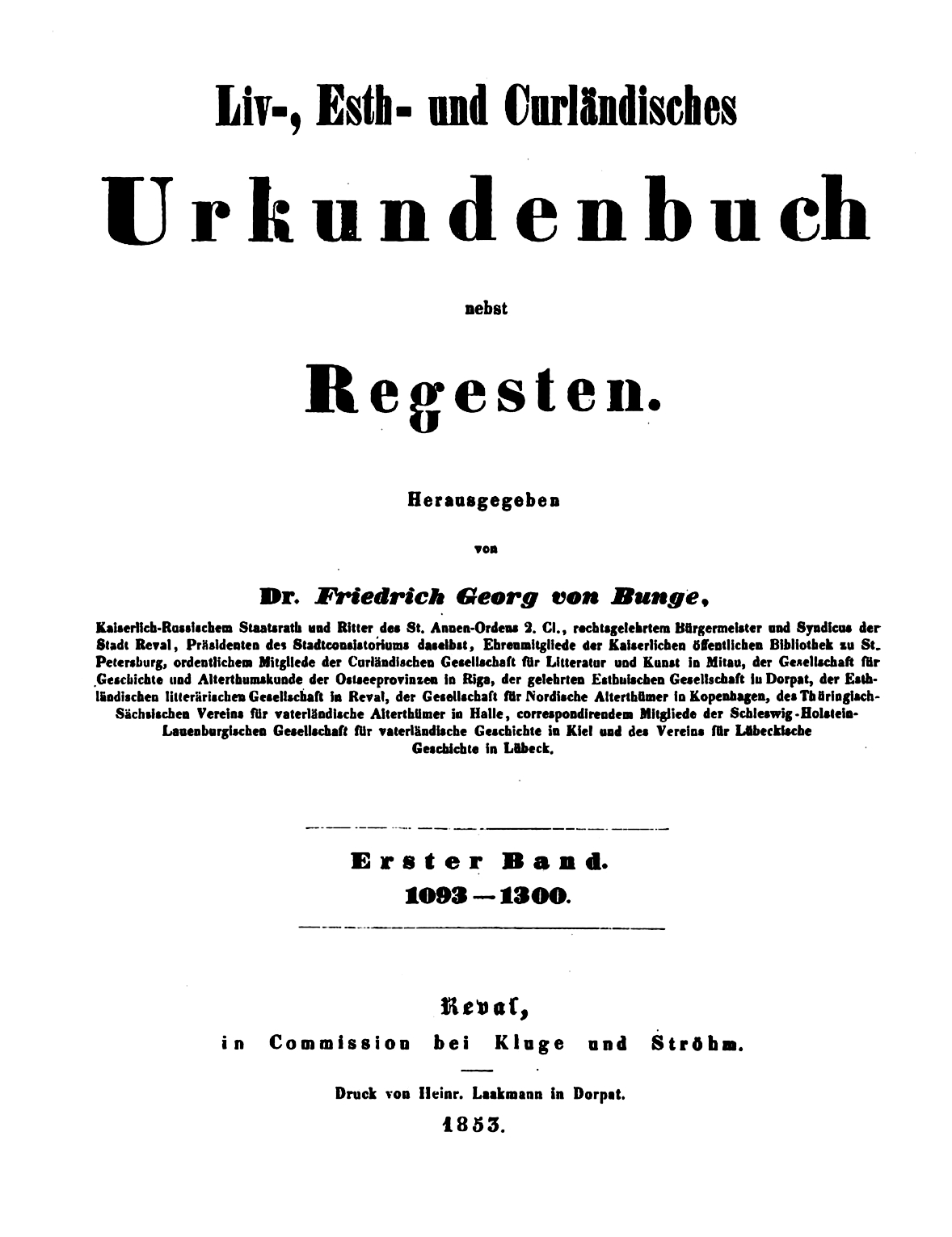
«Liv-, Esth- und Curländisches Urkundenbuch» — основополагающий сборник документов по истории Ливонии. Первый том содержит грамоты и регесты за 1093—1300 гг.

#### Источники по истории других деноминаций и конфессий

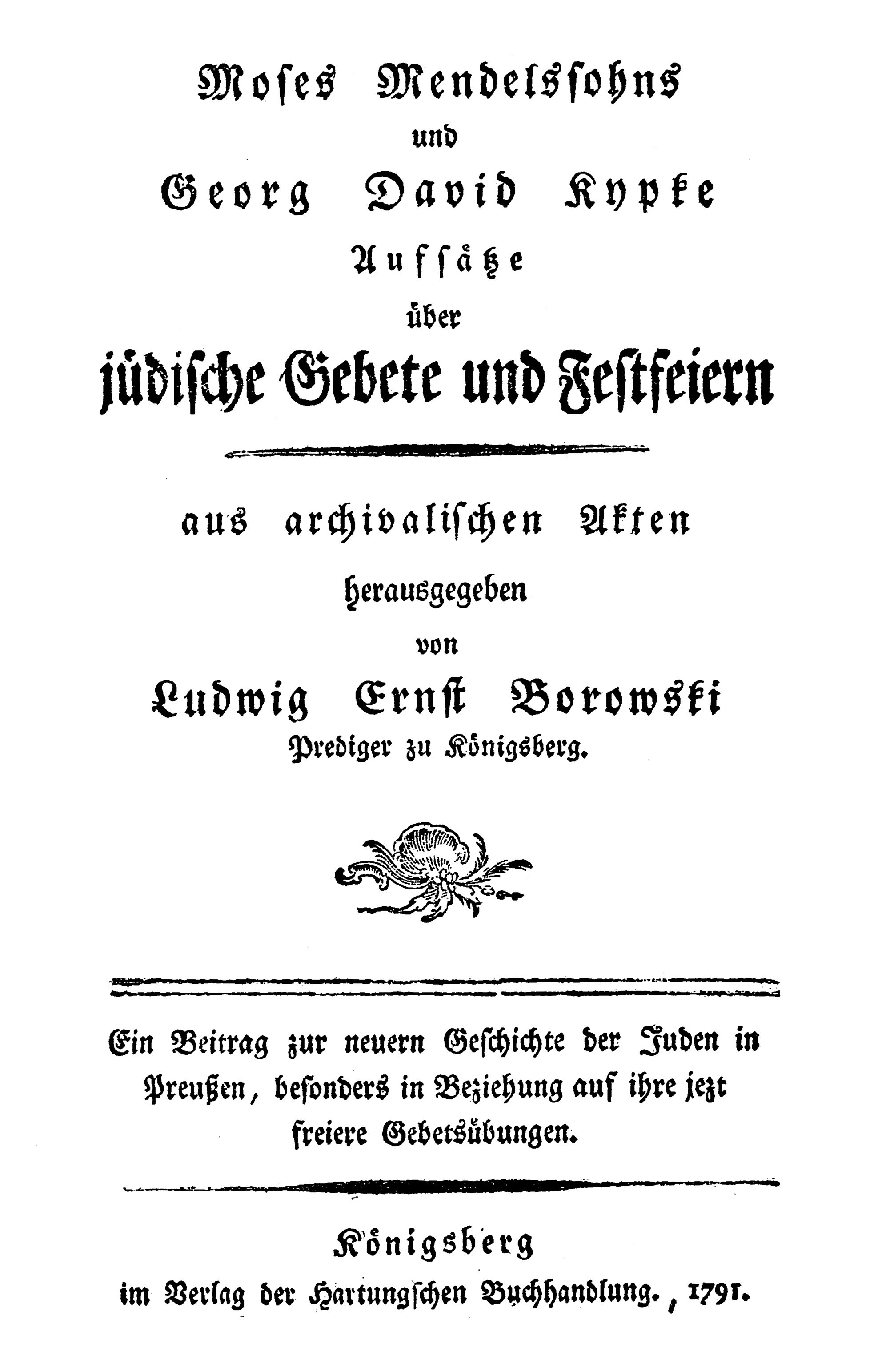
«Сочинения Мозеса Мендельсона и Георга Давида Кипке о еврейских молитвах и праздниках. Изданы из архивных дел Людвигом Эрнстом Боровским, проповедником в Кёнигсберге. К новой истории евреев в Пруссии, в особенности относительно их более свободного ныне вознесения молитв». Кёнигсберг, 1791. Титульный лист.

### Источники по истории культуры

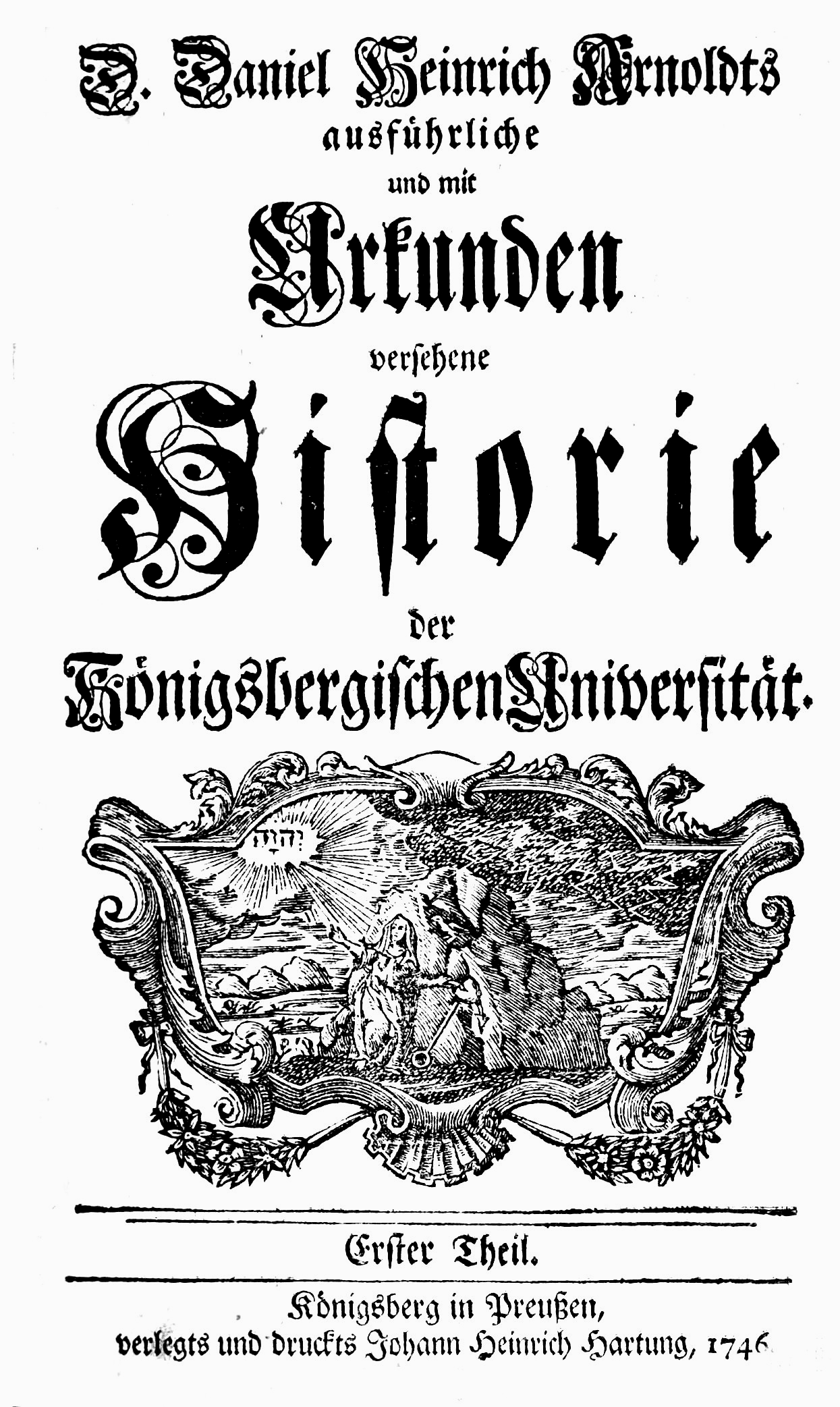
Д. Г. Арнольдт, «Подробная и документированная история Кёнигсбергского университета», часть первая (1746). Титульный лист.

#### XVIII—XIX вв.

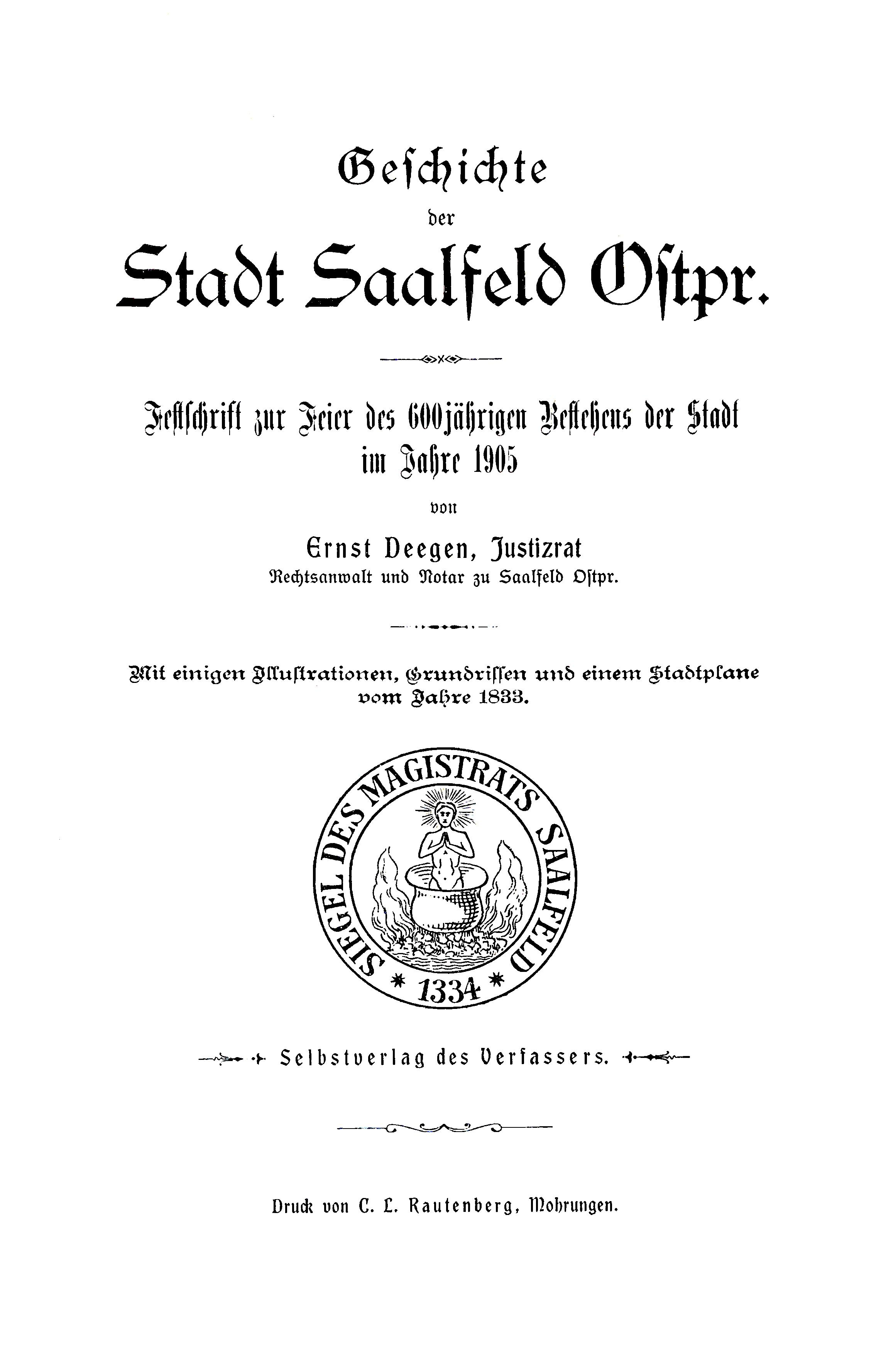
Эрнст Дееген, «История города Заальфельда в Восточной Пруссии. Фестшрифт к празднованию 600-летнего существования города в 1905 году. С несколькими иллюстрациями, планами и городским планом 1833 года. Издание автора» (Заальфельд, 1905). На титульном листе изображена печать городского магистрата.

## Библиографическая ситуация в целом

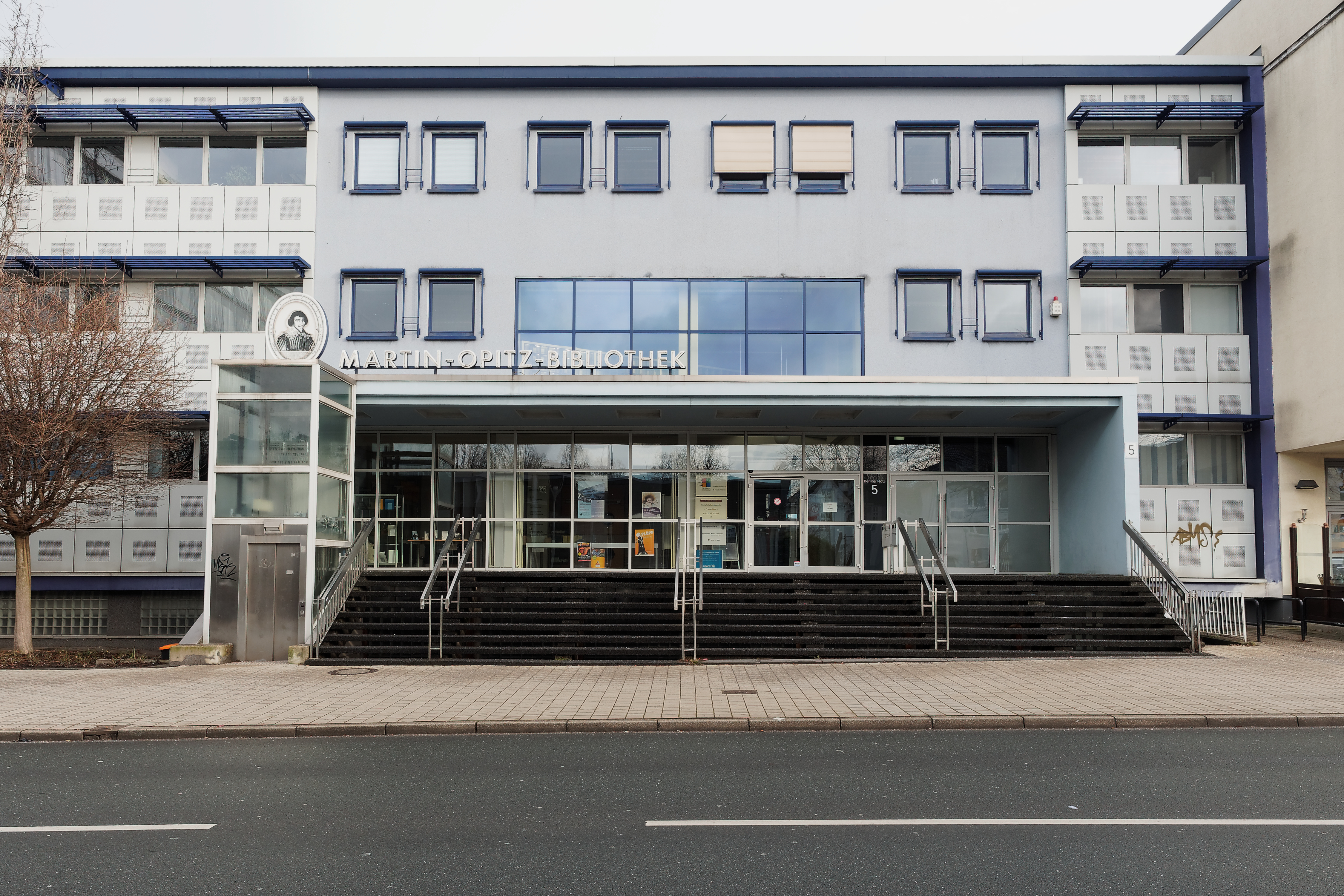
Херне, Библиотека Мартина Опица

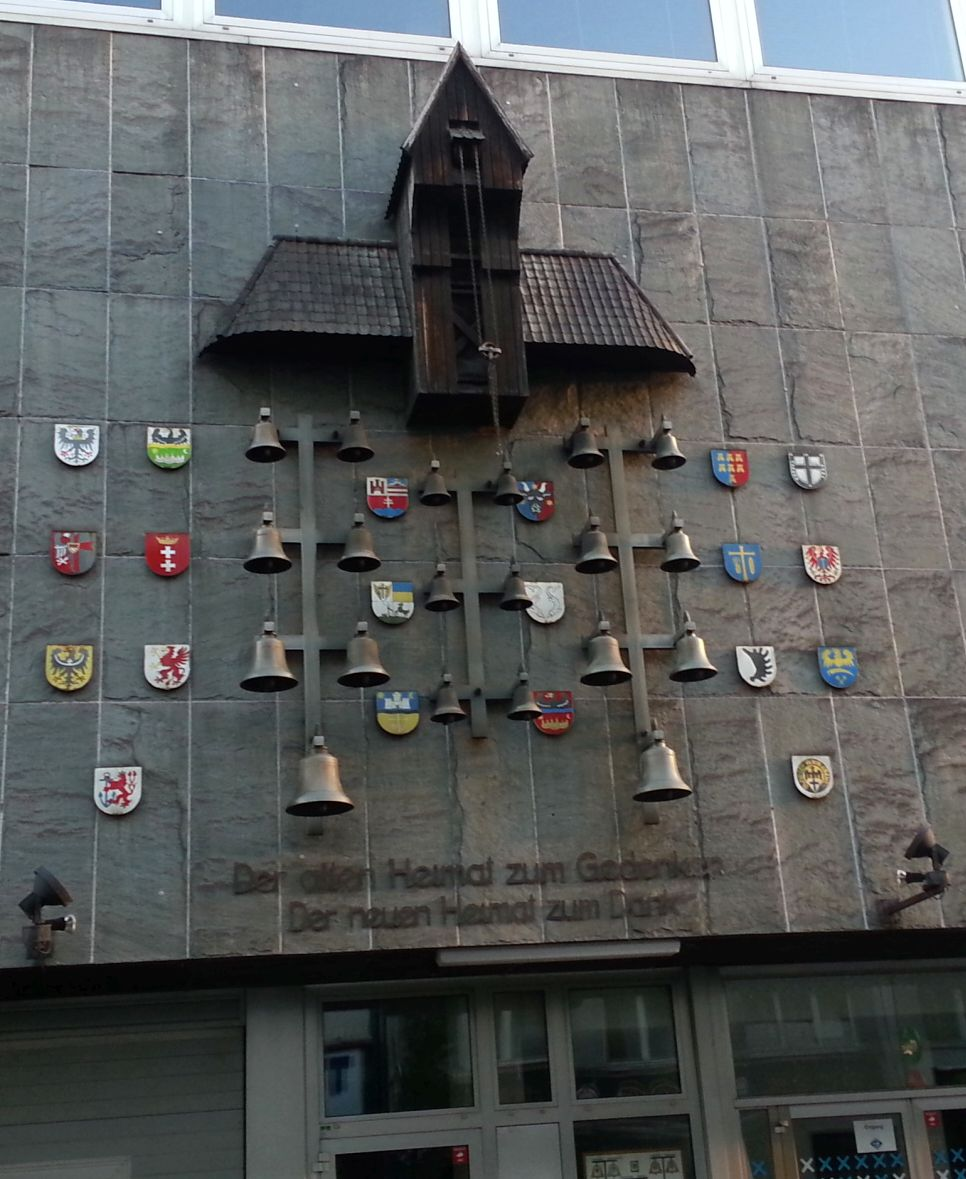
Дюссельдорф, вход в Дом им. Герхарта Гауптмана. На фасаде — стилизованное изображение Ворот-крана (Krantor) в Данциге (XV в.), звонница и эмблемы землячеств, объединяющих выходцев из бывших германских восточных провинций и восточноевропейских стран. Справа, во втором ряду снизу — эмблема Восточнопрусского землячества (с изображением лосиного рога). Надпись над входом гласит: «В память о старой родине — с благодарностью к новой».

##### Торунь

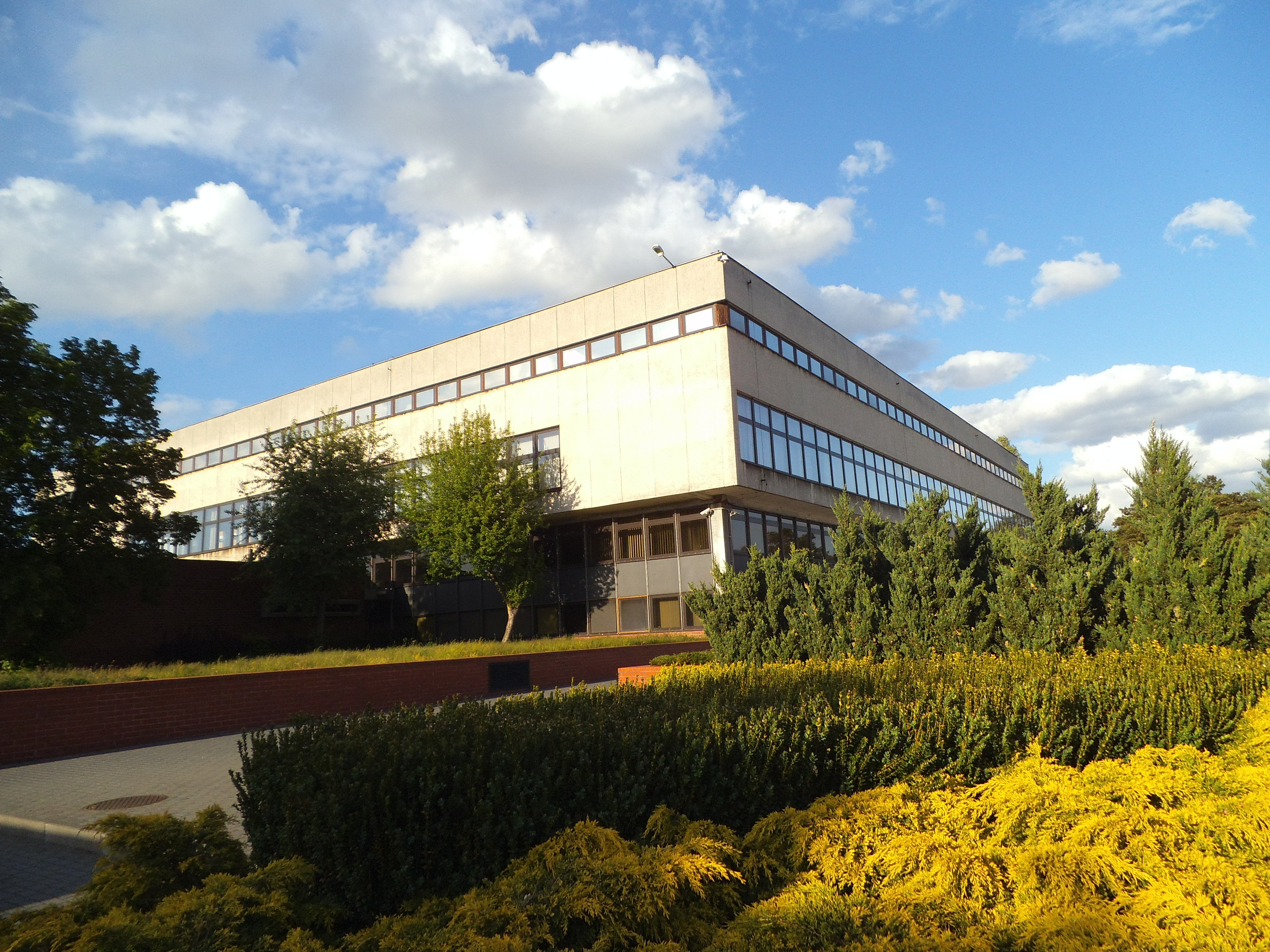
Торунь, библиотека Университета Николая Коперника.

###### Государственный архив

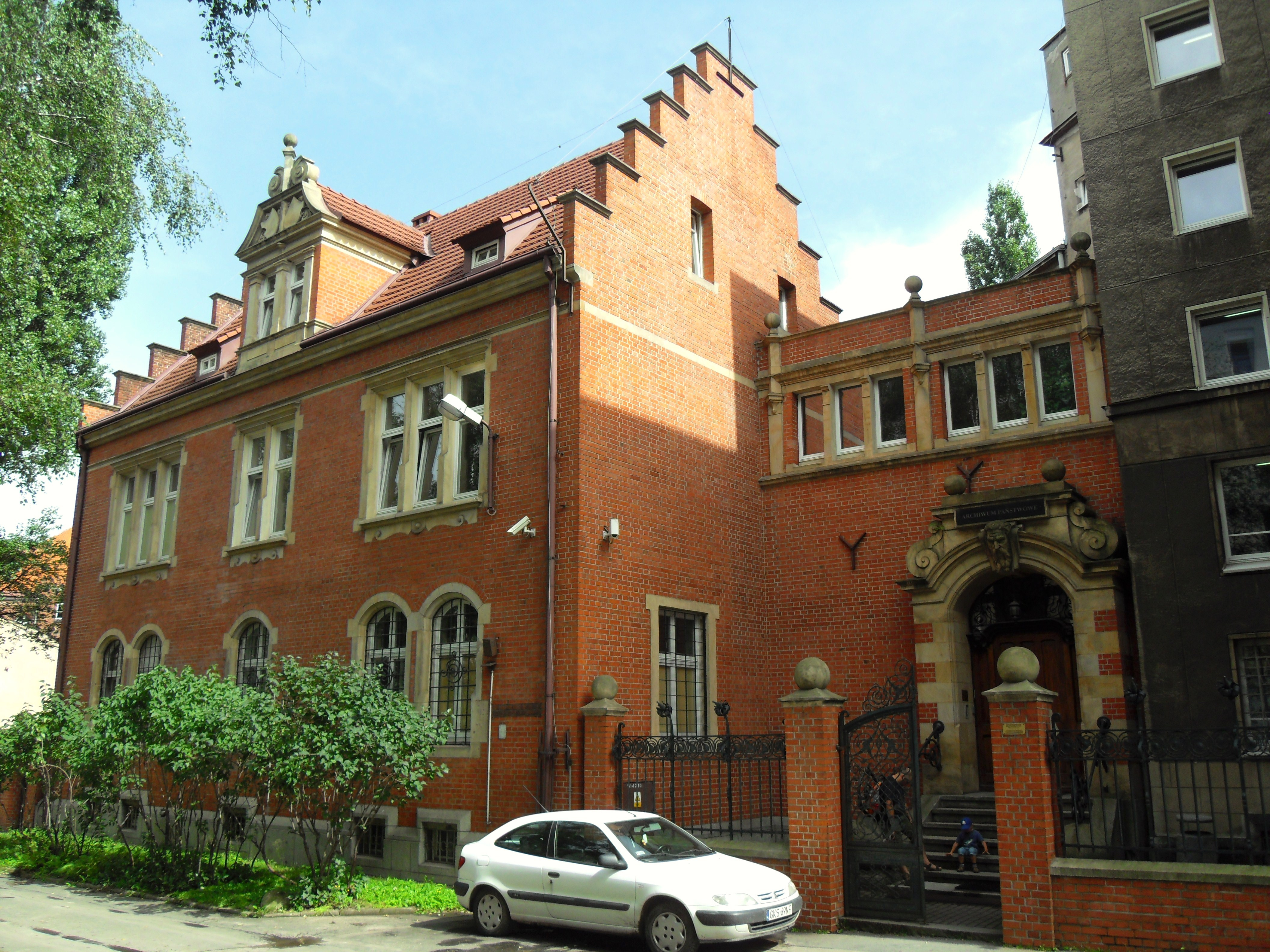
Гданьск, здание Государственного архива, где его фонды размещаются с 1902 г. после переезда из ратуши Главного города.